# Histoire de la Corée
Vous lisez un « article de qualité » labellisé en 2023.

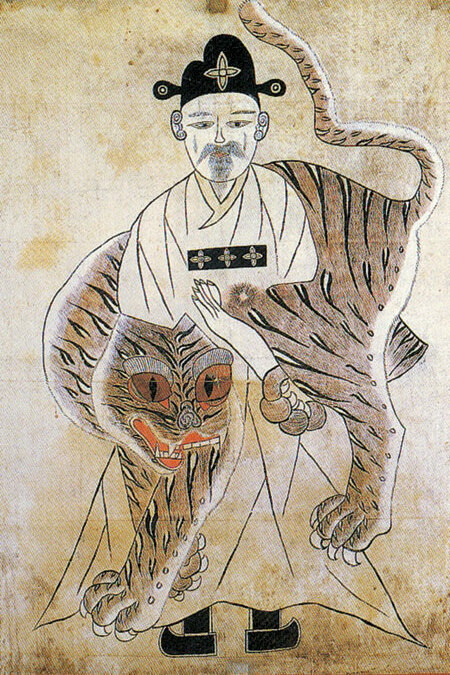
Minhwa représentant une divinité de la montagne et un tigre, figure récurrente dans l'art coréen.

L’Histoire de la Corée commence avec les premières traces d'occupation humaine entre 700 000 ans et 400 000 ans AP, dont des outils comme des bifaces et des pointes de flèches ou des harpons faits de pierre et d'os. Vers 6 000 AEC, une transition vers le Néolithique s'opère avec la présence d'outils plus fins, puis l'apparition des premières céramiques de la période Chŭlmun. Les pétroglyphes d'Ulsan remontant à cette époque révèlent une première complexification des strates sociales. La fin de la préhistoire est marquée par la période de la céramique Mumun, entre 1 500 et 300 AEC, et la culture du poignard de bronze qui voit apparaître les premiers bronzes.
Les premiers États attestés se constituent lors de la période des proto-Trois Royaumes alors que les quatre commanderies de la dynastie chinoise des Han s'installent dans le nord de la péninsule en 108 AEC. La période des Trois Royaumes qui s'étend du Ier siècle av. J.-C. au VIIe siècle voit émerger les royaumes de Koguryŏ, de Paekche, de Silla, et la confédération de Kaya. Ils se partagent la région jusqu'à l'unification de la péninsule par les Silla en 676. Ces royaumes captent les influences culturelles de la Chine proche. L'époque voit l'arrivée du confucianisme, du taoïsme, et du bouddhisme, mais aussi la création des premiers systèmes d'écriture coréens comme le hyangchal, le idu ou le kugyŏl.
Le royaume de Koryŏ fondé en 918 par Wang Kŏn met fin à l'instabilité qui caractérise le crépuscule de la période de Silla unifié. Ce régime dirige la Corée jusqu'en 1392, mais la fin de la période à partir de 1232 est marquée par l'invasion puis l'occupation mongole. La période voit l'émergence du bouddhisme Sŏn, mais aussi l'introduction du néoconfucianisme par Ahn Hyang à partir de 1290. C'est aussi à cette époque qu'apparait la classe sociale des Yangban qui va dominer la pratique politique et intellectuelle du pays.
L'instauration de la période Chosŏn en 1392 par Taejo commence par la fin de la domination mongole du pays. Affaibli par un factionnisme politique important, le régime de Chosŏn est confronté aux invasions japonaises de 1592 et 1598, puis à celles des Jürchen en 1627 et 1636-1637. La Corée bénéficie au XVIIIe siècle d'une période de prospérité marquée par un foisonnement culturel important, avant de devoir faire face au fort déclin du XIXe siècle. Le « Royaume ermite » devient alors la cible des prétentions expansionnistes de la Chine, de la Russie et du Japon. Cette dernière puissance l'emporte, et colonise le pays de 1910 à 1945.
La Corée sort de la Seconde Guerre mondiale libérée du Japon, mais divisée le long du 38e parallèle nord entre troupes américaines au sud de cette ligne et troupes soviétiques au nord. Cette situation dégénère en guerre de 1950 à 1953, à l'issue de laquelle deux États sont créés. La Corée du Nord rejoint le camp communiste sous la férule de la dynastie Kim. La Corée du Sud rejoint quant à elle le camp américain et, après avoir connu plusieurs régimes dictatoriaux, adopte progressivement un régime démocratique à partir des années 1980.

## Préhistoire

### Paléolithique (env.700 000à10 000AEC)

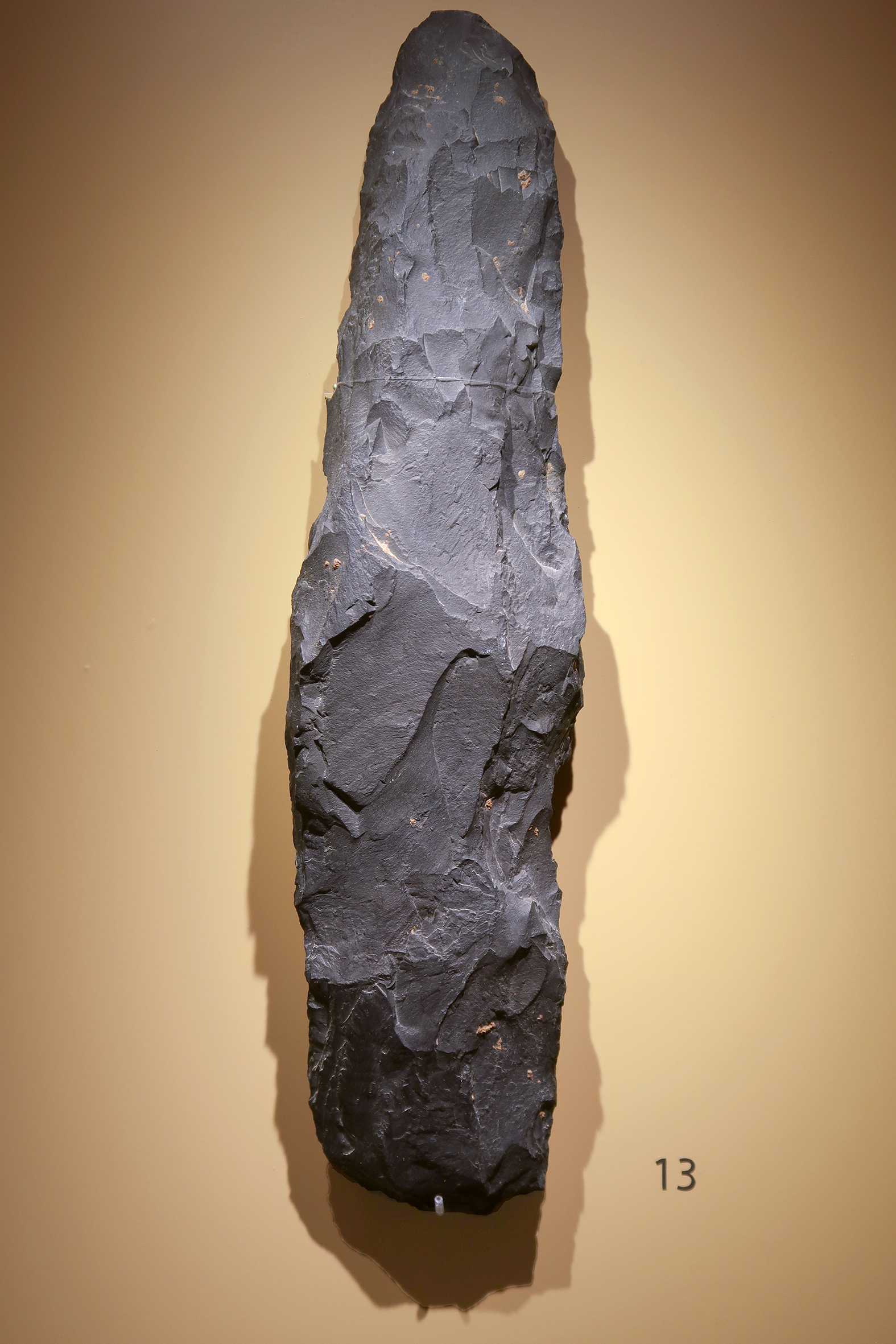
Couteau paléolithique.

Des éléments d'ordre linguistique et génétique semblent indiquer comme origine proche de la population coréenne le nord-est de l'Asie et la Mandchourie, probablement en provenance du massif de l'Altaï et du centre de l'Asie. Les premières traces d'occupation humaine sont en général datées entre 700 000 ans et 400 000 ans AP, sans élément permettant d'établir une occupation permanente de l'homme dans la péninsule lors de ces périodes.
Si les principaux sites paléolithiques couvrent l'ensemble du territoire coréen, du fleuve Tumen, au nord, jusqu'à l'île de Jeju, au sud, ils sont concentrés le long des bassins des principales rivières de la péninsule (Taedong, Imjin, Hantan, Han). C'est sur ce type de sites que les plus anciens outils du Paléolithique de Corée auraient été découverts dans la grotte de Geum-gul. Leur âge est estimé, sans certitude absolue, entre 700 000  et   500 000 ans AP.
La population fabrique les premiers bifaces et utilise des cavernes avant des campements temporaires semi-enterrés et recouverts de branchages. La chasse puis la pêche fournissent l'alimentation, ce qu'indiquent des outils (bifaces, pointes de flèches, harpons...) fabriqués à partir de pierres et d'os. Des gravures ont été préservées sur le site de Sŏkchang-ni (ko) (Seokjangni ou Sookjang-ni), composées de figures animales telles que des ours, des chiens ou des tortues.

### Mésolithique et Néolithique (10 000à1 500AEC)
Vers 6 000 AEC, une transition vers le Néolithique est notable dans la péninsule : elle est caractérisée par un travail plus fin des outils de pierre et l'apparition des premières poteries. L'évolution semble émerger depuis la Corée, et non apportée par des populations extérieures, aucune hausse de la population n'étant décelable dans les plus anciens sites de cette époque,.
Les premières poteries caractéristiques de la céramique Chŭlmun apparaissent vers 6 000 AEC, souvent en lien avec des amas coquilliers le long des côtes. Les autres outils retrouvés ainsi que la forme de ces poteries suggèrent une importance marquée de la pratique de la pêche dans ces sociétés. Si les premières poteries présentent des variations régionales très marquées, celles-ci s'estompent partiellement vers 3 500 AEC. Des similarités avec des poteries de la même époque retrouvées au Japon et dans le nord-est de la Chine suggèrent des échanges assez importants avec des populations de ces autres zones géographiques.
Une agriculture rudimentaire est présente à partir du IVe millénaire AEC. Le millet est la première plante dont la culture se développe en Corée. Des outils de pierre comme des mortiers ou des houes apparaissent, et des traces de la domestication du cochon peuvent aussi être relevées. Certains marqueurs génétiques laissent penser que cette révolution agricole s'est diffusée depuis la Chine vers la Corée avant de se transmettre au Japon. Des formes artistiques comme les pétroglyphes d'Ulsan montrent une complexification des strates sociales de ces sociétés, qui restent encore centrées sur une organisation clanique, matérialisée par des attributs totémiques.

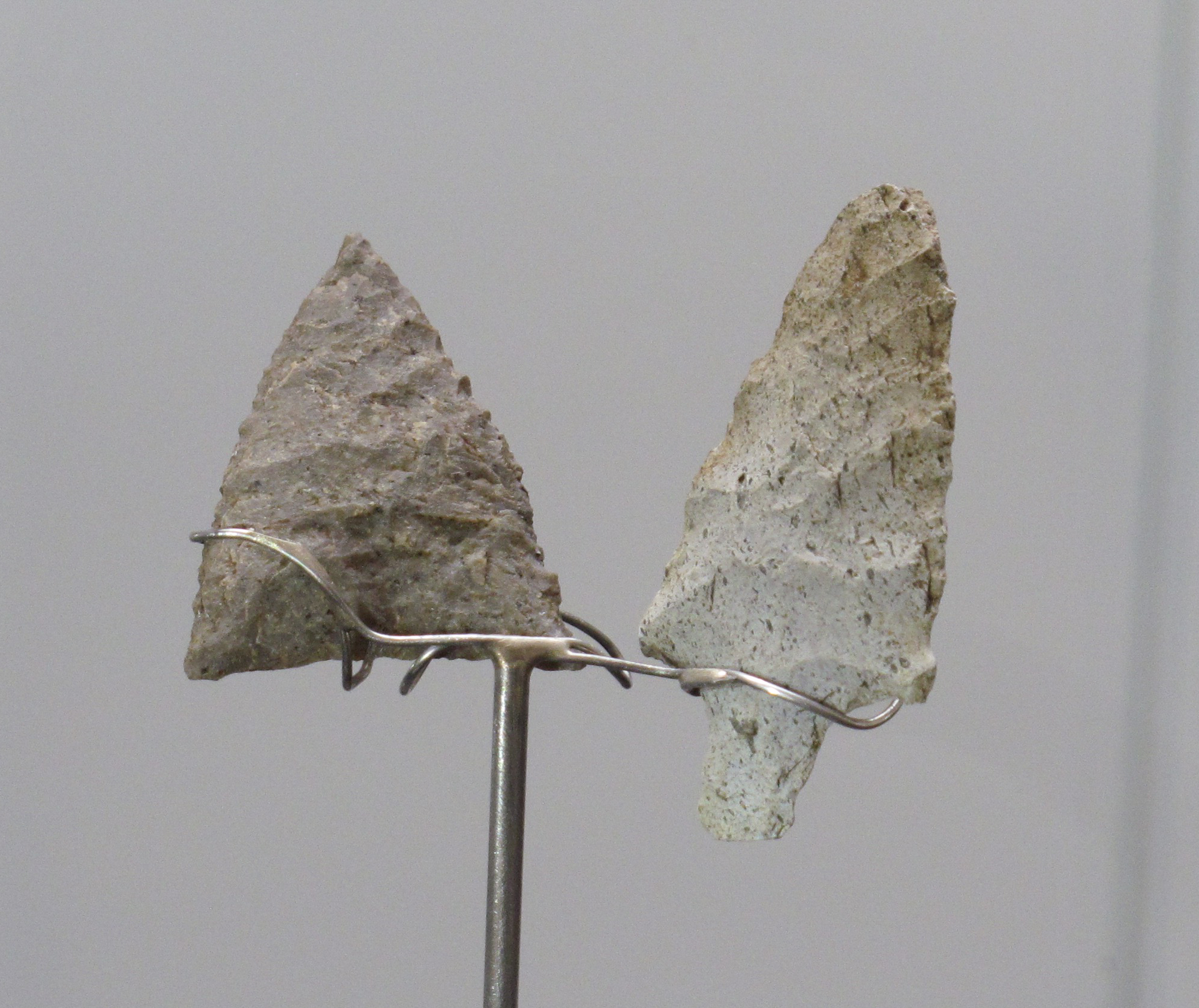
Pointes de flèches de pierre.
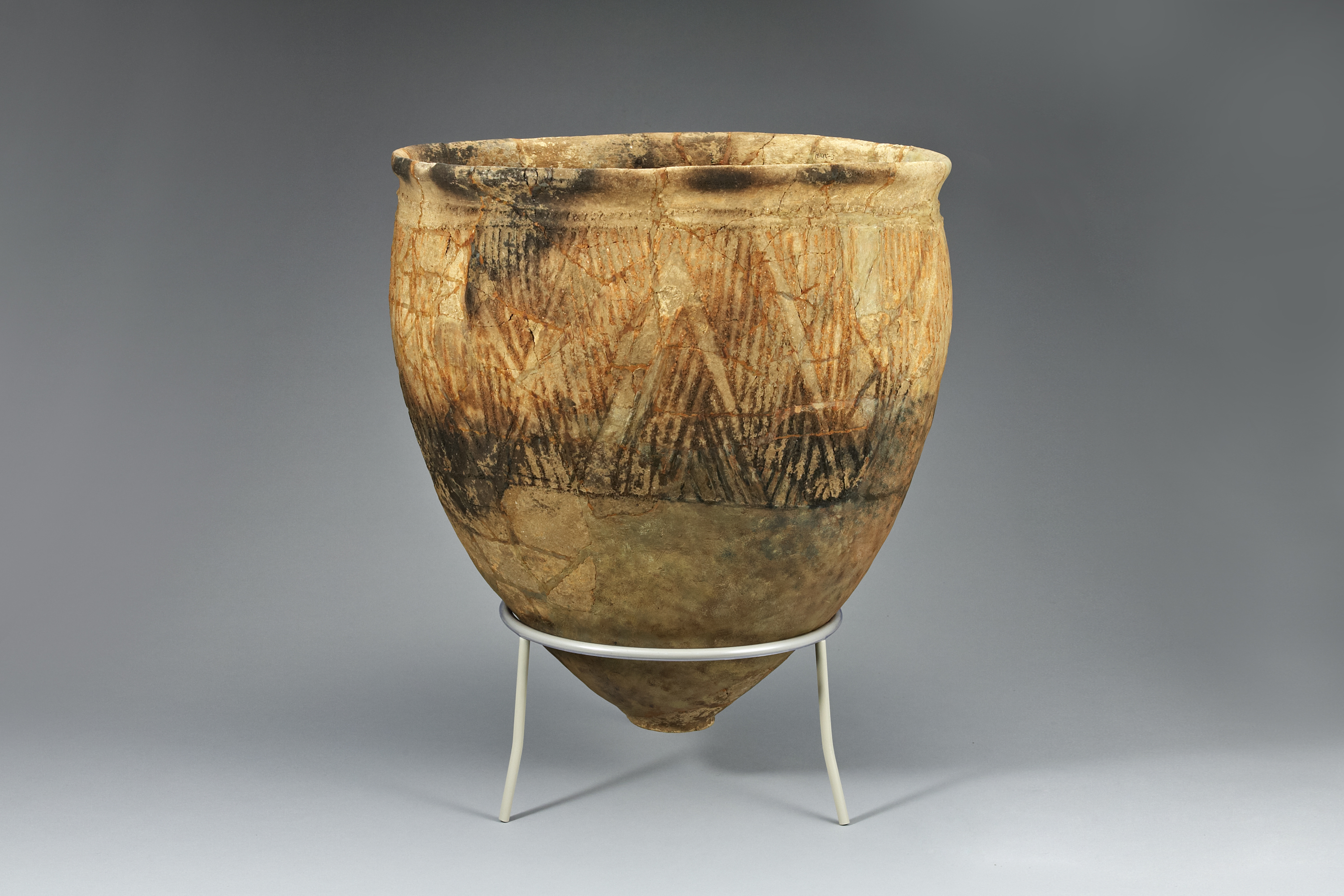
Poterie avec décors.
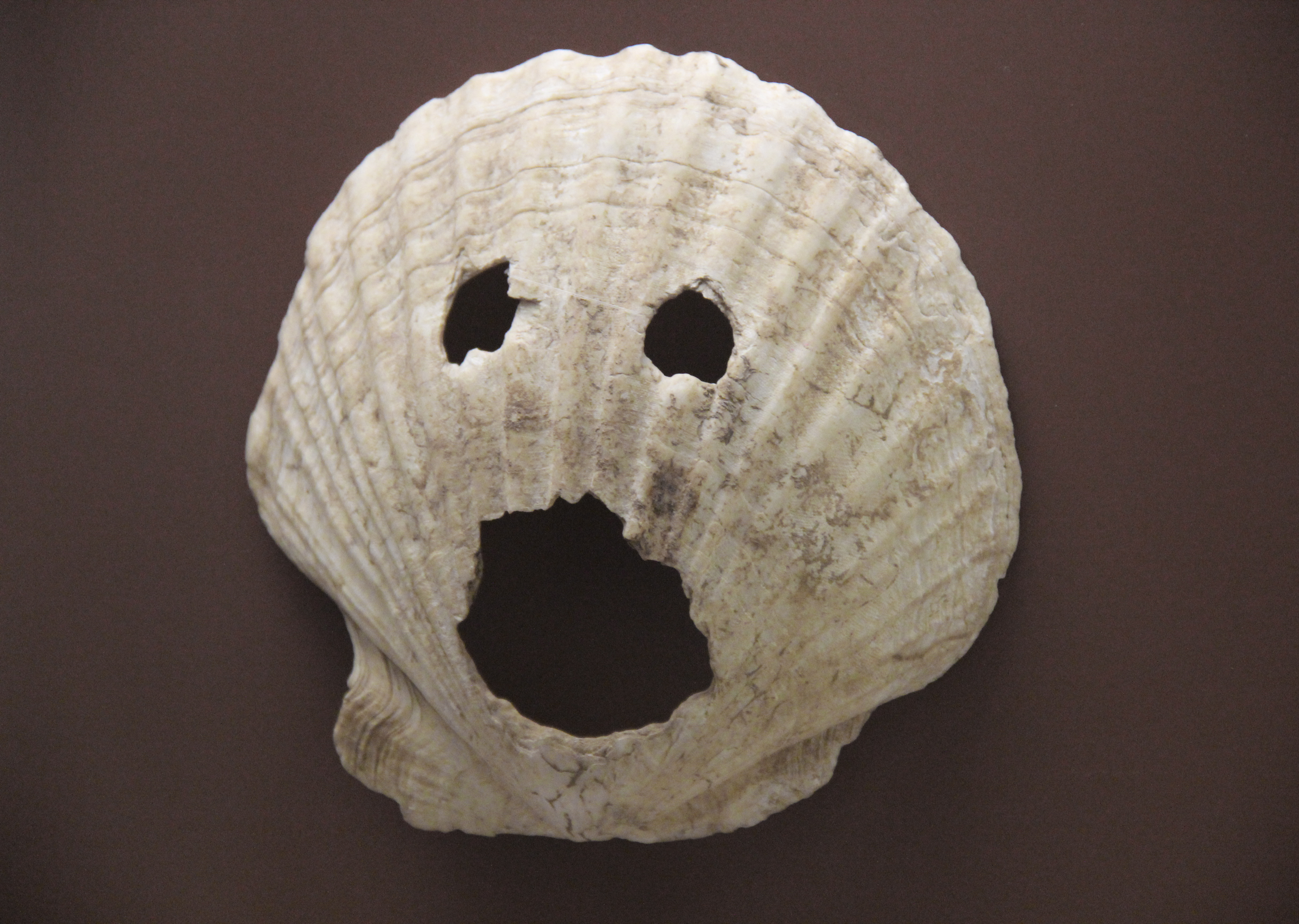
Masque taillé dans un coquillage issu de l'amas coquillier de Tongsam-dong.
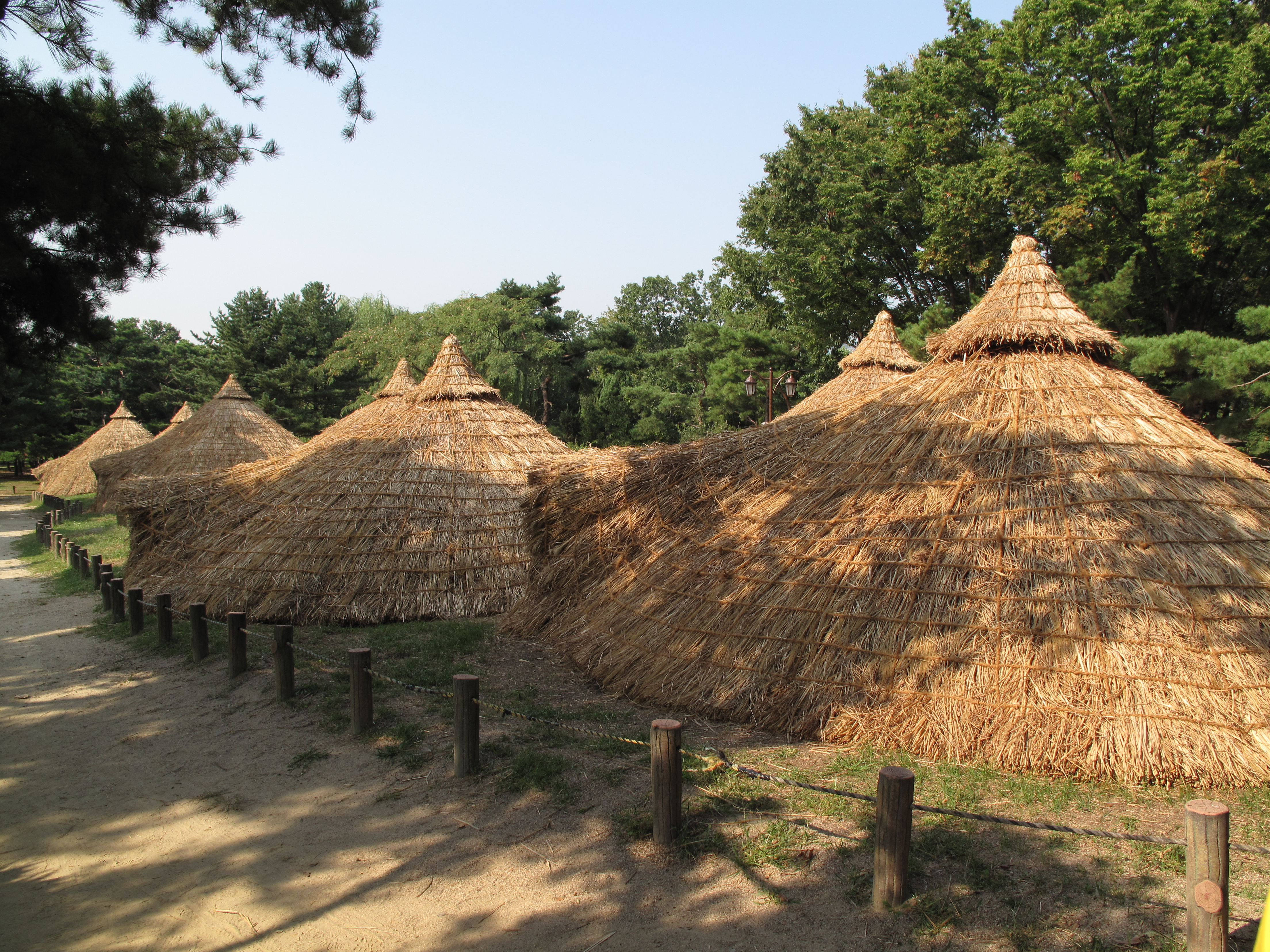
Reconstitution d'un village néolithique.
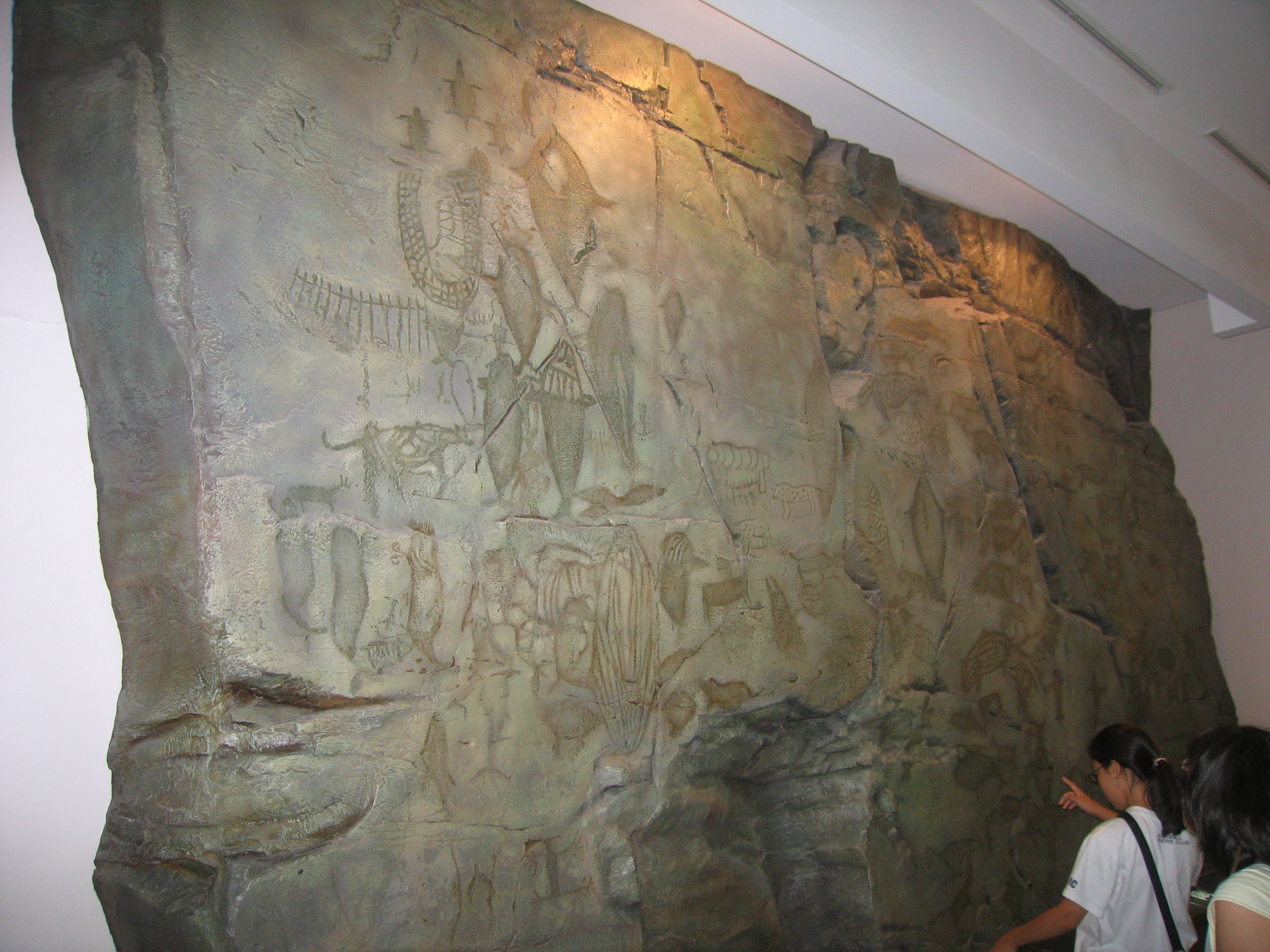
Pétroglyphes d'Ulsan.

### De l'âge de bronze à la Protohistoire
Les premiers objets de bronze trouvés en Corée remontent aux environs de 700 AEC. Leur style se démarque des productions chinoises de la même époque, et est similaire à celui d'objets de même type trouvés en Mandchourie et dans la péninsule du Liaodong, comme des poignards en forme de violon ou des miroirs à poignées multiples. D'autres productions locales se rapprochent aussi de ce qui est observable en Mandchourie à la même époque, le pays comptant près de 10 000 dolmens, les principaux à Koch'ang, Hwasun et Kanghwa. La construction de ces ensembles de pierres semble indiquer l'existence de communautés humaines assez nombreuses et aux organisations sociales assez complexes pour ériger ces constructions, probablement plus grandes que de simples tribus. Les productions céramiques évoluent vers une forme sans décorations ou « Mumun », mais aussi aux formes plus diverses et aux parois plus épaisses. De plus, les populations locales continuent d'utiliser des outils de pierre dans le cadre de l'agriculture ou de la chasse. Les restes de villages retrouvés montrent des concentrations d'habitations aux sommets de buttes sans doute fortifiées, témoins de l'émergence de pouvoirs politiques locaux commençant à s'affirmer et à devoir se défendre de leurs voisins.
Les premiers objets de fer apparaissent vers 300 AEC et les premières mentions dans des écrits historiques chinois peuvent être trouvées dans le Shiji rédigé entre les IIe et Ier siècles av. J.-C. par l'historien Sima Qian.

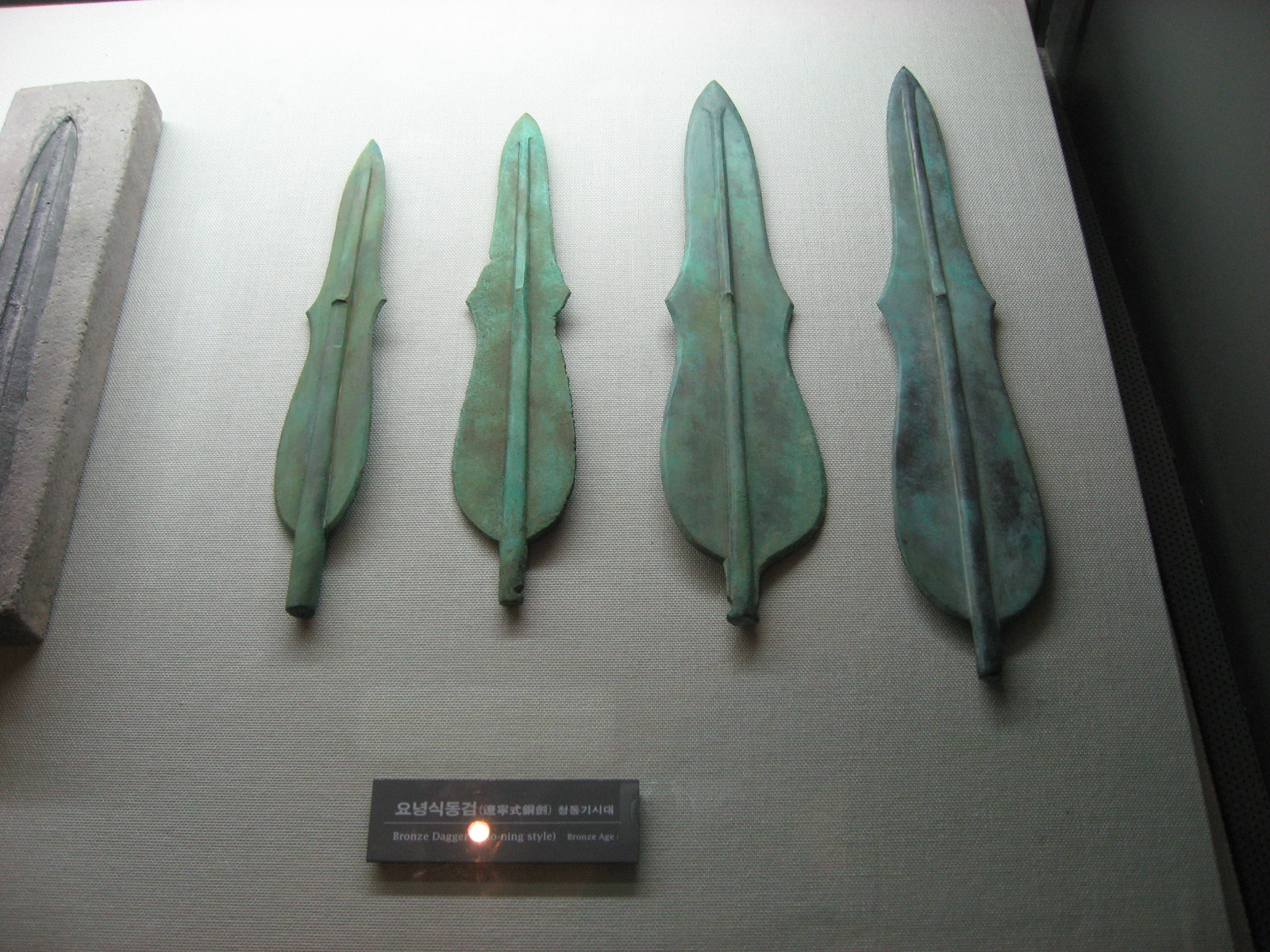
Poignards en forme de violon.
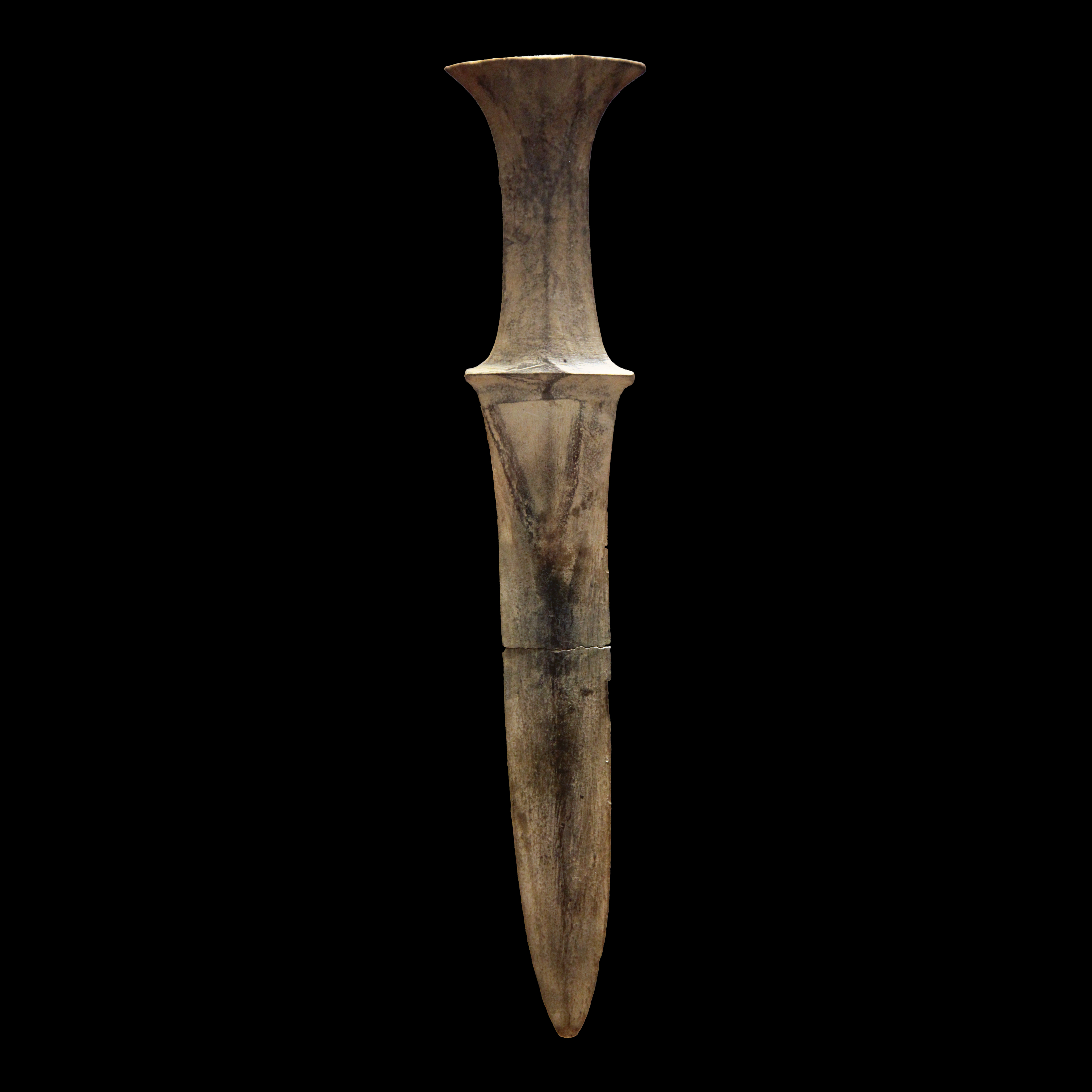
Lame de pierre.
Poterie Mumun.
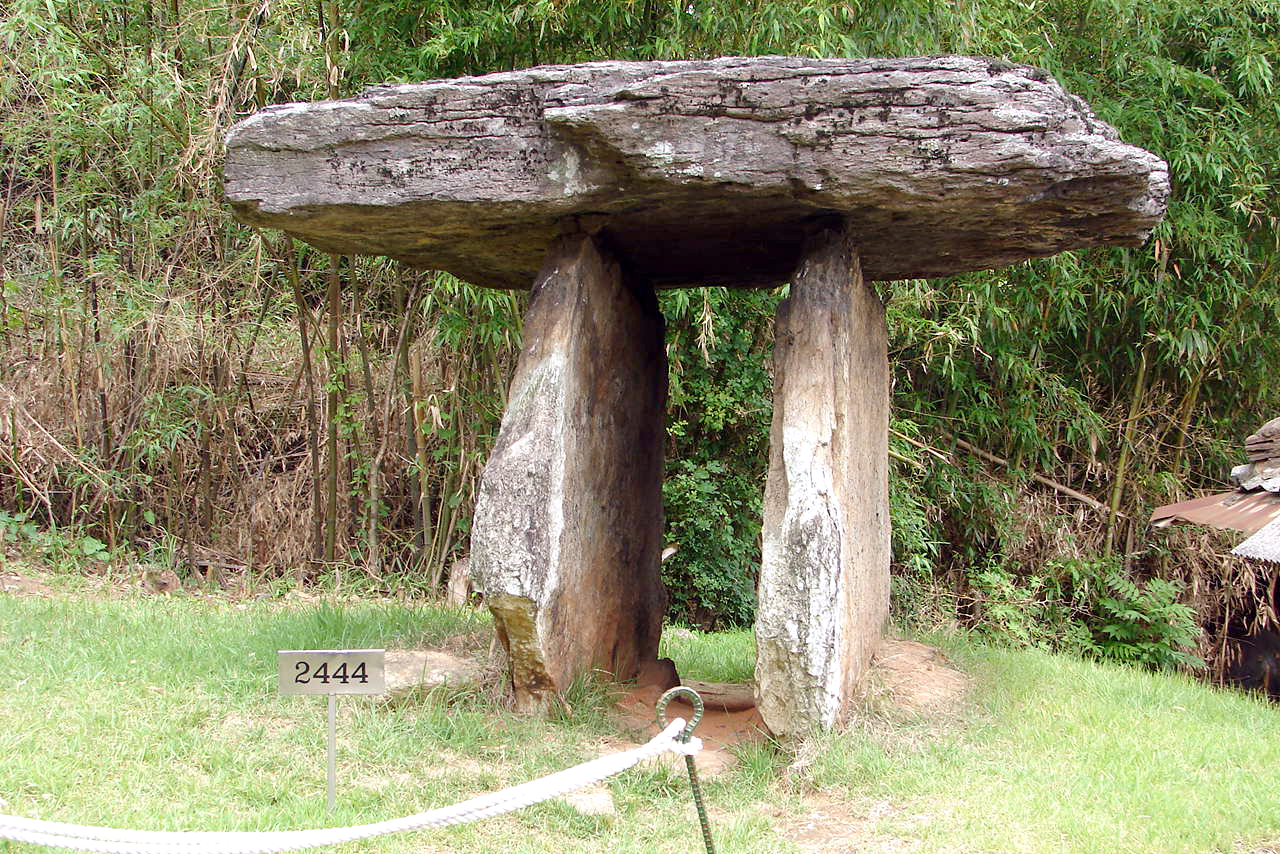
Dolmen à Kanghwa.

## Période Ko-Chosŏn et les proto-Trois Royaumes
Vers le VIIIe siècle av. J.-C. se constitue le royaume du « Chosŏn ancien » ou « Ko-Chosŏn » dans les plaines environnant la rivière Liao. De petite chefferie locale, ce pouvoir parvient par les armes et par alliances à étendre son influence sur une confédération de royaumes entre les rivières Taedong au sud et Liao au nord. Vers 320 av. J.-C., ce royaume doit faire face à une invasion des Yan qui ampute son territoire du bassin de la rivière Liao. La fin de la période des Royaumes combattants en Chine entraine son lot de réfugiés dans le royaume, dont Wiman, un général des Yan, qui prend le pouvoir à la faveur d'un coup d’État en -194. La fin de cette période est ainsi connue sous le nom de « Wiman-Chosŏn » ou « Chosŏn de Wiman ». Cet État connait une période de paix relative, jusqu'à une série de conflits avec la dynastie Han qui entraine son démantèlement en 108 et la création de quatre commanderies chinoises sur son territoire.

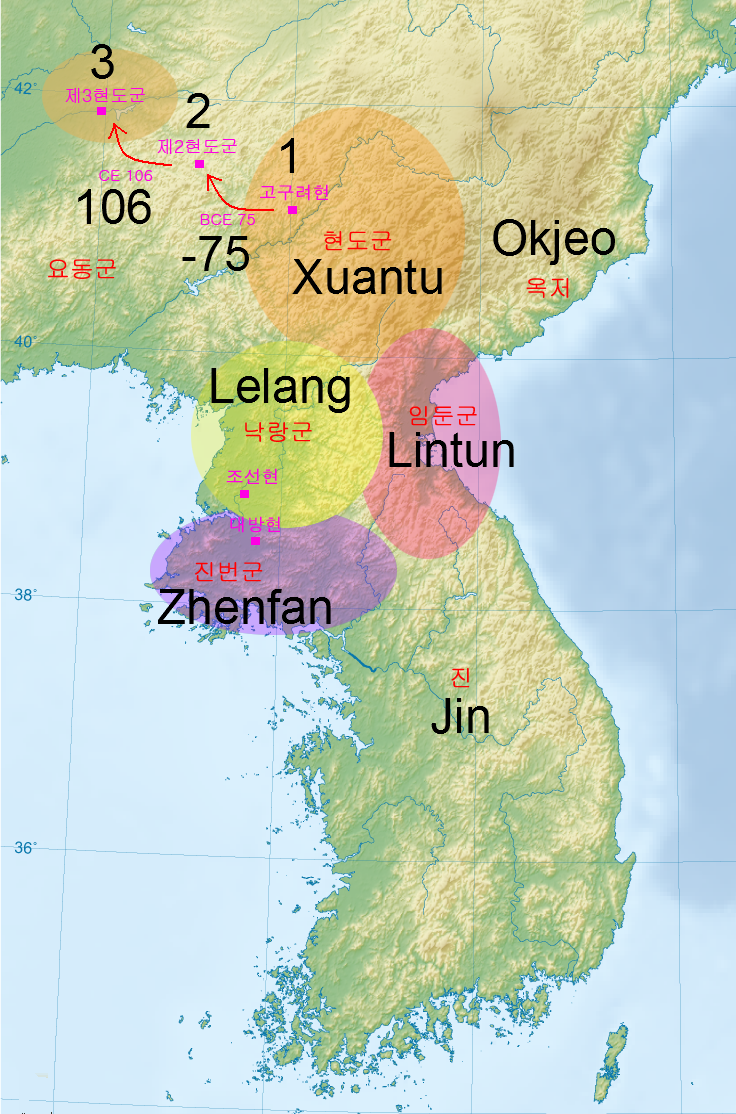
Implantation des Quatre commanderies chinoises en -108.

Des quatre commanderies chinoises créées en 108, seule la commanderie de Lelang est maintenue après la mort de l'empereur chinois Wu en 87 et perdure dans la péninsule au-delà de la chute de la dynastie Han trois siècles plus tard. La commanderie de Lelang agit alors comme un pôle de diffusion de la culture chinoise en Corée, permettant l'arrivée de l'écriture et de la littérature chinoises, et de son organisation politique. La commanderie émerge comme un pôle commercial international entre la Chine, le sud de la Corée, et jusqu'au Japon. Cette présence chinoise produit des sources écrites qui permettent de mieux connaitre les sociétés de cette époque.
Au sud de la commanderie de Lelang, au sud de la rivière Han, les « Trois Han » ou Samhan sont trois confédérations de royaumes, les Mahan, les Chinhan et les Pyŏnhan. Les sources chinoises les décrivent comme des sociétés essentiellement agraires, dont les élites politiques peuvent porter des vêtements de soie ainsi que quelques bijoux. Les langues parlées dans ces royaumes sont probablement celles qui ont donné naissance à la langue coréenne.
Au nord de la commanderie de Lelang, plusieurs entités voient le jour : les Puyŏ dans le nord de la Mandchourie, les Koguryŏ plus au sud mais liés linguistiquement et culturellement aux premiers, les Ye orientaux ou Tongye, et les Okchŏ. Ces quatre groupes sont connus collectivement sous le nom de Yemaek.

## Trois Royaumes de Corée duIersiècleav. J.-C.auVIIesiècle

### Unification politique lente de la péninsule

#### Émergence des Trois Royaumes

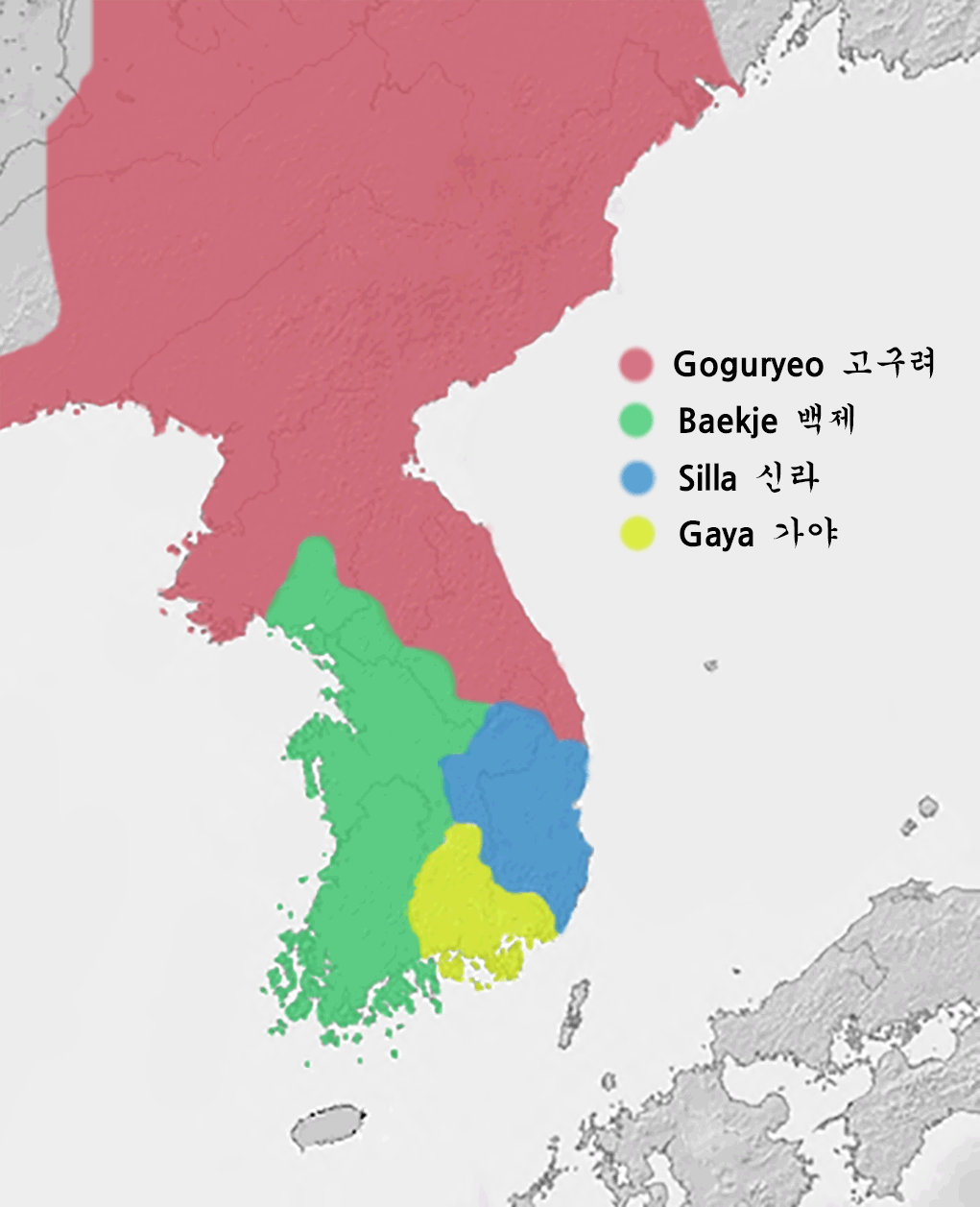
Carte de la péninsule vers 375, après la conquête par le Paekche (en vert) de la partie sud du Koguryŏ (en rouge).

Le royaume du Koguryŏ commence à se constituer avant le IIe siècle av. J.-C. sous la forme d'une cité fortifiée dans le nord de la péninsule. Après leur expulsion en 75 av. J.-C. de la commanderie chinoise qui les dirige, une confédération de chefferies commence à se constituer autour de cinq tribus. Chumong qui dirige l'une d'elles en prend la direction politique en 35 av. J.-C., marquant le début effectif du royaume de Koguryŏ. D'abord tribu nomade du sud de la Mandchourie, la nouvelle entité migre vers le sud, déplaçant au passage sa capitale de la ville de Jolbon vers Gungnae, sur les berges du fleuve Yalu en 3 ap. J.-C. Le nouvel État se structure et connaît une phase d'expansion importante lors du règne du roi Taejo le Grand à la fin du Ier siècle ; cette expansion se fait au détriment de terres détenues par d'autres tribus coréennes, mais aussi de la Chine, des raids étant menés au-delà du fleuve Liao. À la fin du IIe siècle, le règne de Kogukch'ŏn consolide la structure du royaume. Son administration est réformée pour affirmer son autorité sur l'aristocratie. Les conflits avec des pouvoirs chinois marquent le début du IIIe siècle, et en 244 les Wei envahissent le royaume et obligent le roi Tongch'ǒn à fuir et à trouver refuge dans l'État du Okcho. Cependant, les Wei sont conquis par un autre royaume chinois en 265, permettant au Koguryŏ de reprendre ses raids au-delà du fleuve Liao. En 313, la commanderie de Lelang est conquise par le roi Mich'ŏn, ouvrant ainsi la voie à une implantation dans la vallée de la rivière Taedong. Le pays est cependant ravagé en 342 par Murong Huang lorsque la dynastie Jin émerge comme puissance dominante en Chine. Le roi Sosurim entreprend des réformes à la fin du IVe siècle. La pratique du bouddhisme est acceptée dans le pays. Le confucianisme s'impose comme modèle politique, avec la création en 372 d'une institution chargée de former les hauts fonctionnaires, le T'aehak ; l'année suivante, un code de lois s'inspirant de cette école de pensée, le yulyŏng, est promulgué. Une réforme militaire est aussi entreprise, préparant la montée en puissance du royaume lors du règne de Kwanggaet'o Wang au tournant des IVe et Ve siècles.
Le royaume de Paekche se structure au sud-ouest de la Corée, au sein de la confédération de Mahan, en tirant profit de la fertilité du bassin du fleuve Han où il est installé. Selon le Samguk sagi publié en 1145, ce royaume aurait été fondé en 18 av. J.-C. par Onjo, l'un des fils du fondateur du royaume Koguryŏ, qui devient ainsi le premier roi de Paekche. Au milieu du IIIe siècle, le roi Koi étend sensiblement les frontières du royaume, en s'attaquant aux commanderies chinoises de Lelang et de Taifang, ainsi qu'aux Mohe au nord. Il modernise l'administration de son royaume, ce qui permet à ses successeurs de se lancer dans une politique de conquêtes militaires. Kǔnch'ogo effectue la conquête de la confédération de Mahan en 369, et en 371 il attaque le royaume du Koguryŏ et met à sac sa capitale. Tout le sud-ouest de la péninsule est à cette date sous son administration, c'est-à-dire la partie de la région la plus densément peuplée, et là où l'agriculture est la plus développée. Le royaume de Paekche s'impose alors comme intermédiaire économique et culturel entre la Chine et le Japon.
Le royaume de Silla émerge au sein d'une confédération de royaumes dans la plaine de Kyŏngju. Le Samguk sagi indique une fondation en 57 av. J.-C. par Hyŏkkŏse. Situé dans l'est du pays, et isolé des influences chinoises, il est plus lent que les autres royaumes à adopter des modèles de gouvernement venant de ce pays. Ce n'est qu'au milieu du IVe siècle qu'il parvient à s'imposer dans sa région d'origine et que le roi Naemul impose sa lignée pour diriger le royaume à partir de 356. Silla est réduit au rang de protectorat du Koguryŏ au début du Ve siècle dont il ne s'extrait qu'à la fin du même siècle en contractant une alliance avec Paekche.
Enfin, la confédération de Kaya se développe à l'extrémité sud de la péninsule, ainsi qu'au nord de l’île japonaise de Kyūshū. Contrarié par la présence de puissants voisins comme les royaumes de Paekche et de Silla, cet État ne parvient pas à moderniser son administration comme le font les autres royaumes à l'époque.

#### Des royaumes coréens en lutte pour asseoir leur domination duVeauVIIesiècle

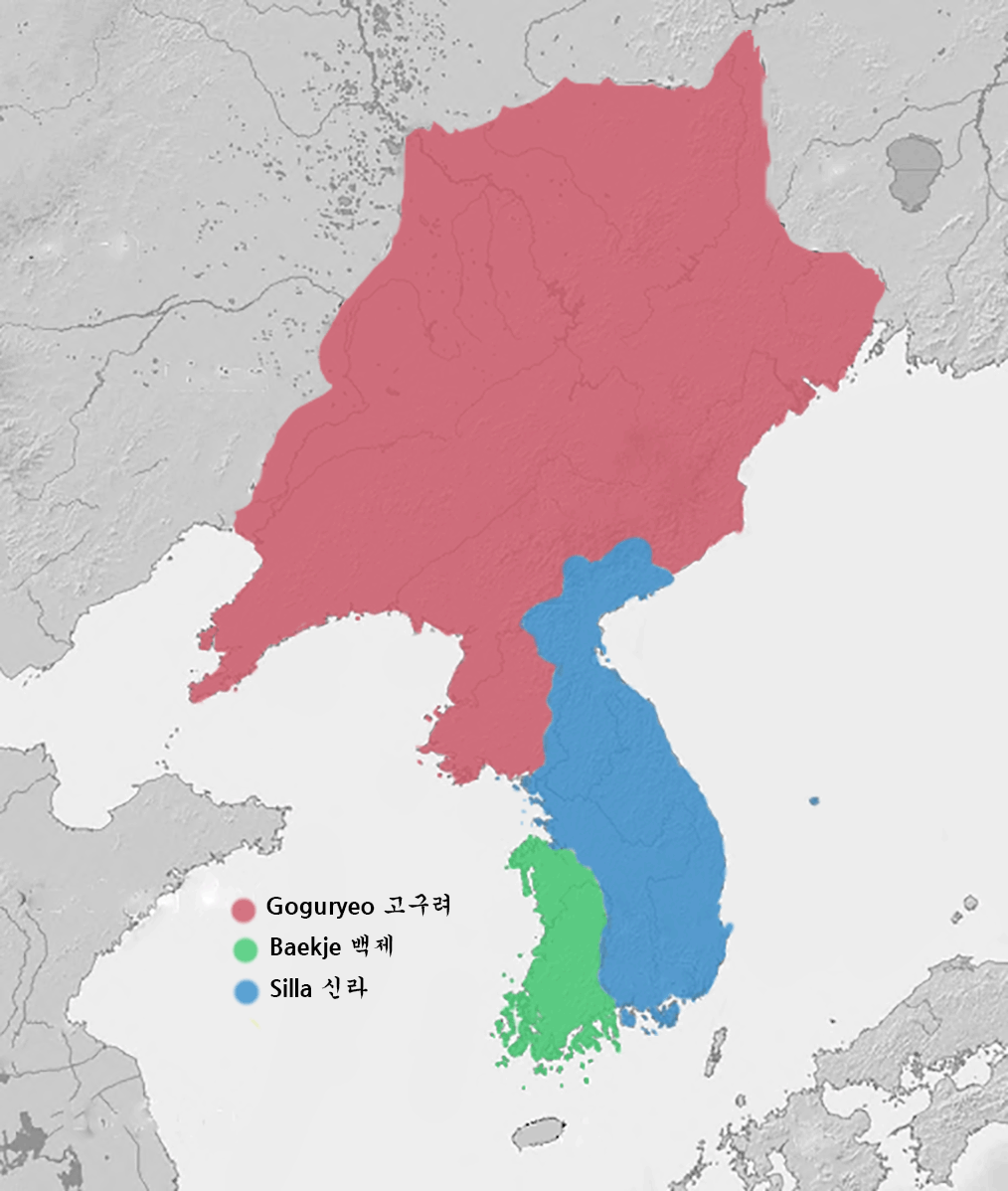
Carte de la péninsule vers 576, après la conquête par le Silla (en bleu) de la partie nord du Paekche (en vert).

Le Koguryŏ affirme sa domination sur la péninsule à partir du début du Ve siècle. Après la conquête d'une partie de la Mandchourie au nord, et d'une partie du royaume de Paekche au sud, par le roi Kwanggaet'o Wang lors de la dernière décennie du siècle précédent, son fils Changsu Wang étend son emprise sur la Corée lors de son règne de 413 à 491. Les deux tiers de la région sont ainsi conquis. La capitale est déplacée à Pyongyang en 427, et le palais d’Anhak y est construit. Profitant de la division de la Chine entre dynasties du Sud et du Nord, il parvient à manœuvrer politiquement pour affirmer sa puissance dans la région.
Face à la domination du Koguryŏ au Ve siècle, d'autres royaumes tentent de s'organiser pour faire face à cette menace. Le royaume de Paekche s'allie aux Wa venus du Japon et à la confédération de Kaya pour attaquer ensemble le royaume de Silla. Lors de cette guerre, le Koguryŏ réussit à vaincre les coalisés en 404 et à asseoir sa domination sur son allié, le royaume de Silla.
Une alliance est établie entre les royaumes de Paekche et de Silla en 433, et en 472, le Paekche tente d'établir une alliance avec les Wei du Nord pour contrer la menace du Koguryŏ ; ces derniers s'emparent alors de la capitale du Paekche et l'obligent à en établir une nouvelle à Ungjin. Le roi Tongsǒng du Paekche épouse en 493 la fille d'un haut responsable du royaume de Silla pour établir une nouvelle alliance contre le Koguryŏ. Son successeur Muryǒng poursuit cette politique en cherchant des soutiens à l'étranger ; il se lie à la dynastie Liang chinoise, ainsi qu'avec le royaume Yamato au Japon. La capitale du royaume est transférée à Sabi en 538. Les rois Sŏng du Paekche et Chinhŭng de Silla concluent une alliance militaire contre le Koguryŏ, et en 551 une partie du bassin du fleuve Han est reconquise. Cependant, l'alliance tourne court en 553 et le royaume de Silla se retourne contre le royaume de Paekche ; l'année suivante, le roi Sŏng du Paekche meurt lors d'une bataille, laissant la voie libre à une domination du royaume de Silla dans la région. Le royaume de Paekche continue d'exister, mais comme puissance mineure jusqu'au siècle suivant.
Le royaume de Silla s'impose au VIe siècle comme puissance régionale, tirant profit des influences chinoises sur l'organisation de son État. Sous le règne de Pŏphŭng (514-540), une aristocratie dirige un État centralisé, et le pays se modernise. Kŭmgwan Kaya est conquise en 532, et sous le règne de Chinhŭng des conquêtes territoriales sont faites aux dépens des principaux royaumes coréens. Après avoir trahi en 554 une alliance avec le royaume de Paekche, Silla s'ouvre un accès à la mer Jaune et acquiert un accès direct avec la Chine, accélérant ainsi ses acquisitions culturelles et technologiques.

#### Unification de la région par le royaume de Silla auVIIesiècle
L'unification de la Chine par la dynastie Sui à partir de 581 puis par la dynastie Tang à partir de 618 a une influence majeure sur la géopolitique de la péninsule coréenne. Une guerre éclate en 598 entre les Sui et le Koguryŏ. Plusieurs invasions sont lancées par les souverains chinois, mais un chef militaire du Koguryŏ, Ŭlchi Mundŏk, parvient à leur tenir tête, malgré une infériorité numérique importante. Ces défaites chinoises précipitent la chute de la dynastie chinoise des Sui. Les Tang cherchent dans un premier temps à soumettre diplomatiquement le royaume, en le pressant sans succès de se reconnaître comme vassal de la Chine. Une guerre éclate alors en 645 entre le Koguryŏ et les Tang. Ces derniers franchissent la rivière Liao et soumettent la plupart des défenses de la péninsule du Liaodong, n'étant mis en échec que par le général Yang Manchun du Koguryŏ. Des nouvelles tentatives d'invasions chinoises sont lancées en 647 et 648 mais se soldent aussi par des échecs. Ces guerres contre la Chine entament cependant la puissance du Koguryŏ, et précipitent sa chute en 668.
En 643, le royaume de Paekche lance une offensive contre les possessions du royaume de Silla. Ce dernier répond en passant une alliance avec la dynastie Tang. Les souverains chinois y voient la possibilité de vaincre à terme le royaume du Koguryŏ en contournant les défenses de ce pays. 130 000 soldats chinois dirigés par Su Dingfang franchissent la mer Jaune en 660, et avec le soutien de 50 000 soldats de Silla dirigés par Kim Yusin, conquièrent la même année la capitale du royaume de Paekche, mettant fin définitivement à celui-ci. Alliés à des forces japonaises, des fidèles cherchent à réinstaurer le royaume, mais sont défaits en 663 à la bataille de Baekgang.
Après avoir détruit le royaume de Paekche, les Tang et leurs alliés de Silla tournent leurs forces vers le royaume de Koguryŏ. La capitale Pyongyang est assiégée plusieurs mois dès 661, mais le siège doit être levé à la suite de victoires de Yŏn Kaesomun. Une guerre d'usure commence alors, qui aboutit à la chute du Koguryŏ en 668. Cependant, les Tang ne respectent pas les termes de leurs alliances, et établissent des commanderies dans la région, dans le but d'intégrer la péninsule à leur empire. Le royaume de Silla se retourne alors contre les Tangs, et parvient à reconquérir la péninsule en 676.

### Une société se complexifiant

#### Structuration sociopolitique

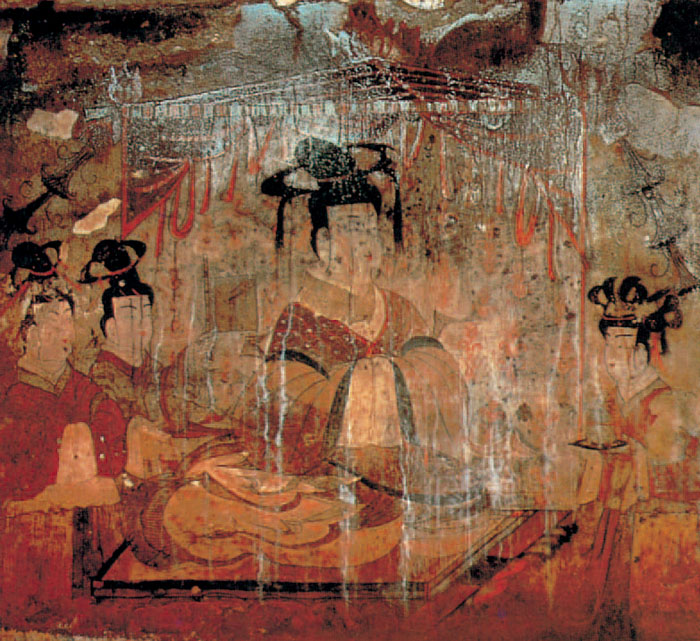
Portrait d'une reine. Tombe d'Anak numéro 3, Hwanghae. Ensemble des tombes de Koguryŏ.
Probablement 371.

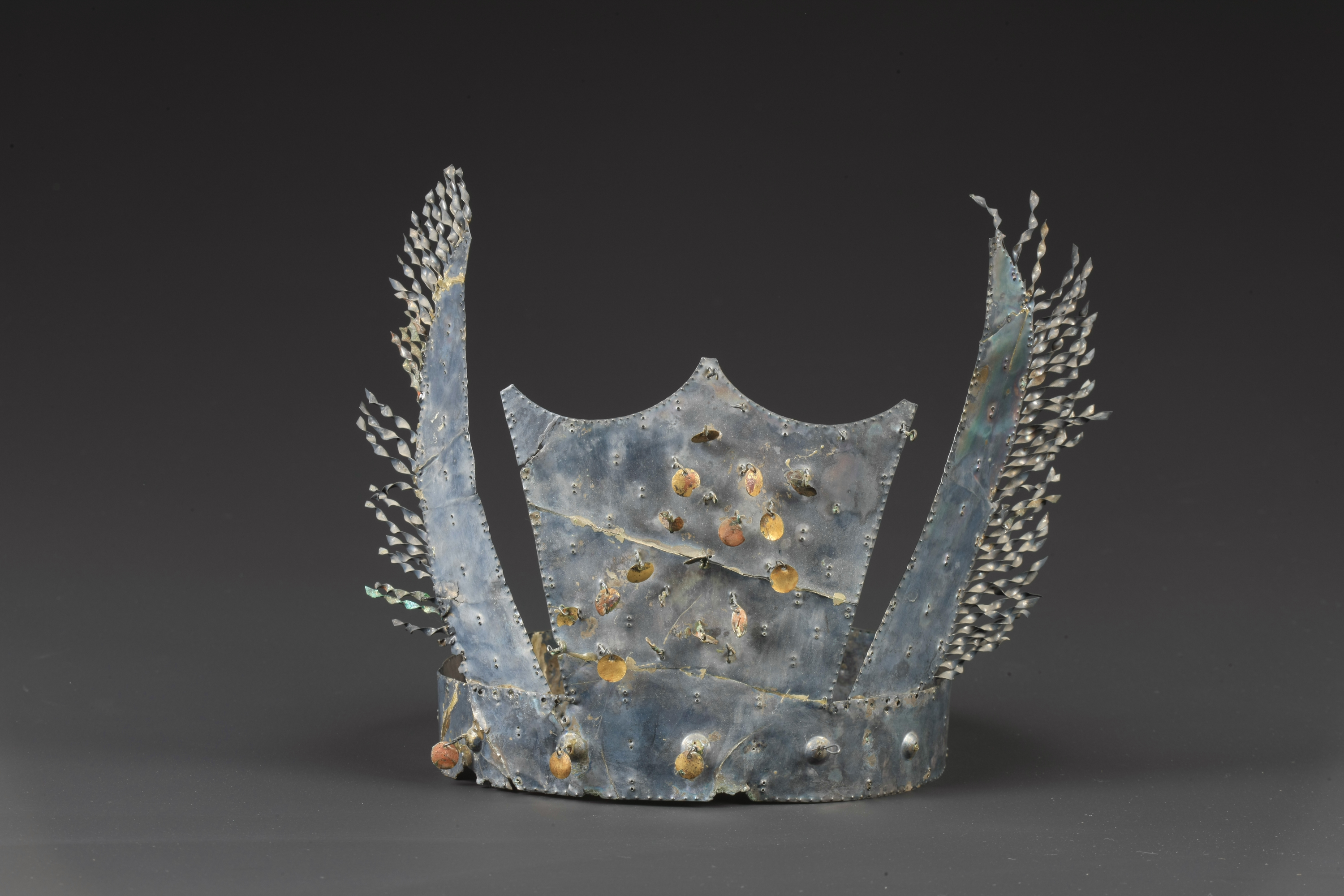
Couronne du royaume de Silla, classée comme trésor national. VI.

Lors de la période des trois royaumes, un modèle d'organisation politique s'impose dans la péninsule. D'abord adopté par le Koguryŏ, ce modèle est par la suite repris par le royaume de Paekche, puis de Silla. Au VIe siècle, toute la Corée suit les mêmes préceptes administratifs. Ces États sont dirigés par un souverain qui centralise son administration et qui gouverne ses domaines directement, sans recourir à des vassaux. Si une aristocratie se développe, la puissance de celle-ci se mesure à sa proximité avec le souverain. Plusieurs strates administratives structurent cet espace (provinces, districts, villes...), et l'ensemble des terres est considéré comme relevant de l'autorité du souverain.
L'aristocratie qui s'est mise en place conserve cependant une certaine puissance. Héritière de terres depuis l'émergence des premiers royaumes, elle a souvent conservé la propriété de grands domaines, et exerce des droits particuliers sur ceux-ci (levée d'impôts, exploitation de prisonniers de guerre comme esclaves, corvée pour les autres paysans libres...). La taille de ces propriétés augmente lors de cette période, et avec elle la richesse de cette aristocratie. Habitant dans les capitales, elle acquiert un certain nombre de privilèges politiques, et des dynasties aristocratiques s'affirment. Des rangs sont instaurés au sein de ces familles (14 pour le Koguryŏ), et seule une poignée d'entre elles occupe les plus élevés. Dans le royaume de Silla, le système Kolp'um fixe par avance et de manière rigide les charges et honneurs auxquels peut prétendre un membre de l'aristocratie en fonction de sa lignée. C'est ce système qui permet à deux reines d'exercer le pouvoir (Sŏndŏk de 632 à 647, et Chindŏk de 647 à 654) alors qu'aucun homme ne peut prétendre à un rang aussi élevé qu'elles.
Dans les campagnes, des chefs jouissant d'un certain nombre de pouvoirs dirigent des villages. Le plus souvent nés dans ceux-ci, et possédant un nombre important de terres et d'esclaves, ils détiennent des rangs officiels au sein d'une administration locale, mais ne peuvent prétendre à la moindre charge au sein de l'État central. Situés au rang hiérarchique immédiatement inférieur, des paysans libres cultivant leurs propres terres constituent la classe la plus importante numériquement. Ils doivent à l'État des impôts, des corvées, et sont soumis à la conscription. En dessous de cette classe, une caste inférieure constituée de criminels ou de métayers est le plus souvent mise à l'écart de la société. Les esclaves enfin constituent la classe la plus basse.

#### De nombreuses influences chinoises à intégrer

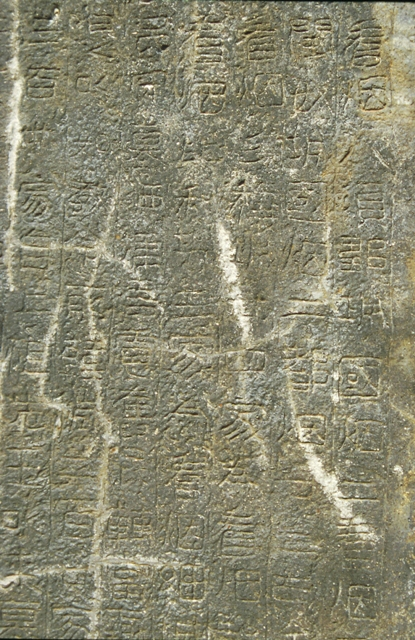
Inscription utilisant des caractères chinois sur la stèle de Kwanggaet'o érigée en 414.

L'écriture chinoise continue sa pénétration dans la péninsule, et son utilisation se généralise lors de la période des Trois Royaumes de Corée. Les quatre commanderies situées au Nord jouent un rôle important dans cette diffusion. La structure et la phonologie de la langue coréenne étant très différentes des langues chinoises, de nombreuses adaptations sont opérées. Les écritures hyangch'al et idu sont alors utilisées pour écrire le coréen, et un troisième système, le Kugyŏl est utilisé pour lire les textes chinois. L'utilisation de ces systèmes entraine de nombreux emprunts lexicaux au chinois, tout en limitant son usage à un nombre réduit de lettrés. Ils sont utilisés à cette époque pour écrire les poèmes Hyangga, ou pour la rédaction de la stèle de Kwanggaet'o, et restent en usage jusqu'au XVe siècle.
L'adoption du système d'écriture chinois permet à des textes écrits dans cette langue d'être lus en Corée, et donc à des systèmes de pensée de s'y diffuser. Le confucianisme, le taoïsme, et le bouddhisme sont ainsi popularisés à l'époque. Le confucianisme en particulier exerce une grande influence sur la constitution et le fonctionnement des royaumes coréens. Le Koguryŏ fonde ainsi en 372 une académie confucéenne, le T'aehak, où sont étudiés les cinq classiques, ainsi que d'autres ouvrages chinois majeurs comme le Shiji, un livre d'histoire de Sima Qian. L'historiographie coréenne commence par ce dernier biais à se développer à l'époque. Sous le règne du roi Yŏng-yang (590–618) est rédigé le Yugi. Le Seogi est rédigé lui au IVe siècle par le Paekche, et sert plus tard de modèle au Nihon shoki japonais de 720. Si aucun de ces textes ne nous est parvenu, ils sont utilisés comme source par des ouvrages ultérieurs comme le Samguk sagi. Des confucéens du Paekche comme Wani amènent les classiques confucéens à la cour japonaise. Le taoïsme est introduit dans le Koguryŏ plus tardivement, en 643 ; ce système de pensée a alors gagné en popularité en Chine avec l'instauration de la dynastie Tang en 618. Alors que le confucianisme influence avant tout les structures des États coréens, le taoïsme concentre son rayonnement sur le peuple.

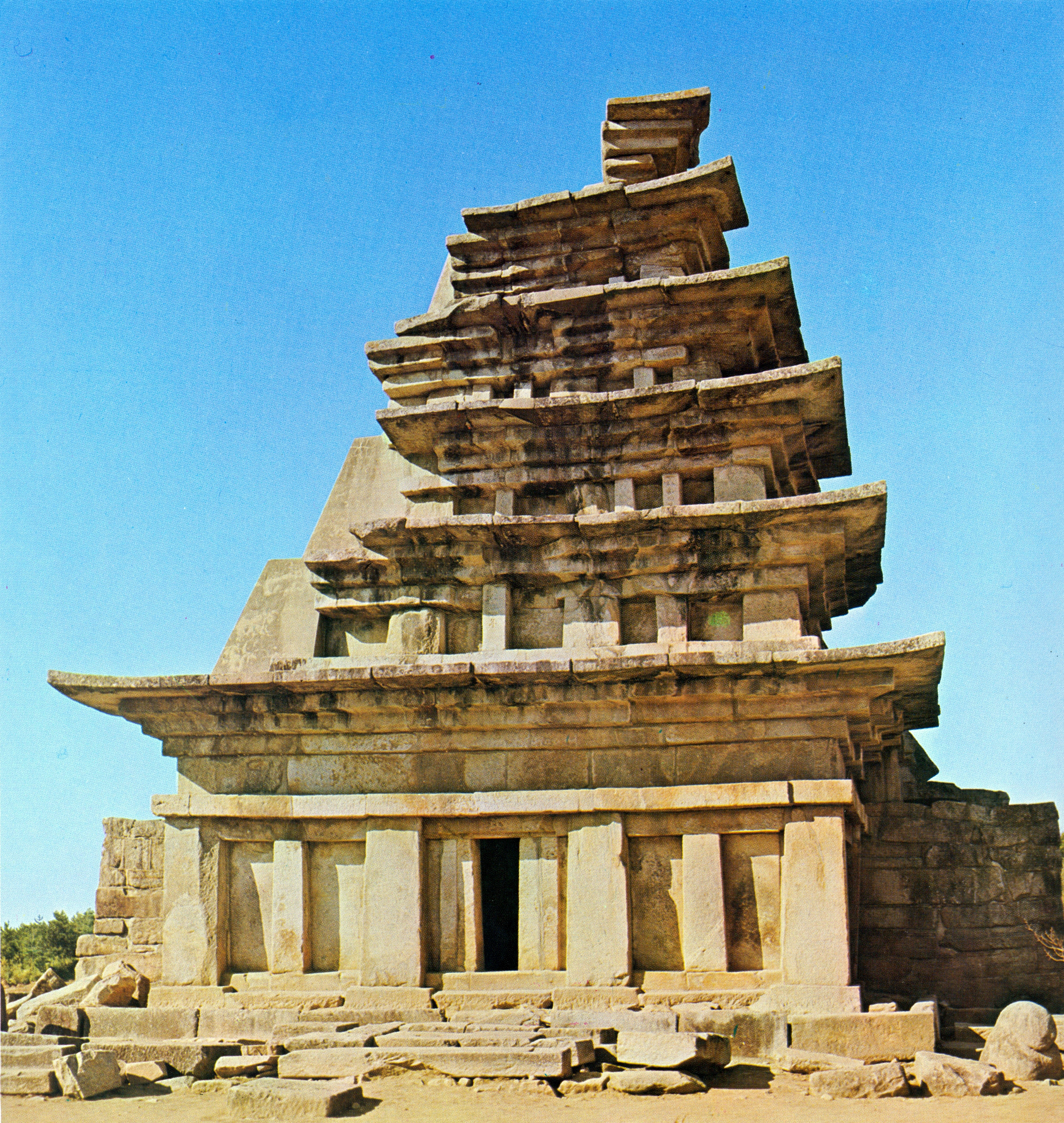
Restes du Mirŭk-sa construit en 602.

Le bouddhisme apparaît dans la péninsule à la fin du IVe siècle. Le moine Sundo introduit celui-ci à la cour du Koguryŏ en 372 en apportant des images religieuses et des soutras depuis la Chine. Une dizaine d'années plus tard, Marananta, un moine indien amène cette religion en 384 au Paekche. L'introduction dans le Silla est plus tardive et remonte au premier quart du Ve siècle. Si dans les deux premiers États, cette nouvelle religion est assimilée au monde chinois, et accueillie plutôt favorablement, la situation diffère dans le royaume de Silla. L'aristocratie est adepte d'une forme de chamanisme, et cette religion se diffuse avant tout par le peuple. Ce n'est qu'en 527 que sa pratique est reconnue et acceptée dans la cour. Le roi Chinhŭng qui accède au trône de Silla en 540 favorise son essor et le reconnaît comme religion officielle du royaume. Dans les trois royaumes, la religion sert d'outil pour renforcer l'ordre social. La pratique du bouddhisme incite les sujets à se comporter de manière respectueuse envers le roi. L'un des courants de pensée qui connaît le plus de succès est basé sur le Vinaya, qui se concentre sur la discipline morale, avec un moine comme Kyŏmik faisant partie des principaux porteurs de cette doctrine. Les États coréens permettent aussi la construction de grands temples, comme le Hwangnyong-sa en 553 dans le royaume de Silla, ou le Mirŭk-sa en 602 dans le royaume de Paekche ; ce premier temple possède une pagode de plus de 70 m qui est lors de sa construction probablement la plus haute de l'Asie de l'Est.

#### Arts intégrant progressivement le bouddhisme
Une élite réduite commence à produire une littérature basée sur les caractères chinois. Ŭlchi Mundŏk, général du VIIe siècle, est connu pour ses compositions poétiques. Une forme plus populaire de chansons, les sin'ga, est composée par des chamans. Celle-ci évolue en Hyangga sous l'influence des moines bouddhistes, tout en conservant ses aspects religieux, en traitant notamment d'évènements surnaturels. La musique connaît aussi un essor notable, et certaines figures parviennent à émerger à l'époque, comme le musicien Paekkyŏl. Les instruments évoluent aussi, et le kayakŭm apparaît, tout comme le kŏmun'go créé par Wang San-ak ; en plus de ces instrument à cordes, des dizaines d'instruments à percussion sont aussi introduits depuis la Chine. Les musiciens coréens de cette époque amènent ces mélodies et instruments au Japon par la suite.
L'artisanat produit de nombreuses pièces de qualité lors de cette période. Abiji, un artisan issu du Paekche, est ainsi crédité pour son travail sur plusieurs des grands temples bouddhiques construits au VIIe siècle. Des réalisations architecturales comme l'observatoire astronomique du Ch'ŏmsŏngdae permettent aussi d'apprécier le degré d'avancement scientifique, ou les progrès de l'ingénierie dans le cas des tombes royales. Celles-ci sont initialement de forme pyramidale et en pierre (tombe du général, tombe des colonnes jumelles...) dans le Koguryŏ et le Paekche, avant d'évoluer vers des constructions en briques sur le modèle chinois. Les tombes de ces deux royaumes sont par ailleurs souvent décorées de peintures. Les tombes du royaume de Silla se démarquent par la richesse des artefacts qu'elles recèlent, souvent en or et fabriqués spécialement pour l'enterrement de notables.
L'irruption du bouddhisme dans la seconde moitié de cette période influence l'art coréen. Le Bodhisattva Maitreya devient le sujet de nombreuses peintures et sculptures.

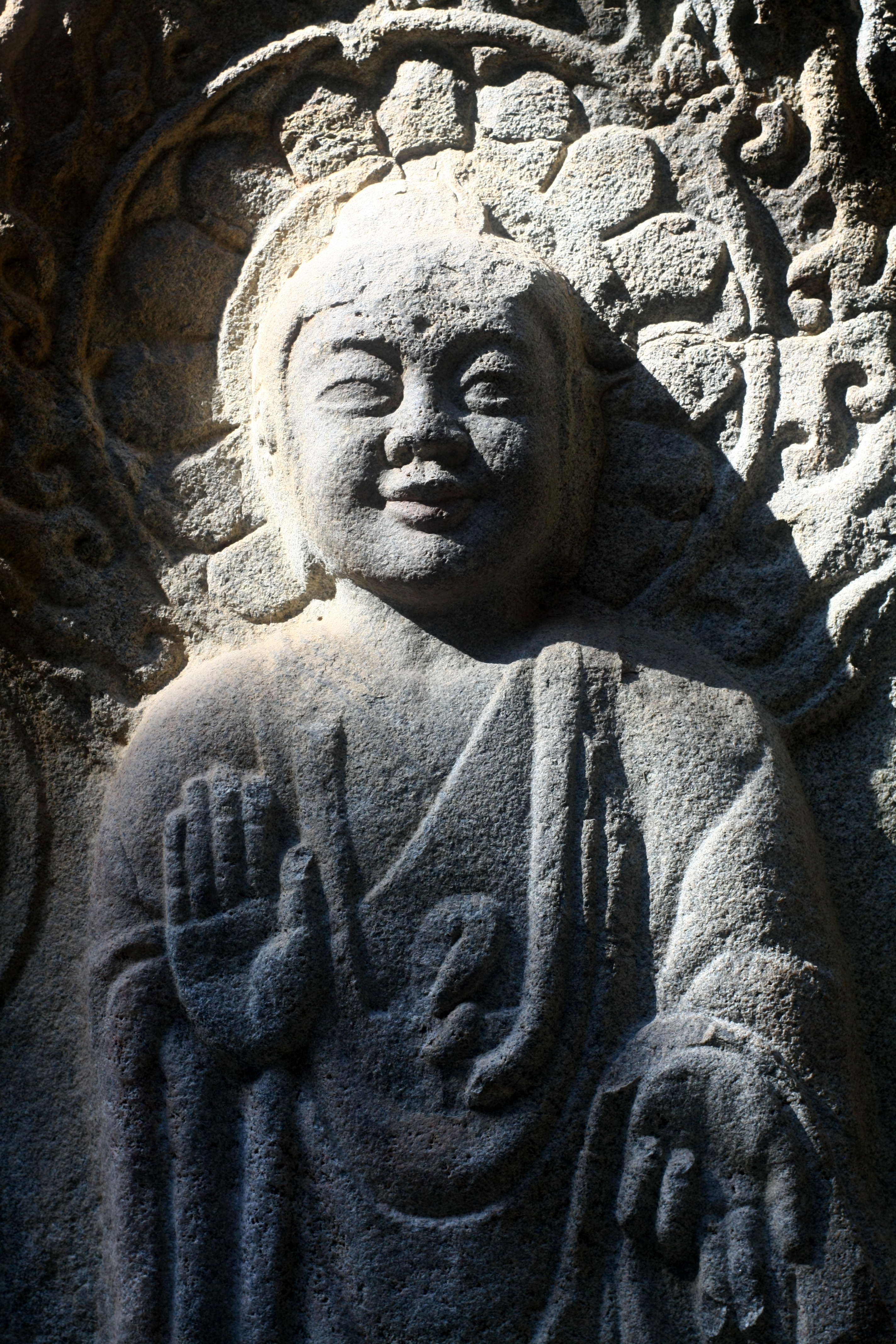
« Le sourire de Paekche », bouddha à Sŏsan.
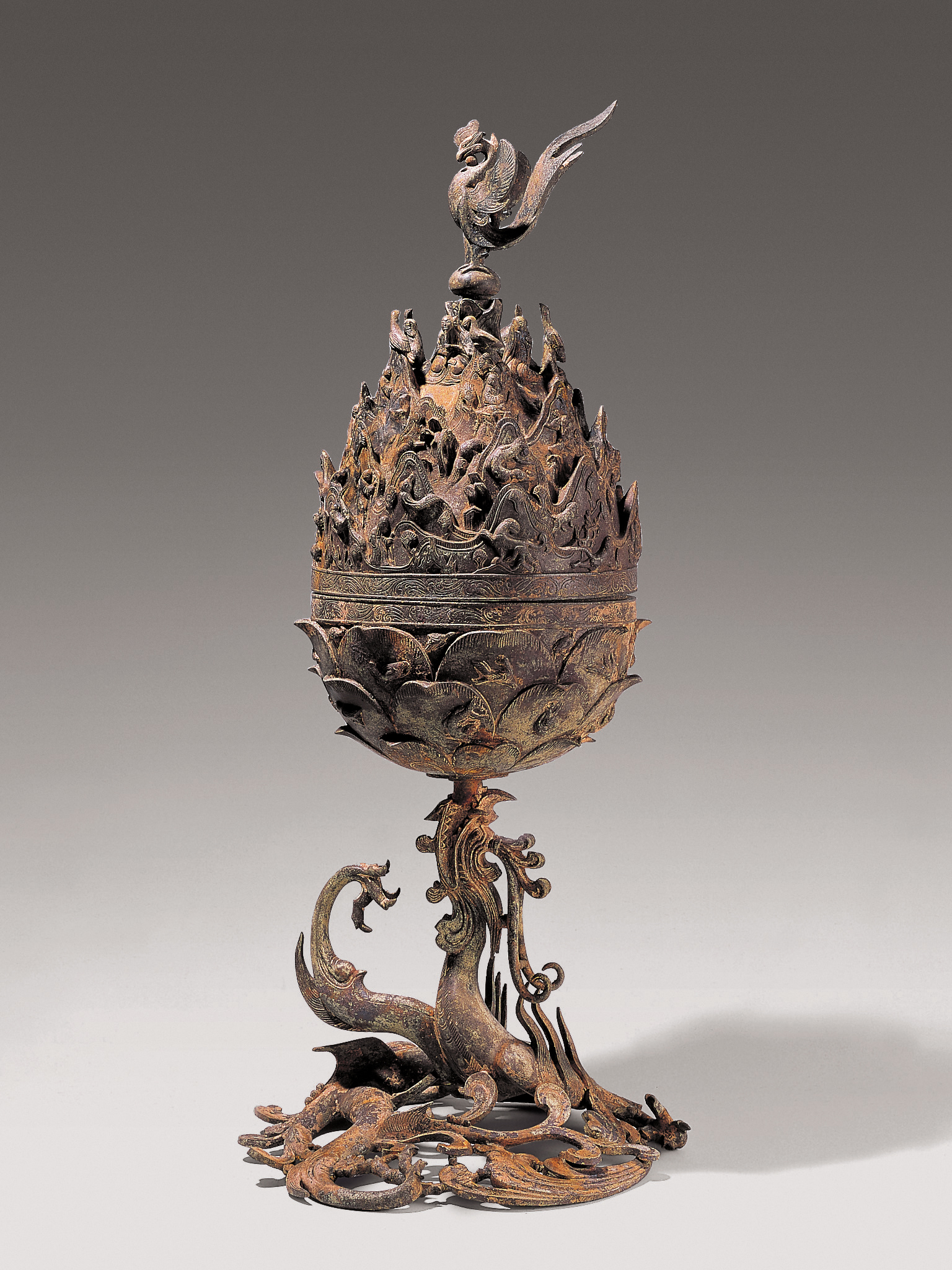
Bruleur à encens du Paekche.
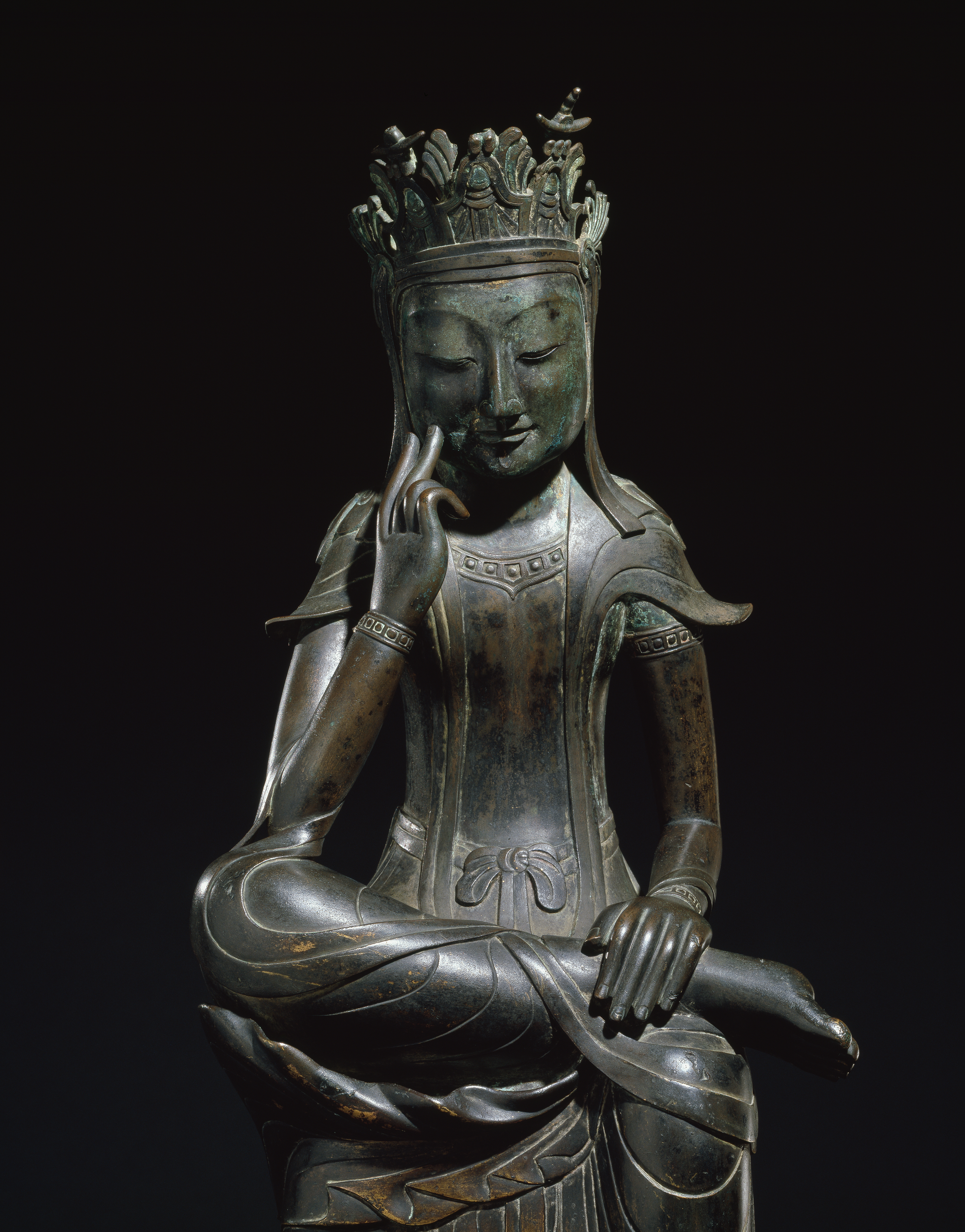
Sculpture du royaume de Silla.
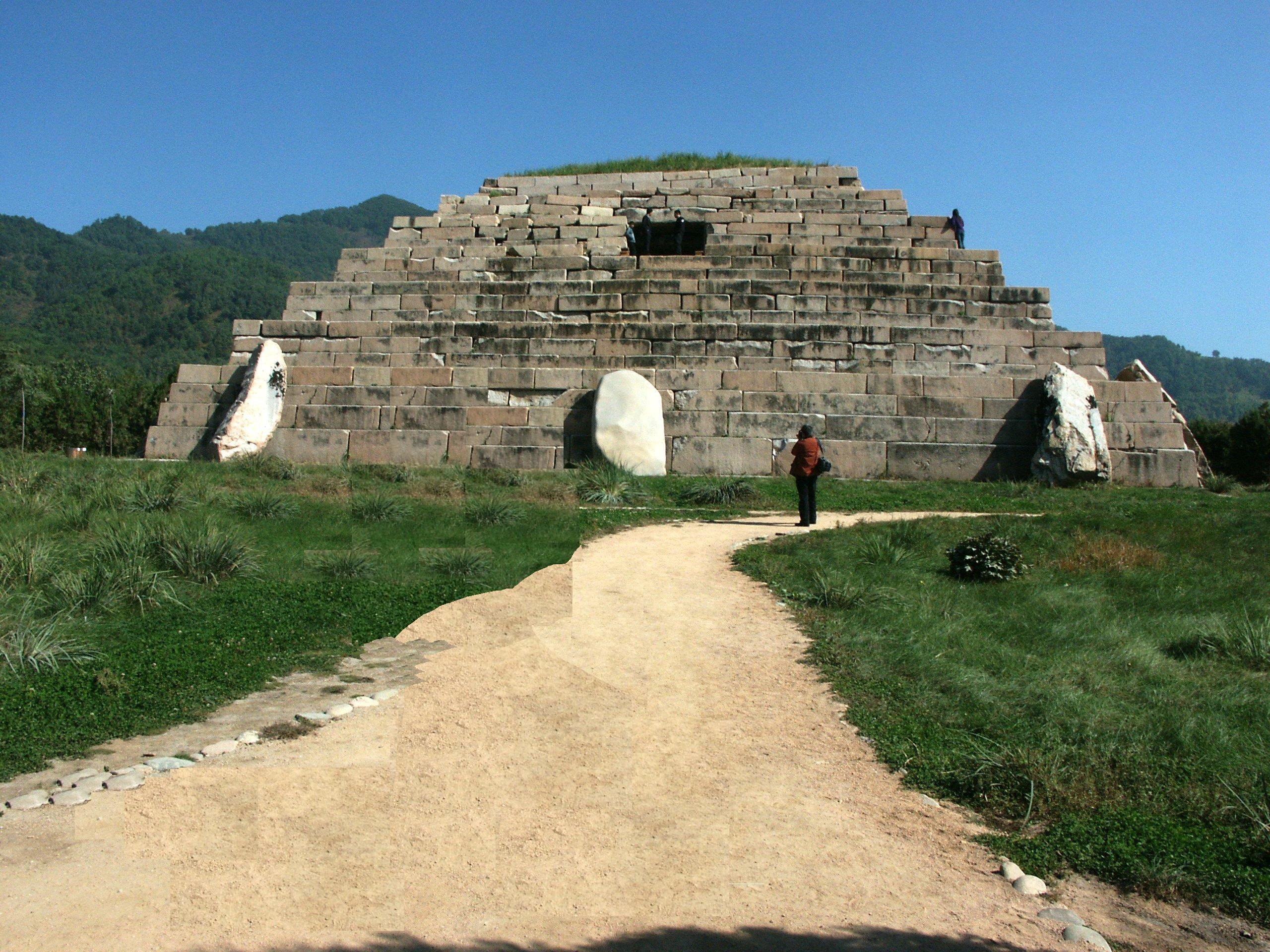
Tombe du Koguryŏ.
Peinture tombale du Koguryŏ.
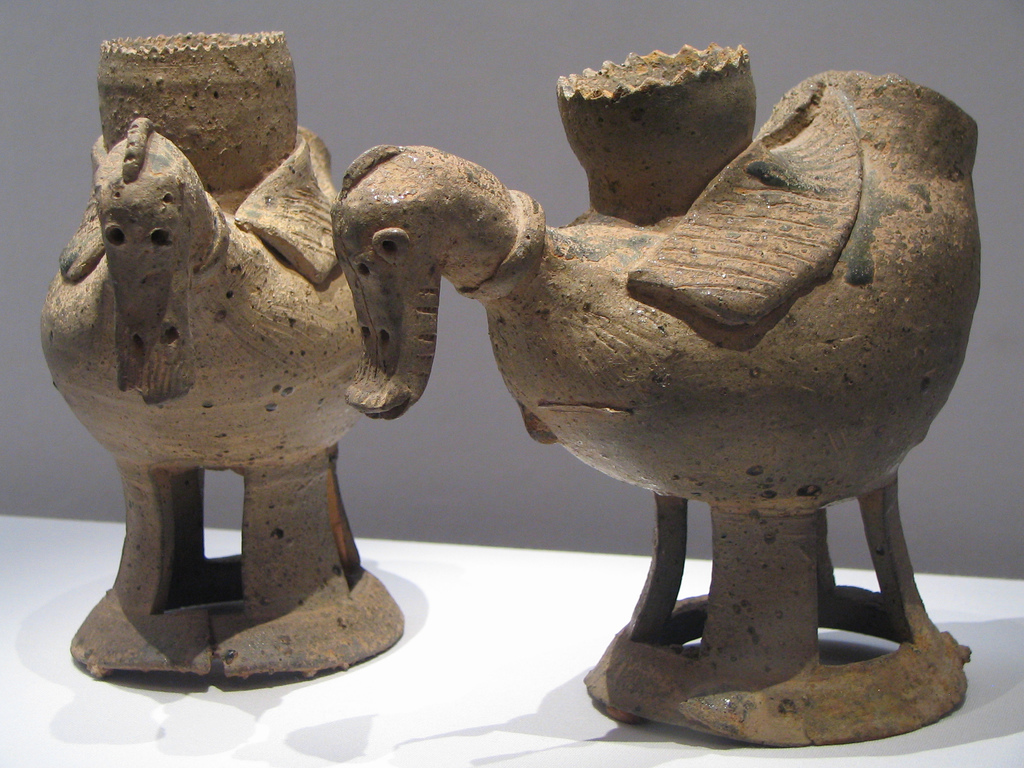
Céramiques de la confédération de Kaya.

## Période des États du nord et du sud du

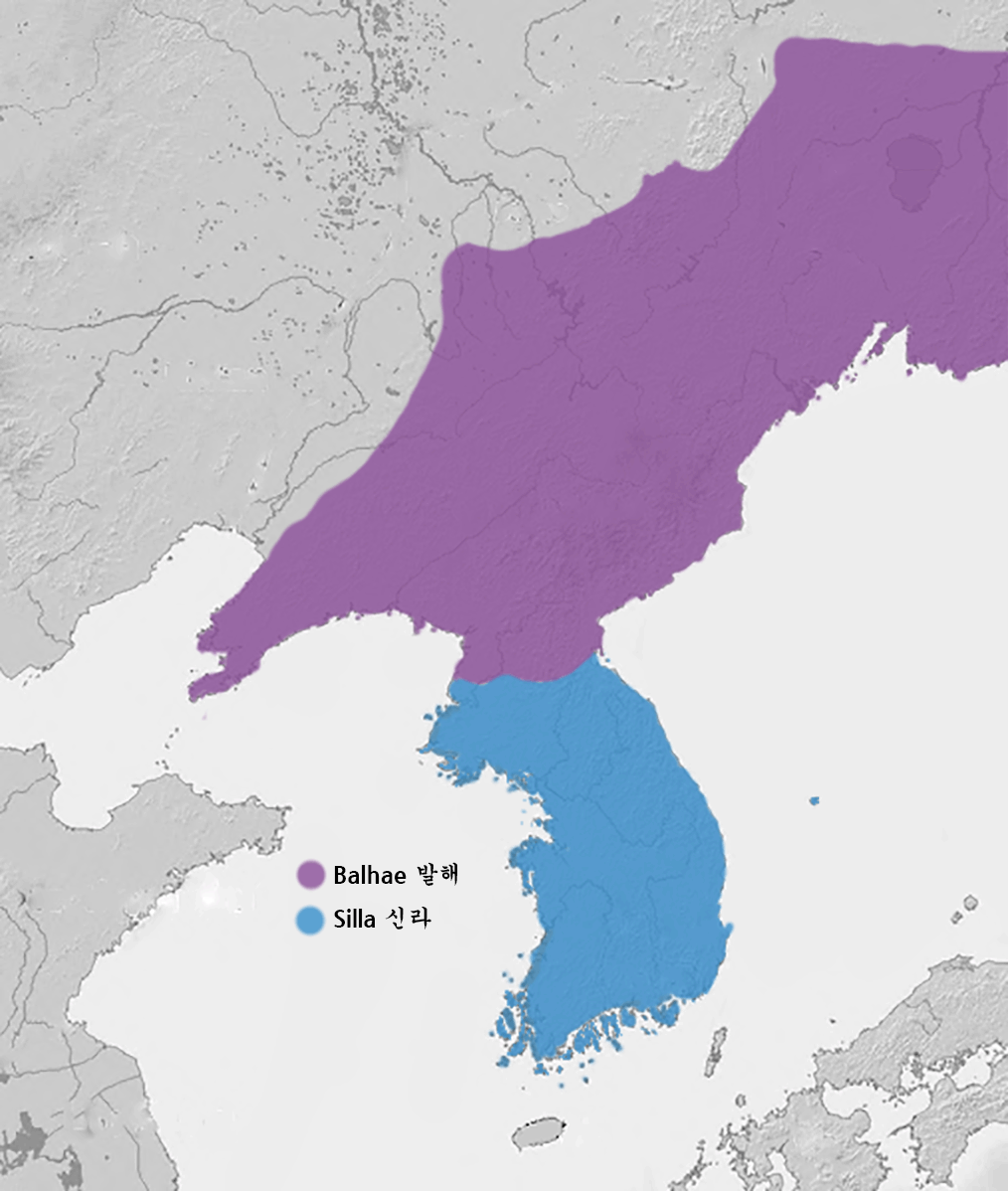
Division de la péninsule, avec Silla au sud, et Parhae au nord.

## Période des États du nord et du sud duVIIIeauXesiècle

### La division de la péninsule en deux États à la fin duVIIesiècle
Après avoir repoussé les troupes Tang, le royaume de Silla sécurise un territoire qui s'étend au sud du bassin de la rivière Taedong à la baie de Wŏnsan. Au nord de cette ligne, la Chine des Tang met en place un Protectorat général pour pacifier l'Est chargé d'administrer en leur nom ce territoire. Le dernier roi du Koguryŏ, Pojang, est nommé en 677 par les Tang pour gouverner cette région qui englobe la péninsule du Liaodong et une partie de la Mandchourie, mais lui et ses descendants parviennent à y gagner un certain niveau d'autonomie vis-à-vis de la puissance chinoise. En 698, ce protectorat disparaît, pour donner naissance au royaume de Parhae, avec à sa tête le roi Ko, le fils d'un ancien général du Koguryŏ. La Chine de l'impératrice Wu Zetian est alors empêtrée dans des luttes internes, et ne peut s'opposer à l'émergence de ce nouvel État ; ce dernier paye formellement un tribut à la puissance chinoise, mais ses souverains utilisent le titre d'Empereur et leur propre calendrier.

### Parhae

#### Une structure sociale divisée et marquée par le modèle chinois
Le Parhae regroupe initialement une population issue de l'ancien État du Koguryŏ ainsi que des Malgals venant de Mandchourie. Le territoire du pays commence à s'étendre sous le règne de Mu qui pousse la frontière jusqu'à la rivière Liao. Le pays connaît une extension maximale sous le règne de Sŏn entre 818 et 830 en englobant la péninsule du Liaodong, une partie de la Mandchourie ainsi qu'une partie de l'actuel Kraï du Primorié. Ces extensions territoriales amènent une part grandissante de Malgals dans cet État mais ceux-ci restent marginalisés socialement, ce qui entraîne une certaine faiblesse de l'État, alors que les descendants du Koguryŏ monopolisent l'administration. Cette cassure sociale joue un rôle certain lors de la chute de l'État en 926. Au sein de cet État, les Malgals sont pour la plupart de simples travailleurs ou des esclaves. L'agriculture est dépendante du climat froid de la Mandchourie qui empêche la culture du riz ; l'orge, les haricots, le millet sont les cultures prépondérantes tandis que la chasse et l'élevage complètent les activités vivrières. Selon des sources chinoises de l'époque, la population du Parhae peut s'établir autour d'un demi-million d'habitants.
Le pays est dirigé par un roi dont le titre est transmis de manière héréditaire de père en fils. Les ères utilisées par le calendrier de ce royaume sont nommées en fonction de ces règnes, indépendamment du modèle chinois. La structure de l'État est cependant largement calquée sur le modèle en vigueur à la même époque dans la Chine des Tang et influencée par le confucianisme. La capitale centrale Sang-gyŏng est secondée par quatre autres capitales sur le modèle chinois : le pays compte alors 62 provinces. L'aristocratie est dominée par quelques grandes familles (Ko, Chang, O, Yang, Tu et Yi), la plupart issues du Koguryŏ.
La culture produite est marquée par les modèles chinois, tout comme l'était celle du Koguryŏ, et d'une qualité comparable à celle produite dans le royaume de Silla. Le Chujagam, une académie nationale, sert de centre de diffusion des écrits confucianistes et des classiques chinois et le pays se dote d'une bibliothèque nationale, le Munjŏkwŏn. De nombreux étudiants sont envoyés en Chine pour se former : les connaissances en astronomie, en mathématiques et en médecine sont élevées comparativement aux autres pays de la région. Le bouddhisme est la religion dominante. Le pays se démarque par ses productions de poteries, et les habitations adoptent le système de chauffage par ondol.

#### Relations extérieures
Le Parhae entretient des relations tendues avec ses voisins. Le royaume de Silla est vu comme un traître, dont l'alliance avec les Tang a précipité la chute du Koguryŏ. Le royaume de Silla doit à plusieurs reprises fortifier ses frontières pour prévenir des incursions de troupes du Parhae. Silla envoie cependant dès 790 des émissaires pour améliorer les relations entre les deux royaumes.
Le traitement que les Tang ont réservé aux populations du Koguryŏ fait que la dynastie chinoise est aussi vue avec beaucoup de méfiance lors des premières années du Parhae. Quelque 200 000 d'entre eux sont encore détenus comme esclaves dans le Shandong après la fin de la guerre Koguryŏ–Tang, ce qui motive, en 732, une attaque décidée par le roi Mu de Parhae contre des ports du Shandong. Afin d'éviter de se trouver isolé en cas de nouvelle alliance entre Silla et Tang, Mu noue des contacts avec les Japonais ainsi que les Tujue et les Khitans. Profitant de la révolte d'An Lushan à partir de 755, le Parhae étend son territoire jusqu'à la rivière Liao ainsi qu'au nord-est de la Mandchourie. Les relations se normalisent à la fin du VIIIe siècle et des émissaires sont régulièrement envoyés dans la cour des Tang. La normalisation des relations avec la Chine des Tang permet au Parhae d'exporter vers la Chine de nombreuses marchandises, notamment des chevaux, et d'obtenir en retour des biens culturels chinois.
Les liens avec le Japon sont favorisés pour éviter le même sort que le Koguryŏ. Ceux-ci sont diplomatiques, mais aussi culturels et économiques. Pas moins de douze ambassades sont envoyées au Japon sous les règnes de Mu et de Mun entre 719 et 793, pour un total de 35 sur toute la durée du royaume de Parhae.

### Silla unifié

#### Une société rurale et très hiérarchisée
La structure de la société continue d'être régentée par le système Kolp'um. Une haute aristocratie héréditaire tient la plupart des postes importants à la tête des ministères et des administrations provinciales. De plus, certains de ces personnages de haut rang peuvent posséder une armée privée pouvant atteindre jusqu'à 3 000 combattants. Une aristocratie moyenne détient des postes subalternes, mais exerce une influence culturelle et politique importante dans la capitale Kyŏngju. La couche basse de cette aristocratie fournit au système politique un nombre important de ses lettrés et scribes.
La plus grande partie de la population se trouve dans les couches populaires. Les chances d'évolution sociale des Coréens modestes sont très limitées, et ils sont soumis à des lois variant en fonction de leur rang : la taille de leurs portes d'entrée, la forme des tuiles sur la toiture, le nombre de chevaux dont ils peuvent être propriétaires, leurs habits, dépendent de leur rang social. Ils sont tenus à des obligations d'entretien, de la voirie à la culture de terres seigneuriales. Ils peuvent détenir des esclaves, et le nombre de ceux-ci peut être élevé.
Depuis les époques de Koguryŏ et de Paekche, le statut des femmes semble s'être amélioré. Si les sources sont rares en ce qui concerne les femmes des couches populaires, la place des femmes dans l'aristocratie évolue. Ces dernières peuvent hériter au même titre que les hommes et peuvent participer aux décisions. Trois reines montent sur le trône pendant cette période, la dernière étant Chinsŏng de 887 à 897. Leur rang social est pris en compte au même titre que celui de leur époux pour déterminer le rang de leurs enfants.
Globalement, la société reste très rurale ; les villes comme Kyŏngju restent des exceptions. Les techniques agricoles ne sont pas connues avec précision, mais permettent de produire assez d'excédents pour subvenir aux besoins de quelques grands bourgs. La population du pays est estimée à au moins deux millions d'habitants.

#### Des pratiques religieuses dominées par le bouddhisme
Le bouddhisme est très ancré dans la classe dirigeante de Silla. Au moins deux rois (Chinhŭng de Silla et Pŏphŭng de Silla) se retirent pour devenir moines bouddhistes. Si le pays est influencé par le bouddhisme chinois et japonais, il l'est aussi directement par des pratiques issues d'autres pays. Le bouddhisme chinois est alors marqué par la pratique du Geyi et par d'autres pratiques comme le taoïsme. Dans le même temps, un moine comme Hyech'o peut aussi se rendre en Inde et faire le récit de son pèlerinage dans le Wang ochʼŏnchʼukguk jŏn, dans la première moitié du VIIIe siècle. La classe dirigeante s'appuie sur cette religion et sur certains de ses aspects surnaturels pour asseoir sa légitimité, mais cette utilisation diminue, au fur et à mesure que le confucianisme monte en puissance. Le Hwaŏmor, professé par le moine Ŭisang, qui repose sur un ésotérisme poussé et des pratiques régulières, est une référence pour l'époque. Le moine Wonhyo, quant à lui, développe une forme propre au pays. Deux autres écoles apparaissent lors de cette période et gagnent en influence lors des époques suivantes : celle de la Terre pure et celle du sŏn.
Le confucianisme s'impose comme source d'inspiration politique dans le royaume de Silla, dès le règne de la reine Sŏndŏk. Dès 636, cette dernière nomme des lettrés qu'elle charge spécifiquement de répandre les enseignements de Confucius. Les successeurs de la souveraine confirment cette orientation. En 682, une académie modelée sur le modèle chinois, le Kukhak, est ouverte pour assurer l'enseignement des classiques du maître. En 750, la place de l'enseignement de Confucius dans cet établissement est encore renforcée. Cependant, le confucianisme est avant tout utilisé pour la formation et le recrutement des fonctionnaires. Le bouddhisme continue de servir de référence politique et morale. Le taoïsme, déjà connu dans le royaume de Paekche, est le dernier système de pensée notable à l'époque. Il est introduit en 738, à la faveur de l'arrivée d'une ambassade chinoise, mais ne commence à avoir une influence sur la politique coréenne qu'à partir des VIIIe et IXe siècle.
À l'époque, des pratiques religieuses autochtones coexistent — bien que n'ayant laissé que peu de traces —, associées à la vénération d'esprits liés aux montagnes, aux rivières et à d'autres éléments naturels, ou encore aux dragons.

#### Productions artistiques et culturelles
La religion continue de marquer la production artistique de l'époque. Le temple Pulguk-sa, dont la construction commence en 751, est un exemple majeur de l'architecture Silla unifiée, tout comme les grottes de Sŏkkuram, un ermitage construit à partir de 742. Les cloches de certains temples, comme le Pongdŏk-sa et le Samwŏn-sa, sont représentatives de l'époque : elles sont décorées de bas-reliefs aux motifs de fleurs, de feux, et de nuages : la cloche du roi Sŏngdŏk est un autre exemple notable de ce style.
Au cours de la période, les élites politiques continuent de se faire construire des tombes sur le modèle chinois. Celles-ci présentent cependant des particularités, dont des décorations incluant des animaux du zodiaque portant des armes. Dans la société, l'astronomie reste un élément-clé, assurant la production de calendriers et de prévisions astrologiques. Construite entre 632 et 647, la Ch’ŏmsŏng-dae est un exemple d'observatoire astronomique de l'époque.
Dans le domaine de la littérature, les élites aristocratiques produisent de nombreuses poésies en langue chinoise, dont certaines se retrouvent dans les anthologies publiées à l'époque. Ch’oe Ch’i-wŏn, en particulier, est apprécié et publié dans les deux pays. L'écriture chinoise est alors utilisée, mais des méthodes comme le Kugyŏl ou l'Idu sont aussi utilisées pour écrire le coréen. La poésie peut aussi être composée en coréen, dans la forme du Hyangga ; une anthologie comme le Samdaemok, qui en contient, est publiée en 888.
Cet État coréen produit plusieurs chroniques historiques : des historiens comme Kim Dae-mun (auteur du Hwarang segi), ou Kangsu sont les plus notables de l'époque. Dans le domaine littéraire, Seol Chong signe le P’ungwang so. Le système Kolp'um, qui régit la société, limite cependant la progression sociale de ces lettrés. Un personnage comme Choi Chi-won parvient cependant à la fin du IXe siècle à acquérir une certaine influence auprès du souverain, mais doit finalement plier face à l'influence de l'aristocratie.

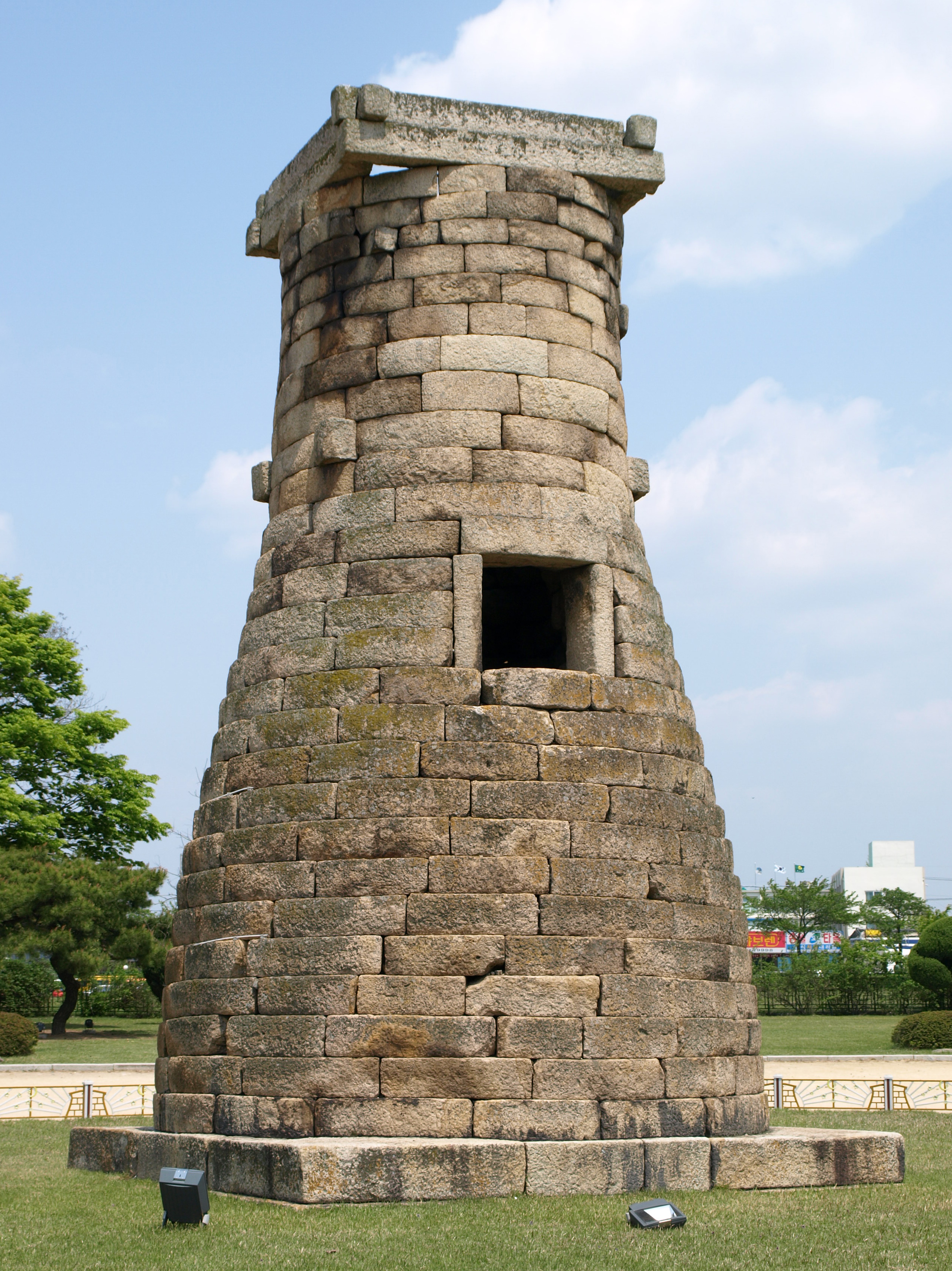
L'observatoire astronomique Ch’ŏmsŏng-dae construit entre 632 et 647.
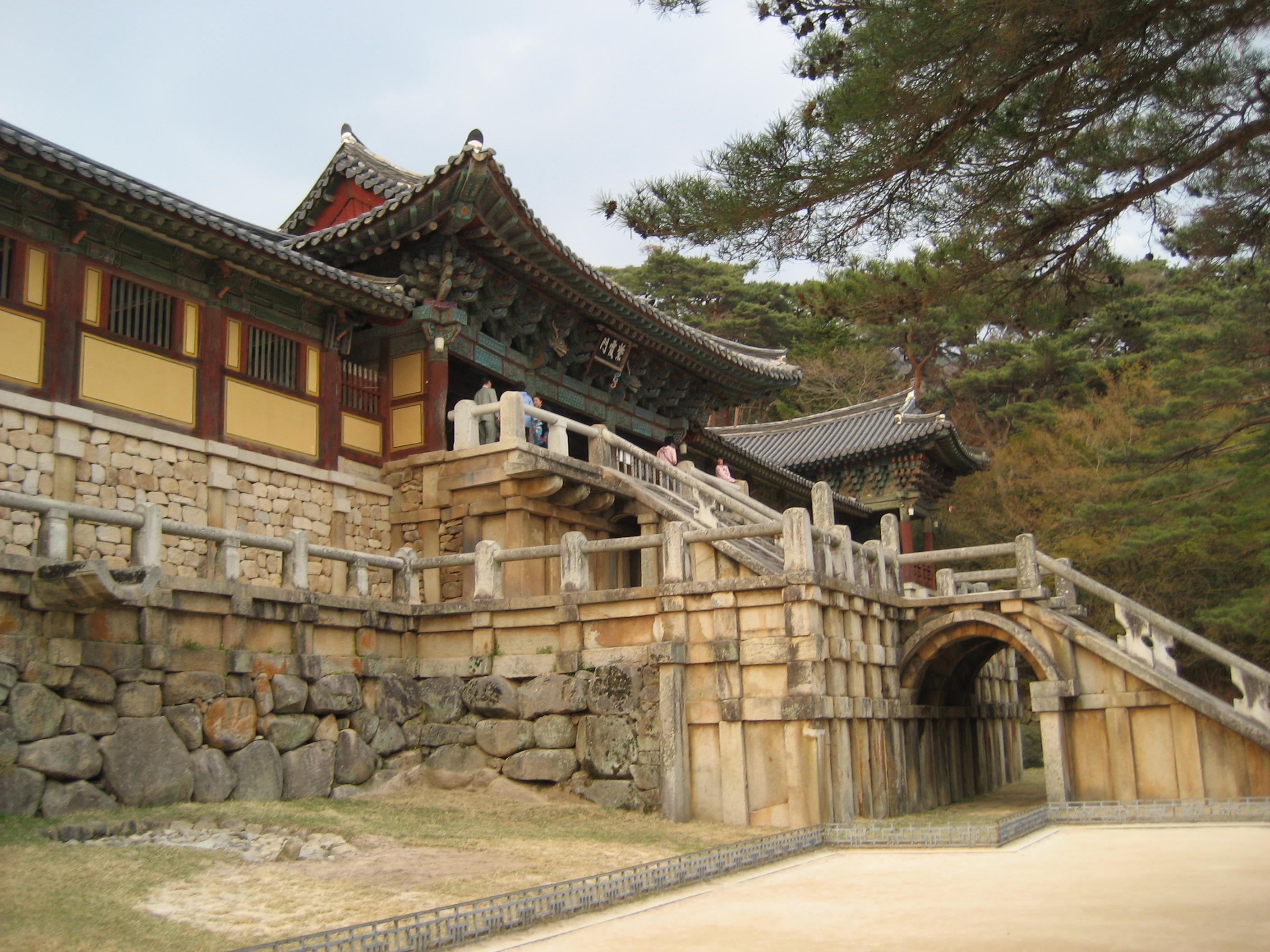
Le temple Pulguk-sa.
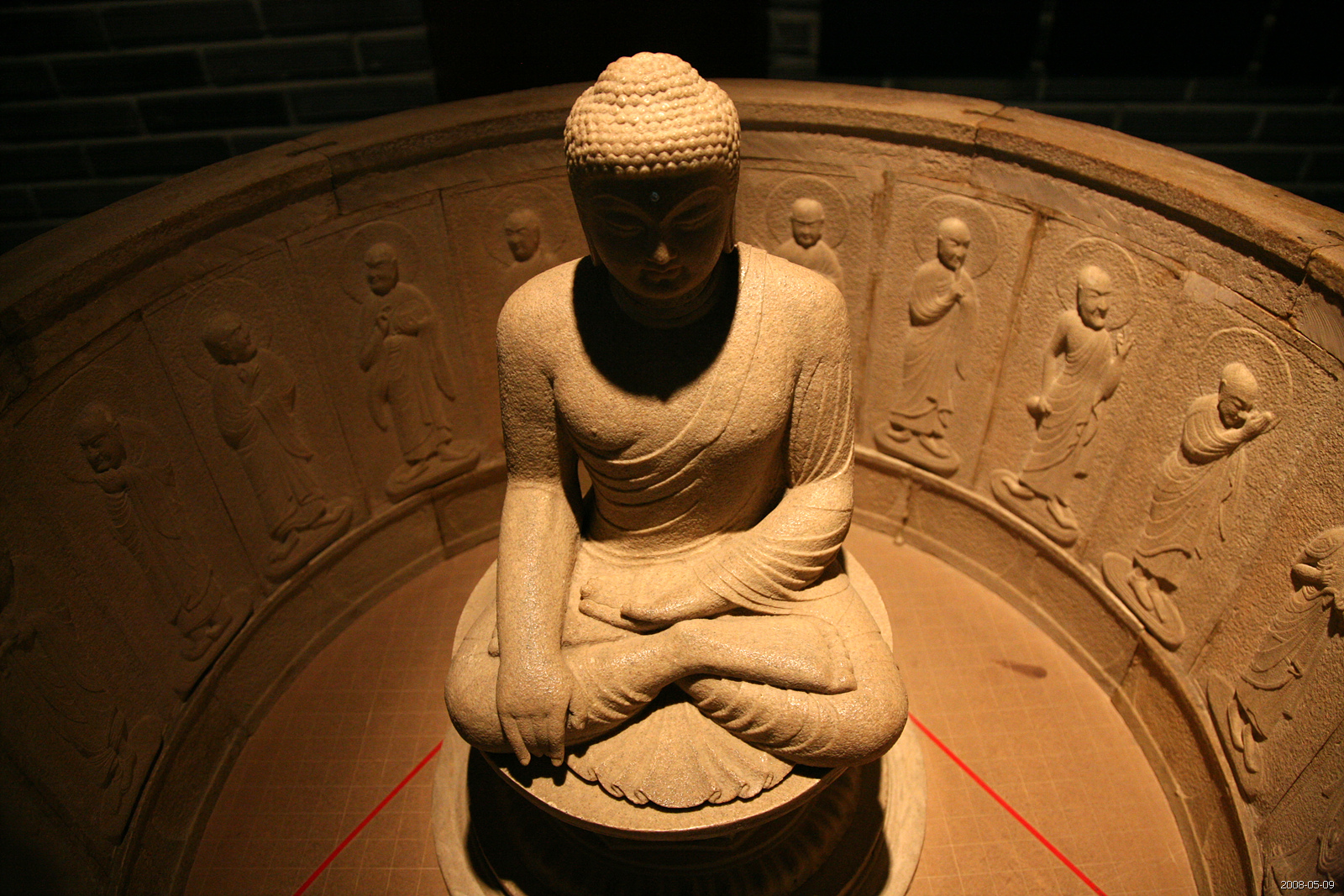
Sculpture de bouddha des grottes de Sŏkkuram.
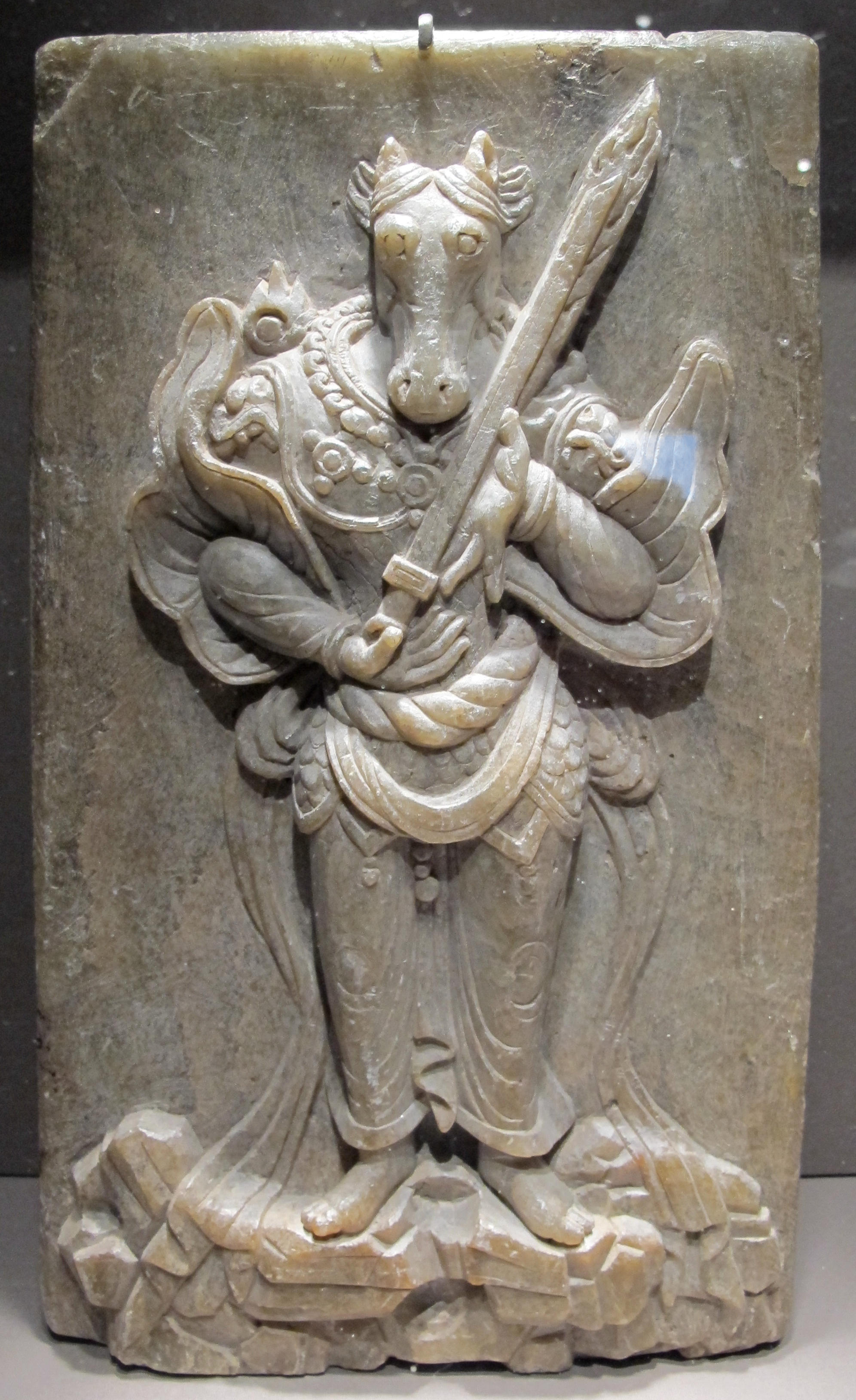
Figure zodiacale armée.
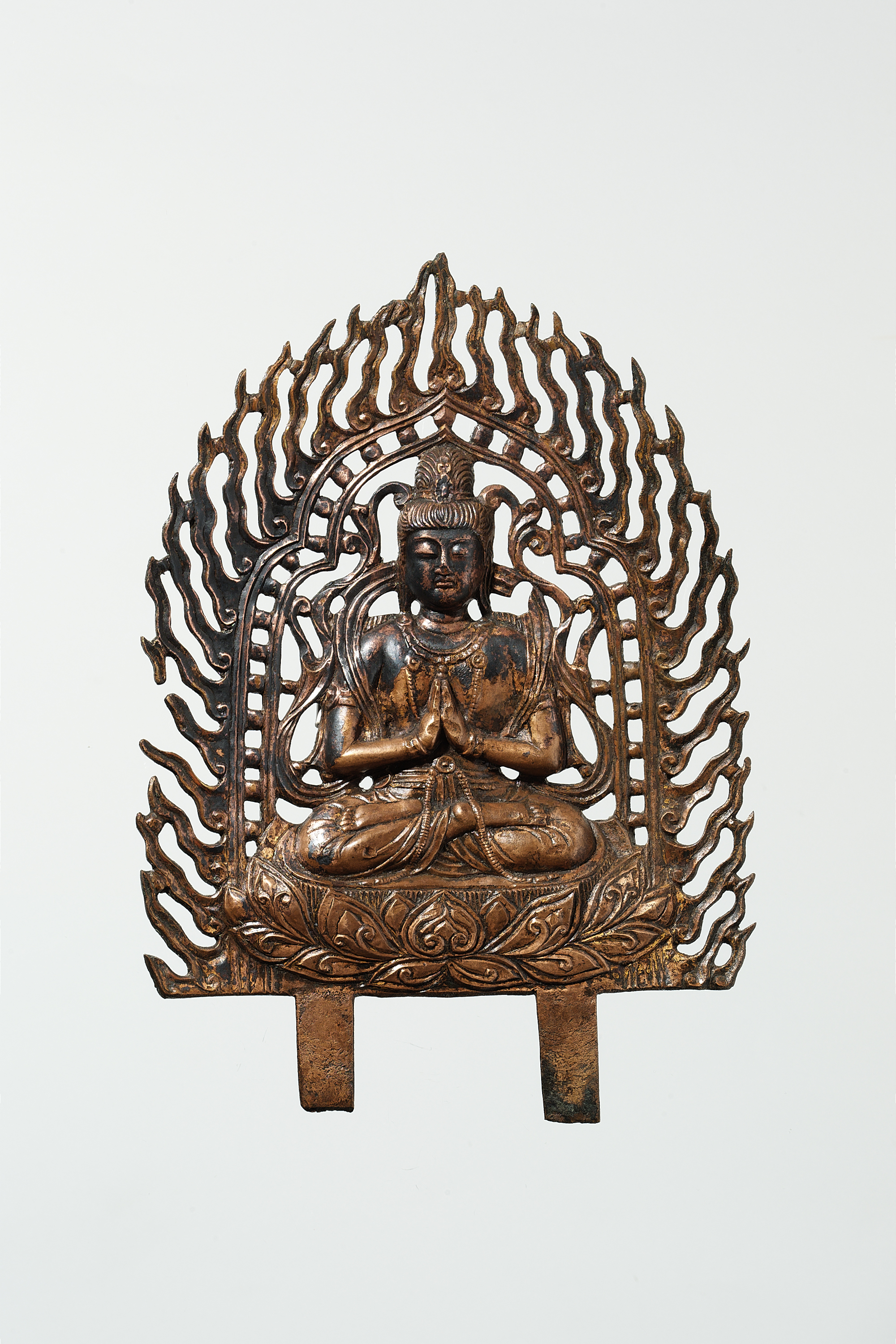
Bodhisattva aux mains jointes.

#### Relations extérieures
De manière à asseoir leur légitimité, les rois de Silla entretiennent assez vite une relation tributaire vis-à-vis de la Chine, et les relations entre les deux États s'améliorent dès le VIIIe siècle. La Chine n'est plus dans une phase de conquête et d'extension, et le Parhae agit à la fois comme zone tampon et comme ennemi commun pour la Chine et Silla. Ces derniers vont jusqu'à conclure une alliance militaire contre Parhae en 733. La culture chinoise est utilisée dans le cadre d'une diplomatie culturelle. Le calendrier chinois est adopté et, tout au long des IXe et Xe siècles, les rois coréens prennent l'habitude d'envoyer des ambassades en Chine, afin que les souverains Tang confirment leurs mandats.
Les relations sont plus difficiles avec le Japon. En 733, ce dernier s'allie avec Parhae dans le but de prendre pied dans la péninsule. Lors des décennies suivantes, sa flotte de navires demeure une menace jusqu'à ce qu'un traité d'amitié soit signé. Les relations se normalisent alors, et plusieurs ambassades sont échangées.
Plus largement, le commerce privé met Silla en contact avec d'autres zones d'échange. Le pays exporte par voie maritime des objets d'or et d'argent, du ginseng et des textiles. Aux VIIIe et IXe siècles, ses navires dominent les échanges dans le nord-est de l'Asie et des communautés de marchands coréens s'implantent dans les grands ports chinois comme Dengzhou, Lianshui et Chuzhou.

### Des Trois Royaumes tardifs à l'unification sous Wang Kŏn au début duXesiècle

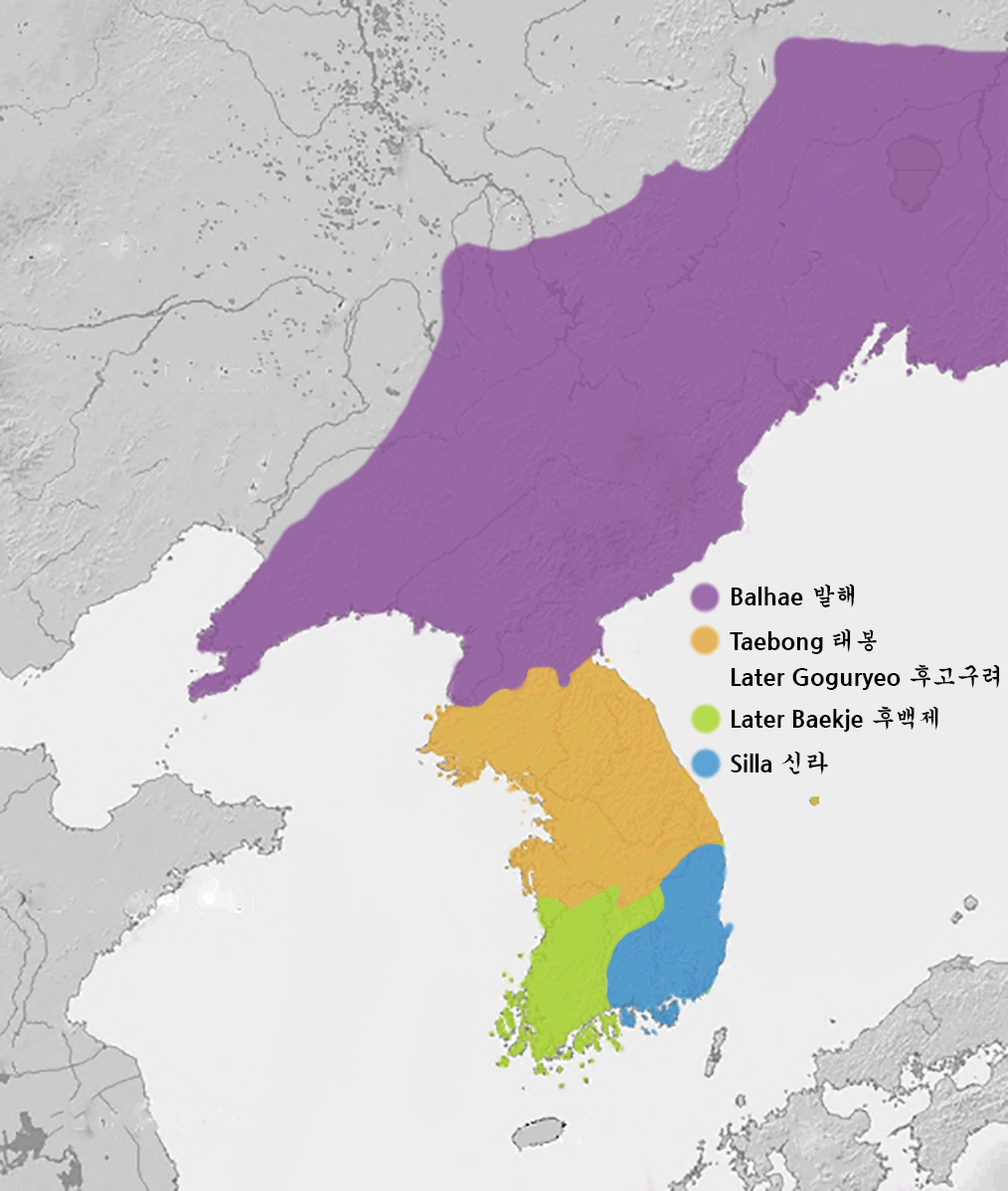
La péninsule vers 915 après le morcellement de Silla.

Le IXe siècle est marqué en Asie par une période de grande instabilité. La Chine et le Japon entrent dans une phase de déclin politique, et la Corée, qui sert d'intermédiaire entre les deux pays, y perd en influence. Les frontières nord de la péninsule sont aussi de plus en plus menacées par des groupes venus de Mongolie, en particulier les Khitans. À ces causes de fragilité externe s'ajoutent des causes de fragilité interne au sein des royaumes de Parhae et de Silla.
Le système Kolp'um qui structure l'aristocratie de Silla montre ses limites. Des révoltes d'aristocrates se font plus nombreuses dans la seconde moitié du VIIIe siècle, et l'assassinat du roi Hyegong de Silla en 780 marque la fin d'une lignée royale directe. Le régime commence à sombrer dans des crises de succession, animées par les prétentions de grandes familles aristocratiques. Entre 780 et 935, pas moins de vingt rois se succèdent sur le trône, dont la plupart trouvent une fin violente. L'instabilité politique de la capitale ne tarde pas à se propager aux provinces et plusieurs révoltes infructueuses sont enregistrées. Des élites locales et régionales ne tardent pas à gagner en influence et le contrôle de Silla sur les provinces se désintègre vers la fin du IXe siècle. Deux figures émergent alors, Kyŏn Hwŏn et Kungye, qui soutiennent la recréation du royaume, de Paekche pour le premier, et de Koguryŏ pour le second. À la suite de révoltes, le Paekche tardif est créé en 900 avec Kyŏn Hwŏn à sa tête, et le Koguryŏ tardif (ou Taebong) en 901 avec Kungye. En 918, les méthodes despotiques de Kungye entraînent son assassinat par l'un de ses généraux, Wang Kŏn, lequel, la même année, renomme le royaume « Koryŏ ».
Le Koryŏ avec Wang Kŏn à sa tête s'allie avec le royaume de Silla en 921, alors déjà très affaibli. Ce dernier royaume est pris pour cible par le Paekche de Kyŏn Hwŏn. La capitale de Silla Kyŏngju est mise à sac en 927, et son roi Kyŏngae poussé au suicide. Silla doit alors se placer sous la protection du Koryŏ, renforçant le poids de ce dernier. Wang Kŏn remporte par la suite une série de batailles contre le Paekche, en 930 au nord d'Andong, en 934 à Ungju, et finalement à Ilsŏn-gun en septembre 936. Dans le même temps, la prédominance politique de Wang Kŏn s'affirme : il est reconnu comme dirigeant de la Corée par les Tang postérieurs en 932, et le dernier roi de Silla Kyŏngsun abdique en sa faveur en 935.

## Période Koryŏ duXeauXIVesiècle

### Un gouvernement civil du début duXesièclejusqu'au coup d'État de 1170

#### Un pouvoir dynastique miné par les luttes d'influence de l'aristocratie

##### Instauration et consolidation du nouveau pouvoir dynastique
Lors des premières années du Koryŏ, le nouvel État coréen est une alliance hétéroclite de chefs de guerre et de familles aristocratiques et Wang Kŏn s'attache dans un premier temps à consolider son pouvoir. Il épouse un membre de la puissante famille Kim de l'ancien royaume de Silla, et intègre des dignitaires de cet ancien royaume dans la structure politique du Koryŏ. À la manière des dynasties chinoises, il revendique le Mandat du Ciel pour légitimer sa prise de pouvoir, et laisse ses Dix Injonctions comme testament politique. À sa mort en 943, ses fils Hyejong et Chŏngjong qui lui succèdent en 943 et en 945 doivent faire face à la rébellion d'un chef de guerre, Wang Kyu, qui revendique le trône. Le pouvoir cherche alors à réduire l'influence des armées privées dirigées par différents dignitaires, et crée une armée nationale, la Kwanggun. Cette dernière est renforcée pour le règne du quatrième roi de la dynastie, Kwangjong qui revendique par ailleurs le titre d'Empereur. Dans le but de saper la puissance de l'aristocratie, Kwangjong fait passer en 956 une loi visant à réduire le nombre d'esclaves dont ils disposent, et lance des purges en 960 pour continuer à réduire leurs pouvoirs.
Wang Kŏn installe sa capitale à Kaesŏng dans une position centrale pour le pays, au nord de la rivière Han. Il fait de P'yŏngyang sa capitale secondaire, qu'il fait appeler « Sŏgyŏng » ou « capitale de l'ouest ». Il laisse dans un premier temps la réalité du pouvoir local aux aristocrates régionaux, qui ont autorité sur une préfecture ou Hyeon. Le système Kolp'um est abandonné et fait place à un système de Pon'gwan qui lie les différents clans aristocratiques à leurs lieux d'origines. Sous le règne de Kyŏngjong (de 975 à 981), un office des champs et forêts, le « chŏnsi-kwa », est instauré pour garantir le financement des fonctionnaires ; ceci permet alors de renforcer le bureaucratie en augmentant son indépendance vis-à-vis des aristocrates locaux. Son successeur Sŏngjong continue de structurer l'État en instaurant une commission des finances, une académie Hallim pour préparer et rédiger les édits royaux, ainsi qu'un organisme de contrôle des fonctionnaires. L'organisation chinoise en Trois départements et six ministères est aussi adoptée. Globalement, la Chine des Tang fournit au régime un cadre organisationnel, mais le Koryŏ se démarque de son modèle en laissant une très grande place aux familles aristocratiques dans les hautes administrations, ouvrant ainsi la porte à de nombreuses luttes de pouvoir entre familles. Le kwagŏ, examen d'accès à la fonction publique est réinstauré en 958 et permet à l'État de réduire l'influence de l'aristocratie en son sein avec un recrutement socialement plus large de ses cadres. Des aristocrates continuent cependant d'avoir accès à certaines fonctions de manière héréditaire, mais en raison du prestige lié à cet examen, ils sont nombreux à s'y présenter. Une académie, le Kukchagam fondée en 982 permet aux aspirants candidats de se former aux classiques confucéens ; des écoles privées y préparant voient aussi le jour, notamment celle de Ch'oe Ch'ung.

##### Montée en puissance des grandes familles aristocratiques

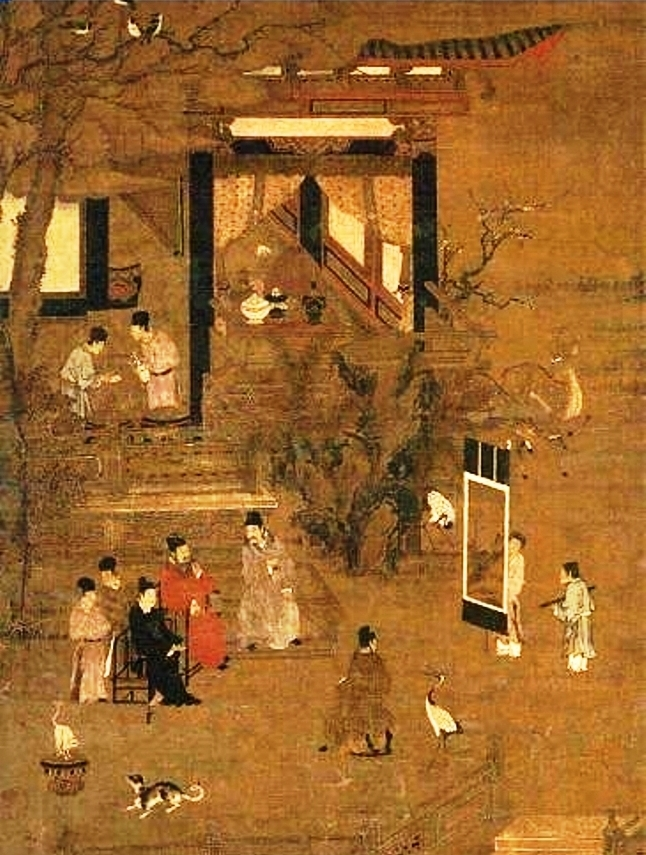
Peinture de l'époque Koryŏ montrant les loisirs de l'aristocratie.

La période de 981 à 1146 est marquée par la concentration des hautes fonctions de l'État aux mains de quelques familles aristocratiques puissantes, souvent issues de Silla et dominant déjà le système Kolp'um comme les Kyŏngju Kim, les Kangnŭng, ou les P’yŏngsan Pak. Poursuivant la pratique initiée par Wang Kŏn, la famille royale tisse des liens de mariage avec des grandes familles ; l'influence de ces belles-familles se fait le plus souvent au détriment du pouvoir de la dynastie régnante.
Les Ansan Kim dominent l'aristocratie du début au milieu du XIe siècle. Trois des reines du roi Hyŏnjong qui règne de 1009 à 1031 sont ainsi issues de cette famille. La famille des Kyŏngwŏn Yi lui succède lorsque Yi Cha-yŏn parvient à faire épouser trois de ses filles au roi Munjong qui règne de 1046 à 1083. Cette famille devient même une menace pour la dynastie régnante, et tente en 1095 et en 1127 de la renverser. Après la déchéance des Kyŏngwŏn Yi après 1127, d'autres familles originaires du nord-ouest du pays gagnent en influence, menées par le moine bouddhiste Myoch'ŏng. Ce dernier disant se baser sur la lecture de forces telluriques cherche à faire transférer la capitale de Kaesŏng à P'yŏngyang, et pousse le roi Injong à déclarer la guerre à la dynastie Jin. Face au refus de celui-ci, Myoch'ŏng mène une révolte infructueuse en 1135, réprimée par Kim Pusik.
Afin de faire face aux tensions grandissantes entre grandes familles, et aux prétentions de familles secondaires, il est décidé après la révolte de Myoch'ŏng de 1135 d'augmenter le nombre de membres dans les différents conseils de l'administration.

#### Des relations extérieures du début du Koryŏ se détournant de la Chine
Les relations entre le Koryŏ et les Khitans à sa frontière nord sont tumultueuses dès le début des deux nouveaux États. Wang Kŏn refuse d'accueillir une de leurs ambassades en 942. Son successeur Chŏngjong prend appui sur son armée nationale, la Kwanggun, pour anticiper une possible invasion par les troupes de ce pays, et fait ériger une série de forts au-delà de la rivière Ch'ŏngch'ŏn entre 949 et 975. Si les Khitans sont occupés pendant plusieurs années par leurs guerres contre les Songs, ils ne tardent pas à se tourner vers la péninsule coréenne une fois leur domination assurée sur le nord de la Chine. En 993 éclate la première guerre Koryŏ-Khitan, à l'issue de laquelle le Koryŏ tente d'établir sa frontière sur la Yalu. Cette-ci est bientôt suivie par la seconde guerre Koryŏ-Khitan 1010 qui voit la destruction de la capitale Kaesŏng, puis en 1018 la troisième guerre Koryŏ-Khitan qui voit le Koryŏ garantir son indépendance, mais au prix de versement de tributs (attestés au moins jusqu'en 1054). La pression des Khitans sur le Koryŏ semble se relâcher à partir du milieu du XIe siècle, et ces derniers continuent de les considérer comme des barbares inférieurs sur toute la période.
Les relations avec la Chine de la dynastie Song se font plus distantes en raison de la présence des Khitans entre les deux États, et ce n'est qu'en 1062 que les Song prennent officiellement contact avec le Koryŏ. Le fait que le Koryŏ soit à l'époque tributaire d'une dynastie Khitan instaure une distance politique. Les Coréens craignent de trop se rapprocher des Songs, et ils sont traités avec beaucoup de suspicion par la dynastie chinoise. Les relations commerciales sont elles beaucoup plus denses, et les deux pays échangent de nombreuses marchandises dans les ports chinois et coréens. Les relations recommencent à se distendre lorsque les Jürchen font la conquête des Khitans en 1126 et établissent la dynastie des Jin. Les Coréens font le choix d'entrer dans une relation tributaire avec cette nouvelle puissance, et rompent leurs relations avec la Chine.

#### Des pratiques religieuses marquées par le syncrétisme

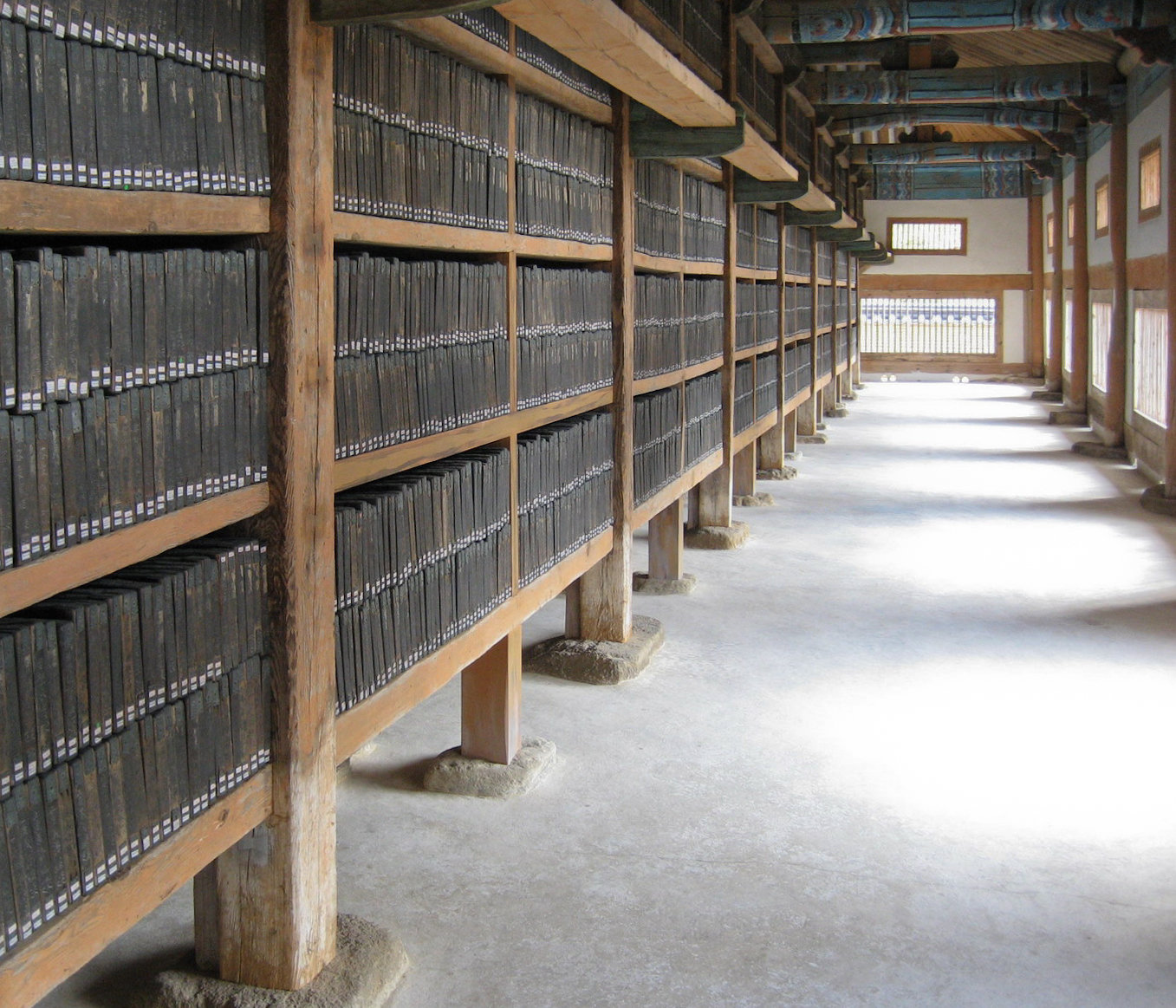
Le Tripitaka Koreana est compilé au XI et rassemble un millier de classiques bouddhiques.

Le confucianisme exerce une influence certaine sur l'organisation de l'État, notamment par le biais du kwagŏ qui conditionne l'entrée dans la fonction publique, et qui requiert des candidats une bonne connaissance des classiques de ce courant de pensée. Ch'oe Ch'ung est alors une des grandes figures coréennes de ce mouvement.
Le bouddhisme coréen reste lui central dans la société, et son adhésion s'exprime notamment au travers de cérémonies et de rituels. La cour patronne ainsi certains grands temples. Ce bouddhisme se singularise par une propension marquée pour le syncrétisme en cherchant à unifier les diverses influences que le pays reçoit (tibétain, chinois, indien...), tout en restant marqué par une division entre approche textuelle (Kyo) et une approche méditative (Sŏn). Cette volonté d'unification se retrouve dans l'initiative du moine Ŭich'ŏn, le quatrième fils du roi Munjong de compiler au cours du XIe siècle plus d'un millier de classiques bouddhiques dans le Tripitaka Koreana, puis de réunir au sein du bouddhisme Ch'ŏnt'ae les différentes écoles alors existantes. Les temples et monastères sont à la tête de domaines qui leur apportent des revenus importants, ce qui incite de nombreux paysans à entrer dans les ordres.
Le chamanisme coréen continue d'être pratiqué essentiellement dans les couches les plus basses de la société, et d'être formellement critiqué par les élites. Enrichi par les théories géomatiques venues de Chine, il place certaines singularités naturelles au centre de cultes. Au nord du pays, le mont Paektu devient le centre d'une pratique chamanique au moins à partir du XIIIe siècle, tout comme le mont Jiri au sud.

#### Des arts au début du Koryŏ
Dans le domaine littéraire, la cour est au cœur d'une production de textes rédigés en chinois. Un aristocrate comme Yi Kyu-bo laisse derrière lui plusieurs milliers de poèmes rédigés dans cette langue. Des chants en coréen sont aussi composés à cette époque, mais ne sont mis par écrit que plusieurs siècles plus tard, entraînant une altération des paroles. Le Ssanghwa chŏm et le Ch'ŏngsan pyŏlgok sont les plus connus de cette époque. La publication du Samguk sagi, ou Mémoires historiques des Trois Royaumes, publié en 1145 marque un tournant dans l'historiographie du pays. Marqué par la double influence de l'historien chinois Sima Qian et du confucianisme, il dresse l'histoire des premiers royaumes de la péninsule.
La peinture continue d'être une forme artistique florissante, et revêt plusieurs formes (murale, manuscrits et parchemins illustrés...). L'inspiration bouddhique reste présente, en prenant modèle sur les équivalents chinois de la même période, mais en s'en démarquant par des couleurs moins prononcées, et un recours aux dorures moins fréquent. La calligraphie est portée par des artistes de renom comme Yi Yŏng, Yu Sin, le moine T'anyŏn, et Ch'oe. La métallurgie continue d'être maitrisée par les artistes coréens du Koryŏ, sans pour autant produire des pièces aussi importantes que celles produites lors de la période Silla. La menuiserie de l'époque est aussi notable, et plusieurs productions majeures de l'époque comme le temple Pongjŏng-sa à Andong ou le Pusŏk-sa à Yeongju sont encore visibles.
Les poteries de type céladon atteignent un pic de qualité au XIIe siècle. Produites pour la plupart dans le Chŏlla, elles se distinguent par le recours à des lignes courbes et par une couleur tirant dans des tons verts. Des peintures brunes et rouges, ainsi que des dorures peuvent parfois compléter la décoration de celles-ci.

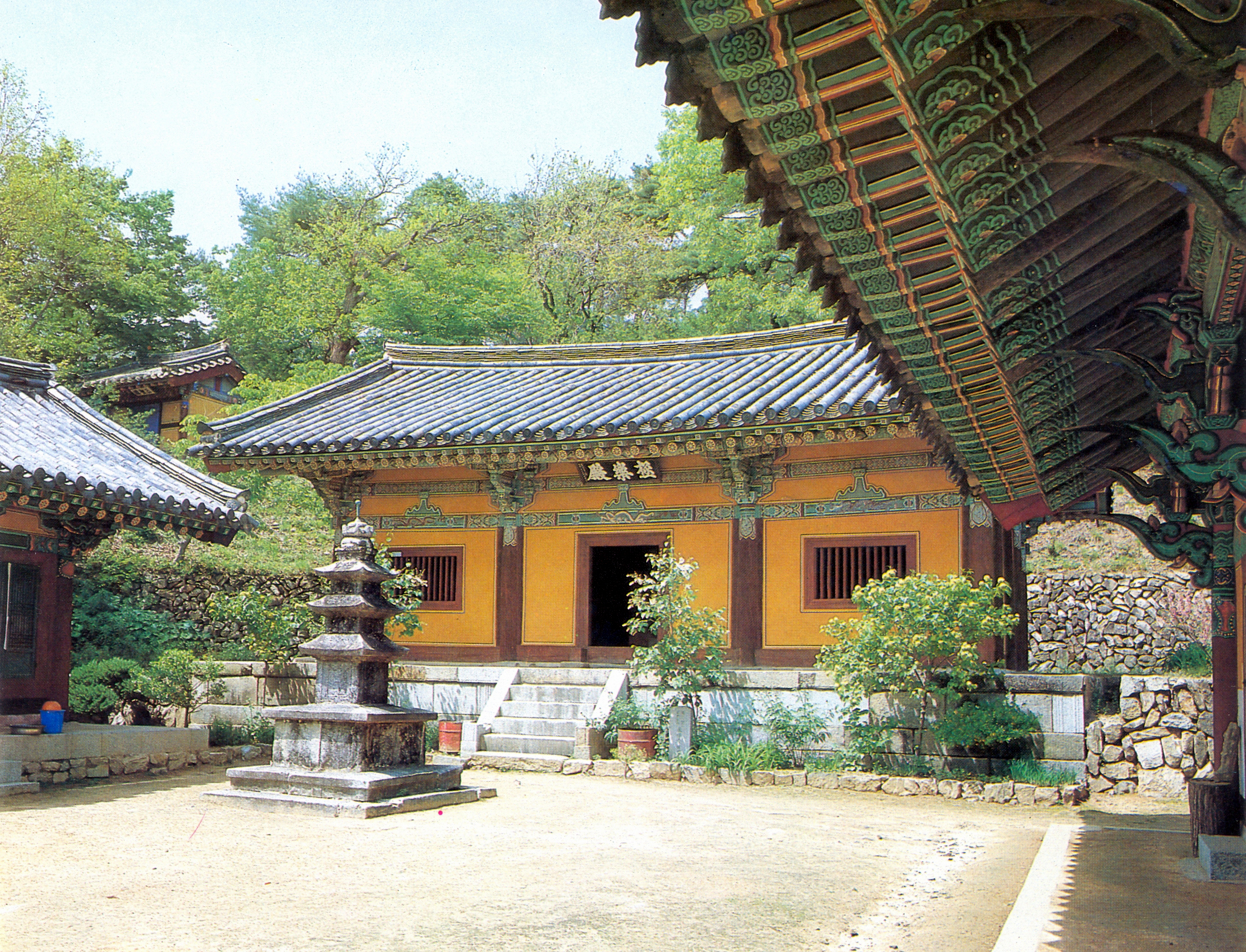
Temple Pongjŏng-sa à Andong.
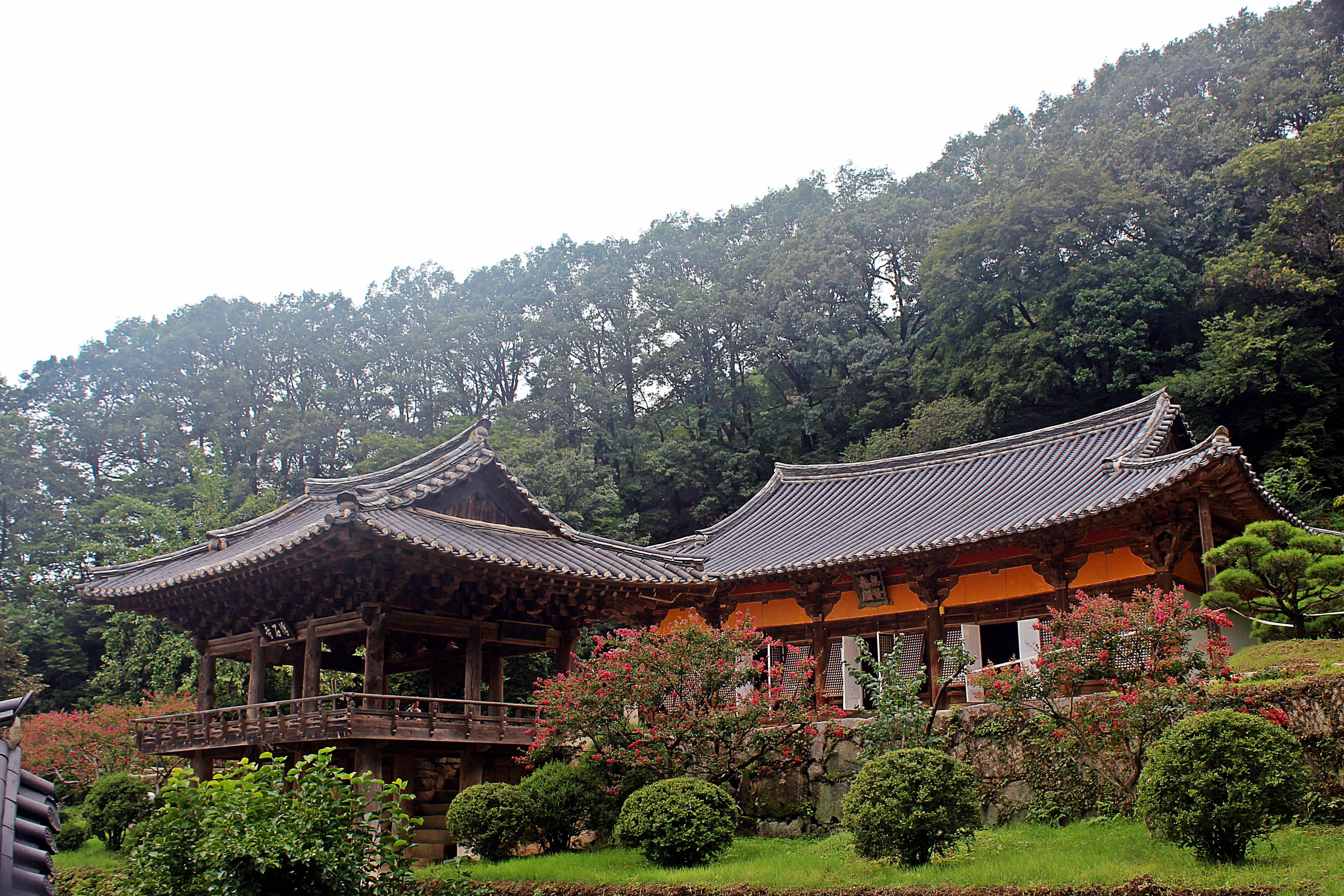
Temple Pusŏk-sa à Yeongju.
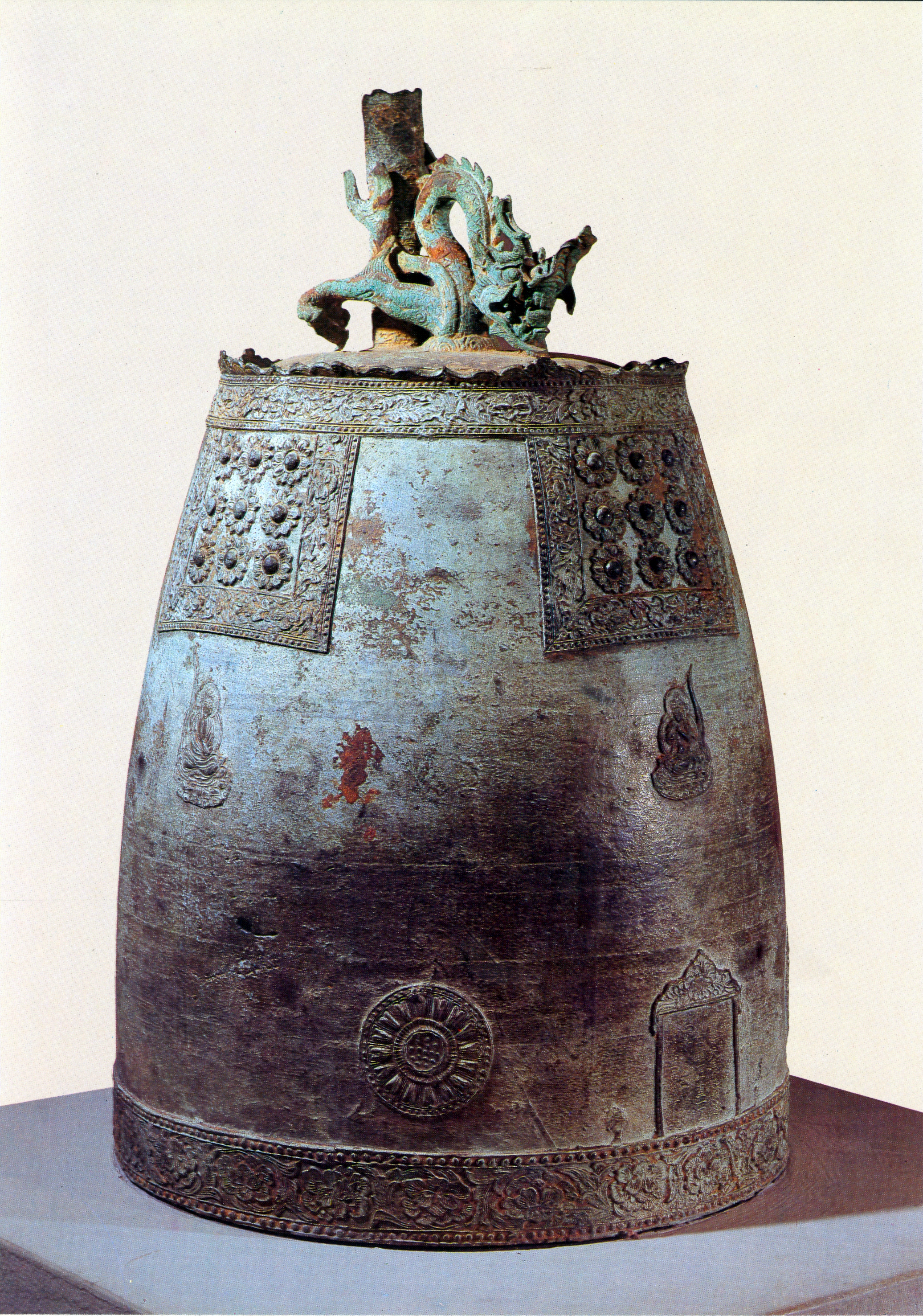
Cloche produite vers 1058.
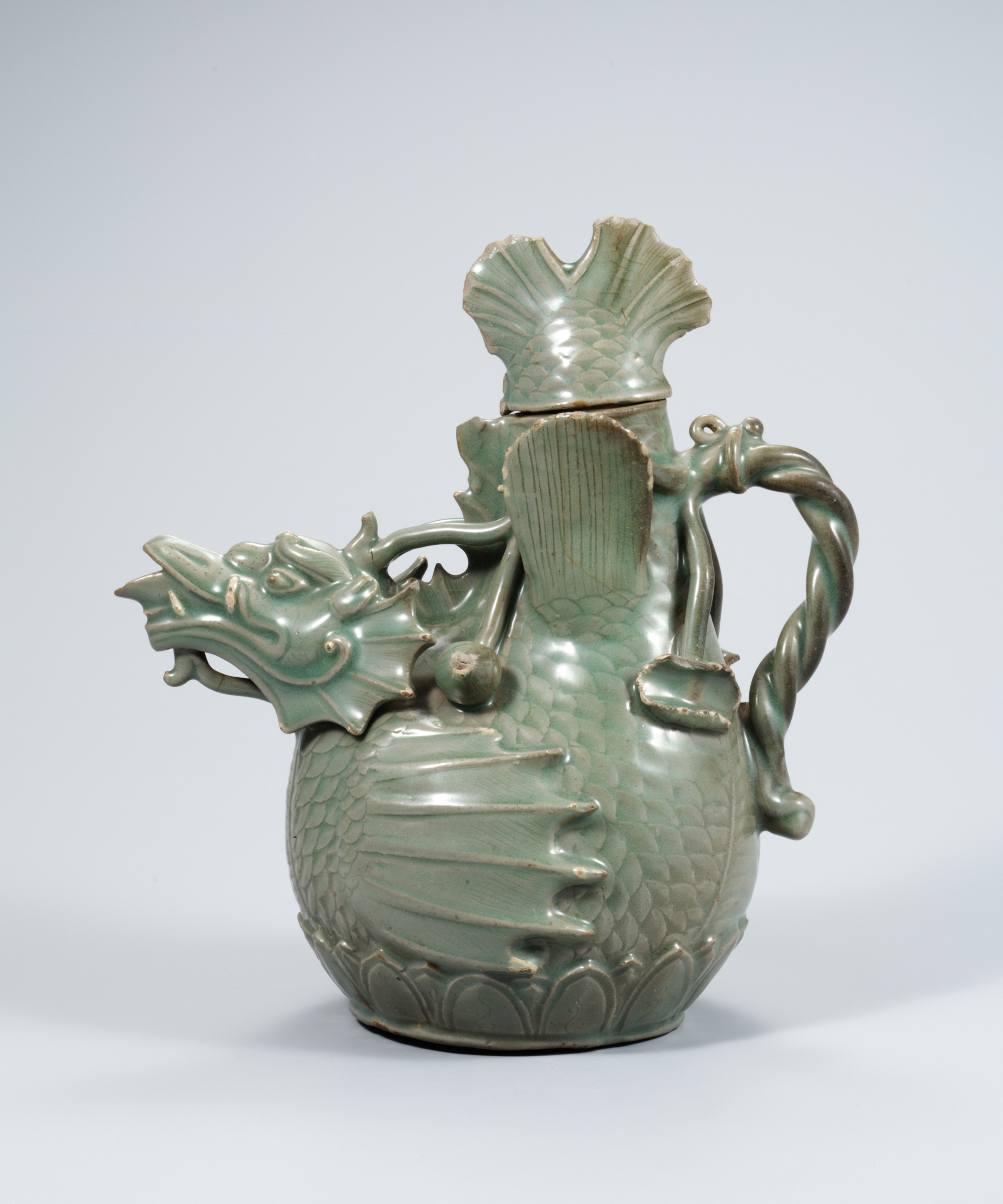
Théière en céladon du XIIe siècle.
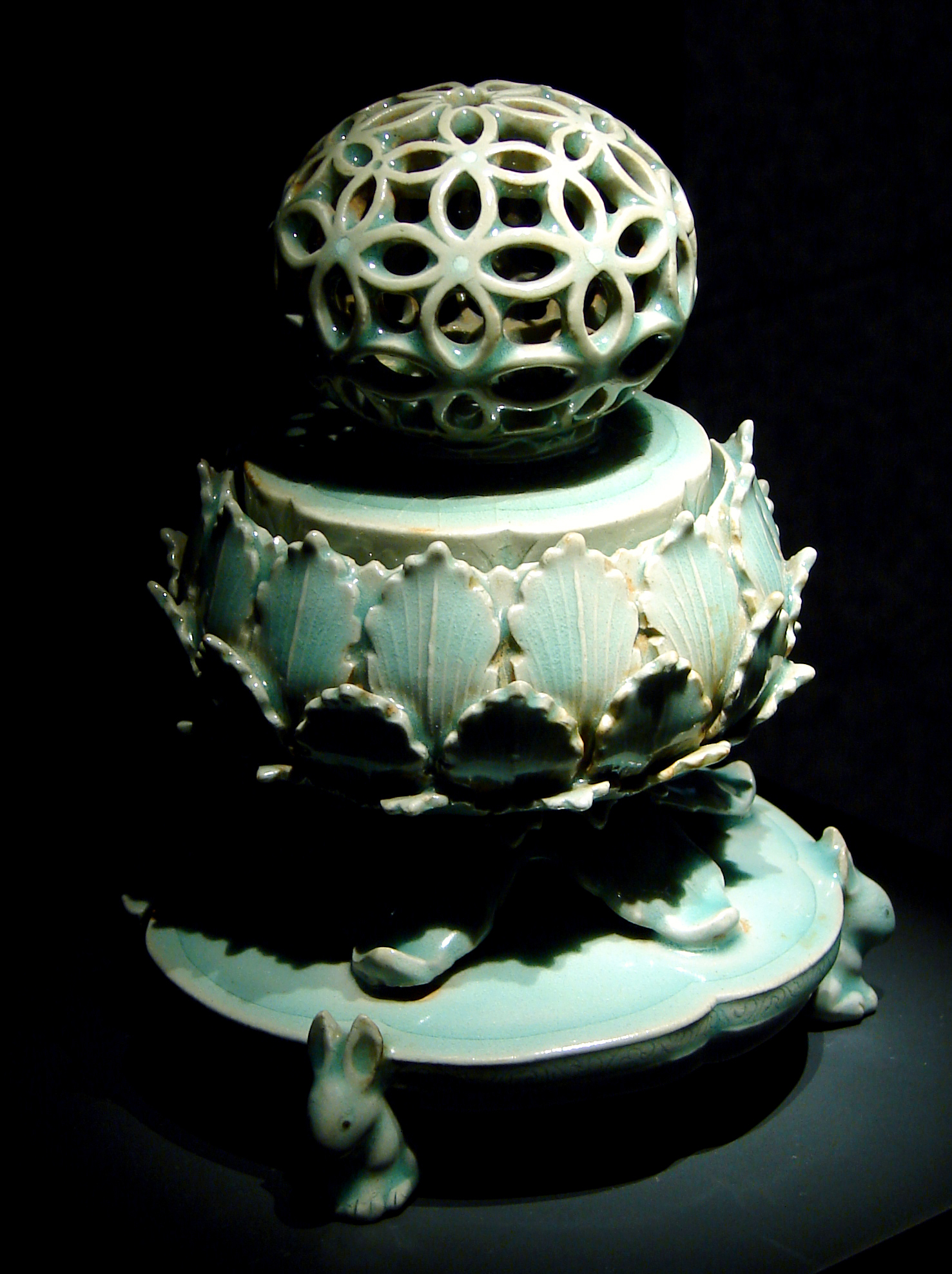
Brûleur à encens en céladon du XIIe siècle.

#### Société et économie du début du Koryŏ
L'alphabétisation de la société causée par la montée en puissance du recrutement par le kwagŏ renforce le processus de stratification de la société en trois couches. Le groupe qui se fait connaître sous le nom collectif de Yangban réunit les officiels chargés de l'armée et des affaires civiles, constitue une élite dans cette société et domine la politique, l'économie et la culture. La partie la plus importante de la société est constituée d'hommes libres, la plupart agriculteurs, et pour une petite partie commerçants ou artisans. La couche la plus basse se compose d'esclaves, possédés par l'État ou par des aristocrates ; certaines estimations évaluent au tiers de la société du début du Koryŏ la part des esclaves.
Les révoltes paysannes ayant été une source importante d'instabilité lors de la période précédente, le Koryŏ cherche à lever le fardeau que représentent les taxes pour les paysans en contrôlant lui-même la levée des taxes sur les terres selon un système de prélèvement et de redistributions, le Chŏnsikwa mis en place à partir de 976 et connaissant plusieurs évolutions jusqu'en 1076. Il empêche ainsi les fonctionnaires et les aristocrates de lever plus de taxes qu’autorisé, ou d’accaparer des terres. Le système périclite cependant dès la fin du XIe siècle du fait de la montée du pouvoir de l'aristocratie.

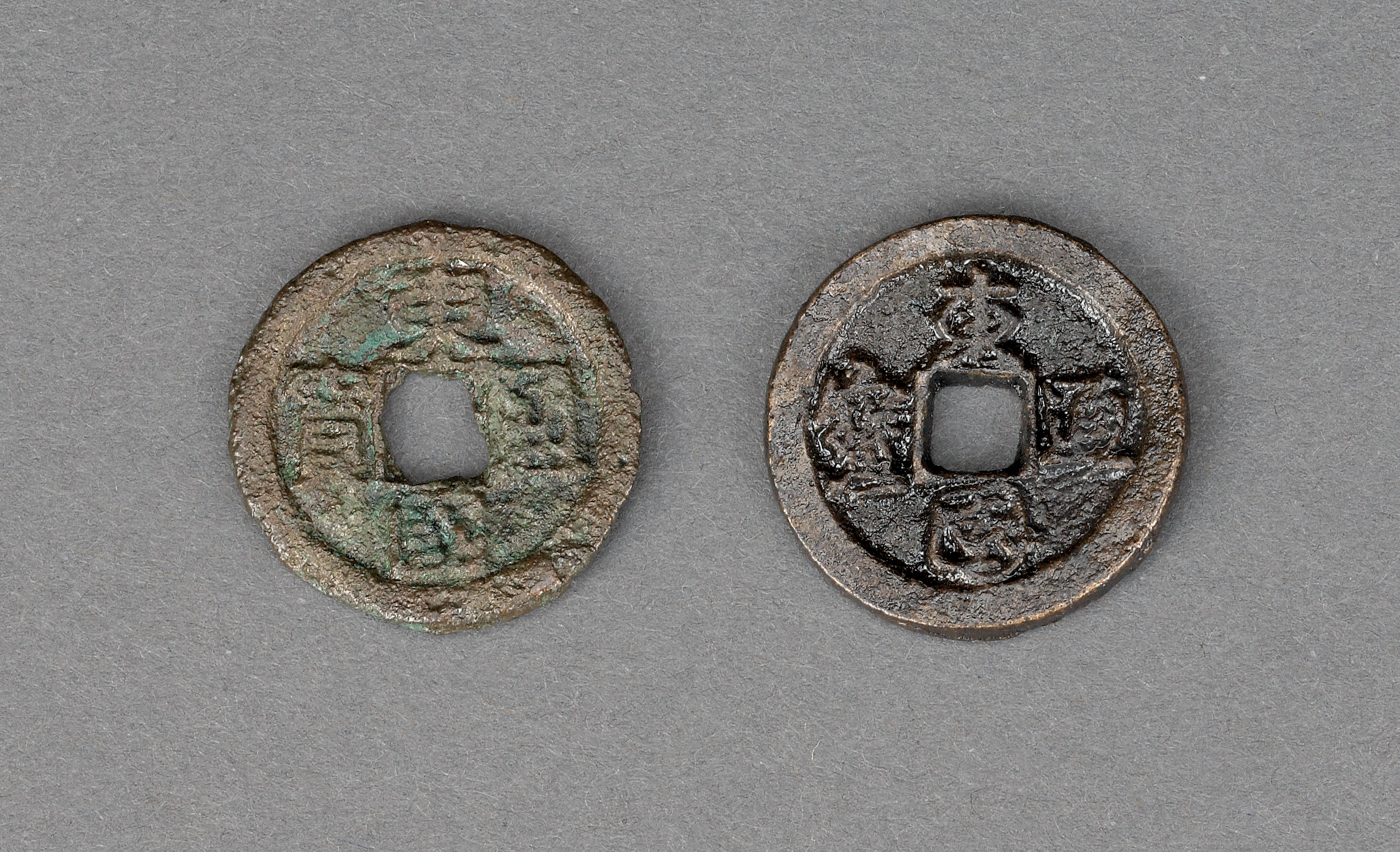
Le Haedong t'ongbo en cuivre est frappé à partir de 1102.

Les échanges commerciaux avec les pays voisins, ainsi que l'essor d'une économie locale poussent le Koryŏ à frapper sa propre monnaie. La première monnaie de métal, le Kŏnwŏn chungbo est frappée en 996. En 1102 apparaît la première monnaie de cuivre, le Haedong t'ongbo, et à la même époque, la première monnaie d'argent, le hwalgu.
Les femmes ont un statut élevé lors de cette période. Elles peuvent être propriétaires, et les héritages sont divisés en parts égales quel que soit le sexe des héritiers. Lors d'un mariage, elles continuent d'être identifiées à leurs familles d'origines, et ne dépendent pas de celles de leurs époux. Il n'y a pas de dot, et c'est l'homme qui va habiter chez sa femme au moment du mariage. Les divorces sont possibles, bien que peu fréquents. Ce statut, s'il est surprenant pour les observateurs chinois de l'époque, est similaire à ce qui peut s'observer alors dans la Japon de Heian.

### Le gouvernement militaire de 1170 à 1270

#### Coup d'État et prise de pouvoir par la famille Ch'oe
L'aristocratie du début du Koryŏ est marquée par la domination de la branche civile sur la branche militaire. Après la révolte menée par Myoch'ŏng en 1135, le régime continue d'être agité par des querelles entre grandes familles. Pour tenter de restaurer son autorité, la famille royale cherche à conférer à la branche civile plus de pouvoir, ce qui entraîne de nombreuses frustrations dans la branche militaire, reléguée à des rangs subalternes. Même les plus hautes fonctions de l'armée sont alors confiées à des aristocrates issus de la branche civile. Cet abaissement du pouvoir militaire atteint son apogée lors du règne du roi Ŭijong entre 1146 et 1170, ce qui entraîne un coup d'État dirigé par Chŏng Chung-bu à l'issue duquel la famille royale est décimée et placée sous l'autorité d'un nouveau pouvoir militaire.
Chŏng Chung-bu nomme roi Myŏngjong, le frère de Ŭijong ; si la lignée royale est formellement maintenue, la réalité du pouvoir passe aux mains des militaires. Plusieurs purges contre les administrateurs civils, dont la principale en 1173, assurent leur domination. Les institutions sont réformées, et le premier quart de siècle de ce nouveau pouvoir est marqué par les rivalités entre les militaires qui se succèdent à la tête du nouveau régime. Yi Ŭi-bang, Kyŏng Tae-sŭng, et Yi Ŭi-min se succèdent entre 1174 et 1196 en faisant assassiner leurs prédécesseurs. Ceci entraine une série de révoltes dans le pays, la plus célèbre menée par l'esclave Manjǒk.
Le régime militaire gagne en stabilité avec la prise de pouvoir de Ch'oe Ch'ung-hǒn en 1196, qui place ainsi sa famille à la tête du pays pour 62 ans. Il met fin à plusieurs rébellions paysannes en offrant des postes aux chefs des mouvements et en affranchissant nombre d'esclaves. Il s'attaque au pouvoir de monastères et de temples bouddhiques qui entretiennent des liens avec l'aristocratie civile. Des institutions parallèles sont créées, dans lesquelles il place des fidèles. Ce pouvoir devient héréditaire, et ses descendants lui succèdent (Ch'oe U de 1219 à 1249, Ch'oe Hang de 1249 à 1257, et Ch'oe Ŭi de 1257 à 1258).
Le régime militaire du Koryŏ perd en influence après l'assassinat de Ch'oe Ŭi par Kim Chun en 1258, et trois chefs militaires se succèdent jusqu'en 1270, date à laquelle le roi Wŏnjong restaure le pouvoir de la famille royale.

#### Affirmation et consolidation du bouddhisme Sŏn
L'influence du bouddhisme Sŏn grandit sous le pouvoir de la famille Ch'oe. En favorisant cette école de pensée, la famille Ch'oe espère affaiblir l'aristocratie, qui prend appui, elle, sur le bouddhisme Kyo. Le bouddhisme Sŏn, plus méditatif, concentre ses temples et monastères dans les montagnes et les lieux reculés, et reste loin des lieux de pouvoir. Le moine Jinul participe à la revitalisation du bouddhisme Sŏn, en poursuivant l'œuvre accomplie par Ŭich'ŏn. Il fonde le temple Sŏngwang-sa et introduit l'utilisation de kōan dans la pratique bouddhique coréenne, portant les bases de l'école Chogye.
Le confucianisme connaît lui un certain déclin pendant le régime militaire. Son étude est dévalorisée, alors que le pouvoir civil est relégué au second plan. Certains maîtres choisissent de se retirer pour écrire poésies, contes, et traités, et deviennent connus en tant que sept sages de l'est de la mer (ko). D'autres choisissent de se mettre au service du nouveau régime, comme Yi Kyu-bo, auteur de la saga du roi Tongmyŏng (ko). Avec Pak In-Nyang, auteur de Sui chŏn, il inaugure un style littéraire populaire lors du régime militaire de Koryŏ.

#### Résistances aux invasions mongoles
La dynastie Jin qui domine au nord de la péninsule coréenne sert longtemps de zone tampon face à la montée en puissance des forces mongoles de Gengis Khan. La chute des Jin en 1234 change la donne pour le régime coréen. Dès 1216-1218, il doit faire face à des raids de Khitans qui fuient l'avancée mongole. Les forces du Koryŏ doivent s'allier à des forces mongoles pour les repousser. Ces derniers exigent alors un lourd tribut les années suivantes en paiement de leur aide au Koryŏ. Si certaines années le Koryŏ se plie à leurs demandes, il refuse aussi à plusieurs reprises de le verser. Un émissaire mongol venu chercher ce tribut est assassiné en 1225, ce qui sert de motif à une première tentative d'invasion du Koryŏ en 1231. Dans un premier temps le Koryŏ réussit à résister à l'invasion, en fixant les troupes mongoles au siège de Kwiju-sŏn ; la capitale Kaesŏng est cependant menacée par des raids, et les deux partis concluent un traité de paix en 1232. Les Mongols laissent derrière eux des administrateurs pour s'assurer du versement des tributs.
Ch'oe U décide de transférer la capitale du royaume sur l'île de Kanghwa-do, contre l'avis du roi. Cette initiative est vue comme une provocation par les Mongols, qui déclarent la guerre au Koryŏ en 1235 ; jusqu'en 1259, date à laquelle le royaume coréen est totalement vaincu, les Mongols lancent plusieurs invasions contre le pays. La résistance à ces invasions est souvent le fait des couches les plus basses de la population, les Mongols rasant souvent les villages sur leur route. De nombreux biens culturels sont détruits pendant cette période. La cour voit l'apparition d'un courant pacifiste qui s'oppose au pouvoir de la famille Ch'oe, ce qui entraine l'assassinat de Ch'oe Ŭi en 1258 ; l'année suivante, un traité de paix est à nouveau signé avec le pouvoir mongol, qui garantit une certaine souveraineté au pays. Le pouvoir militaire coréen, dirigé par Im Yŏn de 1258 à 1270 après l'assassinat de Ch'oe Ŭi, continue à s'opposer un temps au pouvoir pro-mongol de la monarchie, mais sans succès jusqu'à sa défaite définitive en 1273, et la répression de la révolte de Sam-byŏlch'o.

### Le Koryŏ sous administration mongole de 1270 à 1356

#### Un pouvoir royal s'adaptant au pouvoir mongol

##### Une famille royale coréenne dominée par les Yuan

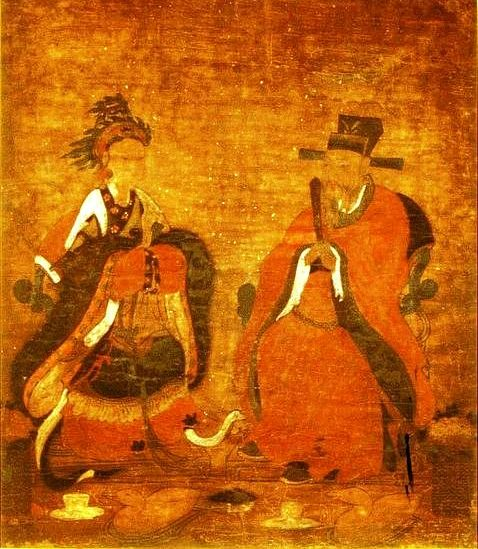
La reine Noguk (à gauche) fait partie des princesses mongoles mariées à des rois coréens pour renforcer les liens avec la dynastie Yuan.

Le pouvoir mongol s'assure l'assujettissement du pouvoir coréen par des mariages. Le roi Wŏnjong marie son fils Ch'ungnyŏl à une princesse mongole, fille de Kubilai Khan (Jeguk). La pratique perdure, et les princes coréens continuent à épouser des princesses mongoles par la suite ; la famille royale coréenne devient de fait une simple branche de la famille royale Yuan. Les princes coréens passent alors leur enfance à la cour de Pékin, dans la famille de leurs mères, et une fois roi continuent à devoir s'y rendre régulièrement.
Le pouvoir royal du Koryŏ est obligé par le pouvoir mongol à renoncer à certains de ses symboles de pouvoir. En 1276, le souverain coréen perd son appellation posthume de cho ou chong, aussi utilisé par les souverains du Yuan, pour celui de ch'ung, montrant sa fidélité -et donc sa soumission- au pouvoir du Yuan. Le pronom utilisé pour s'adresser au roi est aussi rabaissé, tout comme les titres des princes. Les titres des principales administrations du royaume sont aussi modifiés, et certaines sont aussi fusionnées.
La famille royale est aussi divisée par le pouvoir mongol. Un roi de Shenyang est créé, qui a autorité sur les Coréens en Mandchourie. Issu de la famille royale coréenne, il est nommé par le pouvoir mongol. Ceci contribue alors à attiser les luttes de pouvoir au sein de cette famille.

##### La reconquête du pouvoir par Kongmin
Après la mort de Kubilai Khan en 1294, le pouvoir de la dynastie Yuan s'érode rapidement. La révolte des Turbans rouges agite la Chine dès 1351, et précède l'émergence de la future dynastie Ming. Le roi Kongmin qui règne de 1351 à 1374 prend une série de mesures pour combattre l'influence et le pouvoir mongol sur la péninsule, et pour réduire l'influence des grandes familles aristocratiques. En 1352, il fait interdire le port de chevelures ou de vêtements mongols, et mène une purge en 1356 contre la faction pro-mongole au sein de la cour ; il en profite pour rétablir les institutions datant d'avant l'invasion mongole, et renonce à adopter le calendrier Yuan.
Kongmin lance des troupes en 1369 contre les forces mongoles stationnées au nord de la rivière Yalu. La forteresse de Liaoyang est momentanément prise, mais Kongmin doit faire face à une opposition de l'aristocratie pro-Yuan. Le pouvoir mongol proclame sa destitution, et il fait face à une tentative d'assassinat. Il reste cependant sur le trône, et prend contact avec le nouveau pouvoir Ming.
Au niveau domestique, aidé par le moine Sin Ton, il lance des réformes visant à rendre à leurs propriétaires légitimes des terres accaparées par les grandes familles, et à libérer des esclaves. Ces réformes rendent Sin Ton très populaire, mais il perd la confiance du roi, et finit par chercher à le renverser. Kongmin meurt en 1374, sans avoir réalisé toutes ses réformes.

#### Exploitation économique et humaine par les Mongols
Les Mongols imposent un tribut au pays, qui doit alors verser or, argent, ginseng, grains, et faucons de chasse. Le train de vie du roi coréen, calqué sur celui de la cour mongole, impose un fardeau supplémentaire au peuple coréen. Les Mongols exigent par ailleurs que le pays leur fournisse des jeunes femmes à marier et des eunuques, ce qui entraîne une interdiction des mariages dans le pays en 1275, et une vague de dissimulation des jeunes femmes, alors poussées à porter des vêtements jusque là réservés aux hommes.
Le nord du pays est placé sous administration directe des Mongols, qui y créent la préfecture de Ssangsŏng et la préfecture Tongnyŏng. Le Chŏngdong haengsŏng, une administration pour préparer l'invasion du Japon, est mise en place en 1280 dans le pays par les Mongols, qui s'en servent pour agir directement dans les affaires locales. Le pays doit ainsi participer à l'effort de guerre mongol lors de ses tentatives infructueuses d'invasion du Japon en 1274 et 1281 ; le Koryŏ fournit 8 000 soldats et la plupart des forces marines de la première tentative, et 10 000 soldats pour 900 navires lors de la seconde tentative.
Les familles aristocratiques parviennent à prendre appui sur le pouvoir mongol pour développer leurs richesses. De grandes propriétés agricoles, ou nongjang se constituent alors, très souvent exemptes de taxes et comportant des centaines d'esclaves. Elles limitent alors les sources de financement de l'État en le privant du revenu des impôts, mais aussi de main-d'œuvre pour les corvées.

#### Culture de la fin du Koryŏ

##### Sciences et religions à la fin du Koryŏ

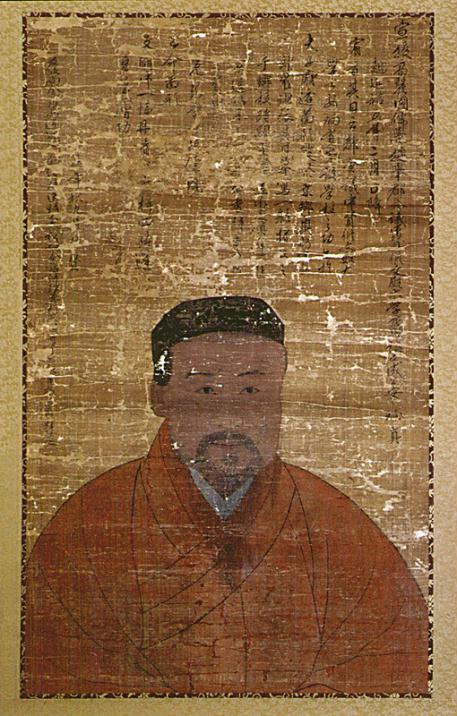
Ahn Hyang est crédité de l'introduction du néoconfucianisme en Corée en 1290.

La fin du Koryŏ correspond à la montée en puissance d'une classe de lettrés, souvent issue de petites familles des campagnes, et radicalement opposée aux grandes familles aristocratiques. Formant la base de l'administration sous l'ère de la famille Ch'oe, ils gagnent en influence après la mort du roi Kongmin en 1374. Adoptant le néoconfucianisme, ils favorisent les réformes du régime.
Le néoconfucianisme est introduit dans la péninsule par Ahn Hyang à partir de 1290. Ce nouveau système de pensée gagne rapidement des soutiens, alors que le bouddhisme comme le confucianisme peinent à répondre aux interrogations sociales du moment. Plusieurs rois comme Ch'ungsŏn l'étudient ou le soutiennent ouvertement. La coexistence avec le bouddhisme est plus difficile, alors que le néoconfucianisme fait la promotion de liens parentaux forts, et que le bouddhisme demande aux moines de renoncer à leurs liens familiaux. Les soutiens du néoconfucianisme s'en prennent alors aux abus et aux richesses des temples et monastères bouddhiques.
La période connait aussi une production importante de textes historiographiques. Le Haedong kosŭng chŏn, publié en 1215 à partir d'une commande royale, retrace la vie de moines bouddhistes des Trois Royaumes. D'autres publications du même type fournissent une lecture confucianiste des évènements passés. Le Samguk Yusa, publié en 1285, cherche lui à écrire l'histoire du pays en le faisant remonter à Tan'Gun, et en mettant en avant les traditions propres au pays. Le Che wang un'gi, publié en 1287, reprend la même approche en optant pour la forme d'un récit épique.

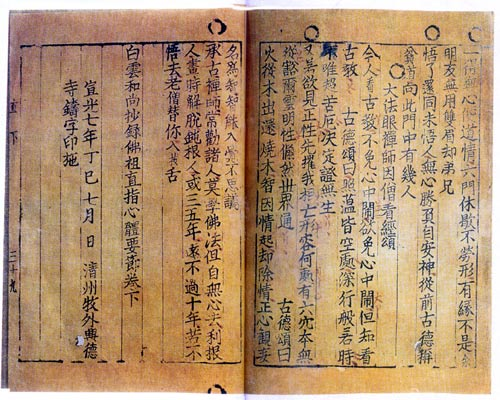
Le Chikchi simch'e yojŏl est imprimé en 1377 avec des caractères mobiles d'impression.

D'autres techniques chinoises sont introduites à l'époque et marquent le pays. La poudre à canon commence à être produite en Corée à l'époque, et équipe sa marine de guerre dès 1380. Le coton est introduit en 1364, et son usage se généralise assez vite dans l'habillement des classes populaires. Les caractères mobiles d'impression sont utilisés pour l'impression du Sangjŏng kogŭm yemun en 1234 puis du Chikchi simch'e yojŏl en 1377 ; un office national dédié à l'impression de livre est par la suite créé en 1392 par le régime.
La médecine coréenne voit la publication de son premier recueil, le Hyangyak kugŭp pang en 1236, bientôt suivi par le Samhwaja hyangyak pang au milieu du XIIIe siècle. Ces deux ouvrages servent de base à d'autres ouvrages publiés par la suite. Inspirée de la médecine chinoise, elle doit cependant s'adapter à l'absence de certaines plantes, et intègre d'autres pratiques traditionnelles.

##### Arts de la fin du Koryŏ
La littérature connait elle aussi l'influence du néoconfucianisme. La forme poétique du kyŏnggi, dérivé des Hyangga, écrit en chinois, s'inspire de la vie des lettrés de l'époque, et comporte quelques œuvres notables comme le Hallim pyŏlgok ou le Chukkye pyŏlgok. La littérature populaire s'exprime elle dans de longs poèmes du type Ch'angga.
L'architecture de la fin du Koryŏ se distingue par certaines réalisations en bois, comme le Kŭngnakchŏn du Pongjŏng-sa datant de 1363, ou le Muryangsujŏn et le Chosadang du Pusŏk-sa, construit pour le premier en 1376. Le Taeungjŏn Sudŏk-sa figure également parmi les exemples remarquables de l'architecture en bois de cette époque. La pierre est aussi un matériau utilisé, comme l'illustre la pagode du Kyŏngch'ŏn-sa.
La peinture de style sakunja représentant quatre plantes (orchidées, bambous, chrysanthèmes et fleurs d'abricotier) est populaire parmi les lettrés. Certaines œuvres comme le Ch'ŏnsan taeryŏp to (135), ou le Yangnyu kwanŭm to figurent parmi les principales réalisations de l'époque. La calligraphie du style songsŏl commence elle à émerger à la fin du Koryŏ.

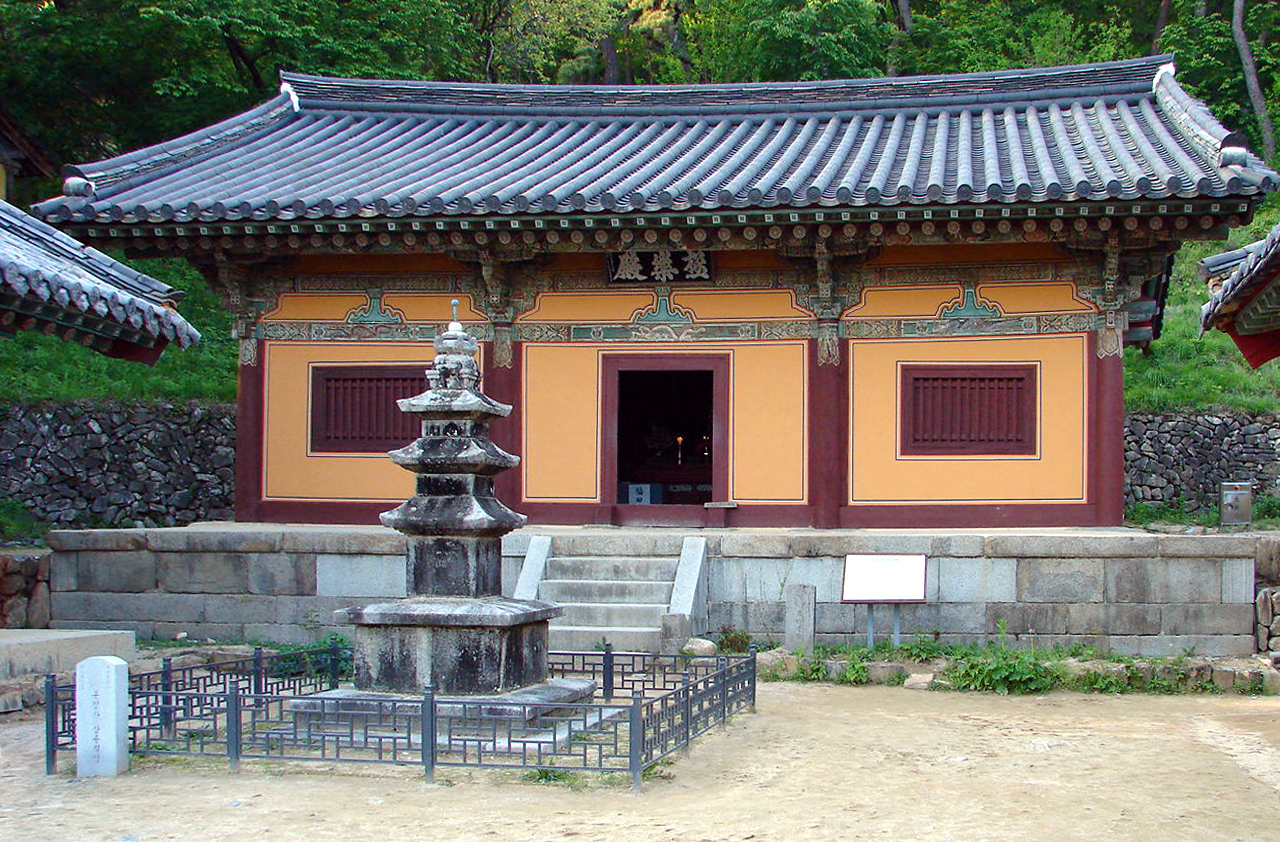
Kŭngnakchŏn du Pongjŏng-sa.
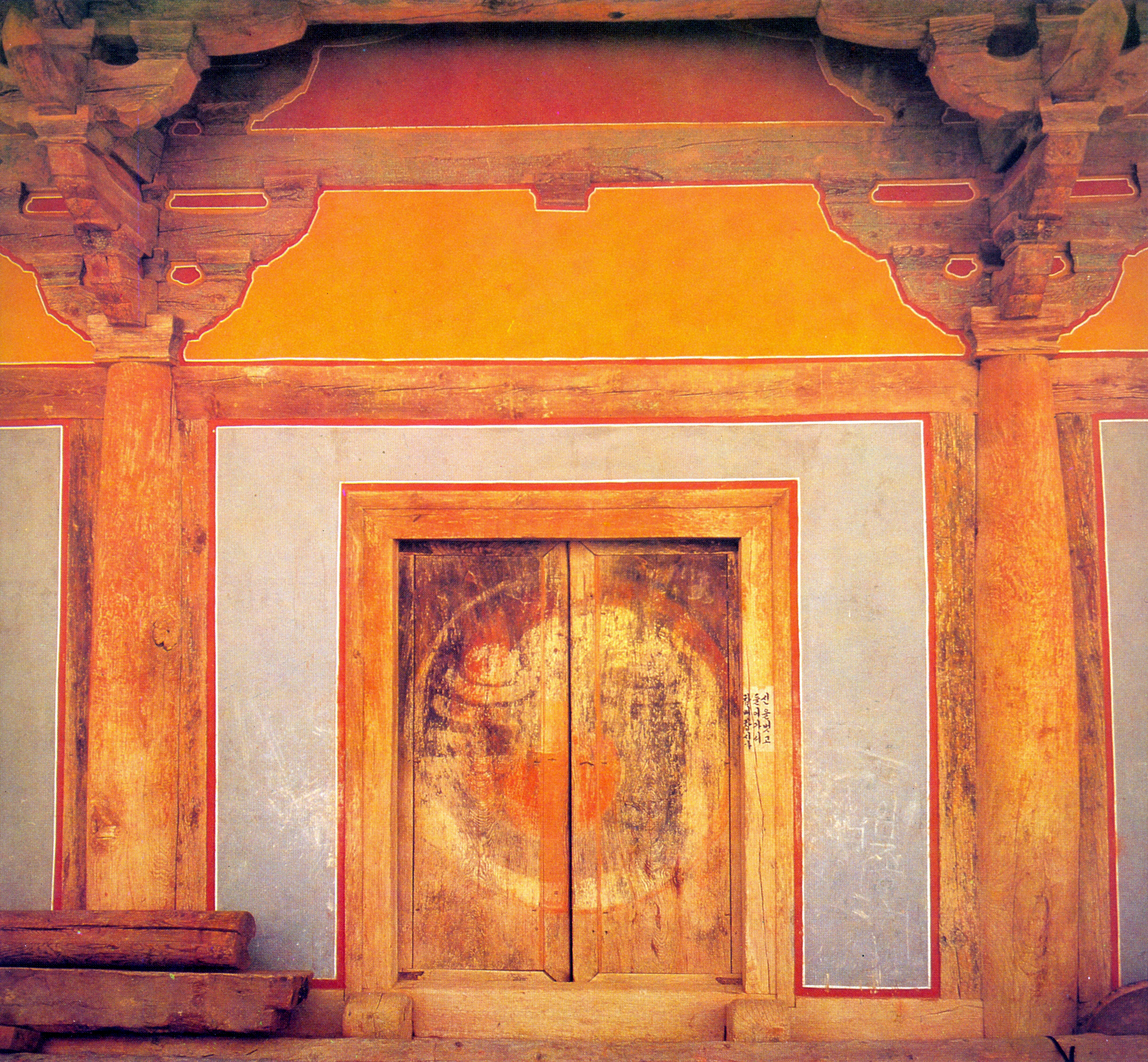
Détail du Muryangsujŏn du Pusŏk-sa.
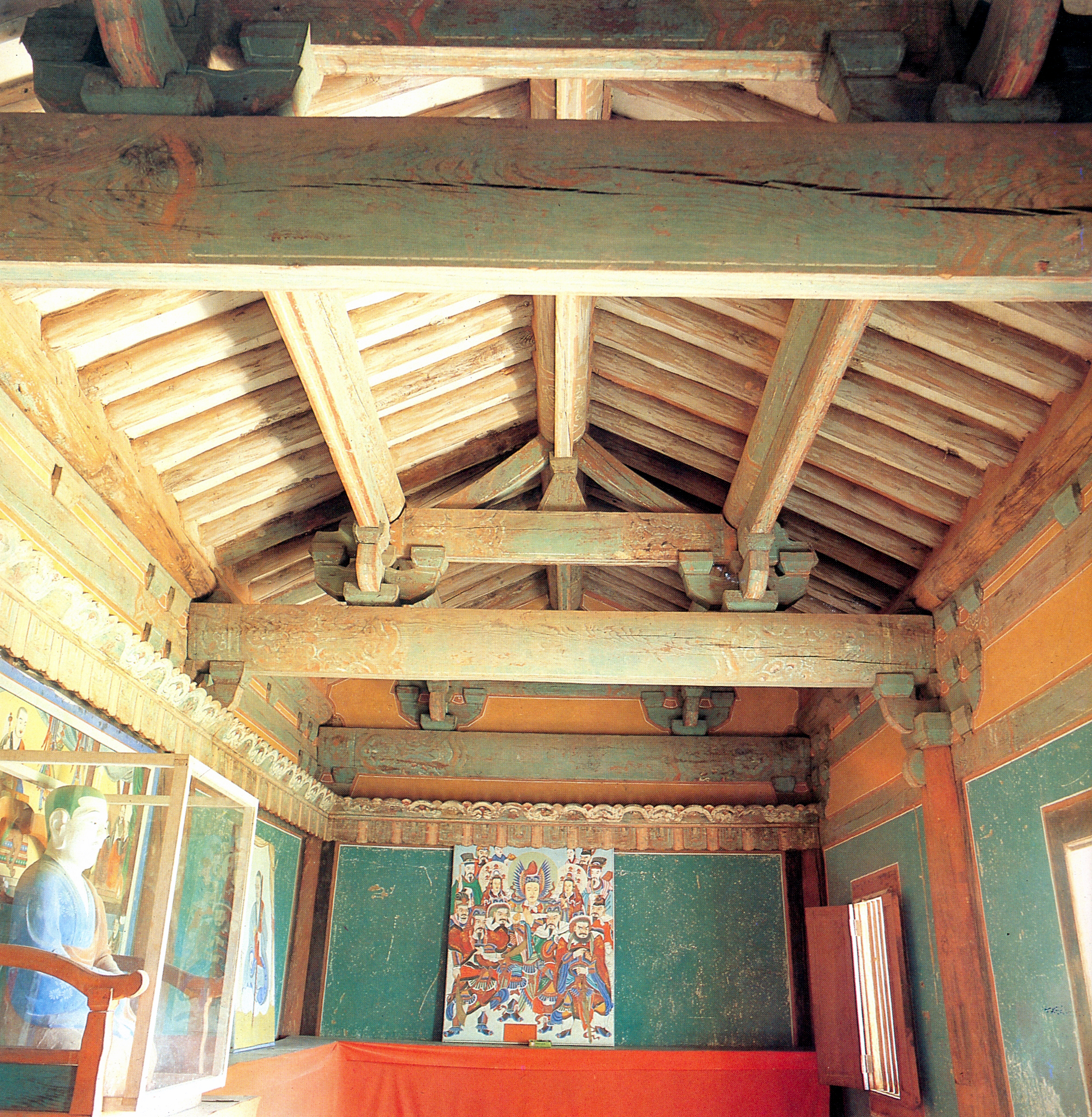
Vue intérieure du Chosadang du Pusŏk-sa.
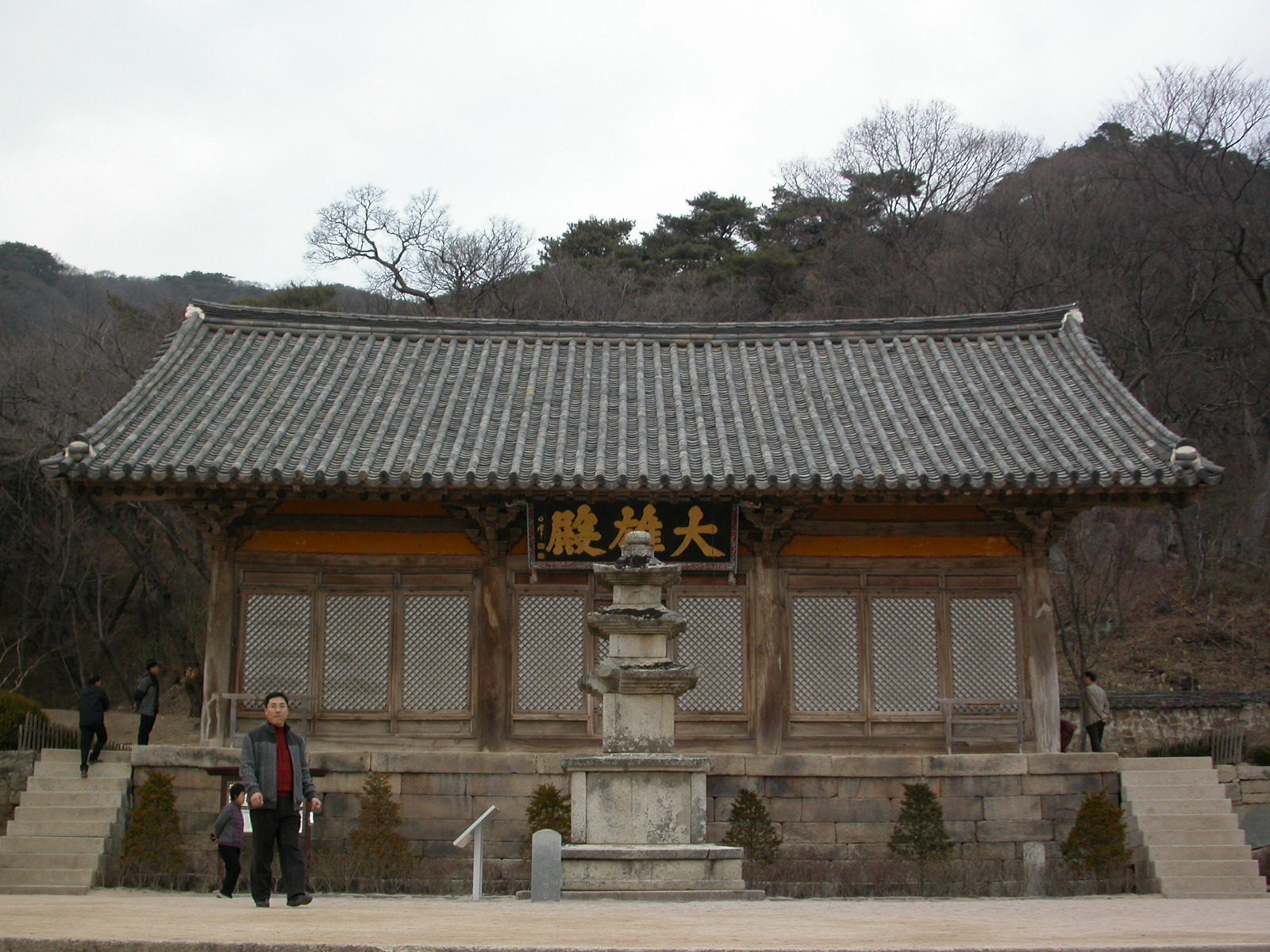
Vue du Sudŏk-sa.
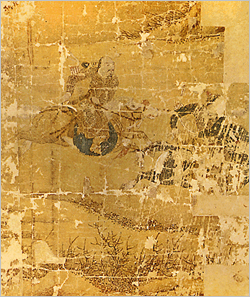
Ch'ŏnsan taeryŏp to, ou Grande chasse sur la Montagne Céleste.

### Chute du Koryŏ

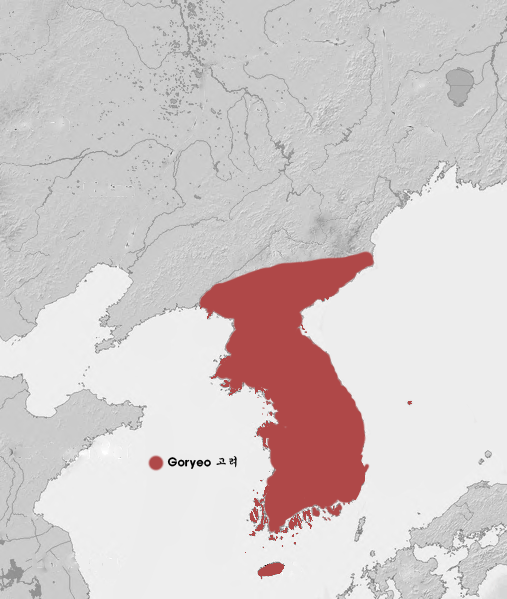
Carte de la péninsule coréenne vers la fin du Koryŏ.

Le pays fait face à des troubles externes à partir de la seconde moitié du XIVe siècle. L'invasion du Koryŏ par les Turbans rouges venus de Chine en 1359 et en 1360 est repoussée au prix d'un bilan civil important dans les campagnes. Si le pays en profite pour reconquérir des terres perdues aux Yuan, plusieurs villes, dont la capitale Kaesŏng sont pillées par les Turbans rouges. Par ailleurs, des pirates japonais Wakō, déjà présents sur les côtes coréennes dès 1223, rentrent dans un cycle de pillages annuels systématiques à partir de 1353. Se limitant initialement aux villages côtiers, leurs raids s'enfoncent jusqu'à 50 km à l'intérieur des terres. Ils empêchent la collecte du blé taxé dans le pays et son acheminement jusqu'à la capitale. Ce n'est que l'utilisation de la poudre par la marine coréenne, puis un raid en 1389 contre l'île de Tsushima qui enraye ces incursions.
La lutte contre ces incursions étrangères fait émerger deux figures militaires, Ch'oe Yŏng et Yi Sŏng-gye. Ceux-ci ne tardent pas à s'opposer lorsque la dynastie Ming cherche à reprendre contrôle en 1388 du nord de la péninsule. Alors que Ch'oe Yŏng prend la tête d'une armée et entend envahir le Liaodong, Yi Sŏng-gye le seconde dans cette invasion, mais refuse de franchir la rivière Yalu. Il utilise au contraire son armée contre le roi, et dépose U, ainsi que Ch'oe Yŏng. Il fait nommer par la suite Ch'ang en 1388 puis Kongyang l'année suivante, avant de prendre le pouvoir en son nom propre en 1394. Il fait déplacer à la capitale à Hanyang (Séoul) en 1394, pour la première fois de l'histoire du pays.

## Période Chosŏn duXVeauXIXesiècle

### Premiers siècles du Chosŏn duXVeauXVIesiècle

#### Concentration puis délitement du pouvoir de la dynastie

##### Mise en place du pouvoir de la dynastie Yi auXVesiècle

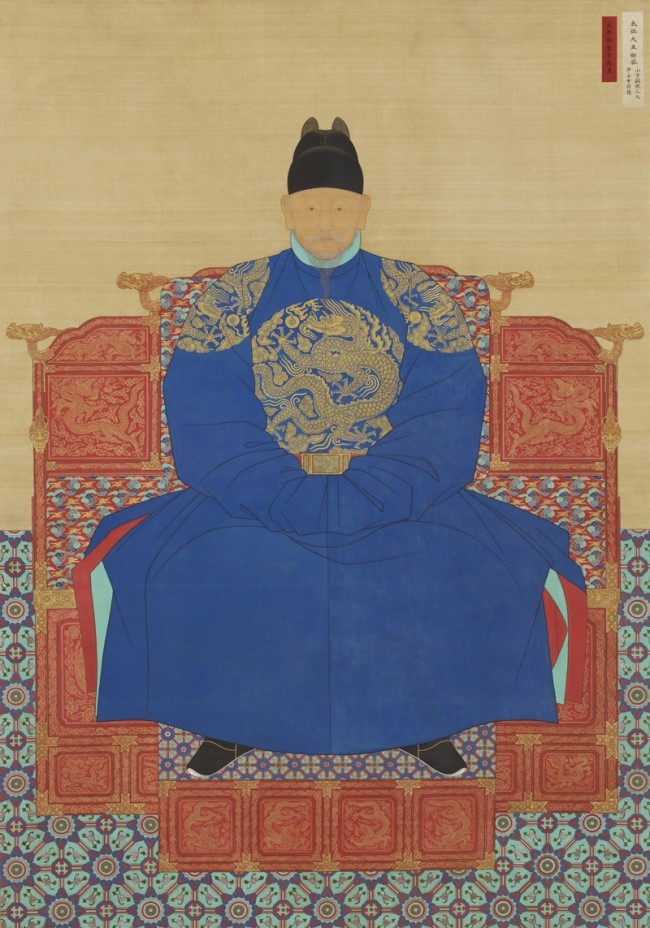
Le roi Taejo fait produire 26 portraits comme celui-ci (copie de 1872) qu'il fait afficher au travers du pays.

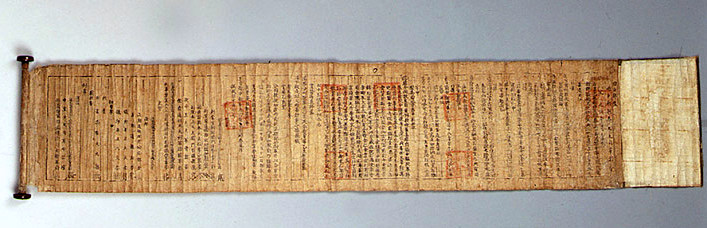
Exemple de lettre datant de 1397, et fixant la rémunération d'un fonctionnaire à partir d'une terre.

Le roi Yi Sŏng-gye, qui prend par la suite le nom de roi Taejo, commence son règne en 1394, et prend appui sur des lettrés néo-confucéens comme Chŏng To-jŏn et Cho Chun. Il cherche à mener à bien dans un premier temps une réforme agraire pour saper la puissance des grandes familles aristocratiques et s'assurer le soutien du peuple. Il fait bruler le registre identifiant les propriétaires des grandes propriétés en 1390, et promulgue en 1391 le Kwajŏnpŏp qui fixe une nouvelle répartition des terres. L'État nationalise ainsi les terres des grandes familles, causant leur faillite. Les terres servant à assurer le financement des fonctionnaires sont limitées à la région du Kyŏnggi, à proximité immédiate de la nouvelle capitale à Hanyang (Séoul), là où la surveillance est plus simple à établir. Dans le reste du pays, les terres sont exploitées directement par les paysans, qui reversent une taxe fixe. La réforme permet ainsi d'assurer au nouvel État des revenus importants et stables, tout en écartant les anciens pouvoirs et en s'assurant du soutien des paysans.
Le nouveau régime s'inspire du modèle chinois pour asseoir sa légitimité. Les rues de la capitale Hanyang suivent l'alignement des points cardinaux comme les villes chinoises, et le nouveau roi revendique un mandat céleste pour justifier le remplacement du régime précédent, conformément aux préceptes néoconfucianistes. Des biens de temples bouddhistes sont eux confisqués et redistribués aux soutiens du nouveau régime, et la présence de cette religion au sein de l’État est combattue. Un code de lois, le Kyŏngje yukchŏn est publié en 1397 par Chŏng To-jŏn, pose les jalons de l'organisation du nouveau régime, et sert de base aux textes suivants. L'historique du Koryŏ donne lieu à la publication de deux ouvrages d'histoire officielle, le Koryŏ-sa en 1451 et le Dongguk Tonggam en 1485, qui visent à légitimer le nouveau régime.

##### Montée en puissance des factions politiques
Le pouvoir royal s'oppose régulièrement à des factions aristocratiques rivales, et plusieurs rois sont déposés et remplacés par un autre membre de la dynastie Yi. Taejo abdique en 1398 et laisse son pouvoir à son fils, Chŏngjong ; celui-ci est déposé par son frère Taejong qui règne de 1400 à 1418. Si son successeur Sejong le Grand règne de 1418 à 1450, deux rois se succèdent (Munjong puis Tanjong) avant que Sejo n'arrive au pouvoir au profit d'un coup d'État. Sejo fait exécuter ou exiler des centaines d'opposants politiques pour affirmer son pouvoir, notamment les Six lettrés martyrs en 1456. Sa politique de mise au pas de l'aristocratie ne survit pas à son règne, et son successeur Sŏngchong gouverne de 1469 à 1494 en se reposant assez largement sur cette élite. Yŏnsan'gun tente de revenir sur ce système, mais est renversé en 1506.

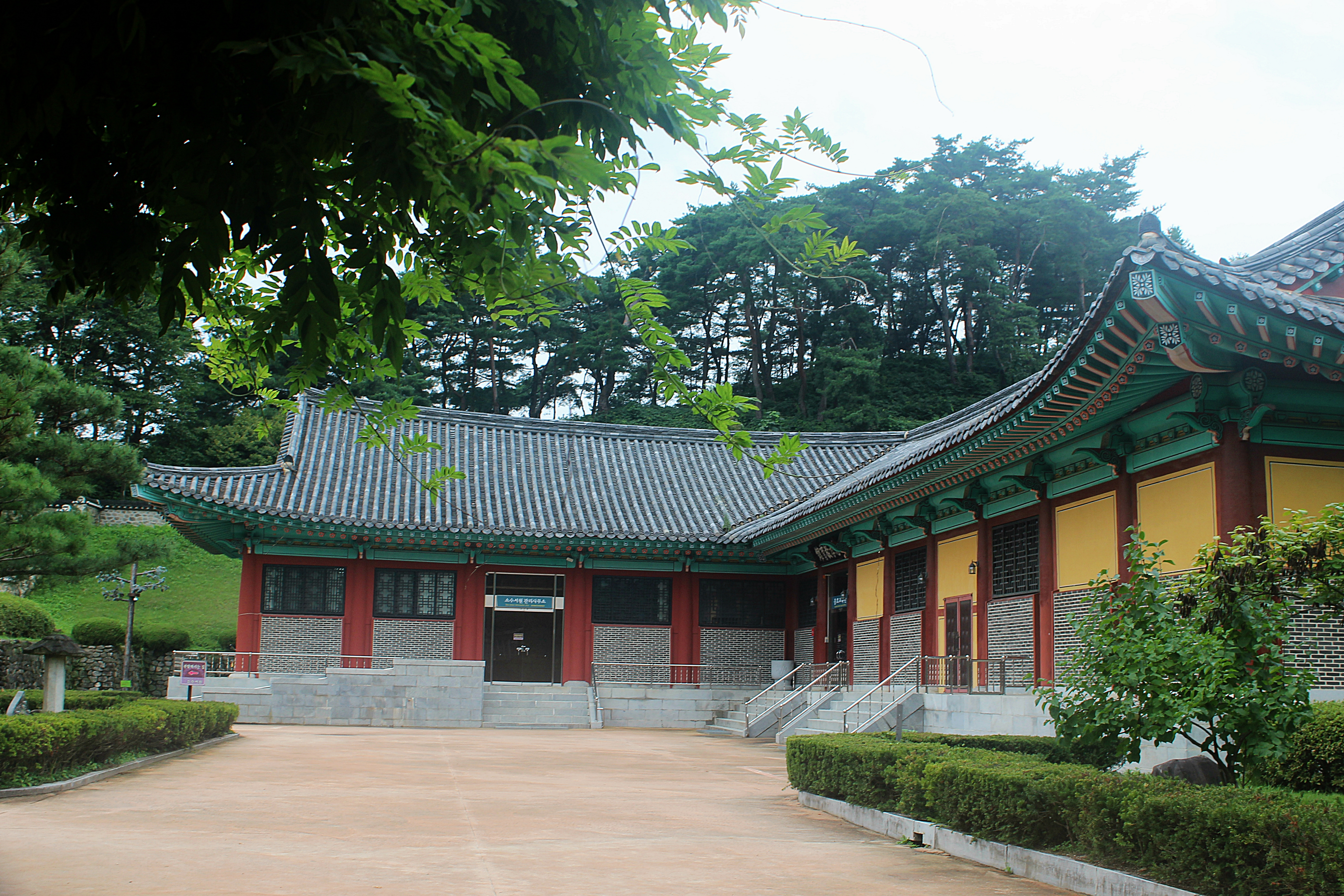
Les Sŏwon, ici celle de Sosu, la plus ancienne, se développent dans les campagnes du pays à partir de 1545 et permettent l'essor des Sarim.

Les luttes de pouvoir ont aussi lieu entre factions aristocratiques rivales. Les rois Sejo et Sŏngchong prennent assez largement appui sur les Hun'gu, issus d'une faction nommée par le pouvoir en raison de ses mérites et des services rendus au roi. Cette faction utilise sa position dominante pour étendre son pouvoir et ses richesses. Cette concentration se fait au détriment de la paysannerie, et le brigandage se développe, la figure de Im Kkŏk-Chŏng étant très populaire à l'époque. Face aux Hun'gu, essentiellement issus de la capitale, commence à se dresser la faction des Sarim, essentiellement issus des campagnes du royaume, qui appelle à des réformes. Elle est le résultat de l'essor d'un réseau de Sŏwon, académies néoconfucéennes, qui se développent dans les campagnes du pays à partir de 1545. Les Sarim commencent à intégrer la bureaucratie centrale sous le règne de Sŏngchong. Ces luttes de pouvoir entre factions culminent avec plusieurs purges de lettrés coréens en 1498, 1504, 1519, et 1545 lors desquelles de nombreux hauts responsables de ces deux factions sont tour à tour écartés ou exécutés. Ces rivalités entraînent l'émergence de factions politiques bien identifiables qui perdurent au-delà du XVIe siècle.
Les Sarim s'imposent avec la purge de 1545. Le nombre de postes auxquels peuvent prétendre les lettrés reste cependant fixe, alors que les effectifs des Sarim ne cessent de croitre. Ils se regroupent en factions rivales pour favoriser leurs carrières respectives. Au début du règne du roi Sŏn-jo (de 1567 à 1608) a lieu en 1575 la séparation entre la faction occidentale et la faction orientale, en référence aux quartiers de Séoul où résident leurs leaders. Cette dernière à son tour se divise entre factions rivales en 1591 : la faction méridionale et la faction septentrionale. Des purges sanglantes marquent alors la vie politique du Chosŏn, même lors de guerre avec des pays voisins. L'une des plus violentes, la rébellion de Chŏng Yŏrip éclate en 1589, trois ans avant l'invasion du pays par les Japonais.

#### Une société très hiérarchisée à dominance agricole
Les cinq millions de Coréens du début de l'époque Chosŏn sont organisés en quatre grandes classes sociales. Les Yangban constituent la petite élite dirigeante. Les Chungin regroupent quelques spécialistes ayant passé des concours techniques. Le gros de la société est composé de la classe des Sangmin, qui regroupe les paysans, les marchands, et les artisans. Les Ch'ŏnmin, presque le tiers de la population, regroupe pour 95 % des esclaves, ainsi que des intouchables. Les grandes familles de l'époque Koryŏ restent pour la plupart puissantes, certains des promoteurs du nouveau régime provenant même parfois de leurs rangs, et se retrouvent dans la classe des Yangban. Si les fondations égalitaristes néoconfucéennes permettent l'accès aux charges importantes à tous, les concours de recrutement des fonctionnaires mettent l'accent sur la maitrise de textes classiques (Quatre livres et Cinq classiques) dont l'apprentissage peut prendre des années, et seules les riches familles peuvent financer la formation de leurs enfants. Les familles de Yangban fournissent l'essentiel des cadres de l'État, et jouent un rôle central dans les arts. Le rang d'esclave s'hérite, et constitue une base importante de l'économie de la péninsule. À la fin du XVe siècle L'État est propriétaire à lui seul de quelque 350 000 esclaves.

Les Hopae sont instaurées par le régime en 1413, sorte de papiers d'identité obligatoires qui permettent de contrôler plus efficacement la population. De fabriques différentes en fonction des classes sociales, elles permettent de réguler la collecte des impôts et d'autres obligations. Des livrets de familles, ou Chokpo, se généralisent au XVe siècle dans lesquels sont consignés les naissances, mariages, et décès, qui permettent de tracer la lignée d'une famille.
La condition de la femme connait un net recul lors de la période, sous l'influence du néoconfucianisme. L'accent est mis sur leur obéissance aux hommes. Elles sont exclues de l'héritage à partir du XVIIe siècle, et l'architecture des maisons s'adapte pour les restreindre à certaines pièces de l'habitation. Le port d'un couteau de suicide rituel, le P'aedo, se répand à partir de l'aristocratie, censé être utilisé pour défendre sa vertu. À ce titre, Sin Saimdang, mère du lettré Yi I incarne à l'époque l'idéal de la femme dans le modèle néoconfucéen
L'agriculture reste la base de la société, et connait certaines évolutions. De nouvelles méthodes de riziculture sont importées de Chine, l'usage de produits fertilisants se développe, et des centaines de réservoirs à eau sont construits par les administrations locales pour lutter contre les sécheresses. Un premier manuel d'enseignement agricole, le Nongsa chiksǒl, est publié en 1430. Au total, la surface de terres agricoles taxables passe de 930 000 kyŏl au début du XVe siècle à 1 700 000 kyŏl au milieu du XVIe siècle,. Des tentatives de développement monétaire sont aussi faites sous Taejong et Sejong, avec la frappe de nouvelles pièces de monnaie et monnaie papier, ou jeohwa, mais le peuple n'accorde pas une grande confiance à celles-ci, et continue de privilégier le troc de denrées utiles.

#### Arts et sciences du début du Chosŏn
L'écriture Hangŭl créée en 1443 et dont l'usage est proclamé en 1446 marque le début de la période. Si le système d'écriture chinois continue à être utilisé par les Yangban et dans l'administration, il permet l'essor d'une littérature populaire, et est utilisé en particulier par les femmes. Les Sijo, poèmes courts, sont eux populaires chez les Yangban, mais peuvent être écrits par des Coréens de toutes extractions. Les sijo composés par Hwang Chini, une Kisaeng du début du XVIe siècle sont restés célèbres. Des poèmes plus longs, les Kasa sont aussi notables à l'époque. Des centaines de romans, le plus souvent anonymes datent aussi de cette période. La Légende de Hong Gildong, publié vers 1603 est un des classiques de cette époque.
La peinture coréenne connait au XVe siècle plusieurs artistes qui atteignent une certaine renommée comme
Kang Hŭian ou An Kyŏn, dont la représentation des paysages reste un sujet central. Les sujets liés au bouddhisme perdent en popularité, signe du déclin de cette religion dans la société, mais la mode des Taenghwa, bannière religieuse perdure. La céramique de type Punch’ŏng s'impose comme le principal genre entre les années 1390 et 1590. L'architecture se démarque par l'usage de couleurs vives (rouge, bleu, jaune, blanc, et vert) selon la mode tanch'ŏng, et l'influence chinoise reste dominante pour l'architecture officielle, comme celle du palais Kyŏngbokkung.
Le début de la période représente une forme d'apogée scientifique, avec la parution de nombreux ouvrages techniques. Les 85 volumes du Hyangyak Chipsŏng pang répertorient plusieurs milliers d'entrées et de prescriptions médicales. Des ouvrages militaires sont aussi publiés comme le Pyŏngjang Tosŏl en 1492 qui regroupe des tactiques militaires, ou le Ch'ongt'ong tŭngnok en 1448 qui traite de l'usage de la poudre à canon. Des inventions comme le hwacha, capable de tirer une volée de 200 flèches avec une portée de 1 000 mètres est aussi notable. Un inventeur comme Chang Yŏngsil est lui à l'origine de plusieurs instruments de mesure du temps comme des horloges à eau mais aussi des pluviomètres dont l'usage est généralisé dans le pays pour améliorer l'agriculture.

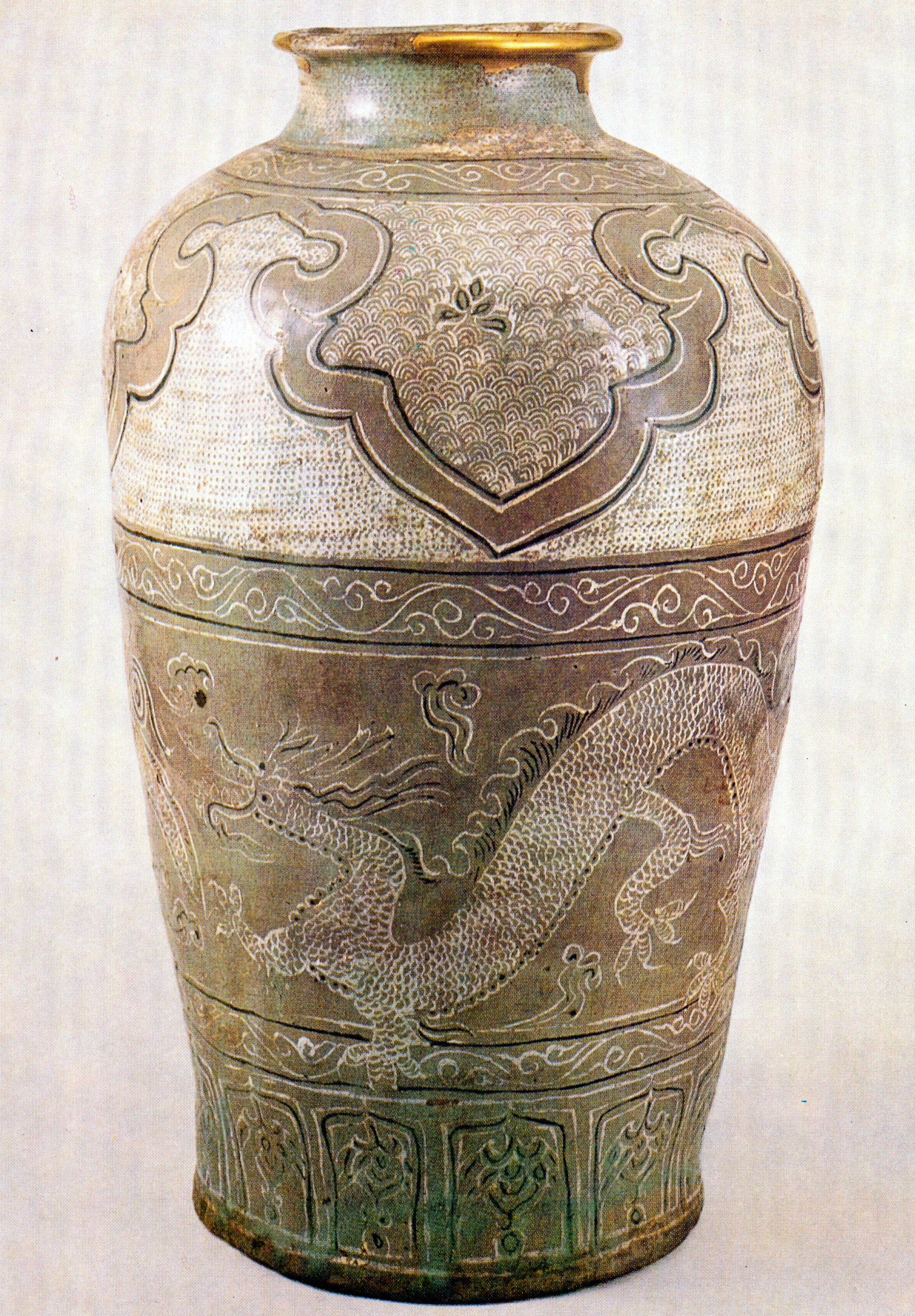
Céramique de type Punch’ŏng.
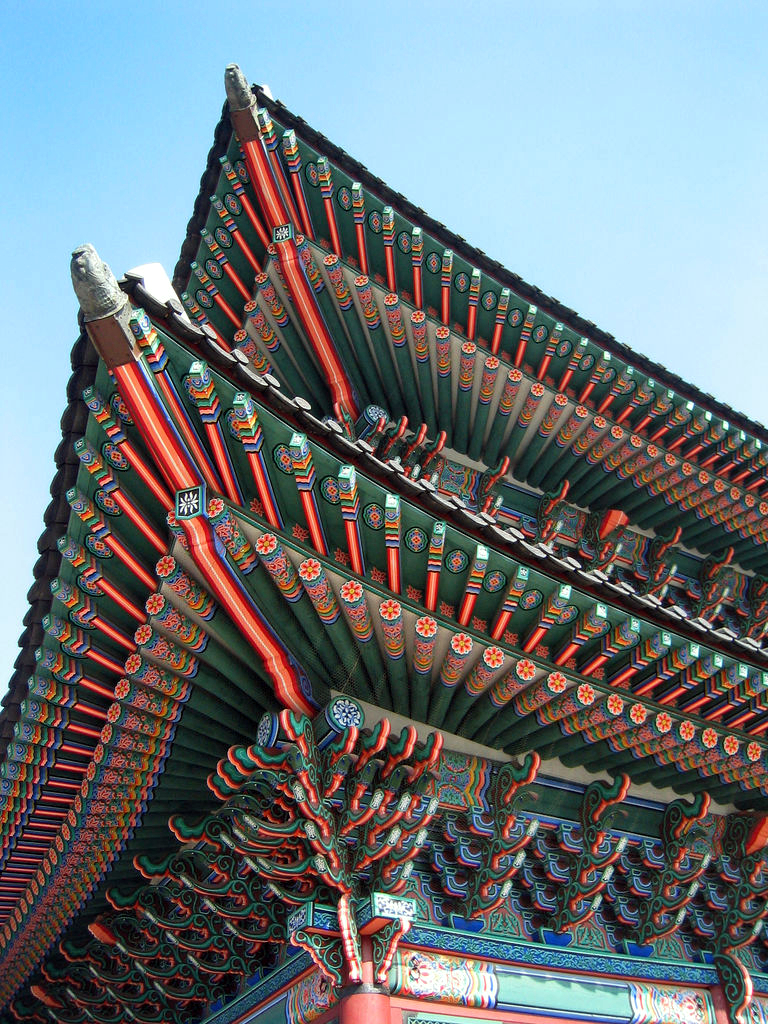
Usage de peinture de la mode tanch'ŏng.
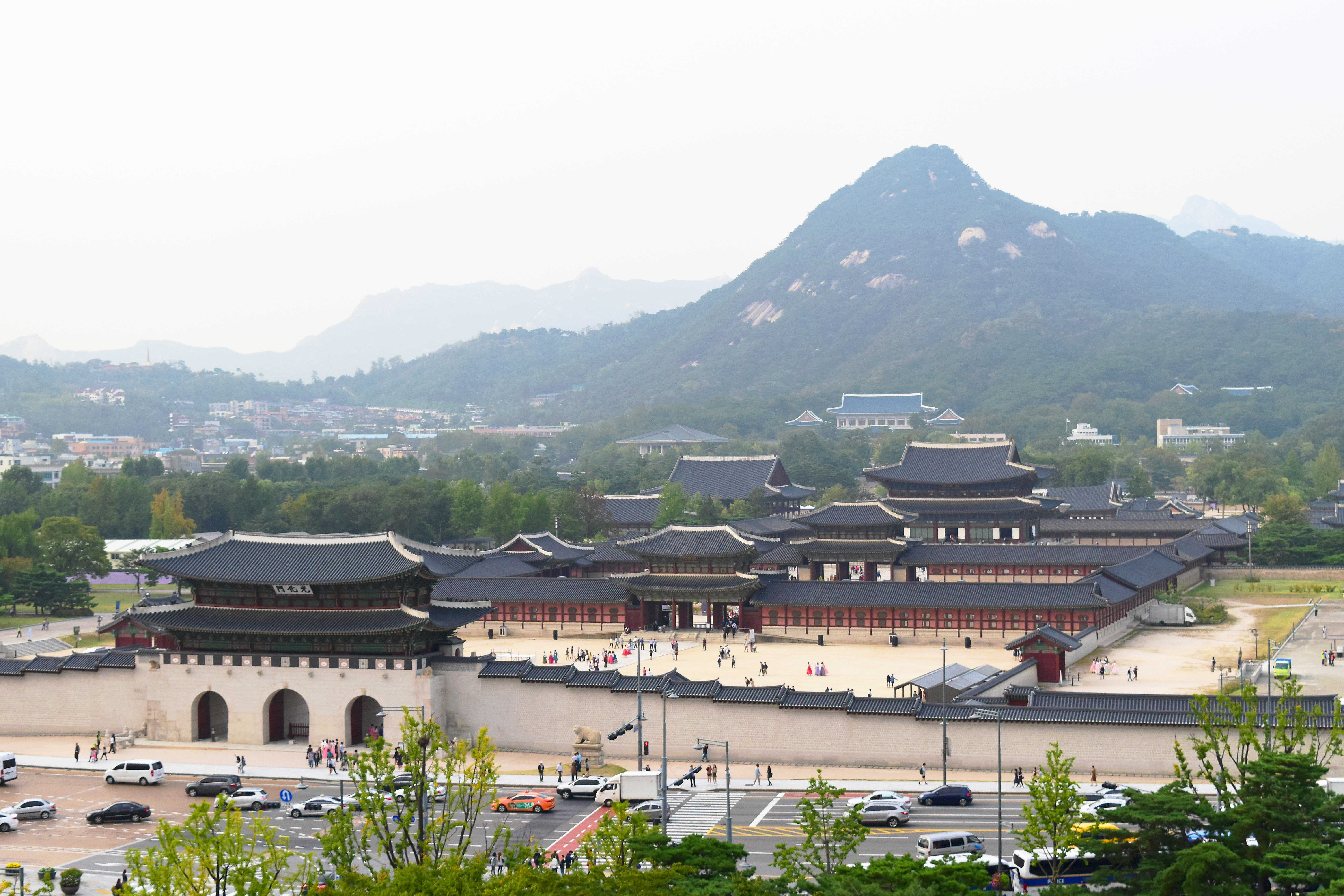
Palais Kyŏngbokkung (reconstruit).
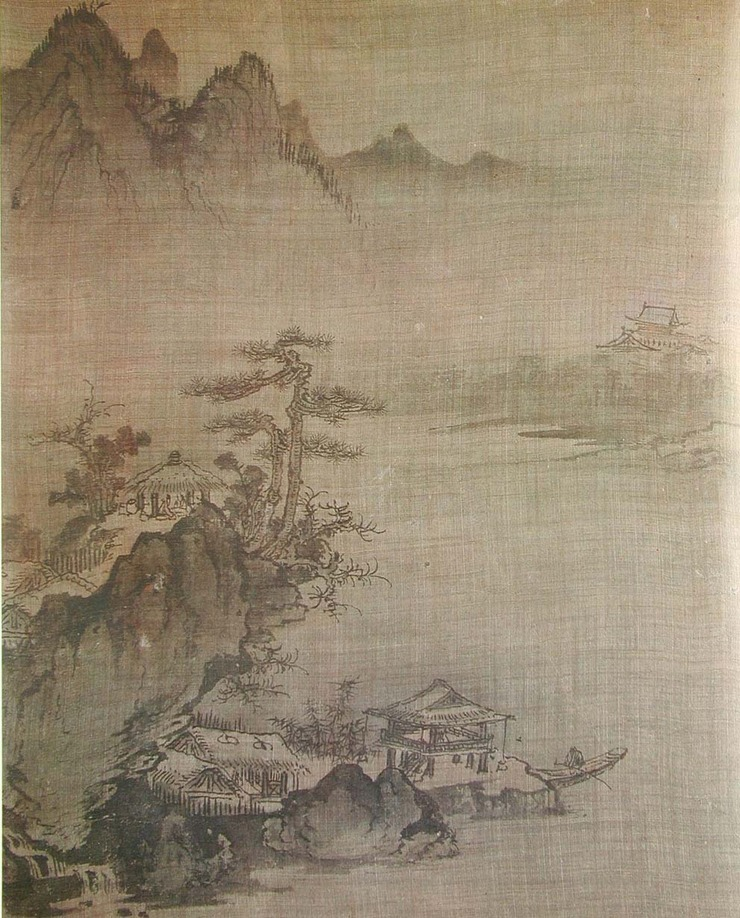
Paysage de An Kyŏn.
Page du Hunminjŏngŭm proclamant l'usage du Hangŭl.

#### Pacification des relations avec les puissances voisines
Le roi Taejo prend dès le début de son règne des mesures pour renforcer la puissance militaire de la Corée, devant faire face à des menaces venues du nord (peuplades nomades Jürchen) et du sud (pirates japonais). Le commandement de l'armée est centralisé, et les grandes familles n'ont plus le droit d'entretenir une armée privée ; seul l'État dispose de forces militaires. Les soldats professionnels doivent réussir un concours pour être recrutés, et la conscription sert de force d'appoint.
Les efforts diplomatiques de voisinage, ou Gyorin, les plus importants sont tournés vers la Chine de la dynastie Ming. Le pouvoir coréen cherche activement à mettre en place de bonnes relations avec ce pays. Les relations sont à l'origine tendues, le pouvoir chinois ne voyant pas d'un bon œil la politique que la Corée met en place vis-à-vis des populations Jürchen ; des ambassades venues de Corée sont même ponctuellement déclinées lors des premières décennies de relations. Le pouvoir coréen va jusqu'à laisser des princes royaux dans la capitale chinoise comme otages. Des tributs sont versés à intervalles de plus en plus réguliers (tous les trois ans puis tous les ans, puis plusieurs fois par an).
Au nord, une triple politique est mise en place vis-à-vis des Jürchen : des campagnes militaires sont lancées pour neutraliser les menaces militaires, les échanges commerciaux pacifiques sont favorisés et une assimilation aux populations coréennes est poursuivie : entre 1431 et 1447 de nombreux Coréens sont incités à s'installer le long de la rivière Yalu. Six forts sont construits le long de la rivière Tumen. Plusieurs mesures sont prises pour combattre les pirates japonais. L'île de Tsushima qui leur sert de base est attaquée par la flotte coréenne en 1419. Le pouvoir coréen offre au shogunat un exemplaire du Tripitaka Koreana pour l'inciter à combattre plus efficacement les pirates présents sur son sol. Des accords commerciaux sont aussi décidés pour rendre le commerce plus lucratif entre les deux pays, ce qui détourne certains responsables locaux des activités illégales.
Un déclin des forces militaires coréennes est perceptible à partir du XVIe siècle. Les frontières sont perçues comme étant suffisamment sécurisées, et de nombreuses forces sont réduites. Le prestige de l'armée est aussi en déclin, et de nombreux Yangban délaissent ces charges.

### Invasions japonaises et Jürchen

#### Invasions japonaises de 1592 et 1597

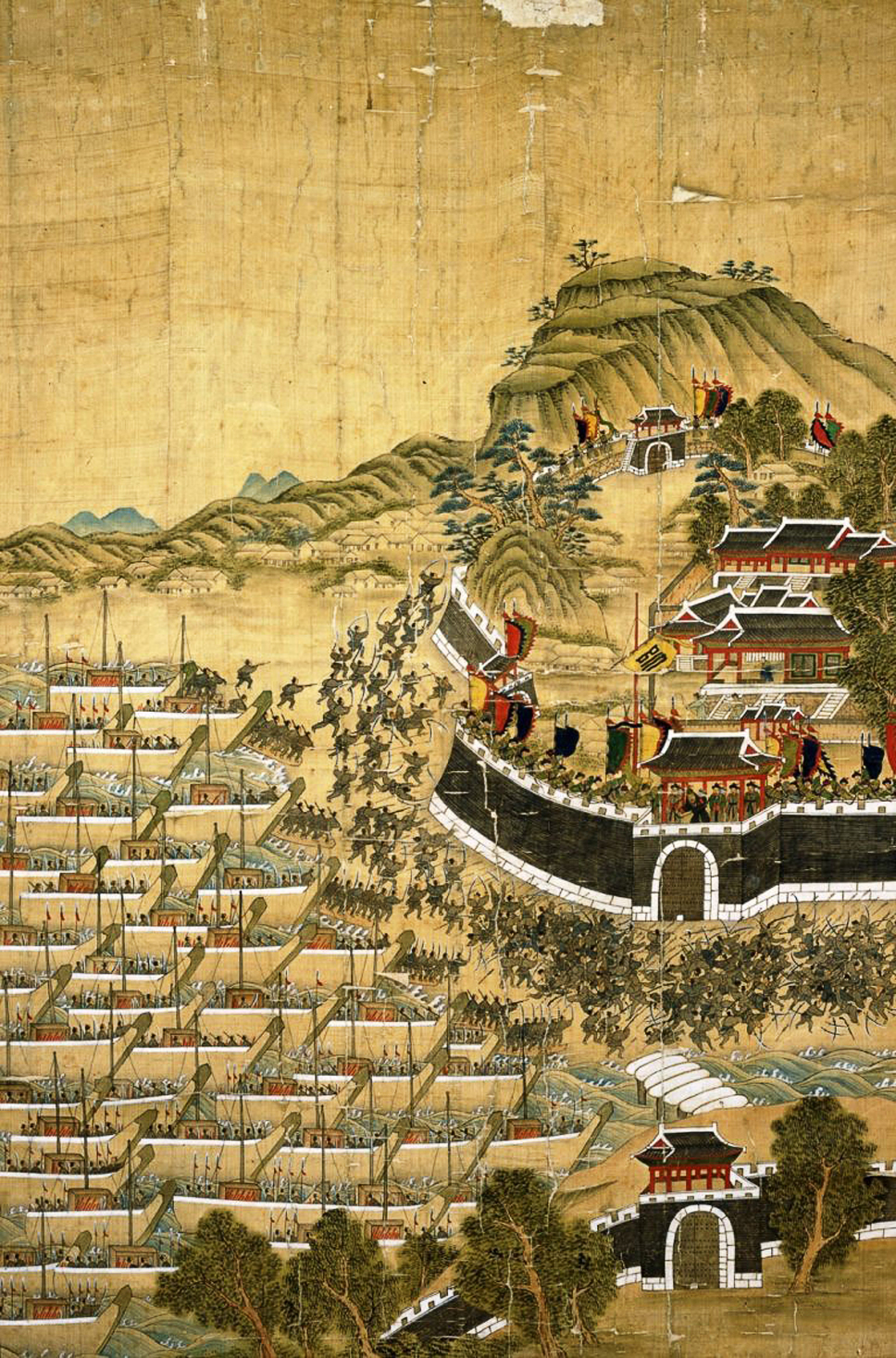
La flotte japonaise débarque à Pusan en mai 1592.

L'unification du Japon par Toyotomi Hideyoshi incite ce dernier à envisager une invasion de la Chine, de manière à distraire les chefs de guerre japonais des luttes de pouvoir internes. Toyotomi adresse au pouvoir coréen une demande pour qu'il laisse passer des troupes japonaises sur son territoire, de manière à pouvoir attaquer la Chine, mais celui-ci refuse. En mai 1592, une flotte transportant quelques 158 000 soldats japonais débarque près de Pusan. Les troupes japonaises bien plus aguerries et mieux équipées que les troupes de Chosŏn progressent vite dans le pays. La capitale Séoul est capturée dès le mois de juin, alors que le pouvoir a déjà fui. La Chine des Ming ne se décide à intervenir qu'en janvier 1593, et détache le général Li Rusong avec une force de 40 000 soldats. En mer, l'amiral coréen Yi Sun-sin remporte plusieurs batailles cruciales qui coupent les troupes japonaises de leurs approvisionnements par la mer. À terre, la situation est plus contrastée, et les troupes japonaises parviennent à repousser les tentatives des forces des Ming et de Chosŏn pour reprendre Séoul. En avril 1593, une trêve est signée entre les belligérants, et les forces japonaises se retirent du pays.
Une seconde invasion est lancée en février 1597, et 141 000 soldats japonais débarquent près de Pusan. Devant faire face à des troupes mieux préparées à terre, ils ne progressent pas au-delà de la province de Kyŏngsang. La flotte de Chosŏn doit elle faire face à une défaite majeure en juillet 1597. L'amiral coréen Yi Sun-sin, qui avait été écarté des affaires à la suite d'intrigues à la cour, revient au commandement et remporte plusieurs batailles maritimes décisives (à Myong-Yang en octobre, puis à No Ryang en décembre, où il perd la vie). La mort de Toyotomi Hideyoshi au Japon en août scelle l'issue de la guerre et les troupes japonaises se retirent.
Au cours du conflit, les populations locales sont souvent massacrées par les troupes japonaises comme par les troupes Ming. La guerre laisse derrière elle un pays ravagé, et une confiance du peuple envers les élites Yangban très largement ébranlée. La mise à sac de Séoul et la destruction des registres de population entraînent l'émancipation de nombreux esclaves, et avec elle la difficulté pour l'État de collecter les taxes.

#### Instabilité lors de la période de reconstruction
La reconstruction du pays est menée sous le règne de Kwanghae-gun entre 1608 et 1623. Il prend appui sur un groupe issu de la faction septentrionale. Il met en place des nouveaux registres pour répertorier les terres et la population, et permettre la collecte de taxes. Il poursuit aussi une politique étrangère visant à garantir la neutralité de la Corée, alors que la Chine des Ming est en prise à l'essor des Jin postérieurs à partir de 1616. Il est contraint par les lettrés à envoyer une force de 13 000 soldats pour aider la Chine des Ming. Après la défaite de ces troupes, Kwanghae-gun est démis par le groupe issu de la faction septentrionale qui lui reproche son manque de soutien aux Ming.
Yi Kwal, qui a participé au renversement de Kwanghae-gun au profit du roi Injo, lance une rébellion pour renverser le nouveau roi en février 1624 et occupe Séoul. Ses troupes sont vaincues en mars, mais rejoignent les troupes des Jin postérieurs et convainquent celles-ci d'attaquer Chosŏn.

#### Invasions Jürchen de 1627 et 1636
Les Jin postérieurs envoient une force de 30 000 soldats pour attaquer la Corée en février 1627. Après plusieurs victoires rapides, les envoyés jins rencontrent ceux de Chosŏn, et dès le mois d'avril un traité de paix est signé. Le gouvernement coréen poursuit cependant une politique pro-Ming les années suivantes, les lettrés néoconfucéens se refusant à « trahir » ceux qu'ils perçoivent comme le régime chinois légitime. Les Jins postérieurs s'érigent peu après en dynastie Qing, et adressent une ambassade au pouvoir Chosŏn. La nouvelle dynastie Qing exige que celui-ci reconnaisse son nouveau pouvoir en Chine, et la position de vassalité du régime de Chosŏn. Le roi Injo refuse de rencontrer l'ambassade, ainsi que d'approuver ses demandes.
L'empereur Qing Huang Taiji prend en personne la tête d'une force d'invasion de 100 000 soldats en janvier 1637, et met le siège devant Séoul après quelques jours. Si une partie de la famille royale se réfugie à Kanghwa, le roi Injo est assiégé à la forteresse de Namhansansŏng et doit capituler dès le mois de février. Les Qing obtiennent que Chosŏn reconnaisse sa vassalité, et arrêtent tout contact avec les Ming. Plusieurs princes et lettrés coréens sont envoyés en Chine comme otages à la cour des Qing. Un climat de grande méfiance se met en place entre pouvoir Ming et Chosŏn les années suivantes, perdurant au-delà de la chute finale des Ming en 1644.

### Le «Beau siècle» de Chosŏn auXVIIIesiècle

#### Des relations internationales apaisées
La période qui va de la seconde moitié du XVIIe siècle au début du XIXe siècle se caractérise par une grande stabilité internationale dans la région. Le Japon des Tokugawa rentre dans un relatif repli vers ses affaires intérieures, et la Chine des Qing connait une période de grande stabilité économique et politique.
La relation que Chosŏn entretient avec la Chine des Qing présente quelques ambigüités. Les Coréens versent tous les ans un tribut à la nouvelle puissance, tout en les percevant comme des barbares usurpateurs, mais légitimant le pouvoir royal coréen grâce à la reconnaissance de l'Empereur chinois. La prospérité économique et culturelle sous les Empereurs Qing Kangxi (de 1662 à 1722) puis Qianlong (de 1736 à 1796) réinstaure la Chine comme modèle pour certains lettrés coréens, qui se rendent souvent dans la capitale chinoise en accompagnant des ambassades. Ils en ramènent de nombreux livres, techniques, et idées. Des carnets de voyage à Pékin ou Yŏnhaengnok sont ainsi écrits par ces lettrés pour comparer les deux pays, et inciter à mener des réformes en Corée. La Chine des Ming demeure cependant dans l'esprit de la plupart des Coréens le seul modèle valable. Le calendrier utilisé sous les Ming continue d'être utilisé en Corée, et la mémoire de souverains Ming continue d'être honorée au début du XVIIIe siècle. Ceci rend les Qing méfiants de la Corée de Chosŏn, et ils restreignent les échanges commerciaux et politiques avec ce pays.

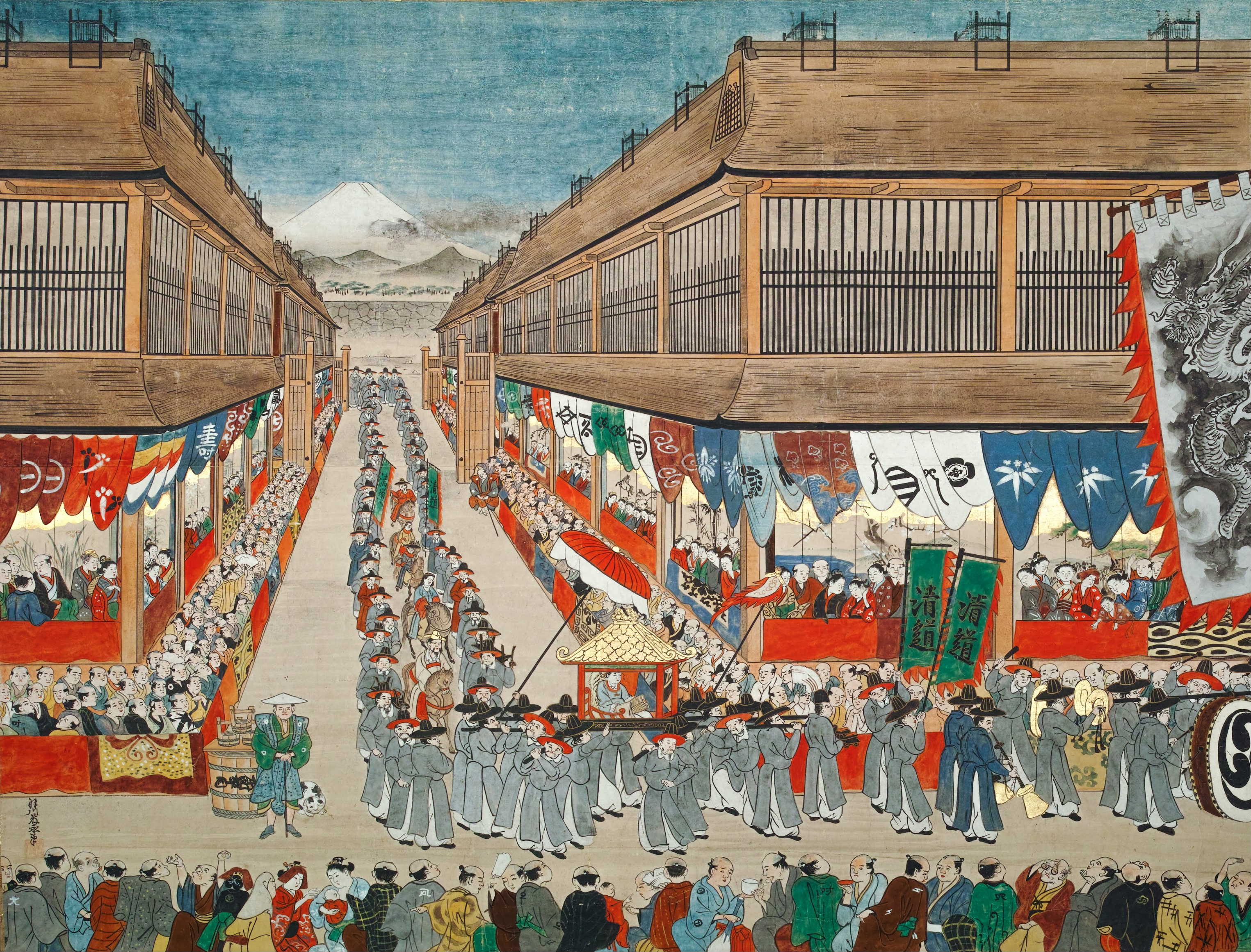
Estampe japonaise présentant la mission diplomatique de 1748. à Edo.

Le relations diplomatiques avec le Japon reprennent dès 1600, et une première ambassade est adressée à Tokugawa Ieyasu à Edo en 1606. Un total de onze ambassades sont ainsi envoyées entre 1606 et 1793. La réciproque n'existe pas, le gouvernement de Chosŏn refusant aux Japonais le droit d'envoyer des ambassades à Séoul. Le commerce est autorisé seulement dans la ville de Pusan, et les Japonais doivent résider dans un quartier à l'écart de la ville. Les marchands japonais y achètent quelques marchandises provenant de Chine ainsi que du ginseng coréen.
Des relations indirectes commencent à se mettre en place avec des puissances occidentales. La Russie fait la conquête de la Sibérie au XVIIe siècle. Les premiers Européens sont rencontrés à la cour chinoise dès la fin du XVIIe siècle. Si ces derniers ne pénètrent pas directement en Corée, certaines de leurs idées comme le catholicisme touchent la population. La première description du pays en Europe est publiée par Hendrik Hamel en 1668, qui après y avoir fait naufrage en 1653 y passe plusieurs années captif.

#### Une culture foisonnante
Le XVIIIe siècle est une période de grand foisonnement culturel en Corée. Une culture perçue comme spécifiquement coréenne s'affirme avec une certaine vigueur. Le modèle chinois semble supplanté depuis qu'une dynastie étrangère dirige ce pays, alors qu'il a longtemps servi de référence. La culture de Chosŏn alors émancipée de sa tutelle chinoise, fait figure de seule représentante d'une certaine forme de raffinement parmi les lettrés du pays.
La littérature se détourne en partie de ses modèles chinois. L'usage du Hangŭl devient plus courant, bien que les Yangban continuent de lui préférer l'écriture chinoise. Des thématiques se popularisent. L'héroïsation des personnes ayant résisté aux invasions étrangères donne lieu à une littérature spécifique, mettant en avant des personnalités comme le général Im Kyŏng-ŏp, et la littérature romantique donne lieu à des productions comme Le chant de Chunyang. La forme poétique du Sijo se libéralise en Sasŏl Sijo, tout en se démocratisant parmi la population. Une littérature satirique prenant pour cible le conservatisme des Yangban voit le jour, et des auteurs comme Pak Chi-wŏn ou encore Chŏng Yag-yong font figure de principaux représentants. Une littérature féminine, bien qu'encore marginale, fait émerger certains noms comme Hŏ Nansŏrhŏn ou la kisaeng Hwang Chini ; plusieurs thématiques lui sont propres, comme les guides moraux transmis de mère en fille, ou les thématiques liées à la cour et aux amours courtois comme dans le Kyech'uk ilgi ou la Légende de la reine Inhyeon.
La peinture de l'époque présente plusieurs thématiques populaires. Les paysages coréens sont ainsi mis en avant chez des peintres comme Kim Myŏng-guk (1623–1649), Chŏng Sŏn, ou encore Sim Sa-jŏng. D'autres peintres comme Sin Yun-bok, Kim Tŭk-sin, et Kim Hong-do optent pour des thématiques plus propres à la Corée, comme des scènes de la vie courante.
D'autres arts vivants perdurent ou émergent. Le Talchum, danse populaire utilisant des masques, se renouvèle en s'en prenant aux Yangban. La forme du Pansori, histoires chantées, commence à apparaitre du XVIIIe siècle

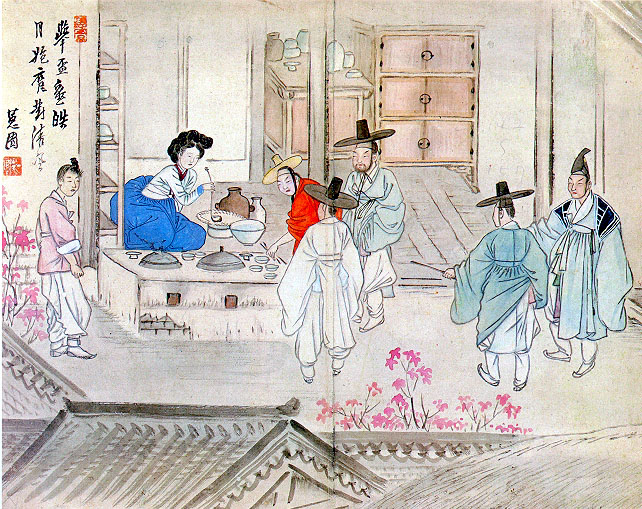
Scène de beuverie par Sin Yun-bok.
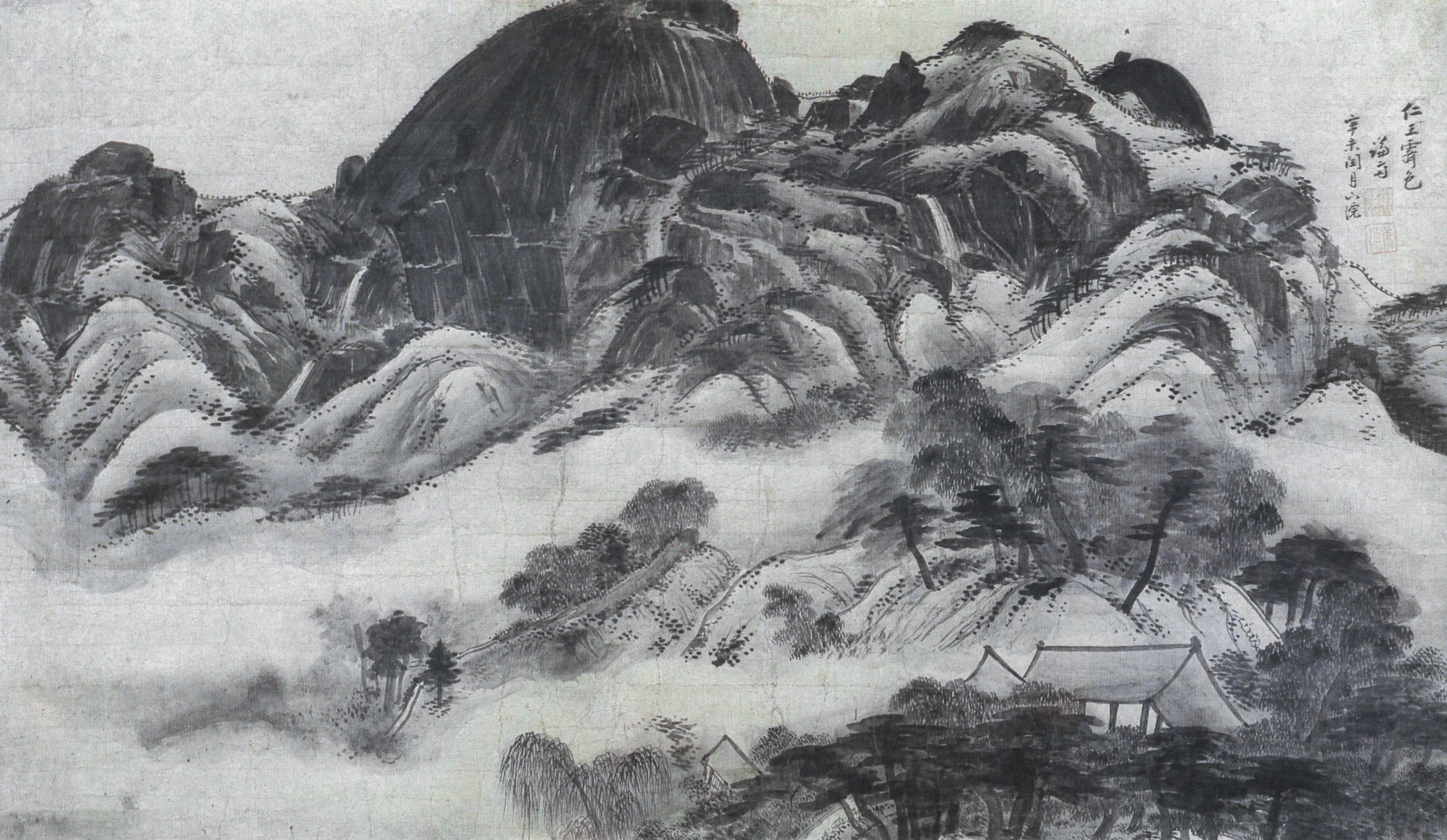
Éclaircie au mont Inwang après la pluie par Chŏng Sŏn.
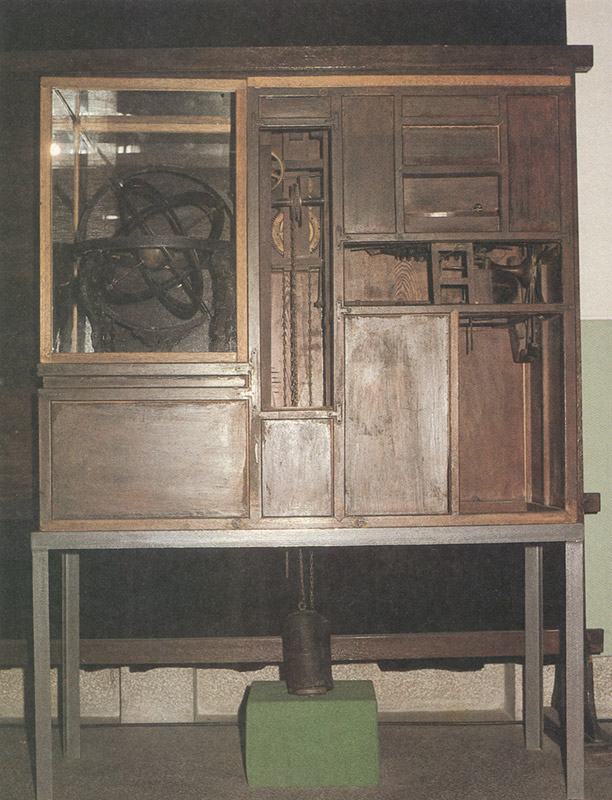
Horloge mécanique Honch'ŏnsigye (fin XVIIe siècle - début XIXe siècle).

#### Un système politique à l'équilibre entre factions rivales
La période qui fait suite aux invasions japonaises et Jürchen continue d'être marquée par la prédominante de certaines factions. La faction méridionale s'impose à partir de 1674, puis est écartée du pouvoir par la faction occidentale en 1689. Cette dernière éclate entre deux nouvelles factions, Noron (ou anciens) et Soron (ou jeunes), et les Norons prennent l'ascendant.
Deux rois réussissent à ramener une certaine stabilité politique : Yŏngjo qui règne de 1724 à 1776, puis son petit-fils Chŏngjo qui lui succède de 1776 à 1800. Ils parviennent à équilibrer le pouvoir entre les différentes factions en nommant des représentants à celles-ci à différents postes clefs. Ils cherchent à incarner au mieux la morale néoconfucéenne, s'efforçant de présenter une image de rois sages pour justifier d'un mandat céleste pour gouverner. Cette politique ne parvient pas cependant à faire baisser l'importance des lettrés à la cour, ces derniers restant pour beaucoup de Coréens la source de cette morale néoconfucéenne. De nouvelles factions continuent ainsi de se former au gré des évènements politiques,.
Le système politique est de plus en plus critiqué par le courant Silhak (ou « études pratiques »), qui regroupe des lettrés critiques des dérives doctrinaires du néoconfucianisme, et propose une approche plus concrète pour répondre aux défis de l'époque. La publication de l'encyclopédie Chibong yusŏl par Yi Su-kwang en 1614 est souvent vue comme le point de départ de ce courant informel, et d'autres figures comme Yi Ik, auteur de l'encyclopédie Sŏngho saesŏl en 1780 poursuivent ces critiques tout au long du XVIIIe siècle. Le courant Pukhak (ou « études du nord », en référence à la capitale chinoise) conserve cette critique et ce besoin de modernisation en proposant la Chine comme exemple à suivre. Yu Su-wŏn est considéré comme le pionnier de ce courant qui compte par ailleurs Hong Tae-yong, Pak Chi-wŏn ou encore Pak Che-ga.

#### Une société et une économie tournées vers l'agriculture
La riziculture continue sa modernisation. L'usage de nombreuses retenues d'eau favorise l'essor de la culture dans des rizières inondées. Les cultures associées permettent aux paysans de diversifier leurs productions. L'État modernise son système de taxes au cours du XVIIIe siècle, et met en place le taedongpŏp ; il permet de payer les taxes sous forme de riz et de monnaies, mais aussi de vêtements de coton alors que le troc est une pratique encore très courante. L'État généralise l'usage de greniers à grains qui permettent de lutter contre les famines, mais aussi de toucher des intérêts lors de la revente. C'est à cette époque que la nourriture épicée se popularise en Corée, avec l'introduction de piments arrivés du nouveau monde, utilisés entre autres avec du kimchi. Les gains de productivité restent cependant modestes, et ne permettent pas l'apparition de grands centres urbains. Séoul reste la plus grande ville du pays, avec environ 200 000 habitants. Quatre villes comptent entre 20 000 et 30 000 habitants (P'yŏngyang, Kaesŏng, Chŏnju et Sangju), et une dizaine d'autres atteignent les 10 000 habitants. La population totale s'établit en deçà des 8 millions de Coréens après les invasions du XVIIe siècle et progresse jusqu'à 12 millions d'habitants en 1693. Deux famines importantes en 1693 et 1695 ramènent ce chiffre à 10 millions d'habitants au début du XVIIIe siècle. La population grimpe jusqu'à 13 millions en 1732 avant de se stabiliser autour de 13-14 millions de Coréens le reste du siècle.
Le commerce reste une activité limitée, et la circulation de monnaie reste relativement faible. Le XVIIe siècle av. J.-C. et le XVIIIe siècle ont vu l'arrivée de monnaies d'argent de l'étranger, qui ont permis de stimuler les échanges commerciaux et de mettre en place un nouveau système de monnaie métallique à partir de 1678, le Sang P'yŏng T'ong Bo. Pour faire face à la demande monétaire, l'État fait frapper 4,5 millions de nyang en pièces entre 1678 et 1697, puis cinq millions supplémentaires entre 1731 et 1798. L'accès à la monnaie entraine un développement de l'usure que l'État cherche à juguler en arrêtant la frappe de nouvelles monnaies en 1724. Face à la crise économique induite par cette politique, la frappe est reprise en 1731. L'État est réticent à développer les mines, craignant que trop de paysans se détournent de leurs activités. La collecte des taxes en nature n'incite pas à l'usage de monnaie, et la fermeture du pays au commerce international limite les occasions de développement commercial. Les infrastructures de transport sont peu développées, et les marchandises sont souvent transportées à dos d'homme. Une partie de ce manque d'intérêt pour le commerce découle du modèle néoconfucéen, qui voit les commerçants comme une classe sociale inférieure. Le commerce est considéré comme une activité non productive qui détourne le peuple des activités productives comme l'agriculture. La situation s'améliore au cours du XVIIIe siècle, taedongpŏp permettant à l'État d'acheter plus de denrées aux marchands et stimulant ainsi leur essor. Les règles encadrant la profession sont peu à peu levées, et en 1791 les monopoles que certains marchands possèdent à Séoul sont supprimés. La Corée reste cependant en retard comparée aux autres pays de la région.

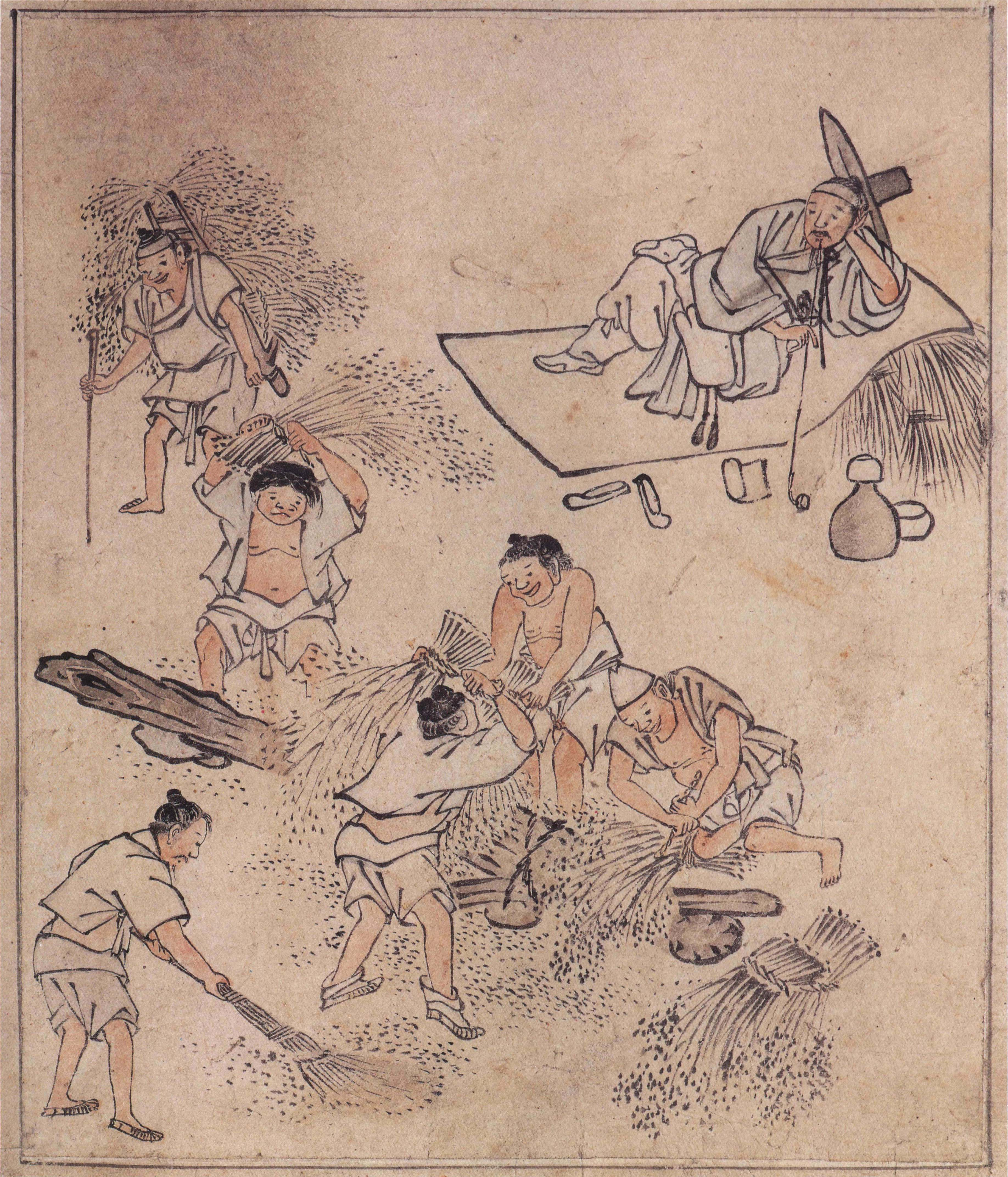
Scène de récoltes par Kim Hong-do.
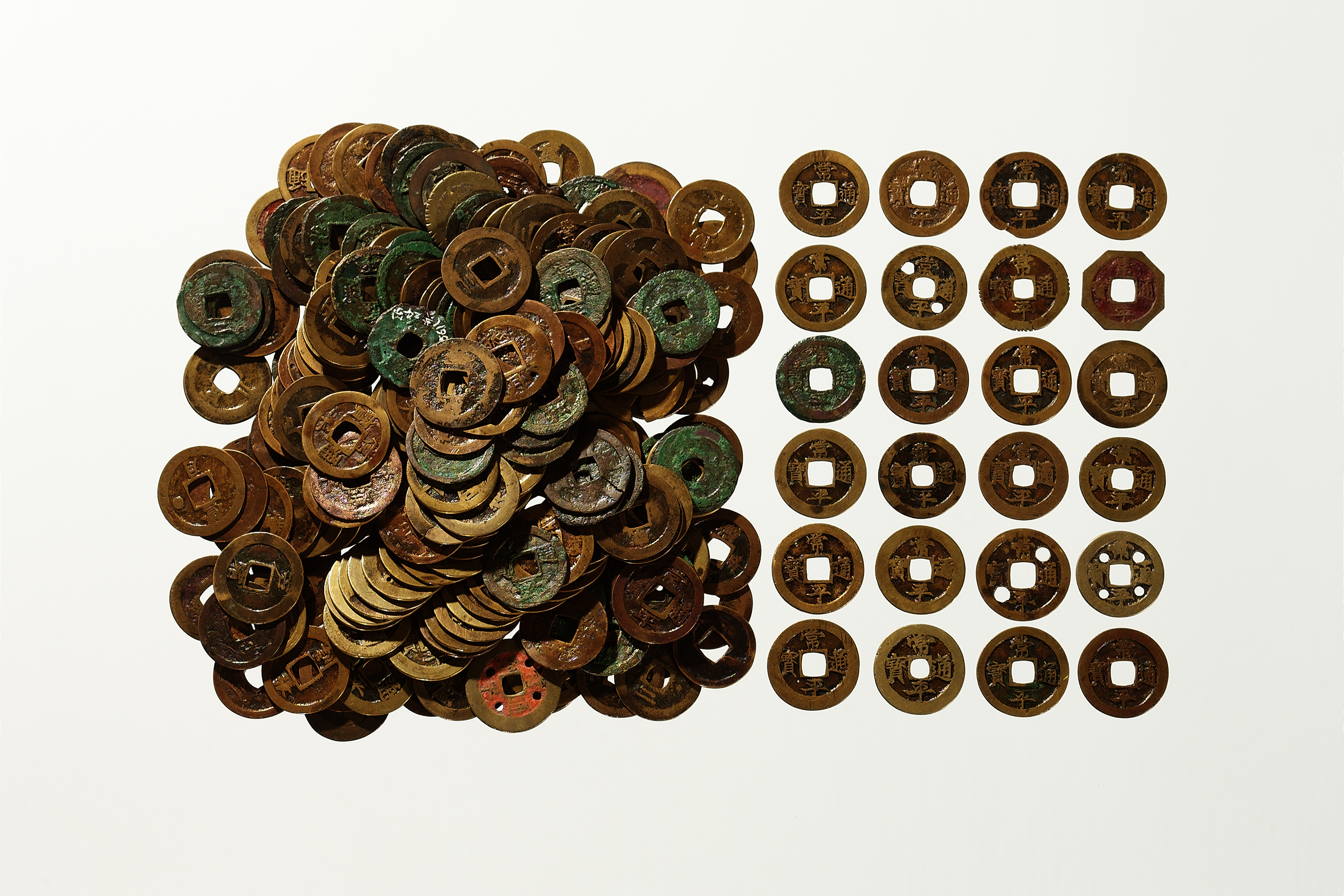
Le système monétaire du Sang P'yŏng T'ong Bo instauré en 1678 permet la frappe de nouvelles pièces.
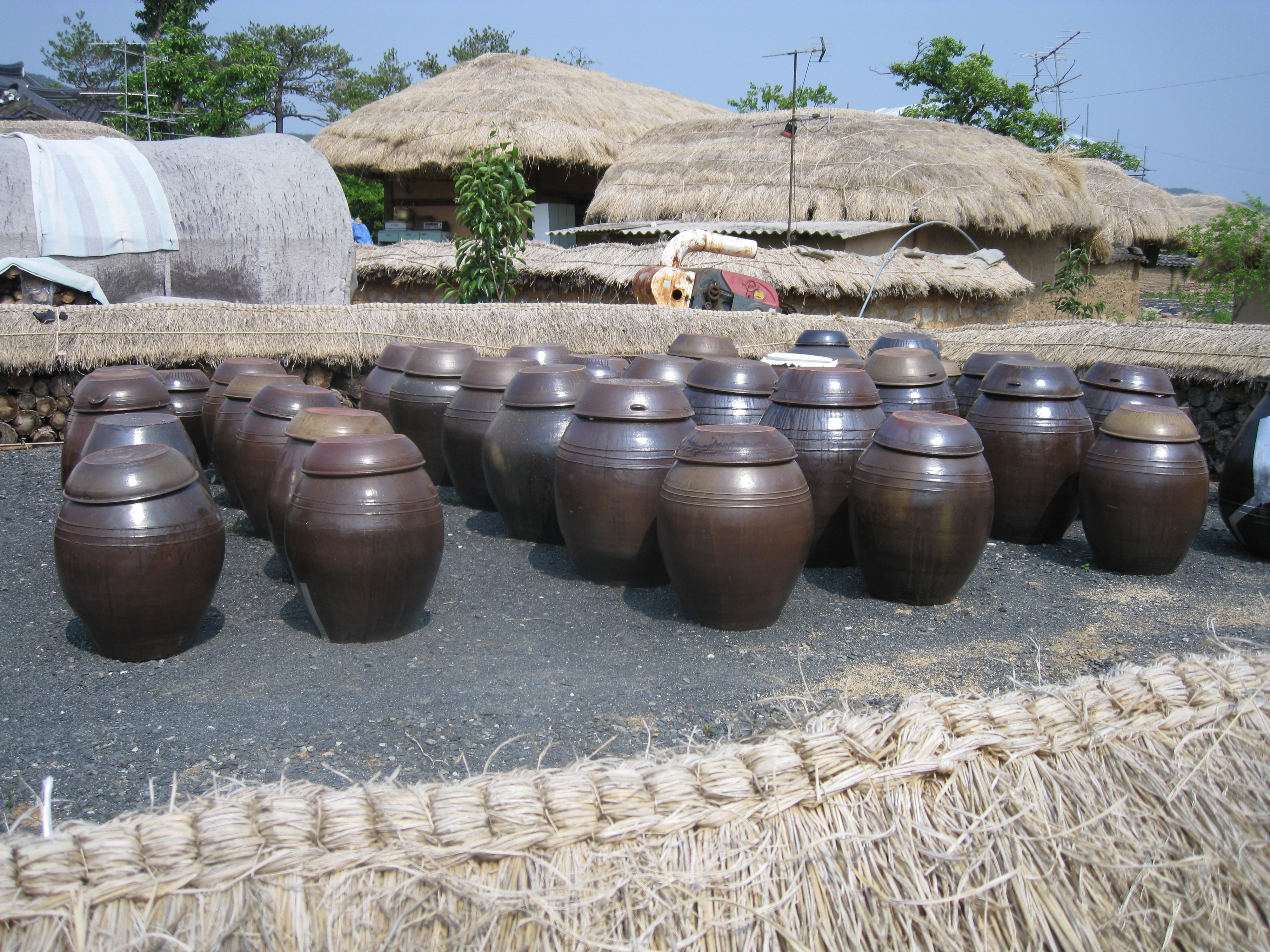
Jarres de kimchi à Hahoe, le goût épicé du condiment est popularisé à cette époque.
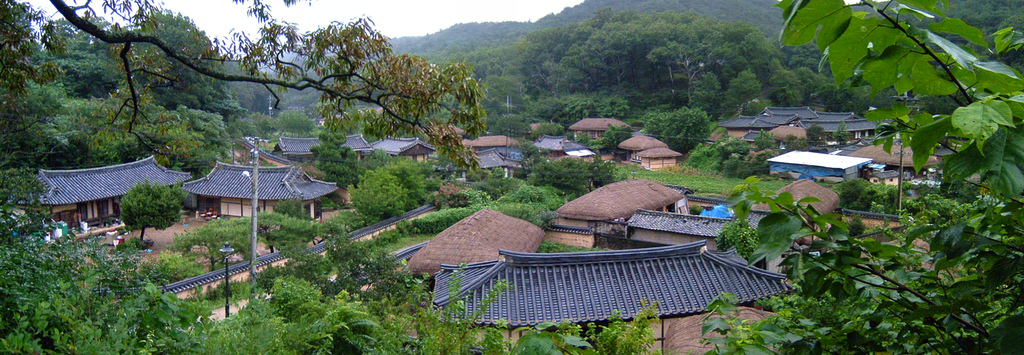
Village historique de Yangdong, représentatif de l'organisation sociale agraire.
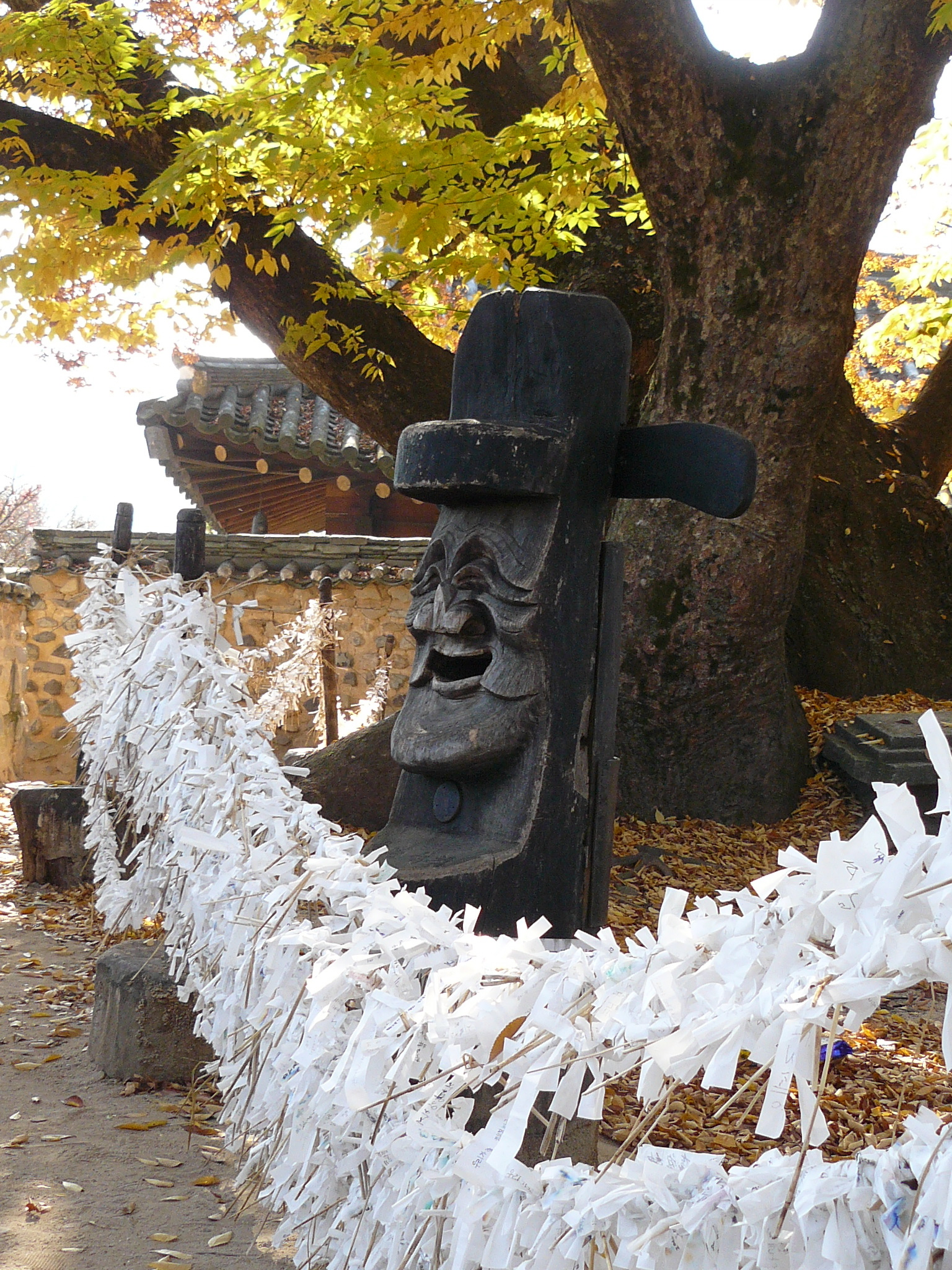
Jangseung à Hahoe. Le chamanisme perdure en campagne.

### Les déclins duXIXesiècle

#### Un modèle politique en crise

##### Confiscation du pouvoir par des familles aristocratiques
La mort du roi Chŏngjo en 1800 ouvre un siècle lors duquel quatre rois accèdent au trône, mais trop jeunes pour exercer directement le pouvoir. Des régences sont alors mises en place, donnant lieu à une prise de contrôle par la belle-famille du roi dans le cadre de la politique Sedo. Des familles aristocratiques puissantes accaparent ainsi des pans croissants du pouvoir : principalement les Kim d'Andong jusqu'en 1864, mais aussi les P'ungyang Cho (ko) à certaines époques,. Des membres de la famille royale Yi sont même exécutés ou bannis pour avoir critiqué la politique mise en place par ces deux familles ; la famille royale n'a plus au XIXe siècle qu'un pouvoir de façade.

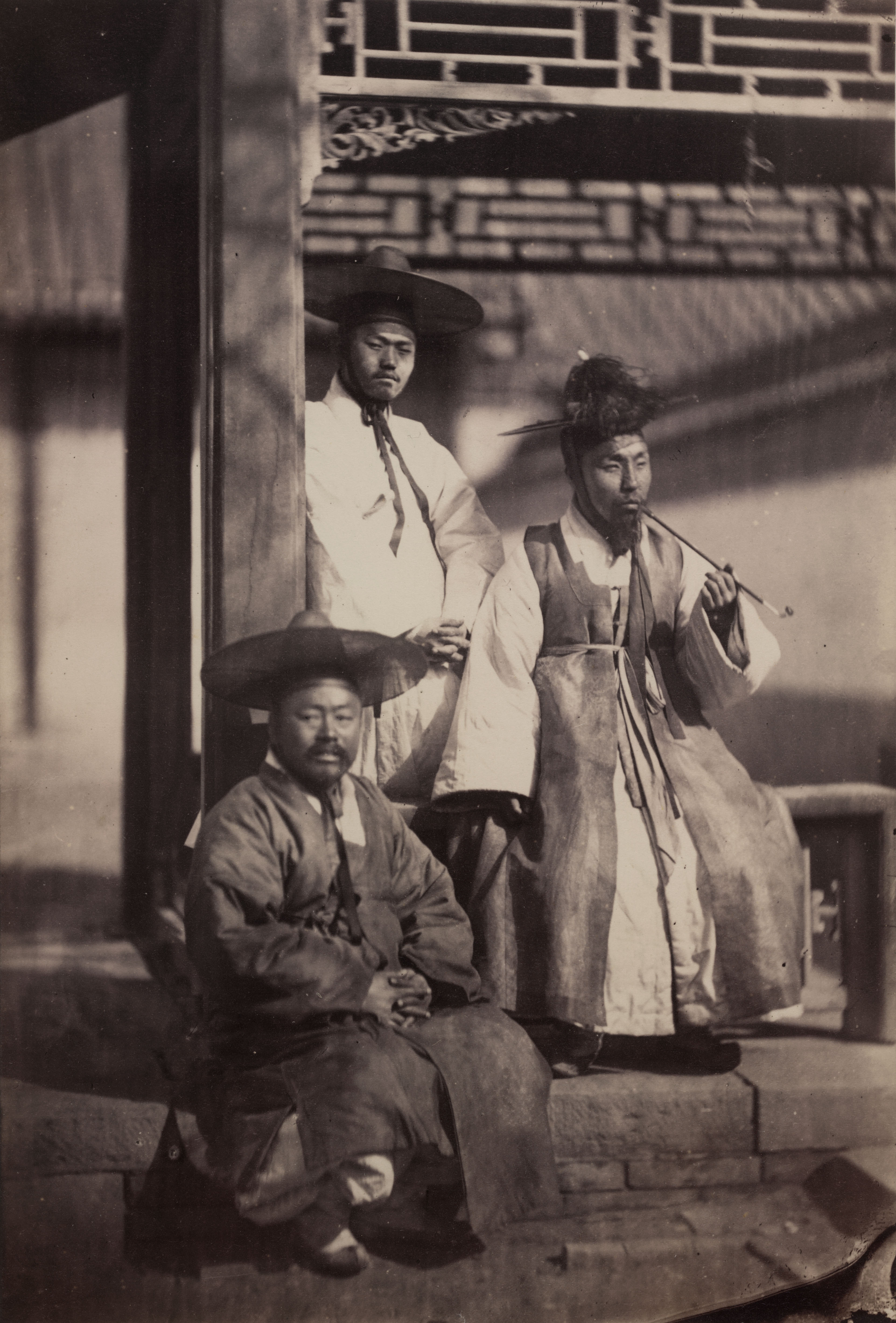
Plus ancienne photographie de Yangban, en 1863.

La confiscation du pouvoir par quelques familles aristocratiques entraine une désorganisation de l'État. La corruption se développe. L'accès à certaines responsabilités régionales ou locales se monnaie, et une fois en place les nouveaux responsables n'hésitent pas à augmenter illégalement les taxes collectées auprès des paysans pour couvrir leurs frais. Le coût repose alors sur les paysans qui se révoltent à plusieurs reprises, ou basculent dans le brigandage. En 1812, une rébellion menée par Hong Kyŏng-nae agite la province de P'yŏngan, et en 1862 des troubles similaires éclatent dans celle de Kyŏngsang. Ces révoltes paysannes font émerger une personnalité comme Choe Je-u, dont l'action prend un tour doctrinaire avec la création du mouvement Cheondoïsme. La capitale Séoul est elle aussi touchée par des agitations violentes en 1833.
Les troubles ébranlent aussi la classe des Yangban sur laquelle le régime prend traditionnellement appui. Des purges violentes touchent de nouveau les lettrés en 1801 puis en 1839. Des Yangban déclassés se joignent aussi ponctuellement aux mouvements paysans ou participent par leurs textes à la critique des dérives du système politique.

##### Crises économiques et sociales
L'agriculture connaît un certain déclin de sa productivité. Les loyers perçus par les propriétaires de champs baissent tout au long du siècle. Plusieurs facteurs expliquent cette évolution. La déforestation qui a accompagné l'essor démographique des siècles précédents a dégradé durablement l'environnement. L'érosion des sols s'est intensifiée. Le réseau de 27 000 barrages et retenues d'eau est abimé par les sols et rochers charriés à la suite de glissements de terrain si bien qu'il est pour moitié hors service en 1910. En aval de ces installations, les crues se font alors plus nombreuses, détruisant une partie des rizières.
Le commerce entre dans une phase de contraction. Les importations de soies venant de Chine s'accroissent, notamment après la libéralisation de ce commerce à partir de 1834, déséquilibrant la balance commerciale de la Corée. De larges quantités d'argent sont alors envoyées en Chine pour payer les marchandises, et quittent alors le circuit commercial domestique. Dans le même temps, les exportations vers le Japon se contractent. Celui-ci a développé sa propre industrie de la soie, et produit son propre ginseng, rendant superflues les importations depuis la Corée. Ceci a une influence sur la tenue des marchés locaux dont le nombre décroit, et ce repli est plus important dans les lieux à proximité des ports commerciaux utilisés dans les circuits commerciaux liés au Japon.
Le prix des denrées alimentaires comme le riz connait à la fois une hausse importante à partir de 1830, mais aussi une fragmentation importante. Les divergences de prix entre différentes régions s'accroissent fortement, montrant un effondrement de certains circuits commerciaux. Ainsi entre les villes de Yŏngam et Kyŏngju, le coefficient de corrélation passe de 0,941 sur la période 1738–1765 à 0,659 pour la période 1779–1816 et à 0,627 de 1820 à 1854, avant de tomber à 0,230 sur la période allant de 1855 à 1882. Dans le même temps, le réseau de greniers à riz administrés par l'État commence à péricliter, passant d'un stockage de total de 10 millions de sŏk à la fin du XVIIIe siècle à 4,5 millions en 1862. Ce repli a une influence lourde sur la volatilité des prix, mais aussi sur les revenus de l'État, qui prête alors contre intérêt ce riz aux agriculteurs. L'État connait aussi une difficulté grandissante pour instaurer des restrictions sur l'usage du riz. Si jusqu'en 1830 l'interdiction de production et de consommation d'alcool est efficacement mise en place lors de famines, après cette date la plupart des interdictions sont de moins en moins appliquées, et après 1882 ce type de restriction disparait.

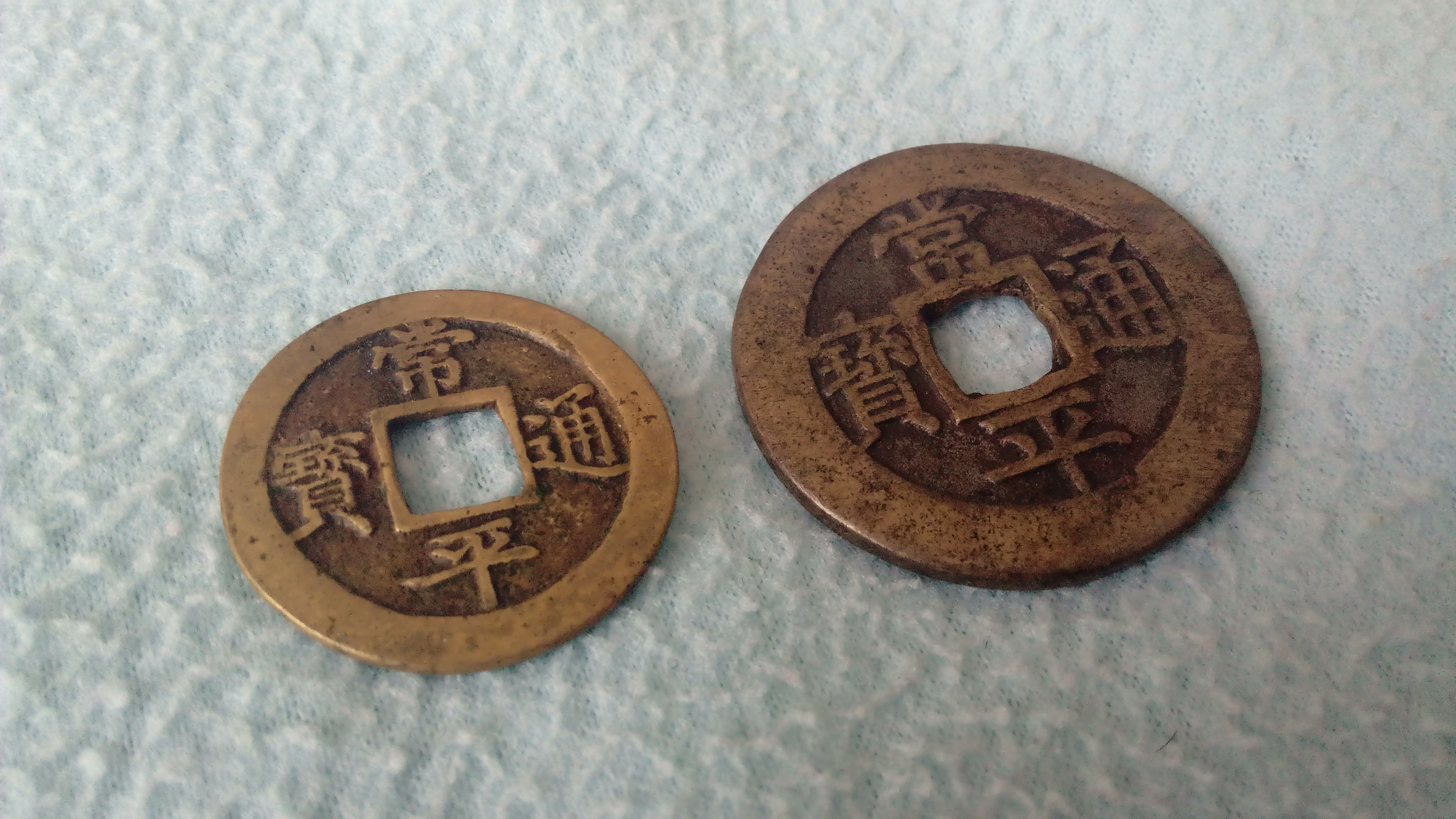
Deux modèles de Tangochŏn frappés à la fin de la période Joseon.

La politique monétaire coréenne entraine aussi une importante inflation dans la seconde moitié du XIXe siècle, notamment par la frappe de pièces de Tangbaekchŏn en 1866, puis de Tangochŏn à partir de 1883, émises pour permettre à l'État de faire face à ses dépenses. La perte de pouvoir d'achat qui en résulte touche durement les habitants des villes, et participe à l'agitation de l'époque.

##### Essor des mouvements Kaehwa Sasang, Sŏhak, et Tonghak
Face aux crises qui agitent le système politique, plusieurs nouveaux modèles de pensée connaissent une forte popularité dans la Corée du XIXe siècle.
Un système informel de Lumières à la coréenne, ou Kaehwa Sasang, se concentre sur le modernisation du pays. Dasan cherche à opérer une synthèse entre les Silhak (ou « études pratiques ») et les Pukhak (« études du nord » ou « études chinoises »), et publie de plus de 500 travaux de nature encyclopédique. Yi Kyu-gyŏng conserve la même approche. Sŏ Yu-gu publie lui le Imwŏn Simnyukchi en 1835 se concentre lui sur l'agriculture, et propose des pistes de réforme. La géographie fait elle aussi l'objet de publications qui ouvrent la représentation du monde où des pays non asiatiques apparaissent.
Les Sŏhak, ou « études de l'ouest », sont le nom donné initialement aux premiers travaux portant sur l'Europe, en particulier véhiculés par le catholicisme en provenance de Chine. La dimension religieuse ne commence à apparaitre qu'à la fin du XVIIIe siècle avec les premières conversions de lettrés. Ceci incite le roi Chŏngjo à l'interdire en 1785, qualifiant cette religion d'hérétique et incompatible avec le néoconfucianisme, sans pour autant chercher à activement la supprimer. C'est sous son successeur Sunjo que la première persécution chrétienne a lieu en 1801 sur fond de purge de lettrés. La religion connait une alternance de période de tolérances et de persécutions au début du XIXe siècle reflétant les alternances de pouvoirs à la cour. La religion commence peu à peu à toucher le peuple, attiré par son message égalitariste, et environ 10 000 convertis sont recensés au milieu du XIXe siècle puis 30 000 à la fin du siècle. Si son audience reste limitée, son poids politique l'est beaucoup plus en raison des liens qu'elle possède avec les puissances occidentales, de plus en plus actives dans la région.
Le mouvement Tonghak, ou « études de l'est », se développe lui à partir de la figure de Ch'oe Che-U en opposition à l'influence des idées occidentales. Il oppose au catholicisme une synthèse d'idées issues du confucianisme, du taoïsme, du bouddhisme et du chamanisme coréen. Nationaliste, il refuse toute forme d'influence étrangère. D'une approche religieuse, Ch'oe Che-U tire des enseignements sociaux qui attirent à lui de nombreux paysans. Le gouvernement ne tarde pas à le voir comme une menace et le fait exécuter en 1864 et à interdire ses idées. Celles-ci continuent cependant à se développer dans la population et à gagner une large assise populaire, au point d'aboutir à une grande révolte en 1894.

##### Dernières réformes du régime
Le régent Taewŏn'gun exerce le pouvoir de 1864 à 1873 pour le compte de son fils, le roi Kojong. Son opposition à la reine Min structure la politique de la fin du siècle. Il poursuit plusieurs objectifs : exclure les grandes familles aristocratiques de la haute administration, lutter contre la corruption, insuffler des réformes administratives, et restaurer le pouvoir de la famille royale. Il fait fermer la plupart des académies néoconfucianistes Sŏwŏn en 1871, et fait reconstruire le palais royal du Kyŏngbokkung, en ruine depuis l'invasion japonaise de 1598. Très autoritaire, il parvient à accroitre les capacités de finances de l'État, ainsi que sa puissance militaire. Partisan d'une position isolationniste, il doit faire face à l'expédition française de 1866 et à l'expédition américaine de 1871, qu'il revendique comme des victoires coréennes. Il doit cependant laisser sa place à son fils en 1873, victime d'une révolution de palais menée par la reine Min.

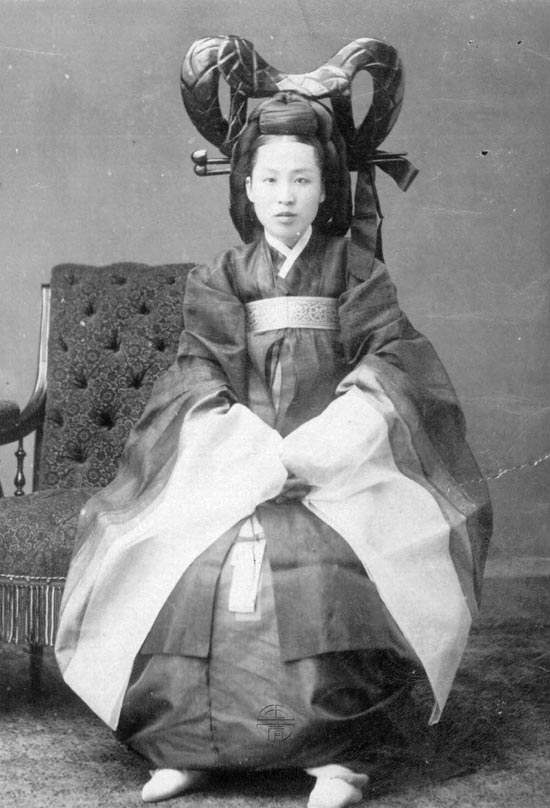
La reine Min, figure politique centrale des dernières décennies du régime de Chosŏn.

Kojong monte sur le trône en 1873, épaulé par la reine Min. Contrairement à son père, il pense que la politique isolationniste n'est pas tenable. Les Japonais contraignent ainsi la Corée à signer son premier traité d'ouverture, le traité de Kanghwa. Il poursuit une politique de « voie orientale, machines occidentales » ou tongdo sŏgi pour moderniser l'administration du pays et son armée. Plusieurs missions sont envoyées au Japon pour étudier comment le pays s'est modernisé et, en 1881, une ambassade se rend aux États-Unis. Cette politique doit faire face à une grande opposition parmi les lettrés néoconfucéens. Une mutinerie éclate en 1881 qui incite la Chine et le Japon à intervenir directement sur le sol coréen et entraine une tentative de coup d'État en 1884. Malgré ces incidents, des réformes voient le jour dans la deuxième moitié des années 1880 touchant les sciences et technologies, l'éducation et la presse. Un réseau électrique et un réseau de télégraphe commencent à être déployés à cette époque dans les grands centres urbains.
Une dernière série de réformes, les réformes Kabo, est initiée en 1894 et 1896. Alors que le régime de Chosŏn demande de l'aide à la Chine pour mater la révolte Tonghak de 1894, les Japonais utilisent le prétexte pour envoyer eux aussi une force en Corée, déclenchant ainsi la première guerre sino-japonaise. L'ingérence japonaise aboutit à un coup d'État qui place au pouvoir Taewŏn'gun. Sous la contrainte de l'armée japonaise, deux réformes sont passées en 1894 et 1896 qui visent à moderniser de force le pays, en visant l'intérêt politique et économique du Japon. La reine Min est finalement assassinée par les Japonais en 1895 alors qu'un rapprochement est envisagé avec la Russie pour contrer la tutelle japonaise.

#### Un pays dans le jeu des puissances étrangères

##### Les Occidentaux aux portes du Royaume ermite dans la première moitié duXIXesiècle
Les Européens tentent des contacts commerciaux avec la Corée au début du XIXe siècle. Le Lord Amherst de la compagnie britannique des Indes orientales tente en 1832 d'ouvrir le commerce avec le pays, mais se voit débouté. Le HMS Samarang de la Royal Navy réitère avec le même insuccès l'opération en 1845. L'année suivante, une flotte française de trois navires dirigés par Jean-Baptiste Cécille connait le même échec. En 1854, deux navires russes tentent de force d'ouvrir des relations commerciales, mais sans succès.
Le pouvoir Chosŏn prend conscience du danger que représentent les Occidentaux via sa présence diplomatique dans la Chine des Qing. La victoire britannique lors de la première guerre de l'opium de 1839 à 1842, puis franco-britannique lors de la seconde guerre de l'opium de 1858 à 1860 démontrent que l'ouverture forcée de la Chine se fait au seul avantage des puissances occidentales. L'Empire russe pousse dans le même temps son territoire jusqu'à la frontière coréenne dans les années 1860 : là encore, les demandes d'ouverture commerciales sont faites, et refusées par les Coréens. Enfin, les modalités d'ouverture du Japon au commerce avec les États-Unis sont aussi connues en Corée grâce aux échanges diplomatiques entre les deux pays.
L'ingérence étrangère commence à se faire sentir dans le pays par le biais du catholicisme. La première persécution de catholique en 1801 attire l'attention des autorités religieuses étrangères, alors que le pays compte à cette date environ 4 000 convertis. L'un d'eux, Hwang Sa-yŏng adresse une lettre à l'évêque français de Pékin, lui demande d'intercéder auprès du pape pour que des armées occidentales viennent protéger les catholiques coréens. Trois missionnaires français pénètrent illégalement dans le pays en 1836 et 1837, ce qui donne lieu à un nouvel épisode de persécutions en 1839. Ces exécutions attirent l'attention de puissances étrangères et servent de prétexte pour entrer dans le pays.

##### Entrée des puissances occidentales et réaction chinoise
Le régent Taewŏn'gun montre une attitude plutôt tolérante au début de son exercice en 1864, puis influencé par ses conseillers, il opte pour une attitude moins clémente. Malgré les mises en garde du pouvoir Qing en Chine, il lance une nouvelle vague de persécutions contre les catholiques en 1866, et fait exécuter plusieurs missionnaires français. Une expédition française menée par l'amiral Roze entre alors dans le pays en octobre 1866. Forte d'une demi-douzaine de navires de guerre, et d'une force de 600 soldats elle mouille devant Séoul et procède à un bombardement de la ville. Entretemps, des informations concernant le sort d'un navire marchand américain, le Général Sherman arrivent aux troupes françaises qui pillent un temple bouddhique sur l'île de Kanghwa comme mesure de rétorsion. Les Américains demandent alors au pouvoir coréen l'autorisation de mener une enquête concernant le sort des marins américains du Général Sherman, mais face à plusieurs refus lancent eux aussi une opération militaire en 1871. Kanghwa est de nouveau pillée.
D'autres puissances européennes sont elles aussi présentes. En 1868 un navire marchand allemand, le Ernest Oppert profane la tombe du père du régent Taewŏn'gun dans le but d'utiliser ses ossements pour obtenir les droits commerciaux. Des conventions diplomatiques sont signées avec la Russie en 1884, avec l'Italie en 1885, et avec la France en 1886. Des presbytériens américains jouent par ailleurs un rôle important à la fin du siècle, mais ne reçoivent aucun appui du gouvernement américain, qui pour l'essentiel reste peu impliqué. La Russie est plus impliquée, et sous le conseil du diplomate allemand von Möllendorff, en 1885 envisage même de faire de la Corée un protectorat russe ; si le roi Kojong se montre favorable à une certaine forme de soutien russe, ces derniers doivent renoncer après une démonstration de force britannique.
La Chine des Qing joue alors un rôle de conseil et d'inspiration dans la gestion des relations internationales de la Corée. Le diplomate Kim Hong-jip rencontre en 1880 des officiels chinois qui lui conseillent de développer une alliance avec les États-Unis de manière à contrer l'influence russe dans la région. Un traité d'amitié est ainsi signé en 1882. Les officiels chinois incitent par ailleurs la Corée à garder une attitude amicale vis-à-vis du Japon, jugé alors trop peu développé pour constituer une menace, et à moderniser son armée comme le fait au même moment la Chine. La Chine s'interpose en 1882 lors de l'incident d'Imo en envoyant pour la première fois en plusieurs siècles une force armée en Corée alors que le Japon tente d'utiliser l'incident pour y envoyer ses propres troupes. La Chine profite de la situation pour elle aussi signer un accord garantissant le commerce entre les deux pays. Elle renforce son influence lors de la période 1885–1894, Yuan Shikai étant alors consul et faisant fonction de conseil pour le gouvernement coréen. Elle réussit ainsi à limiter l'ouverture d'ambassades coréennes à l'étranger, à l'exception de celles de Washington et de Tokyo, bloque plusieurs prêts de puissances étrangères en Corée, et parvient à empêcher le voyage de Coréens à l'étranger, la coupant ainsi de l'arrivée de nouvelles idées étrangères. Ceci n'est pas sans déclencher un sentiment anti-chinois dans la population, et plusieurs émeutes anti-chinoises éclatent en 1888 et 1889 à Séoul. Les défaites chinoises face aux forces occidentales et face au Japon mettent fin à cette recherche d'influence.

##### Une ingérence japonaise croissante

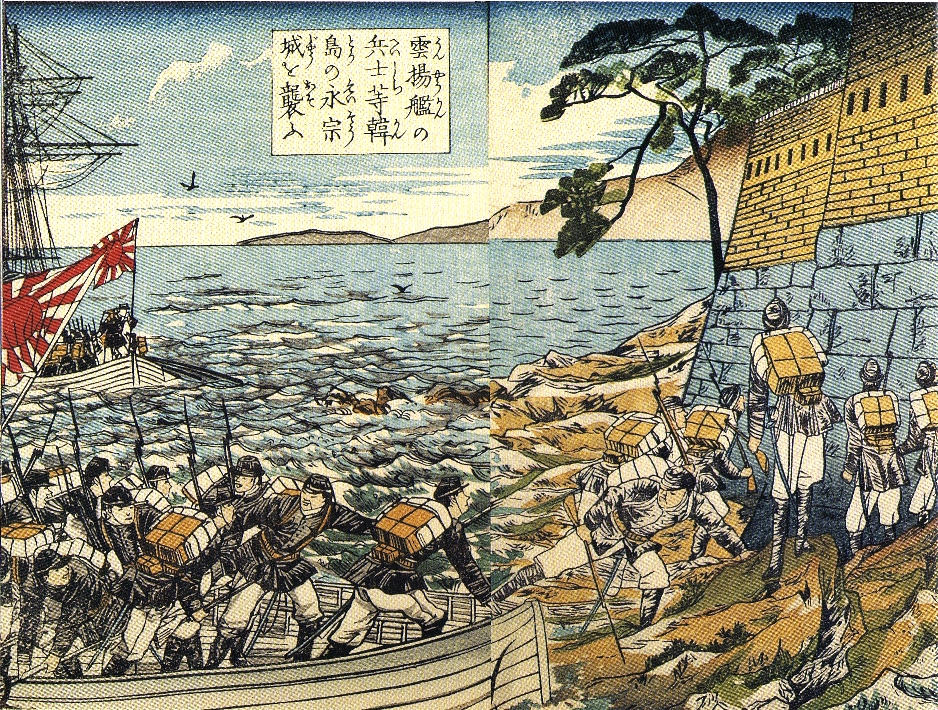
Estampe japonaise illustrant l'incident de Kanghwa.

Les Japonais exercent une influence croissante sur la Corée de Chosŏn. La restauration de Meiji de 1868 pousse le Japon à sortir de son propre isolement. Le pouvoir coréen voit d'un très mauvais œil la prétention impériale du Japon ainsi que son adoption des idées et des technologies occidentales. Les lettres chargées d'annoncer la mise en place du nouveau pouvoir japonais sont même refusées. Dans le même temps le Japon étend son contrôle aux Ryūkyū, colonise Hokkaidō, et s'assure la maitrise d'une partie des Kouriles. Dès 1873 le pouvoir japonais envisage déjà de créer un casus belli pour envahir la Corée. En mai 1875, la canonnière Un'yō est envoyée par les Japonais croiser le long des côtes coréennes, et provoque l'incident de Kanghwa. Le Traité de Ganghwa qui en résulte permet aux Japonais de commercer avec la Corée, et force le pays à cesser de reconnaitre sa situation de vassalité avec la Chine.
Plusieurs crises ont lieu les années suivantes, notamment l'incident d'Imo en 1882 qui voit les troupes japonaises devenir plus nombreuses dans le pays. Les Japonais font aussi jouer leur influence auprès de réformateurs et appuient une tentative de coup d'État en 1884. Si celui-ci est un échec, le traité négocié par la suite en 1885 permet au Japon de supprimer temporairement la présence militaire chinoise en Corée. Celle-ci est définitivement obtenue à l'issue de la guerre sino-japonaise de 1894 à 1895. Le Japon avance alors rapidement, en soutenant le coup d'État de Taewŏn'gun et la mise en place des réformes Kabo qui lui donnent une plus grande emprise sur la Corée. L'assassinat de la reine Min en 1895, soutenu par des Japonais, et le regain d'influence de la Russie marquent un relatif reflux temporaire du Japon dans le pays. La Russie fait alors jeu égal avec le Japon en termes d'influence entre 1895 et 1905, mais la défaite russe lors de la guerre russo-japonaise de 1905 finit d'asseoir la domination japonaise sur la péninsule. Le traité d'Eulsa transforme la Corée en protectorat du Japon.

#### Derniers feux de la culture de Chosŏn
La dynamique culturelle enregistrée au XVIIIe siècle perd en vigueur lors du XIXe siècle, sans pour autant rentrer dans un véritable déclin. Un auteur comme Dasan publie la plupart de ses travaux majeurs au début du XIXe siècle. Kim Chŏng-ho s'illustre dans le domaine de la cartographie avec la Taedong yŏjido, carte la plus détaillée de l'époque représentant la Corée. Dans le domaine de la peinture, Chang Sŭng-ŏp marque cette forme artistique à l'époque, alors qu'un lettré comme Kim Chǒng-hǔi renouvelle la calligraphie en y développant le style Ch'usa.
Le Pansori connait une forme d'âge d'or, à la fois sous l'impulsion de théoriciens et de collecteurs comme Shin Jae-hyo, mais aussi d'artistes comme Jin Chae-seon qui parviennent à le faire accéder au rang de forme artistique de premier plan. Les Sijo restent populaires pendant cette période.
La culture populaire de l'époque connait un nouveau dynamisme, aidée par le développement d'un certain commerce. La diffusion des idées et des pratiques culturelles s'en trouve facilitée, et une certaine uniformisation s'opère. Les écoles communales permettent une alphabétisation encore limitée des paysans.
La fin du siècle voit se construire les premiers bâtiments suivant des architectures européennes de style néogothique et néo-classique, lorsqu'à partir de 1882 les étrangers obtiennent l'autorisation de vivre dans la capitale. L'ambassade de France (construite en 1892), celle de Russie en 1895, puis la cathédrale Myŏngdong en 1898 sont les premiers représentants de ces styles. Le pouvoir coréen adopte ce type d'architecture pour construire le Sŏkjojŏn au début du XXe siècle. Le colonisateur japonais reprend par la suite celui-ci en y ajoutant un caractère massif de manière à mieux symboliser sa domination sur le pays.

Taedong yŏjido de Kim Chŏng-ho.
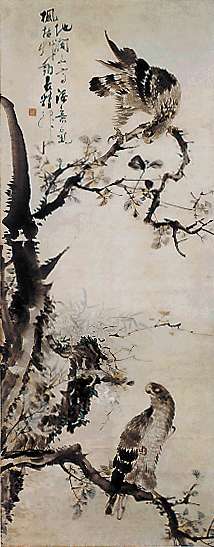
Peinture de Chang Sŭng-ŏp.
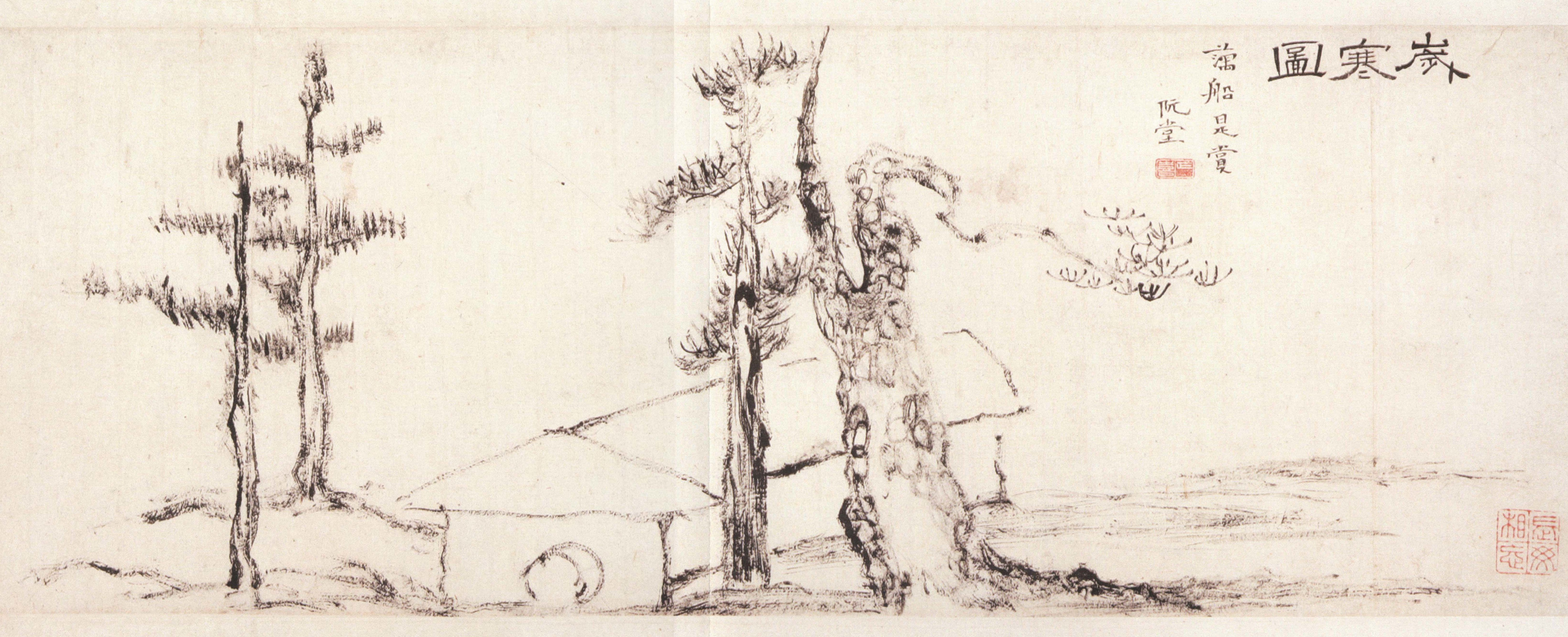
Paysage d'hiver de Kim Chǒng-hǔi.
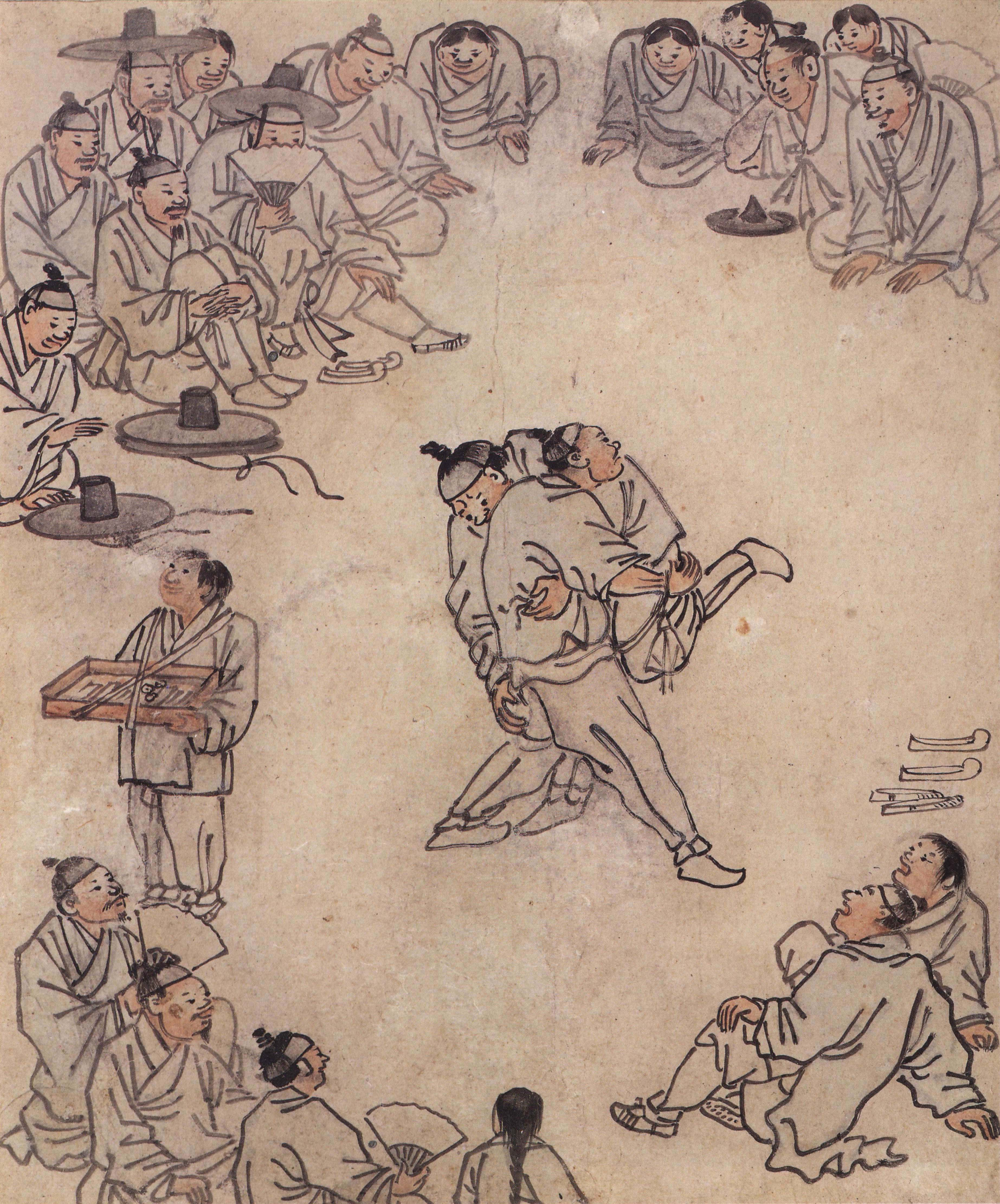
Scène de Ssireum, lutte coréenne.
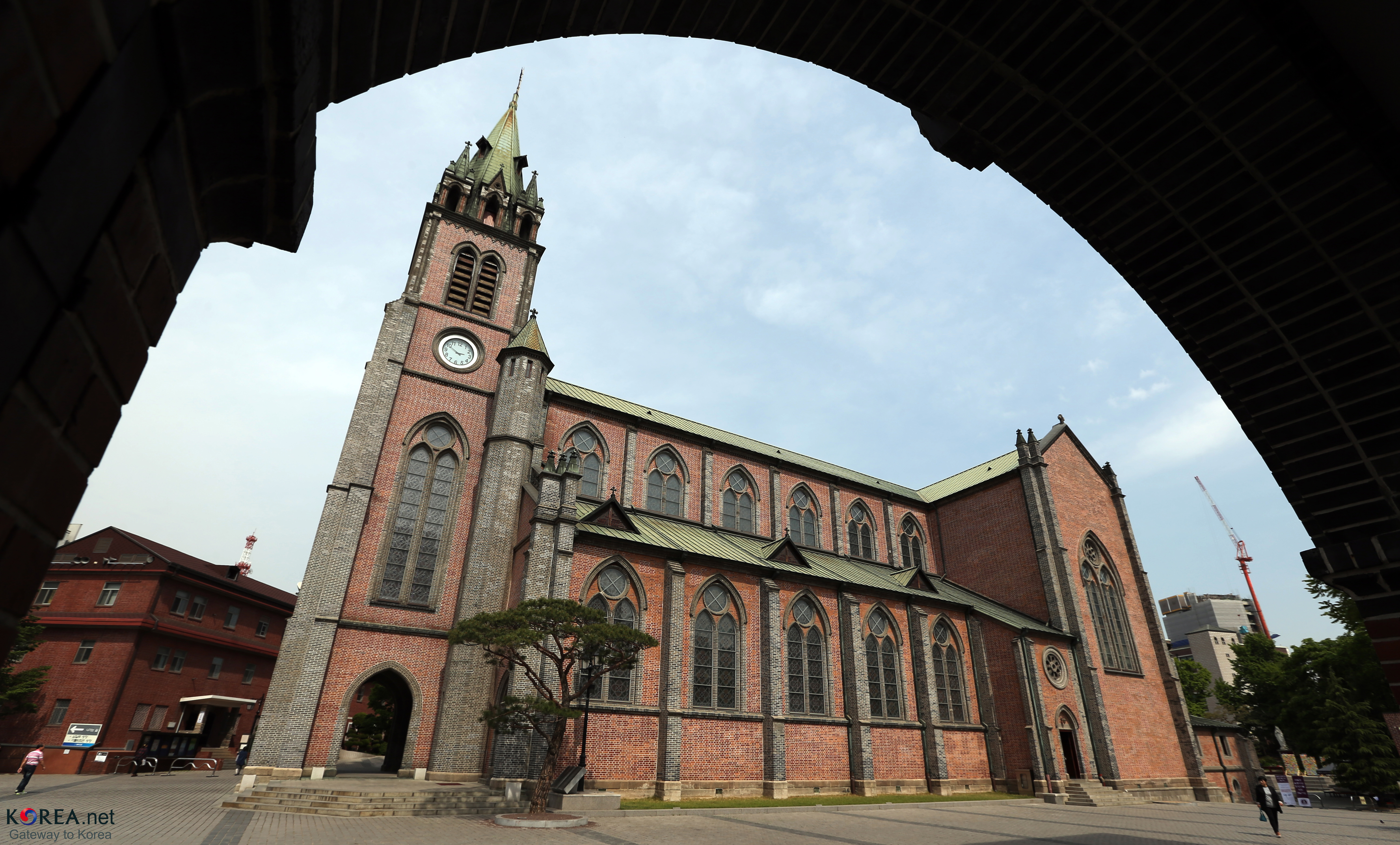
Cathédrale Myŏngdong au style pseudo-gothique.
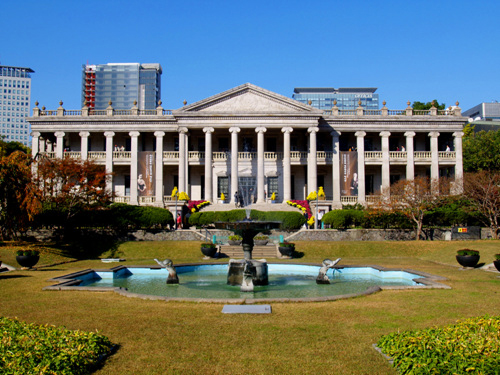
Sŏkjojŏn au style néo-classique.

## La Corée sous domination japonaise

### L'Empire coréen de 1896 à 1910

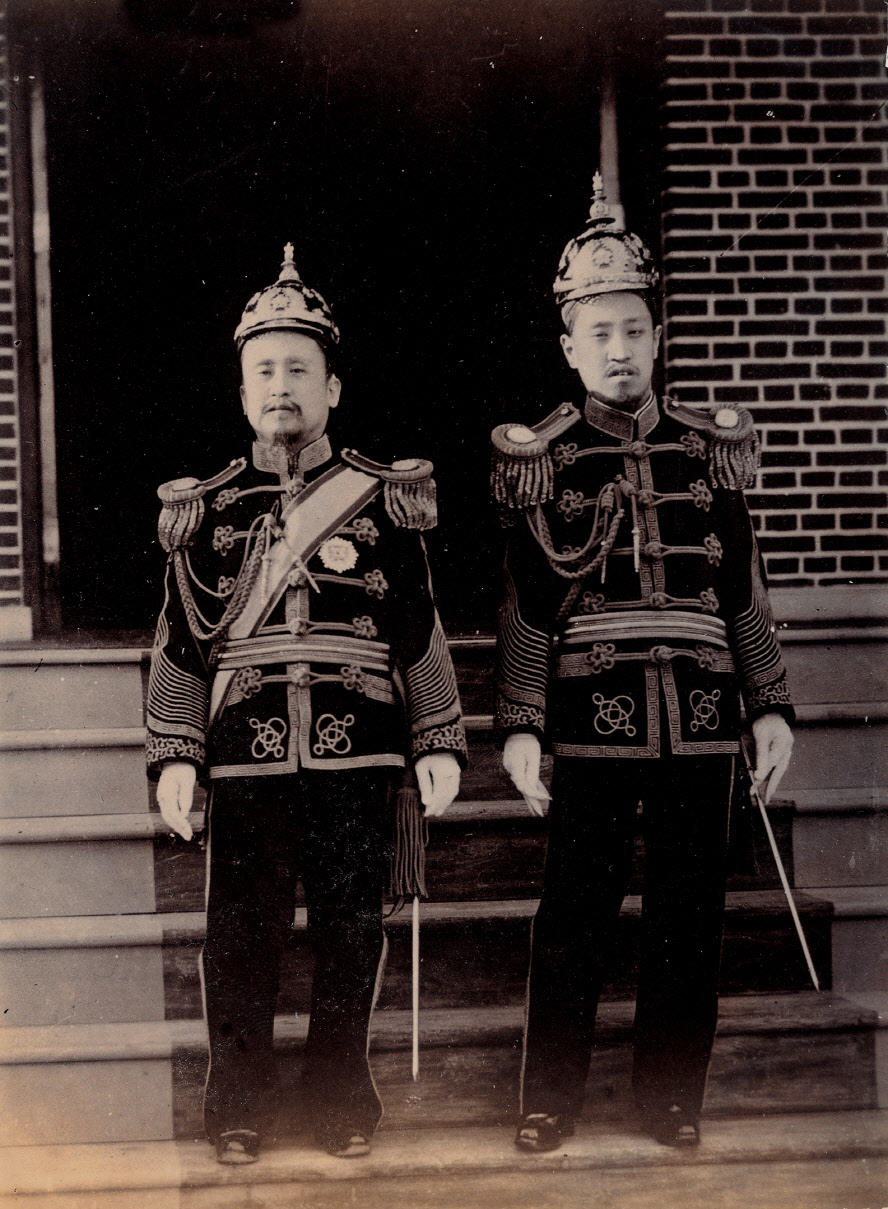
L'empereur Kojong et le prince Sunjong posant en habits officiels rappelant ceux de l'Empire allemand.

En renonçant à sa situation de vassalité avec la Chine, le pouvoir coréen en profite pour prendre la dénomination d'« Empire coréen » en 1897. Le roi Kojong, mis en place par les Japonais après l'assassinat de la reine Min, se fait alors couronner Empereur, et opte pour des habits officiels alignés sur le modèle prussien de l'époque. De manière symbolique, un drapeau, un hymne, et encore des fêtes nationales sont décrétés sur le modèle européen.
Plusieurs manifestations de la modernité sont inaugurées lors des premières années de ce régime, à la suite d'opérations initiées avant l'avènement de celui-ci. 1899 voit l'inauguration d'un tramway à Séoul, ainsi que l'ouverture de la ligne de chemin de fer entre la capitale et Incheon. Ce développement économique permet à une bourgeoisie éclairée d'exercer son influence politique pour faire la promotion d'une modernisation économique, mais aussi politique, en témoigne la création du Club de l'indépendance en 1896, et de son journal le Tongnip sinmun la même année. De ce club sortent de nombreux dirigeants politiques les décennies suivantes. Le Club gagne rapidement en importance, mais est interdit par l'Empereur en 1898, celui-ci craignant qu'il ne soit le prélude à un coup d'État républicain. De cette petite élite intellectuelle sortent les principaux courants d'opposition à la présence japonais à partir de 1904, dont l'association clandestine Sinminhoe en 1906.
L'empire du Japon étend graduellement sa mainmise sur le pays. En 1904 sont signés plusieurs accords qui permettent aux Japonais de contrôler certains aspects de la politique intérieure de la Corée, confirmés dès 1905 par le traité de Portsmouth qui met fin à la guerre russo-japonaise. Le traité d'Eulsa signé la même année entre empires japonais et coréen abaisse ce dernier au rang de protectorat japonais ; le traité, signé contre l'avis du roi, mais soutenu par certains de ses ministres, voit la création d'un résident-général de Corée japonais. Le poste, occupé initialement par Itō Hirobumi, supervise les relations extérieures du pays, mettant fin de facto à sa souveraineté. Pour tenter de sortir de cette situation, le roi Kojong fait envoyer secrètement trois diplomates à la Seconde conférence de La Haye en 1907 dans le but de plaider la cause coréenne, mais sans succès. Cet échec permet au gouvernement japonais d'imposer l'abdication du roi, et son remplacement par son fils Sunjong à la tête du pays. Le Japon impose la même année un traité à la Corée qui lui permet d'ancrer son contrôle dans les affaires du pays. L'assassinat du résident-général Itō Hirobumi en 1910 donne au Japon un dernier prétexte pour imposer le traité d'annexion de la Corée du 22 août 1910 qui transforme la Corée en colonie japonaise.

### Une colonie de l'empire du Japon de 1910 à 1945

#### Politiques de mise au pas de la Corée

##### De l'«Amhǔkki» au mouvement du premier mars dans les années 1910

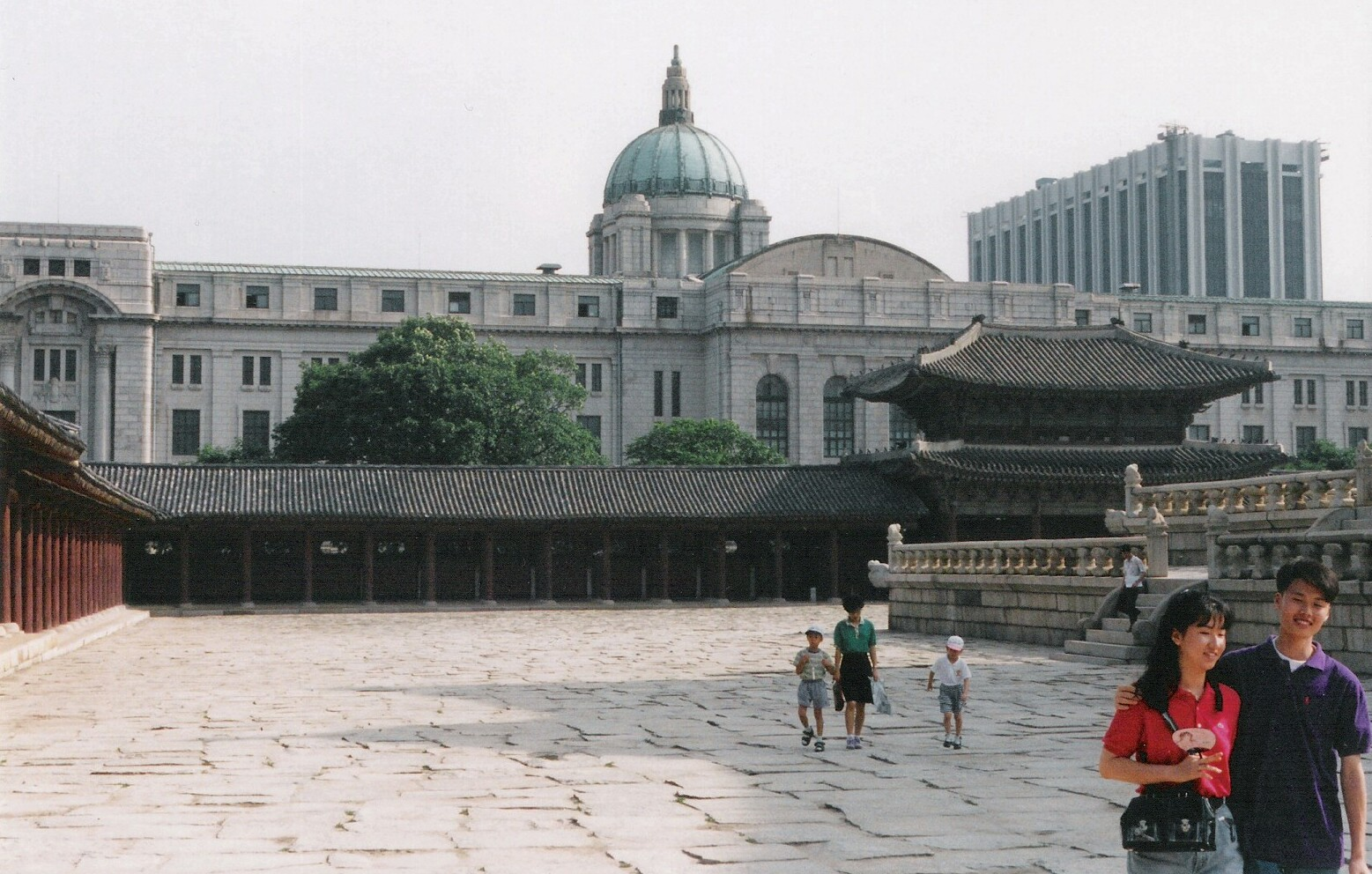
Le siège du Gouverneur-général de Corée face au palais Kyŏngbokkung, ici en 1995 avant sa destruction.

La première décennie d'occupation japonaise est connue sous le nom d'« Âge Sombre », ou Amhǔkki, et voit la mise en place d'une administration coloniale particulièrement autoritaire. À sa tête un Gouverneur-général de Corée, issu de l'armée japonaise, dirige le pays, et est sous l'autorité directe du premier ministre japonais. Il siège dans un bâtiment construit immédiatement à côté du palais Kyŏngbokkung, qu'il domine par ses proportions. Si la presse n'est pas supprimée, un contrôle important est mis en place. Les organisations et les évènements politiques sont interdits ; tout rassemblement public doit faire l'objet au préalable d'une autorisation policière. Les missions de police sont assurées par l'armée japonaise. Signe de cette mainmise des militaires, tous les fonctionnaires japonais, y compris les professeurs, portent l'uniforme, et celui-ci comporte une épée.
Une résistance coréenne à cette domination se constitue très tôt. Une tentative d'assassinat du Gouverneur-général Terauchi Masatake est découverte en décembre 1910, qui mène à l'Affaire des 105 lors de laquelle un millier de Coréens, dont beaucoup de chrétiens, sont inquiétés. Plusieurs dizaines de milliers de Coréens sont alors arrêtés pour des raisons politiques entre 1910 et 1919. Cette résistance dispose alors de relais importants dans la diaspora coréenne, et des groupes nationalistes se constituent à Shanghai (où le gouvernement provisoire de la république de Corée est fondé en 1919), Hawaï, ou même Tokyo où étudient plusieurs milliers de Coréens.

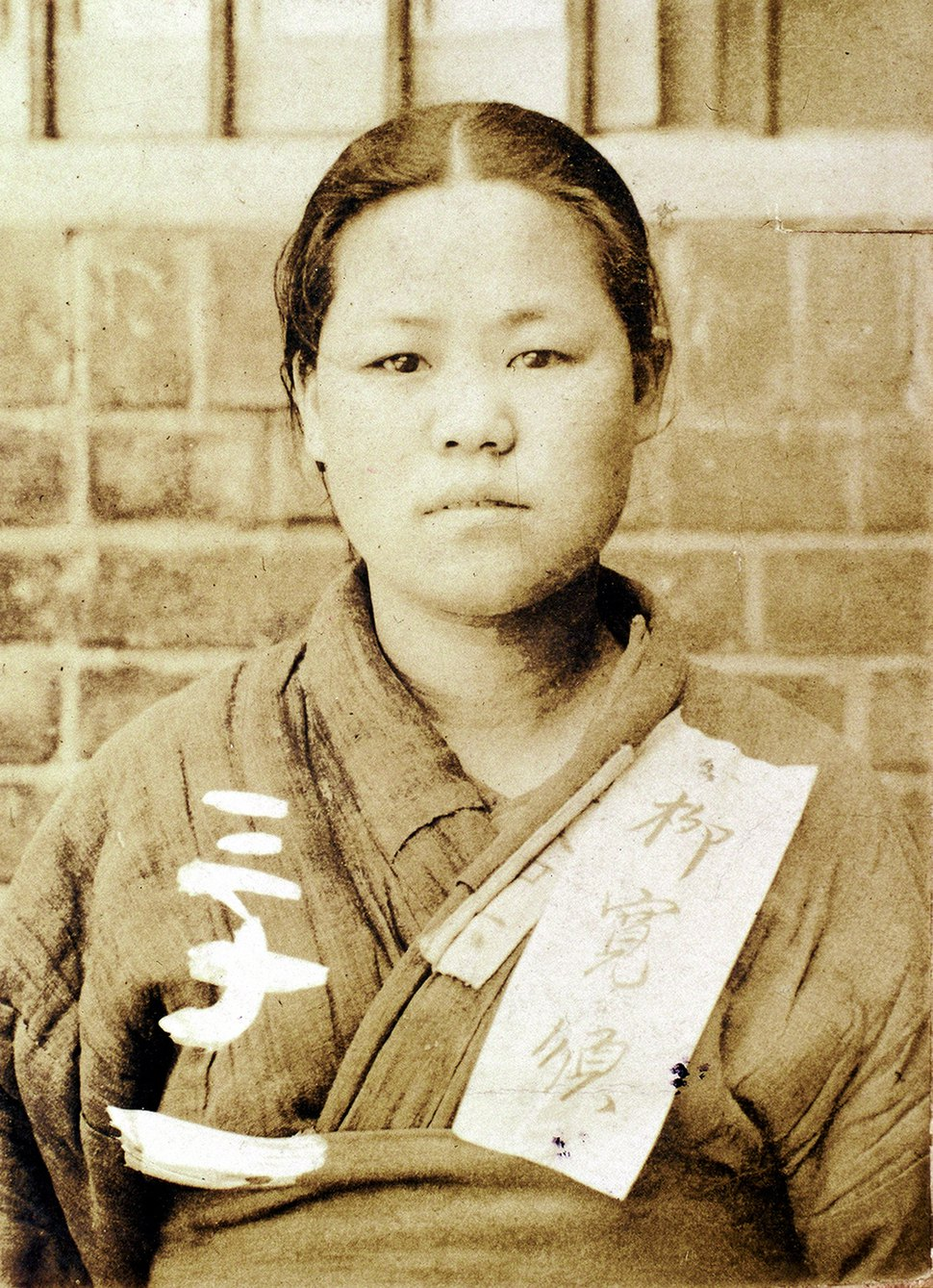
Ryu Kwan-sun, torturée et tuée lors du Mouvement du 1er Mars devient l'une des incarnations du mouvement indépendantiste les années suivantes.

1919 connait plusieurs évènements qui marquent le mouvement politique coréen. La conférence de la paix de Paris qui clôt la Première Guerre mondiale voit rappeler le principe d'autodétermination des nations, et de nombreux Coréens y voient le moyen de leur indépendance. Un groupe mené par Kim Kyu-sik se rend même à Paris pour tenter d'y plaider, en vain, pour l'indépendance du pays. La mort du roi déchu Kojong en janvier est accompagnée de rumeurs d'empoisonnement ; ses funérailles prévues le 3 mars sont ainsi accompagnées d'une grande agitation, et de nombreux groupes politiques prévoient alors de se rendre à Séoul pour y assister. À l'appel de plusieurs groupes politiques, des manifestations pacifiques regroupent dans tout le pays entre 500 000 et 1 million de manifestants pour appeler à l'indépendance dans ce qui devient connu comme le Mouvement du 1er Mars. Entre 500 et 7 000 manifestants sont alors tués par les forces japonaises ; Ryu Kwan-sun, une Coréenne de 17 ans, torturée et tuée en prison devient l'un des symboles du mouvement par la suite. La répression cible aussi particulièrement les chrétiens (presbytériens et méthodistes notamment), nombreux dans les mouvements d'indépendance, et plus de 400 églises sont détruites. Ce mouvement marque la massification du mouvement indépendantiste, et force les autorités japonaises à réformer son administration du pays. Le même jour, une déclaration d'indépendance de la Corée corédigée par Ch'oe Nam-sŏn est adoptée.

##### Libéralisation relative sous la démocratie Taishō dans les années 1920

###### Un contrôle politique plus discret mais plus profond par le Japon
L'occupant japonais prend un certain nombre de mesures pour tenter de juguler les effets du Mouvement du 1er Mars. Le Japon entre alors dans une phase de politique intérieure plus libérale, connue sous le nom de démocratie Taishō, qui se concrétise aussi de manière plus limitée en Corée. Les autorités japonaises analysent le Mouvement du 1er mars 1919 non comme une véritable aspiration à l'indépendance, mais comme un rejet des politiques les plus autoritaires de la colonisation. L'octroi de plus de libertés culturelles est alors vu par l'occupant comme une stratégie pour diviser les nationalistes coréens entre les plus radicaux qui poursuivent l'indépendance, et ceux dont les revendications sont plus culturelles.
Des réglementations qui entrent en conflit avec certaines pratiques traditionnelles sont abolies, et le commerce est libéralisé. La police n'est plus dirigée par l'armée, mais par une force civile, et les fonctionnaires japonais ne sont plus obligés de porter l'épée. La princesse japonaise Nashimoto Morimasa est mariée au prince héritier coréen Yi Un de manière à réunir les deux familles héritières ; le mariage donne lieu à l'amnistie de plusieurs milliers d'opposants politiques coréens. Les lois sur la presse deviennent moins restrictives, et permettent la création des deux grands quotidiens Chosŏn Ilbo et Tonga Ilbo, qui demeurent au XXIe siècle deux des trois quotidiens nationaux.
L'occupant japonais accompagne ces réformes par un contrôle accru de certaines activités, notamment après 1925. L'administration coloniale continue de croître en nombre et de gagner en efficacité. La censure continue de s'exercer sur la presse et les associations ; toute discussion portant sur l'indépendance, ou toute critique de l'administration donne lieu à des fermetures et à des emprisonnements. Les forces de polices voient leur nombre s'accroitre. Si certaines organisations culturelles peuvent exercer au grand jour, cela facilite aussi leurs contrôles.

###### Bouillonnement politique et culturel

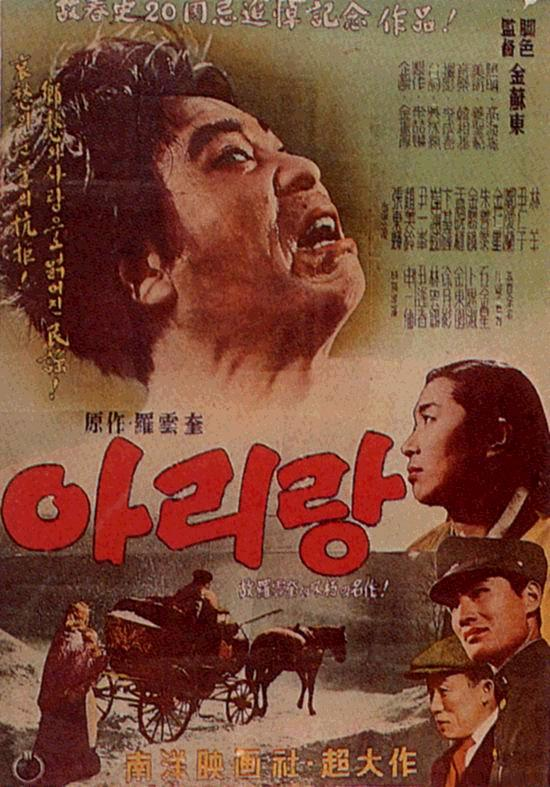
Arirang est interdit lors de sa sortie en 1926 pour sa critique de la colonisation japonaise, ici l'affiche du remake de 1957.

La libéralisation culturelle tolérée par l'occupant japonais coïncide avec l'arrivée à maturité d'une nouvelle génération d'artistes et de penseurs qui ont grandi hors du cadre néoconfucéen de l'époque Chŏson, et ont été éduqués selon des préceptes occidentaux. De nombreuses revues littéraires voient le jour, qui proposent de renouveler la littérature coréenne : Ch'angjo en 1919, P'yehŏ en 1920 ou encore Paekcho en 1922, souvent associé à de nouveaux auteurs comme Kim Tong-in, Yŏm Sang-sŏp, ou le poète Han Yong-un. Une littérature prolétarienne se structure aussi autour d'auteurs comme Ch'oe Sŏ-hae ou Hong Myŏng-hǔi, qui se regroupe au sein d'une fédération des artistes prolétaires coréens en 1925. Au sein du théâtre Wŏn'gaksa à Séoul voit se développer le mouvement  Ch'anggŭk qui se propose d'adapter le Pansori à la modernité. Le cinéma coréen s'affirme, alors que le nombre de films muets croit considérablement, dont Arirang de Na Un-gyu.
Une certaine ligne de fracture s'opère au sein des nationalistes coréens, entre ceux privilégiant les actions culturelles, et influencés par l'Occident, et ceux tournés vers une action politique plus radicale, influencée par le socialisme et l'anarchisme, puis par le communisme à partir de 1917. Parmi ceux qui portent l'approche culturelle, l'éducation de la jeunesse et des femmes revêt un rôle important. Celle-ci compte des personnalités comme Kim Sŏng-su, fondateur de l'Université de Corée, Song Chin-u, fondateur du journal Tonga Ilbo, ou Yi Kwang-su, auteur de l'essai Minjok Kaejoron, plateforme intellectuelle du mouvement qui voit dans la reconstruction intellectuelle du pays le préalable nécessaire à sa reconstruction politique. Au sein de cette tendance compte aussi Ch'oe Nam-sŏn qui revisite l'historiographie du pays en mettant en avant un caractère distinctement coréen, hors des influences étrangères ; la langue coréenne connait elle un mouvement de standardisation menée par la société de la langue coréenne, prélude à des campagnes d'alphabétisation dans les années 1920, et à la publication après-guerre d'un grand dictionnaire.
Le camp communiste apparait tout d'abord dans la diaspora coréenne présente en Sibérie ; sur fond de révolutions russes, un premier parti socialisant est fondé en 1918, mais la méfiance des nouvelles autorités soviétiques les coupe de tout rôle actif. Les étudiants coréens au Japon sont le second foyer de développement communiste coréen. Devant faire face à la répression des autorités japonaises, et miné par un factionalisme important, ils n'arrivent pas à porter leur message auprès des travailleurs coréens. Les deux tendances vont se trouver réunies momentanément entre 1927 et 1931 au sein du Singanhoe, organisation qui cherche à fédérer les différents acteurs du mouvement indépendantiste. Le tournant répressif du colonisateur japonais après 1931 va marquer la fin de beaucoup d'actions de ces groupes.

##### Une économie modernisée pour le Japon

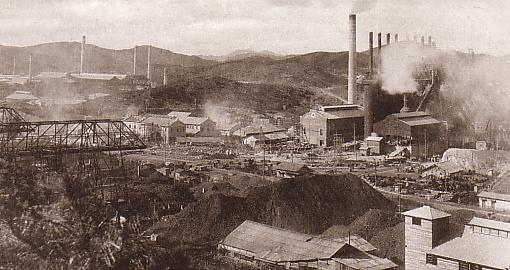
Complexe sidérurgique opéré par Mitsubishi dans le Hwanghae.

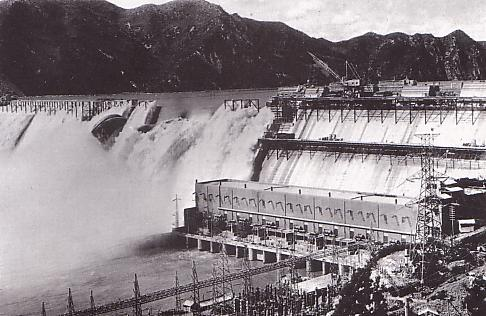
Barrage Sui-ho en construction. Il est à l'époque le plus grand d'Asie, et second plus puissant au monde.

Les autorités coloniales japonaises procèdent dans les années 1910 à une large accaparation de terres agricoles. Une opération de cadastrage est menée entre 1912 et 1918, au terme duquel toutes les terres pour lesquelles des documents de propriété ne peuvent être fournis passent sous le contrôle de l'administration. Peu de paysans peuvent fournir de tels documents, alors que l'exploitation des terres est peu formalisée, et repose largement sur la coutume traditionnelle. En 1930 l'administration coloniale est ainsi propriétaire d'environ 9 millions d'hectares de terres agricoles et de forêts, soit 40 % du territoire coréen. Ces terres sont ensuite revendues à la Compagnie de développement oriental, qui à son tour les revend à des entreprises et des colons japonais. Cette opération de cadastrage permet aussi à l'administration coloniale d'accroitre ses revenus, la taxe foncière collectée doublant entre 1911 à 1919 pour représenter 40 % de ses revenus à cette date. Des procédés similaires sont utilisés pour récupérer les ressources halieutiques (décret de février 1912), minière (décret de décembre 1915, et forestières (décret de mai 1918).
L'essentiel des entreprises qui exploitent les ressources naturelles du pays sont alors japonaises, à commencer par de larges zaibatsu, alors que l'autorisation de créations d'entreprises reste soumise à un accord préalable de l'administration et écarte de fait les Coréens. En 1919, les capitaux investis en Corée sont ainsi japonais à 91 %. Quelques entreprises coréennes parviennent cependant à émerger, et une petite élite économique coréenne se constitue. La société reste majoritairement agricole, et en 1928 80,8 % des Coréens sont employés dans l'agriculture, contre 2,1 % dans l'industrie minière.
Des infrastructures sont aussi développées par le Japon pour faciliter cette exploitation. Le réseau de chemins de fer passe de 1 100 km à 2 900 km entre 1911 et 1930. Les ports sont aussi modernisés pour faciliter les échanges entre la Corée et le Japon, alors que les exportations de la péninsule sont dirigées à 90 % vers le Japon, et que ses importations proviennent à 65 % de ce pays.

##### Une société qui peine à se transformer
L'éducation enregistre des progrès limités lors de la première moitié de la colonisation. Alors que des centaines d'écoles primaires et secondaires sont créées par des Coréens ou des missionnaires étrangers entre 1890 et 1910, la mise en place d'un nouveau cadre par l'administration coloniale en 1911 entraine la fermeture d'un grand nombre de celles-ci, plusieurs enseignements devant être faits en japonais. Si la durée de scolarisation progresse, celle-ci reste théorique : en 1935 seul 1 Coréen sur 6 en âge de fréquenter l'école primaire est scolarisé. L'enseignement est alors assuré par un tissu important d'écoles clandestines ou par des cours du soir. L'enseignement supérieur est lui aussi délaissé. Seule l'université impériale de Keijō est reconnue comme université jusqu'en 1945, mais accueille pour l'essentiel des étudiants japonais. Les étudiants coréens doivent compter sur quelques instituts privés, ou pour la plupart s'exiler au Japon pour continuer leurs études. Malgré ces contraintes, une petite classe moyenne éduquée, représentant entre 5 et 10 % de la population parvient à se constituer.

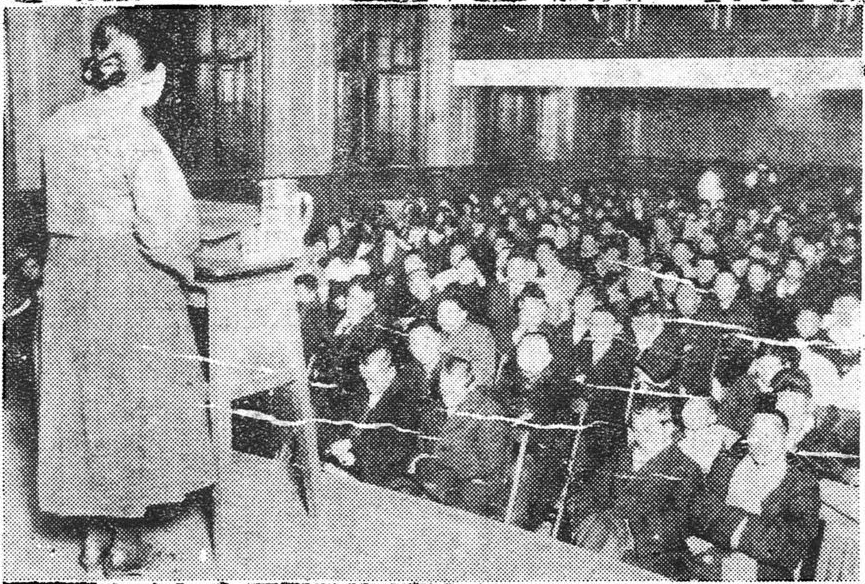
Conférence de Na Hye-sŏk devant la Young Women Christian Association en 1926.

La condition féminine progresse peu dans les premières années de la colonisation. La fin de la période Chosŏn a ignoré l'accès à l'éducation des femmes, si ce n'est dans quelques écoles tenues par des missionnaires chrétiens. De ces écoles émergent les premières figures du féminisme coréen comme Maria Kim, qui prennent une part notable dans le Mouvement du 1er Mars 1919. À la suite de ce mouvement, des journaux féministes voient le jour, comme Sin yŏja de Kim Wŏn-ju, et des artistes comme Kim Myŏng-sun et Na Hye-sŏk jouent un rôle moteur. Cette dernière, par sa carrière artistique et son divorce permet une plus grande médiatisation de la question. La mode de la garçonne connait un certain écho dans ce courant.
La société agricole est fragilisée par la colonisation. Le nombre d'agriculteurs n'étant pas propriétaires de leurs terres passe de 37,7 % à 1918 à 53,8 % à 1932, puis à moins de 20 % en 1938. La raréfaction des terres exploitables entraine une augmentation des loyers que ces exploitants doivent verser à leurs propriétaires, et donc un appauvrissement général de cette population. Les incidents entre propriétaires et exploitants se multiplient, passant de 124 en 1922 à
204 en 1925, à 726 en 1930. L'exode rural ne permet pas une amélioration des conditions matérielles, alors que 80 % de la population urbaine est touchée par la pauvreté.

#### Reprise en main de l'armée japonaise pendant la guerre de quinze ans

##### La course à la guerre

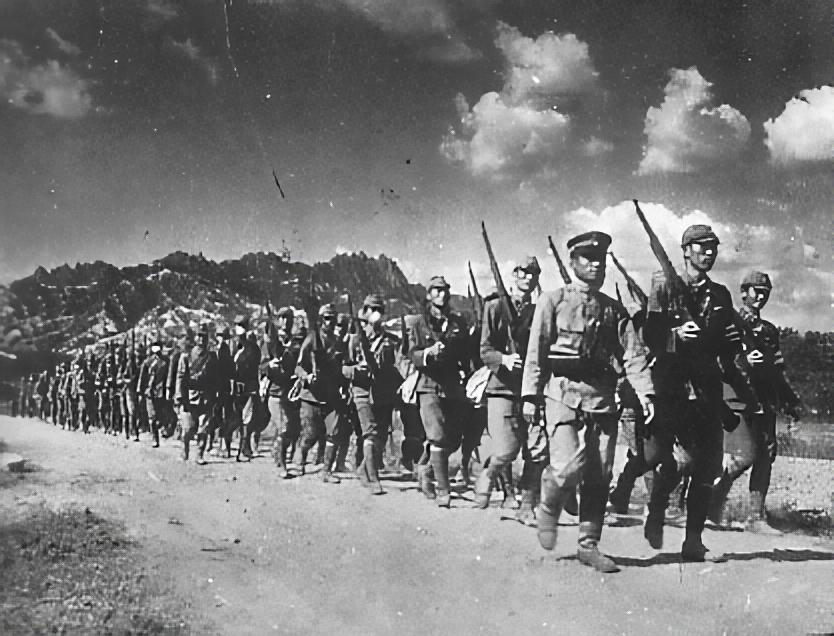
Bataillon de soldats coréens dans l'armée japonaise.

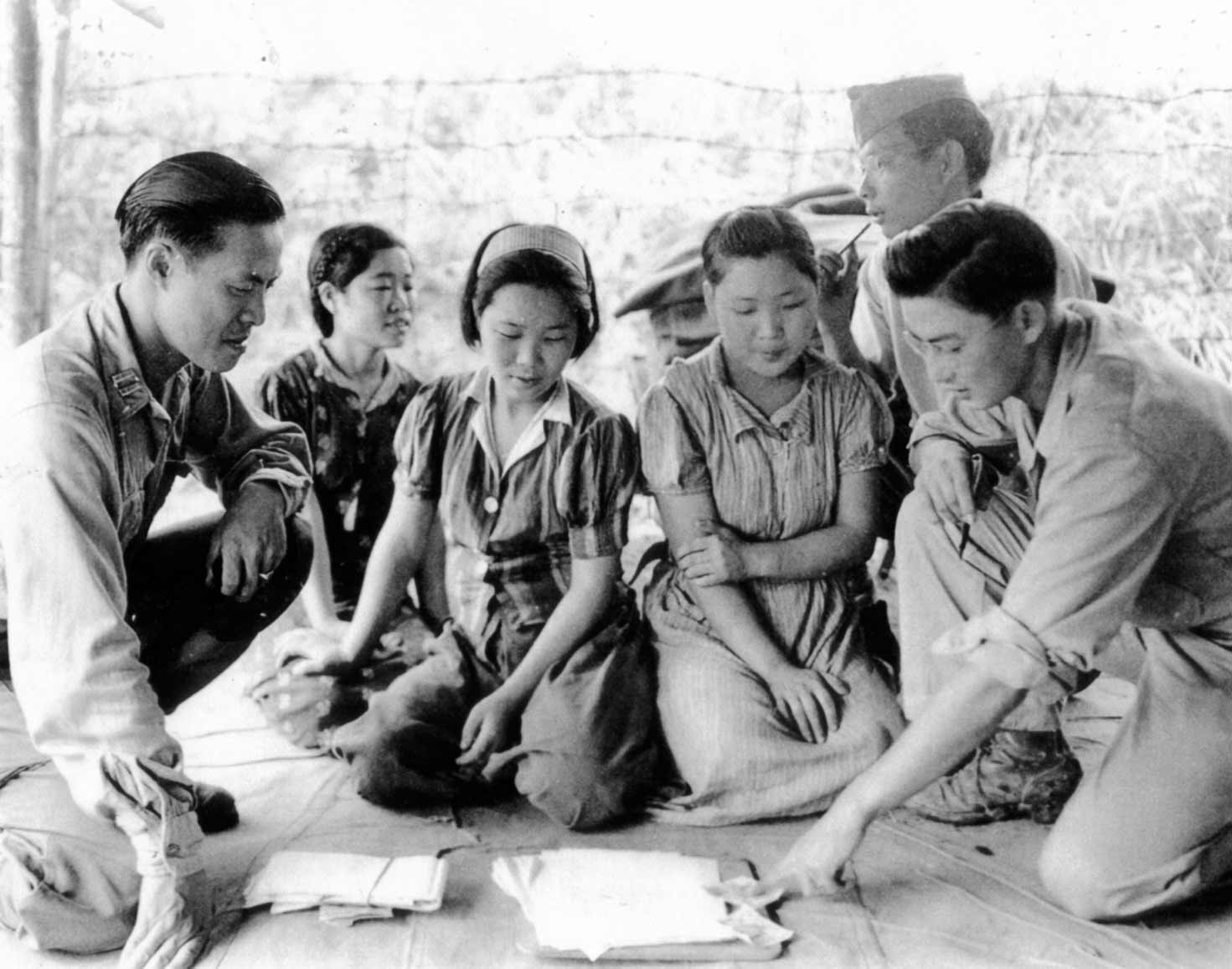
« femmes de réconfort » libérées en 1944.

La restauration d'un régime plus autoritaire en Corée se fait par étapes successives à partir de la fin des années 1920. En 1926 a lieu le Mouvement du 10 juin lors des funérailles de Sunjong, dernier monarque de la dynastie Yi. Les manifestations nombreuses incitent les autorités à durcir les règles de censure des journaux et à combattre plus durement les associations de gauche et les syndicats. La crise économique qui frappe le Japon à partir de 1930 marque le retour des prétentions impérialistes de ce dernier. En 1931, l'incident de Mukden sert de prétexte à l'invasion de la Mandchourie par le Japon. En Corée, ce tournant est matérialisé par la nomination de Kazushige Ugaki comme nouveau Gouverneur-général, dont la politique vise à tourner l'économie de la Corée vers le soutien aux opérations militaires de l'armée japonaise en Asie. Le déclenchement de la guerre sino-japonaise en 1937 puis le déclenchement de la guerre du Pacifique à partir de 1941 fait entrer cette politique dans une ultime phase, avec la mobilisation des Coréens pour soutenir l'effort de guerre nippon.
Le contrôle de la population s'intensifie. 1938 voit la création d'une fédération pour mettre la main sur toutes les associations de jeunesse. Une association anticommuniste est créée la même année, sous le patronage japonais. L'éducation se militarise, avec l'instauration d'exercices militaires obligatoires dès le collège. En 1942 un service de travail obligatoire au Japon est instauré pour les jeunes Coréens, et en 1943 la conscription obligatoire est mise en place. Entre 100 000 et 200 000 Coréennes servent de prostituées pour l'armée japonaise, ou « femmes de réconfort », recrutées sous la contrainte ou la tromperie. Au total plus de deux millions de Coréens travaillent pour l'effort de guerre japonais.

##### Tentatives d'assimilation et résistances

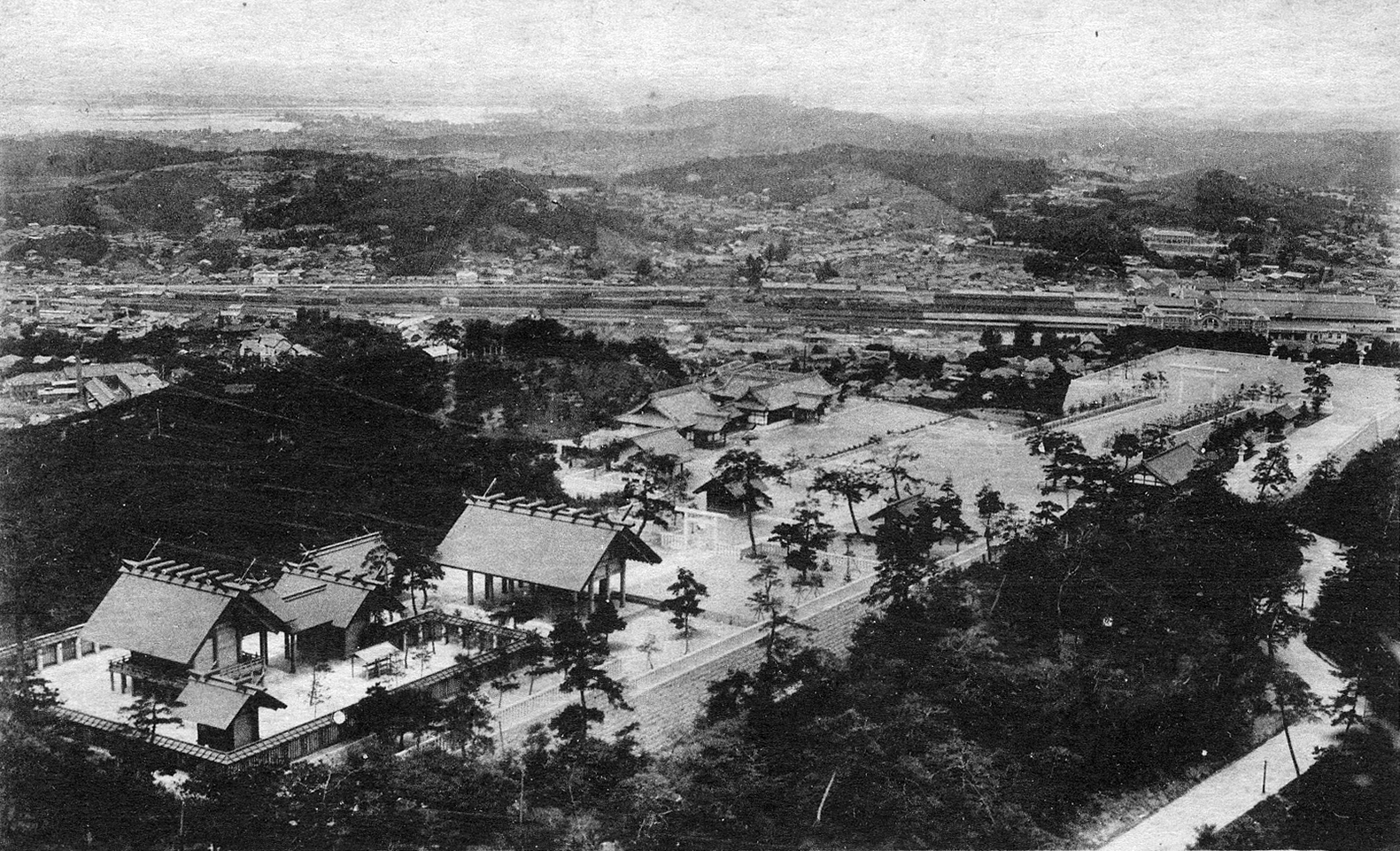
Sanctuaire shinto Chōsen-jingū, construit au cœur de Séoul sur le mont Namsan.

Alors que le colonisateur japonais cherche à séparer Coréens et Japonais dans les premières décennies de la colonisation, une politique agressive d'assimilation est mise en place par les gouverneurs-généraux. Les Coréens sont contraints à se faire enregistrer aux temples shinto. Dès 1938 l'usage du coréen dans les écoles est réduit drastiquement, et les élèves peuvent être punis s'ils l'utilisent. En 1939, les Coréens subissent des contraintes très fortes pour japoniser leurs patronymes, et à la fin de la période 84 % de la population s'y soumet. En 1940 enfin, la publication de livres en coréen est interdite et les journaux fermés. La réussite de cette politique est limitée, et en 1943 seuls 23 % des Coréens sont capables de comprendre le japonais à des degrés divers. La volonté assimilatrice est aussi limitée dans l'octroi de droits politiques. Si plusieurs motions sont votées à la diète japonaise pour accorder le droit de vote aux Coréens, celles-ci sont censurées par le cabinet en 1939 et 1940, avant d'être autorisées en décembre 1944. Un mouvement civique coréen voit même le jour dès les années 1920 pour chercher à obtenir ces droits civiques dans le cadre de l'État japonais. Enfin, les mariages entre Japonais et Coréens sont peu fréquents.
Les Japonais parviennent à étouffer efficacement les résistances internes pendant la période. Seules les figures politiques agissant depuis l'étranger parviennent à conserver une certaine crédibilité, notamment Syngman Rhee pour les nationalistes, et Kim Il-sung pour les communistes. La lutte contre le colonisateur japonais prend un tour essentiellement militaire lors de cette période, et se déroule hors du sol coréen. La Mandchourie voit les premières actions de guérilla communiste se développer dès 1933 ; la bataille de Poch'ŏnbo de 1937 voit Kim Il-sung accéder au rang d'un des leaders de ce mouvement. Avec le déclenchement de la guerre contre la Chine en 1937 quelques milliers de Coréens rejoignent les forces chinoises pour combattre les Japonais. Malgré la signature du pacte nippo-soviétique en 1941, l'Union soviétique fournit des soutiens aux guérillas coréennes en Mandchourie, qui compte jusqu'à 10 000 soldats. Les actions d'assassinats ciblés et de poses de bombes sont aussi entreprises par Kim Won-bong et Kim Koo. Enfin, cette période voit plusieurs personnalités politiques de l'après-guerre acquérir une expérience militaire, comme Kim Hong-il dans l'armée révolutionnaire chinoise, ou Park Chung-hee dans l'armée japonaise.

##### Une société déstructurée
L'industrialisation des années 1930 entraine un basculement dans la physionomie de la population. Entre 1933 et 1943, le nombre d'ouvriers travaillant dans les usines passe de 99 000 à 390 000, ceux travaillant dans les mines progresse lui de 70 000 à 280 000. Le nombre total d'ouvriers en incluant les Coréens travaillant dans la construction et les transports s'élève à 1,7 million en 1943. La part de Coréens vivant dans des villes double, passant de 7 % à 13,2 % entre 1935 à 1944 ; la population de Séoul en particulier progresse elle de 342 000 à 1,11 million entre 1925 et 1942. Cette évolution de la population est particulièrement forte dans des régions industrielles et minières comme le Hamgyŏng et le Kyŏnggi, mais reste plus limitée dans les régions agricoles du sud du pays.
L'émigration des Coréens s'accélère. Jusqu'à 1,5 million de Coréens vivent en Mandchourie à la fin de la période. Les Coréens qui se rendent au Japon pour étudier ou travailler se montent à 2,4 millions. Au total en 1945, 20 % de la population coréenne vit à l'étranger ou dans une province qui n'est pas sa province natale. 40 % de la population adulte de l'époque est alors touchée par ce processus de déracinement.

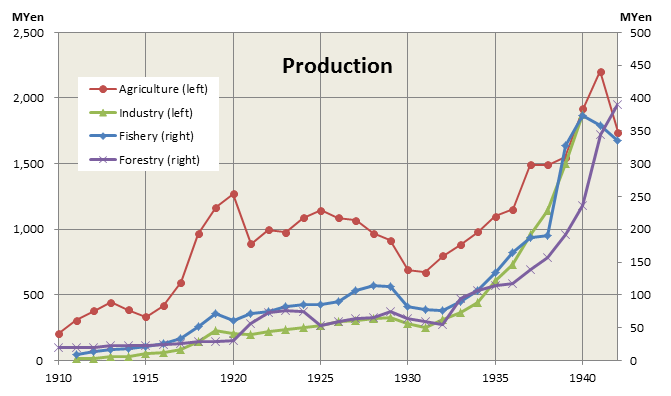
Évolution de la production lors de la colonisation. Une accélération est notable lors de la guerre de quinze ans.
Croissance de la population coréenne et japonaise dans la péninsule.
Évolution des réseaux de chemins de fer publics et privés.
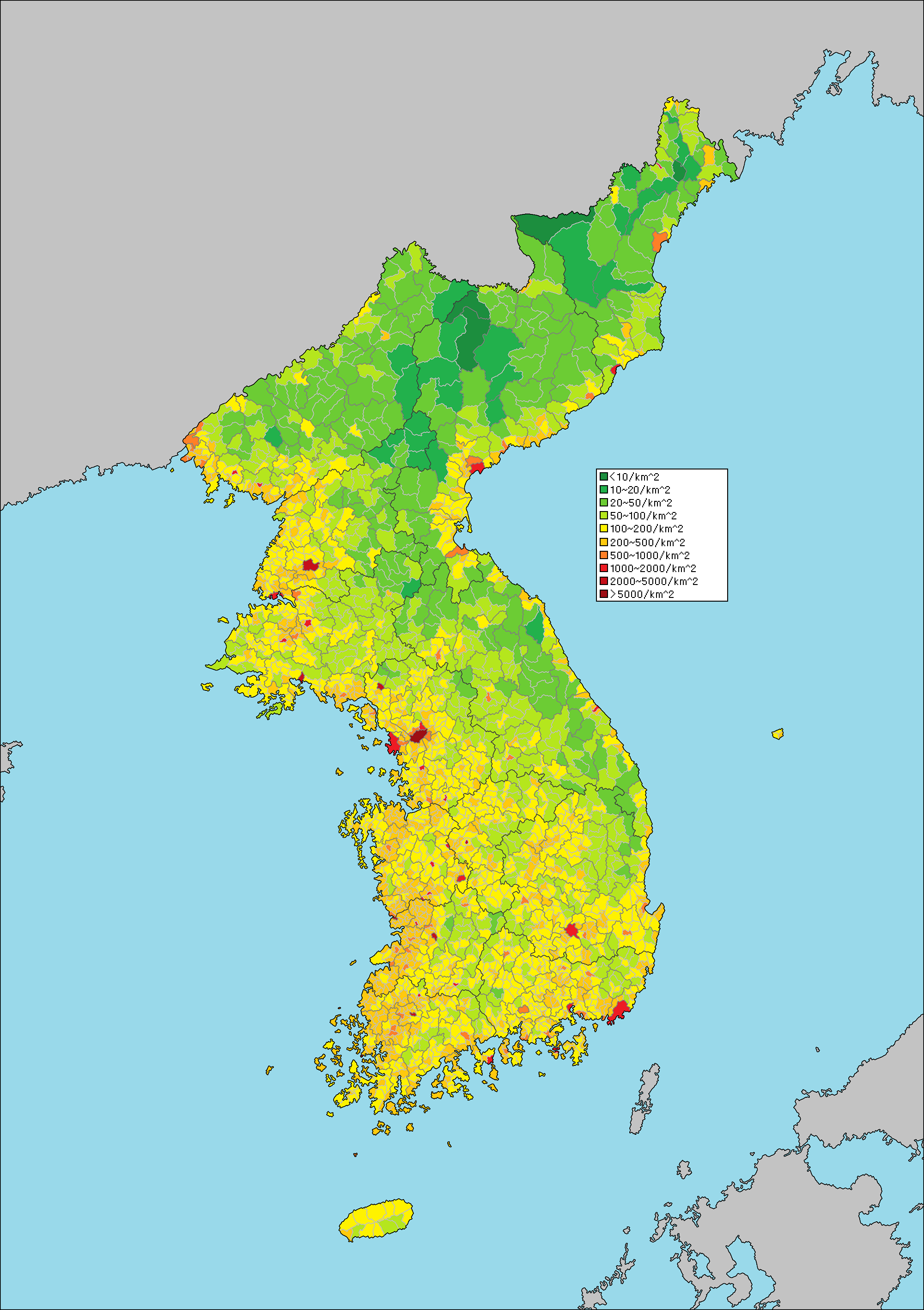
Densité de population en décembre 1944.

## Une division nord-sud depuis 1945

### La partition de la Corée

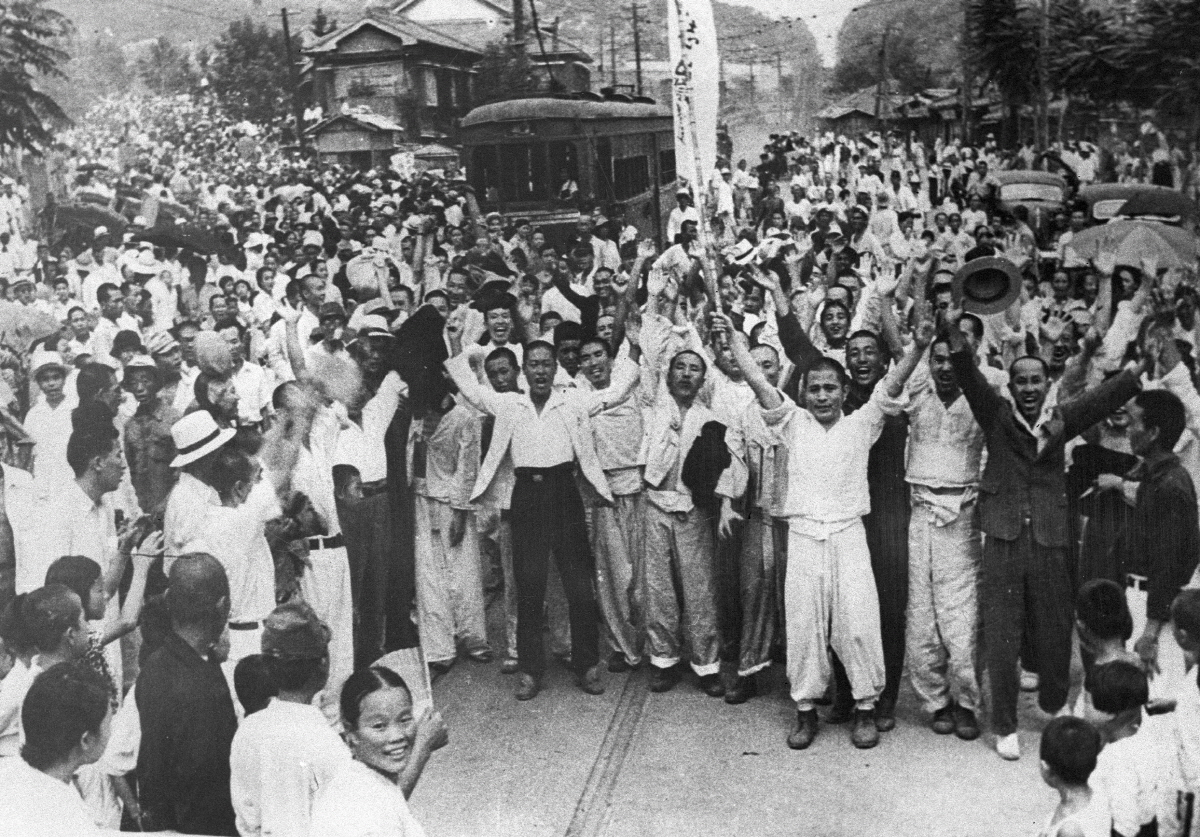
Libération de prisonniers coréens en août 1945.

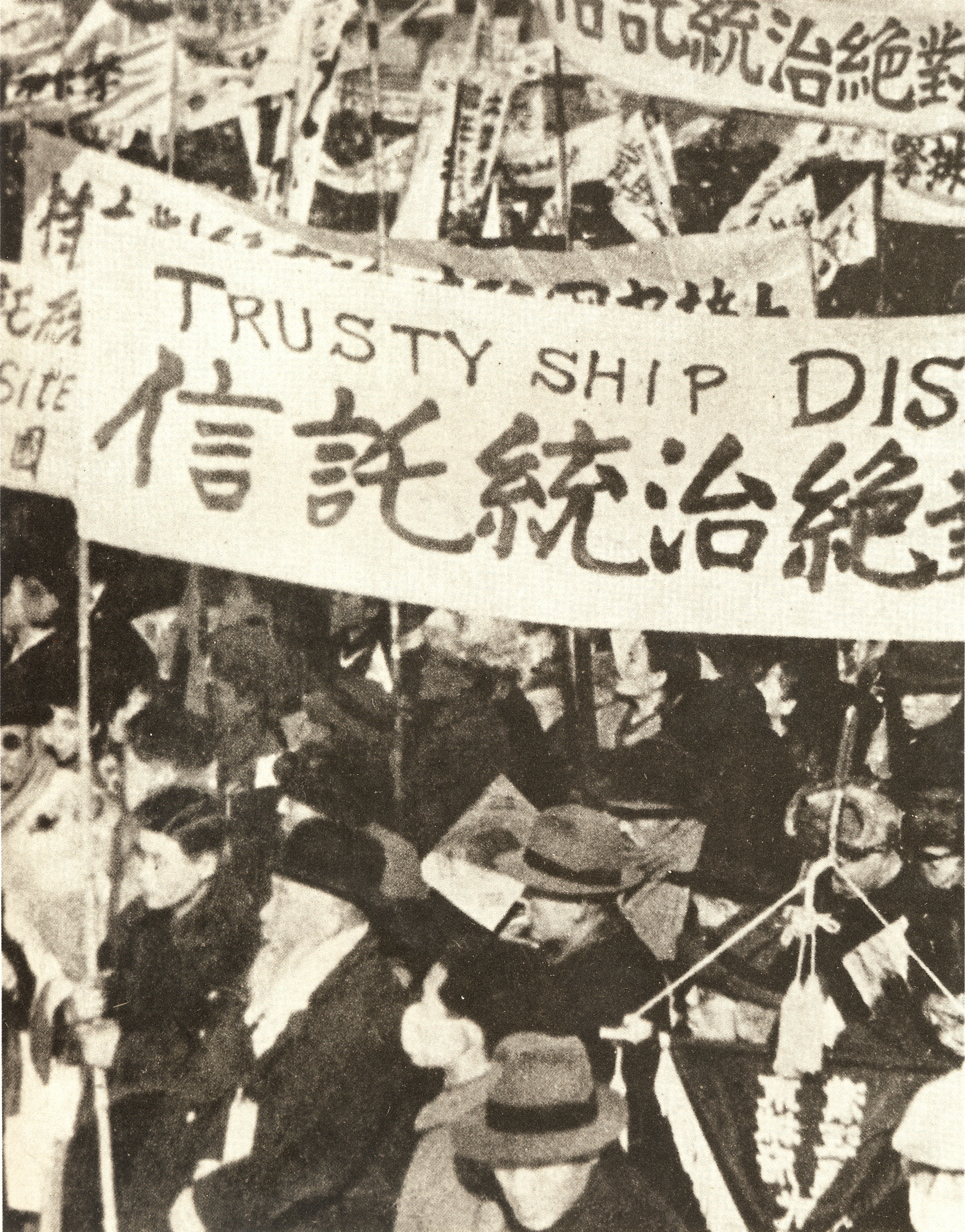
Manifestations coréennes contre la gestion mandataire du pays en décembre 1945.

Le sort de la Corée fait l'objet de discussions entre les Alliés lors de la Seconde Guerre mondiale. La solution d'un mandat quadripartite sur le pays pendant une trentaine d'années, de manière à le laisser se construire un système politique mature avant de lui accorder son indépendance, est retenue lors de la conférence du Caire de 1943. L'effondrement rapide du Japon en août 1945 et sa capitulation le 15 août compromettent ces plans. Dans la précipitation, le président américain Truman propose au dirigeant soviétique Staline une partition du pays entre forces américaines et soviétiques le long du 38e parallèle, partition qui est acceptée par le maître du Kremlin. Les Coréens proclament eux la création d'une république le 6 septembre, date de la reddition effective du Japon, mais qui n'est pas reconnue par les alliés. Le 26 août, les forces soviétiques ont déjà pris le contrôle de P'yŏngyang et placent des partisans coréens aux postes clefs comme Kim Ch'aek, Ch'oe Hyŏn, Kim Il, et Kim Il-sung. Ce dernier gagne la faveur des soviétiques, et devient dirigeant du Parti communiste de Corée en décembre. Au sud, le Gouvernement militaire de l'armée des États-Unis en Corée (USAMGIK) dirigé par le général John R. Hodge prend possession du sud le 6 septembre et demeure très méfiant des initiatives politiques coréennes. Le 16 octobre, Syngman Rhee rentre en Corée, et apparait comme l'un des favoris du pouvoir américain.
La conférence de Moscou confirme en décembre 1945 la volonté d'instaurer un mandat quadripartite pour cinq à six ans dans le pays, ce qui provoque de nombreuses manifestations d'opposition dans le pays. Les soviétiques font pression sur les dirigeants communistes pour qu'ils soutiennent ce projet, ce qu'ils font en s'aliénant une bonne partie de la population du sud du pays. Une partition du pays se met alors en place début 1946, qui restreint déjà les mouvements de population. Les soviétiques préparent dès lors la mise en place d'un État autonome au nord : l'industrie laissée par les Japonais est nationalisée, et les terres redistribuées aux agriculteurs, permettant de gagner leurs soutiens. Au sud, l'USAMGIK tente d'organiser le pays, mais doit composer avec l'arrivée de plus d'un million et demi de réfugiés venus du nord et de Mandchourie, une inflation galopante, et un manque d'infrastructures industrielles. La police qu'elle met en place avec un embryon d'armée fait face à de fortes dissensions internes car de nombreuses personnes ayant collaboré avec l'occupant japonais continuent d'y exercer. Dans le même temps, les communistes mènent une agitation politique dans le pays, en regroupant les mécontents de l'administration mandataire et les travailleurs souffrant de l'inflation, notamment lors du soulèvement sud coréen de 1946.

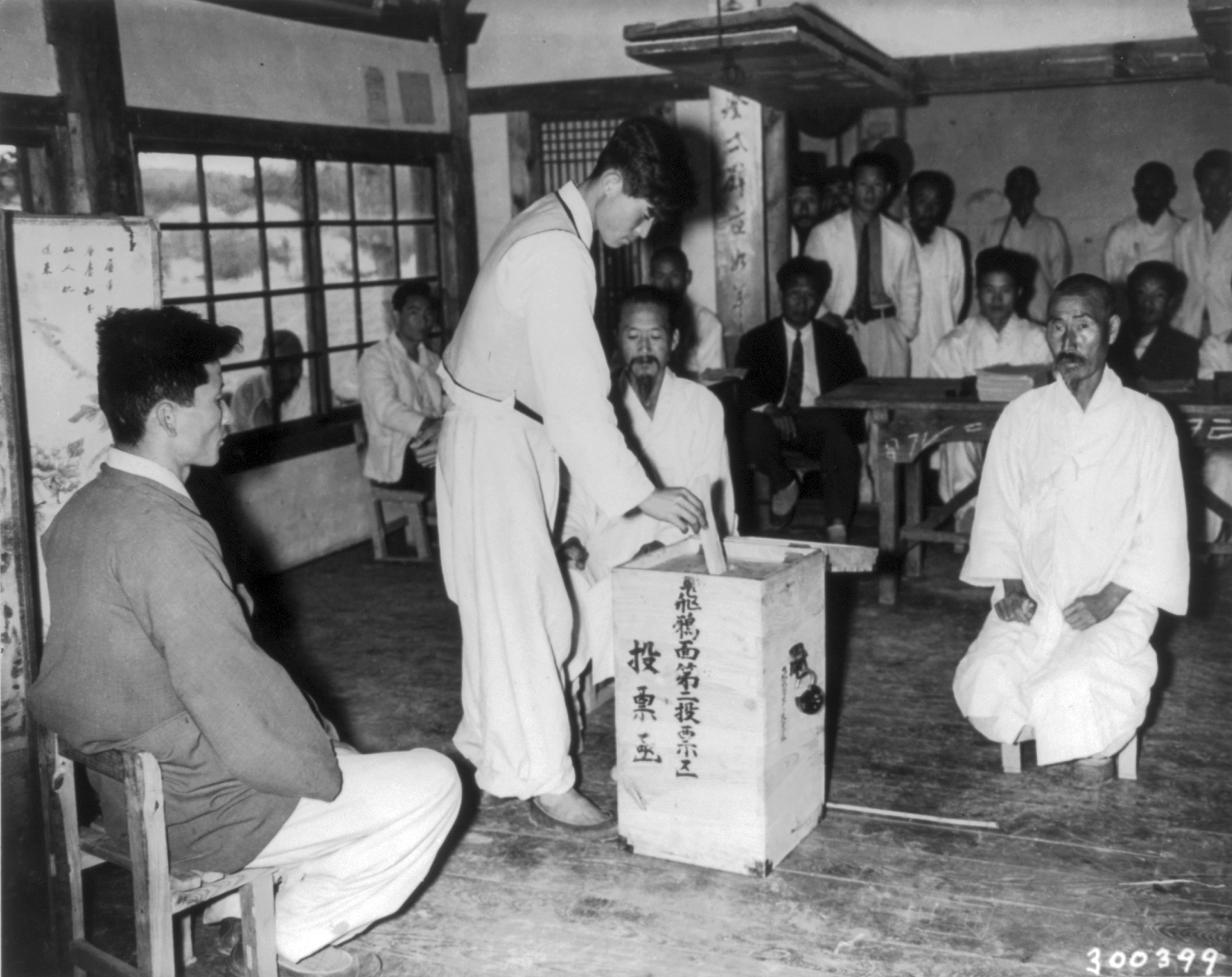
Les élections du 11 mai 1948 sont le premier scrutin libre du pays, mais ne se tiennent qu'au sud.

Soviétiques et Américains se rencontrent d'avril à juillet 1947 pour trouver une issue à la crise, mais faute d'accord, c'est l'ONU qui prend le relais en tentant d'organiser « là où l'accès est possible » des élections pour préparer l'indépendance du pays. Celles-ci se déroulent le 11 mai, et placent le parti de Syngman Rhee en tête des votes. Le 15 août 1948 est alors proclamée la république de Corée, seul régime reconnu légitime par l'ONU, avec Syngman Rhee comme premier président. Le pays reste largement désorganisé et repose pour sa survie sur une aide américaine de 116 millions de $ de 1948 à 1949, puis réduite de moitié de 1949 à 1950. Le gouvernement de Syngman Rhee prend vite un tournant très autoritaire, plaçant d'anciens collaborateurs à des postes clefs de l'armée, et réprime très durement des révoltes à Jeju à partir de mai 1948 : entre 14 000 et 30 000 personnes sont tuées par les forces de l'ordre pour mettre fin à la révolte en mai 1949,. Au nord, la situation est plus favorable. L'administration communiste de Kim Il-sung peut se reposer sur une industrie remise rapidement en fonction, et sur un certain soutien populaire ; elle commence à envisager une unification du pays sous sa direction.

### Guerre de Corée

Grandes phases de la guerre de Corée.

Le gouvernement de Kim Il-sung au nord commence dès 1948 à étudier la prise de contrôle du sud par la force. Si les troupes soviétiques se retirent la même année, elles continuent de fournir aux communistes coréens des armes lourdes. Au même moment, des partisans coréens prennent part en Mandchourie à la guerre civile chinoise, d'où ils reviennent aguerris dès 1949. Le nord peut alors compter en 1950 sur près de 150 000 soldats bien entrainés et équipés, là où le sud n'en compte pas 100 000, et fait face à une pénurie de munitions. Une guérilla communiste est par ailleurs présente au sud, mais ne survit qu'avec difficulté. Kim Il-sung prépare alors les plans d'une invasion ; en janvier 1950, Staline apporte son soutien à l'opération, suivi en avril par Mao. Le 25 juin 1950, un casus belli permet le déclenchement de l'invasion du sud du pays par des troupes du nord.
Lors de la première phase de la guerre, l'avancée du nord est rapide, Séoul est prise dès le 28 juin. À partir du 27 juin des troupes américaines viennent en renfort des troupes du sud, bientôt soutenues par des troupes sous mandat de l'ONU à la suite du vote de la résolution 82 le 25 juin 1950. Le sud et ses alliés sont contraints de se retirer le long du périmètre de Pusan début septembre 1950, apogée de l'avancée des troupes du nord pendant la guerre. Une seconde phase commence à partir du 15 septembre 1950 et le débarquement de la bataille d'Inch'ŏn. Les forces du nord sont largement battues et doivent se replier au-delà du 38e parallèle où les troupes du sud et de ses alliés portent les combats. La Chine commence à envoyer des troupes pour soutenir le nord à partir du 19 octobre. Une troisième phase du conflit commence avec la contre-attaque lancée le 27 novembre, qui prend les forces soutenant le sud par surprise, et les oblige à un repli. Après plusieurs batailles autour de Séoul, un front se stabilise au nord de la ville début 1951 où les combats patinent lors des deux années suivantes. Un armistice est signé à Panmunjeom le 27 juillet 1953 qui met fin au conflit, des frontières étant fixées proches de ce qu'elles étaient en 1950.

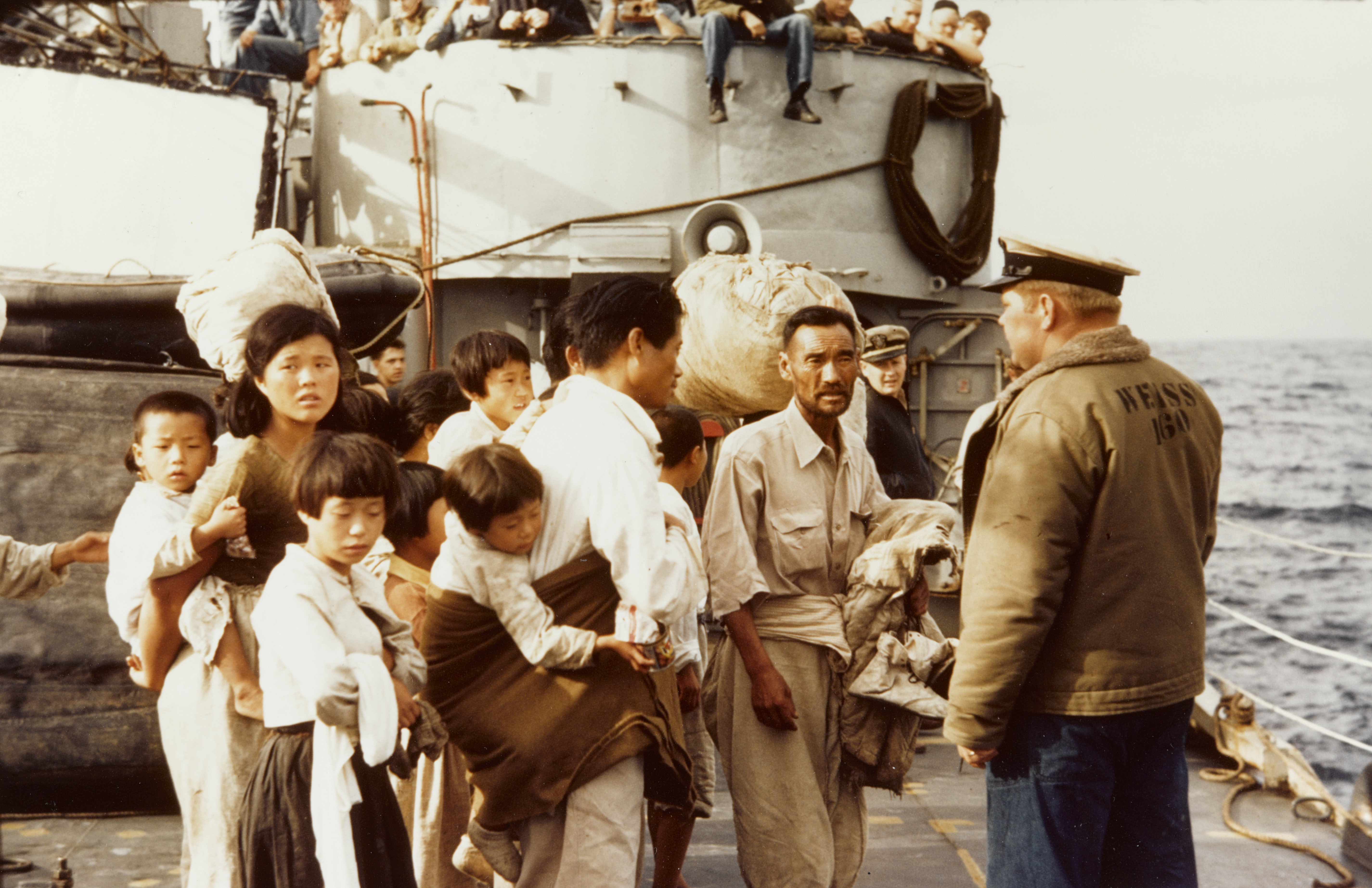
Réfugiés nord-coréens en 1952.

La péninsule sort exsangue de la guerre. Le conflit a couté la vie à quelque 750 000 militaires et 800 000 civils. Au sud, le président Syngman Rhee sort gagnant en renforçant son pouvoir autoritaire, alors que la guerre par ses destructions agit comme un grand égalisateur social ; l'État en sort renforcé et devient un acteur central de la société sud-coréenne. Au nord, la guerre pousse le régime dans une politique d'autonomie vis-à-vis des autres puissances communistes, et Pyongyang prend un tournant isolationniste important.

### La répartition Corée du Nord - Corée du Sud

#### Deux États dans la logique bipolaire de la Guerre froide jusqu'en 1991

##### Au sud, une reconstruction lente

###### Enchaînement de régimes dictatoriaux de 1948 à 1993
Syngman Rhee parvient à se maintenir au pouvoir de 1948 à 1960 en altérant à plusieurs reprises la constitution de la Première République de Corée de manière à pouvoir rester président, et en poursuivant des politiques d'intimidation de l'opposition politique. Il parvient à réunir la plupart de ses soutiens au sein du Parti libéral qu'il crée en décembre 1951, mais perd la majorité de ses partisans à l'Assemblée nationale. Alors que sa réélection lors de l'élection présidentielle sud-coréenne de 1952 semble compromise, il tente de faire voter un amendement prévoyant de tenir celle-ci selon le mode du suffrage universel direct. Celui-ci est repoussé par l'opposition du Parti national démocratique en janvier 1952. Devant cette opposition, Syngman Rhee décrète la loi martiale le 25 mai 1952, et fait emprisonner plusieurs dizaines d'opposants. L'amendement n'est voté que lorsque les forces de polices assiègent le parlement, et contraignent les députés à l'adopter en juillet. Rhee remporte alors les présidentielles le mois suivant. Le président altère une nouvelle fois la constitution en novembre 1954 pour lui permettre d'exercer au-delà des deux mandats prévus par celle-ci. S'il est réélu lors de l'élection présidentielle de 1956, il doit compter sur un soutien des électeurs en net recul. Son principal opposant, Cho Pong-am est par la suite arrêté, suspecté de collusion avec le régime communiste du nord, et son parti interdit en 1958 ; il est exécuté le juillet 1959. Le régime de Syngman Rhee fait voter une loi sur la sécurité nationale en décembre 1958 qui réduit encore les libertés publiques, et des journaux sont fermés. Sa réélection avec 100 % des votes lors des présidentielles de 1960 entraine de nombreuses manifestations d'opposition. La Révolution du 19 avril entraine la chute du régime et l'instauration d'une éphémère Deuxième République de Corée. Celle-ci est rapidement discréditée par une agitation étudiante persistante. Alors qu'une subversion venant du nord est crainte, des cadres de l'armée commencent à se structurer et à envisager des actions.

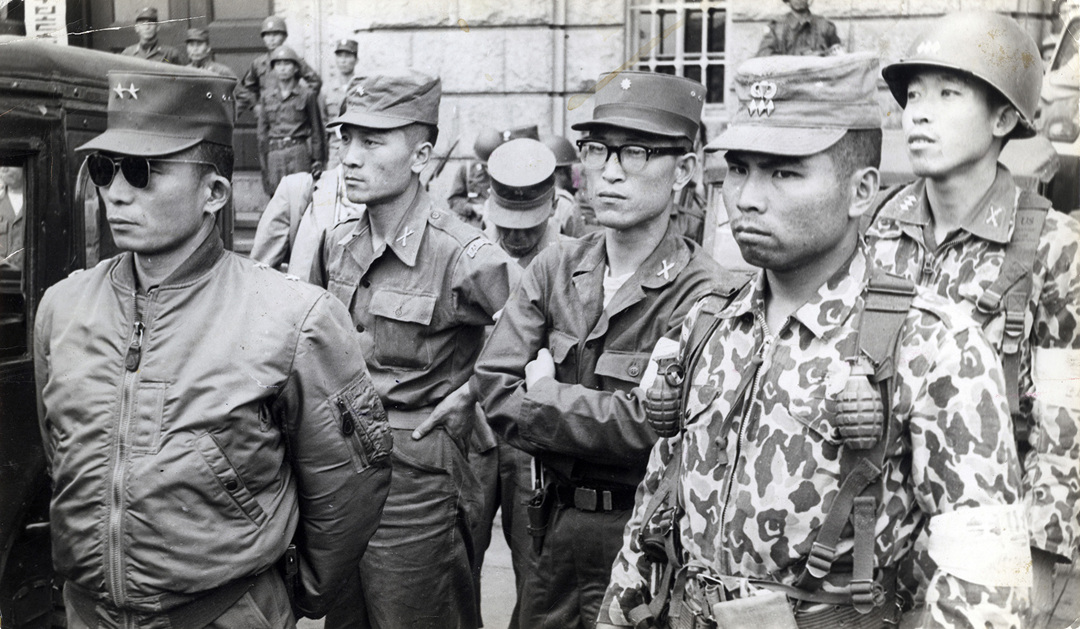
Park Chung-hee (à gauche) lors du Coup d'État du 16 mai 1961.

Le Coup d'État du 16 mai 1961 porte au pouvoir un militaire, Park Chung-hee qui instaure une dictature qu'il dirige avec le titre de président de 1962 à 1979. Dès sa prise de pouvoir, il fait supprimer tous les partis politiques, et fait poursuivre des centaines de responsables politiques. Des purges sont organisées dans l'administration et l'armée qui mènent à l'exclusion de 17 000 civils et 2 000 gradés. La presse est aussi visée par des lois instaurant la censure, et deux tiers des journaux doivent fermer. Une nouvelle constitution est rédigée, et des élections présidentielle et législatives sont organisées en 1963, desquelles sont exclues toutes personnes condamnées par le régime. Candidat à celles-ci, Park Chung-hee est élu président en octobre 1963. Il est de nouveau réélu lors élections suivantes en 1967, et fait voter un amendement à la constitution en 1969 pour lui permettre de prétendre à un troisième mandat. Il obtient celui-ci à la suite des élections présidentielles de 1971. L'opposition parvient cependant à se structurer lors de ces années, et à présenter un front uni face à lui, malgré le vote de lois contrôlant ses actions. Le milieu étudiant d'où partent de nombreuses actions d'opposition est lui de plus en plus visé. Park Chung-hee engage le régime dans une phase plus autoritaire répressive, avec le vote de la constitution Yusin ou « constitution de la revitalisation », le 17 octobre 1972, instaurant un Quatrième République. Il utilise la crainte d'invasion venant du nord (ce dernier a tenté un raid sur la Maison Bleue en 1968, des tunnels d'agression sont découverts en 1974, assassinat de son épouse la même année), et le changement de politique de l'allié américain (retrait de troupes du sud, rapprochement Nixon-Mao en 1972) pour justifier ce changement. Graduellement isolé, il est finalement assassiné le 26 octobre 1979 par des hauts-gradés de la KCIA.

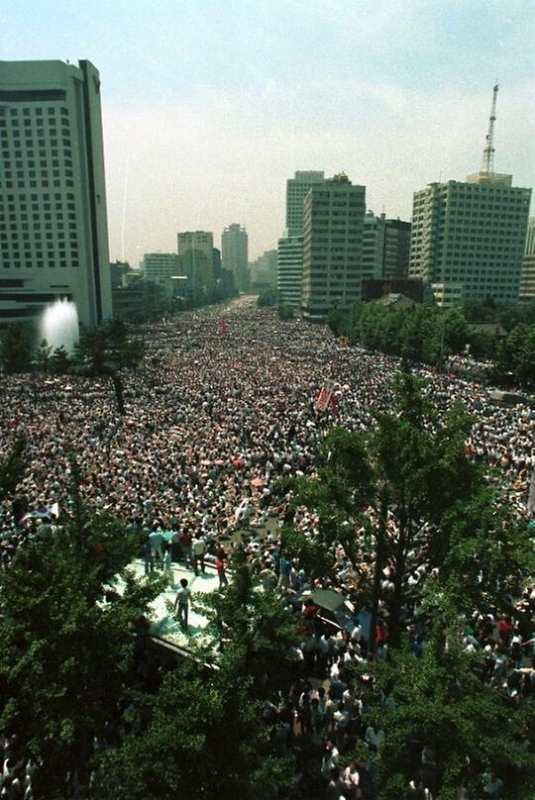
Les Manifestations démocratiques de juin en 1987. entrainent le pays dans une phase de démocratisation.

Si une série de généraux succèdent à Park Chung-hee entre 1979 et 1987 dans le cadre institutionnel d'une Cinquième République, une transition vers la démocratie se met en place. Le Printemps de Séoul qui agite la capitale en 1979-1980 incarne les inspirations démocratiques des Sud-Coréens. Une série de coups d'État le 12 décembre puis le 17 mai 1980 permettent cependant à l'armée de maintenir son autorité sur le pays, avec le général Chun Doo-hwan exerçant comme président de la République de 1980 à 1988. Une nouvelle constitution est ratifiée par plébiscite en octobre 1980, et une majorité favorable à Chun Doo-hwan est élue lors d'élections législatives organisées en février 1981. Le régime doit cependant faire face à une opposition de la rue de plus en plus grande. La répression sanglante du soulèvement de Gwangju en mai 1980 cristallise l'opposition les années suivantes. La commémoration de celui-ci en juin 1987 marque le départ des Manifestations démocratiques de juin. Pour la première fois depuis près de trente ans, un non-militaire, Roh Tae-woo, est élu lors de l'élection présidentielle de décembre 1987. Ce dernier est cependant soutenu à l'origine par les militaires, mais met en place lors de son mandat une transition vers un régime démocratique. La justice regagne une certaine indépendance, et l'opposition ses droits.

###### Une économie dirigiste en croissance
L'économie de la Corée du Sud reste peu dynamique lors des années 1950. Si la reconstruction du pays se poursuit jusqu'à la fin de la décennie, l'économie est totalement dépendante des aides américaines. Le budget de l'État repose pour un tiers sur les aides étrangères en 1954, et ce chiffre monte à 58 % en 1956 avant de se stabiliser vers 30 % en 1960. L'inflation reste très forte, et la balance commerciale est gravement déficitaire ; en 1956, les importations se montent à 389 millions de dollars contre 25 millions de dollars d'exportations. Les politiques de Syngman Rhee sont économiquement inefficaces, mais profitent à quelques entrepreneurs qui financent massivement le Parti libéral du président Rhee. Ceux-ci vont pour certains fonder par la suite les puissants Chaebol, conglomérats d'entreprises jouant un rôle central dans l'économie du pays. L'époque voit aussi de nombreux jeunes Coréens partir se former aux États-Unis, avant de rentrer au pays pour y devenir des technocrates efficaces. Dès 1958, ces derniers ont la charge d'établir un plan pluriannuel de développement économique. À la chute de Rhee en 1960, leurs travaux sont repris dès 1962 par le gouvernement de Park Chung-hee et servent de base à une phase de forte croissance économique, aussi nommée Miracle de la rivière Han.

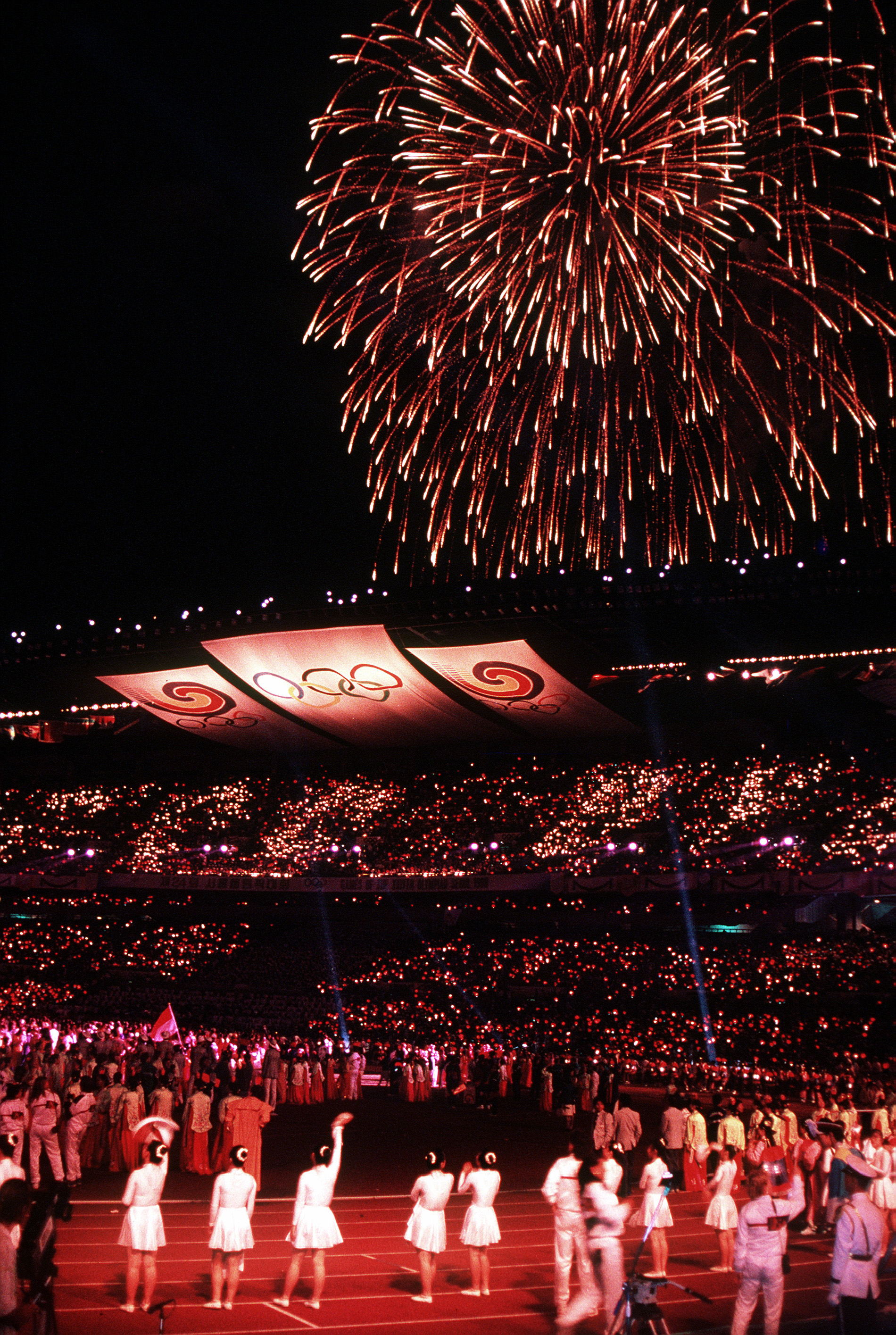
Les Jeux olympiques de Séoul de 1988 permettent de matérialiser la réussite économique du régime.

Park Chung-hee instaure dès sa prise de pouvoir en 1962 un contrôle strict du budget de l'État, concentre les efforts de développement sur certains produits clefs (liés à l'électrification, aux fertilisants, aux produits pétroliers, au ciment, et aux fibres synthétiques). Grâce au coût très faible de la main-d'œuvre, il parvient à capter des investissements étrangers utilisés pour développer une industrie légère tournée vers l'exportation. La croissance du PIB croît à 4 % en 1962 avant de se stabiliser autour de 10 % entre 1967 et 1971. Le pays fait construire de grandes infrastructures afin d'accompagner cette croissance, comme l'autoroute entre Séoul et Busan à partir de 1970. L'industrialisation rapide entraine d'importants mouvements de population vers les centres urbains tels que Séoul, Pusan, Daegu, Incheon, Ulsan et Kumi.
L'industrie lourde et l'industrie chimique sont favorisées lors des plans de développement des années 1970. L'objectif initial est s'en servir comme base à une industrie d'armement, mais elles vont aussi constituer la fondation du développement ultérieur pour les industries automobiles, de construction navale et d'électronique. Le salaire annuel moyen progresse rapidement, passant de 94 $ à 1 000 $ entre 1960 et 1976, permettant au régime de faire accepter certaines de ses politiques les plus autoritaires. Les Chaebol profitent de cette période de forte croissance pour asseoir leur domination économique sur le pays via leur influence avec le pouvoir politique accommodant. Si les chocs pétroliers de 1973 puis de 1979 vont temporairement freiner la croissance du pays, la croissance du PIB connait une croissance moyenne de 12 % entre 1975 et 1979, puis de 1986 à 1988. La question de la dette devient un sujet de préoccupation majeure au début des années 1980, le pays étant avec l'Argentine, le Brésil, et le Mexique d'un des plus grands emprunteurs au monde. Les accords du Plaza de 1985 vont cependant favoriser le pays, à la fois en allégeant le fardeau de la dette par la dépréciation du dollar, et en augmentant le taux de change du yen, ce qui permet au pays d'enregistrer son premier excédent commercial en 1986. Les Jeux olympiques de Séoul de 1988 permettent au pays de communiquer à l'échelle mondiale sur ses succès économiques.

###### Une société sous la pression du pouvoir militaire
La société reste marquée par le régime militaire sous l'administration de Park Chung-hee, qui insuffle des idées nationalistes. Une nouvelle charte éducative est votée en 1968, qui met en avant l'histoire nationale et certaines valeurs morales et, dès 1969, les lycéens doivent participer à des exercices militaires. La chute de Saïgon au Viêt Nam en 1975 renforce cette tendance. Les hauts gradés de l'armée continuent eux d'occuper des postes politiques importants jusqu'aux années 1980. Des mouvements d'opposition sporadiques agitent les universités, mais les meneurs sont souvent intégrés de force à l'armée via un service militaire obligatoire, et nombreux sont ceux qui disparaissent dans des circonstances troubles. Face à cet aspect autoritaire de la société se constitue le mouvement Minjung, mouvement autant artistique que politique, qui cherche à prendre en compte les attentes de la société, et notamment concernant les conditions de travail, alors que le droit de grève reste interdit jusqu'en 1987. La répression violente du soulèvement de Gwangju en 1980 marque un certain tournant, en soudant l'opposition au régime et en ralliant les classes moyennes à la cause de la démocratisation du régime ; les manifestations démocratiques de juin 1987 font elles tomber le régime militaire.
La mise en place d'une politique culturelle dirigée par l'État est favorisée ; les gouvernants successifs y voient alors un outil de contrôle efficace de la population, et de lutte contre les influences étrangères. Si cette politique est balbutiante jusqu'en 1961, Park Chung-hee et ses successeurs la développent largement. Un ministère de l'information publique est créé en 1961, et le 24 juillet 1968 une loi programmatique est adoptée. Un premier « âge d'or » du cinéma sud-coréen à partir de la fin des années 1950 jusqu'à la fin des années 1960 voit la sortie de plusieurs succès comme La Servante en 1960 ou Une balle perdue la même année, mais périclite les années suivantes en raison d'une censure plus importante. Des initiatives comme le mouvement Saemaul, qui vise à revivifier les communautés rurales, sont encouragées. Le patrimoine national fait l'objet d'une loi pour le protéger en janvier 1962, et le régime l'utilise pour mettre en avant des sites comme Kyongju (capitale du premier royaume à avoir unifié la péninsule) ou des personnages historiques comme Yi Sun-sin (figure de la volonté d'indépendance du pays), toujours dans le but de faire la promotion d'une culture nationale. Des financements sont aussi débloqués pour la promotion culturelle à l'étranger, et voit le soutien à la international Taekwon-Do Federation dès 1966, ou la création d'un centre culturel coréen à Tokyo en 1979. Sous Chun Doo-hwan, les efforts de développement culturel s'étendent aux sports et aux cultures régionales, toujours dans le but de soutenir les idées favorables au régime. Une ligue professionnelle de baseball et de ssireum est créée en 1982. Dans le même temps les médias restent strictement contrôlés par le gouvernement.
Une scène artistique se structure aussi en marge de l'art officiel, et donne écho à une certaine dissidence. Lee Jung-seop et Park Soo-keun marquent les débuts de la peinture du pays après-guerre, là où Kim Joong-up et Kim Swoo-geun marquent eux l'architecture de l'époque. La littérature compte elle des figures d'opposants politiques comme Kim Ji-ha ou Park Nohae, ou plus concentrés sur le traitement de la société coréenne comme Choi In-hun (La Place en 1964), Yi Mun-yol (Le Fils de l'Homme en 1979).

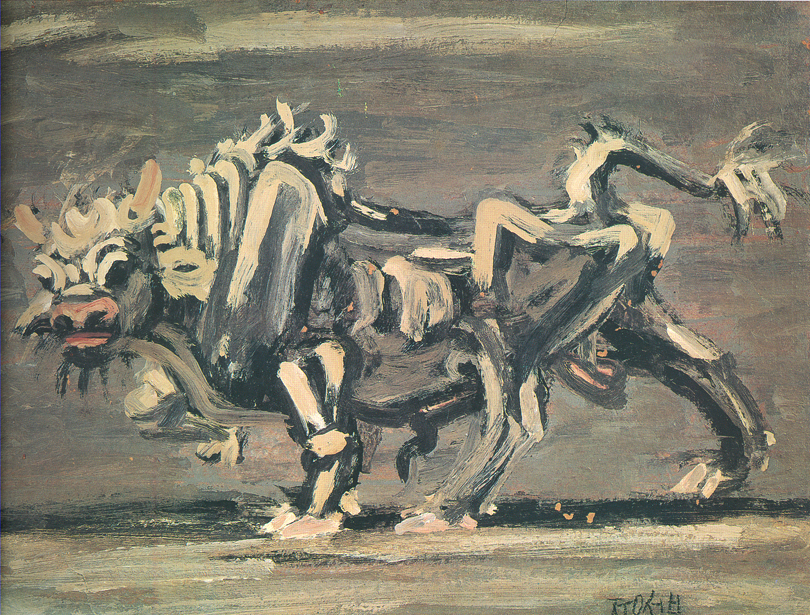
Le bœuf blanc de Lee Jung-seop.
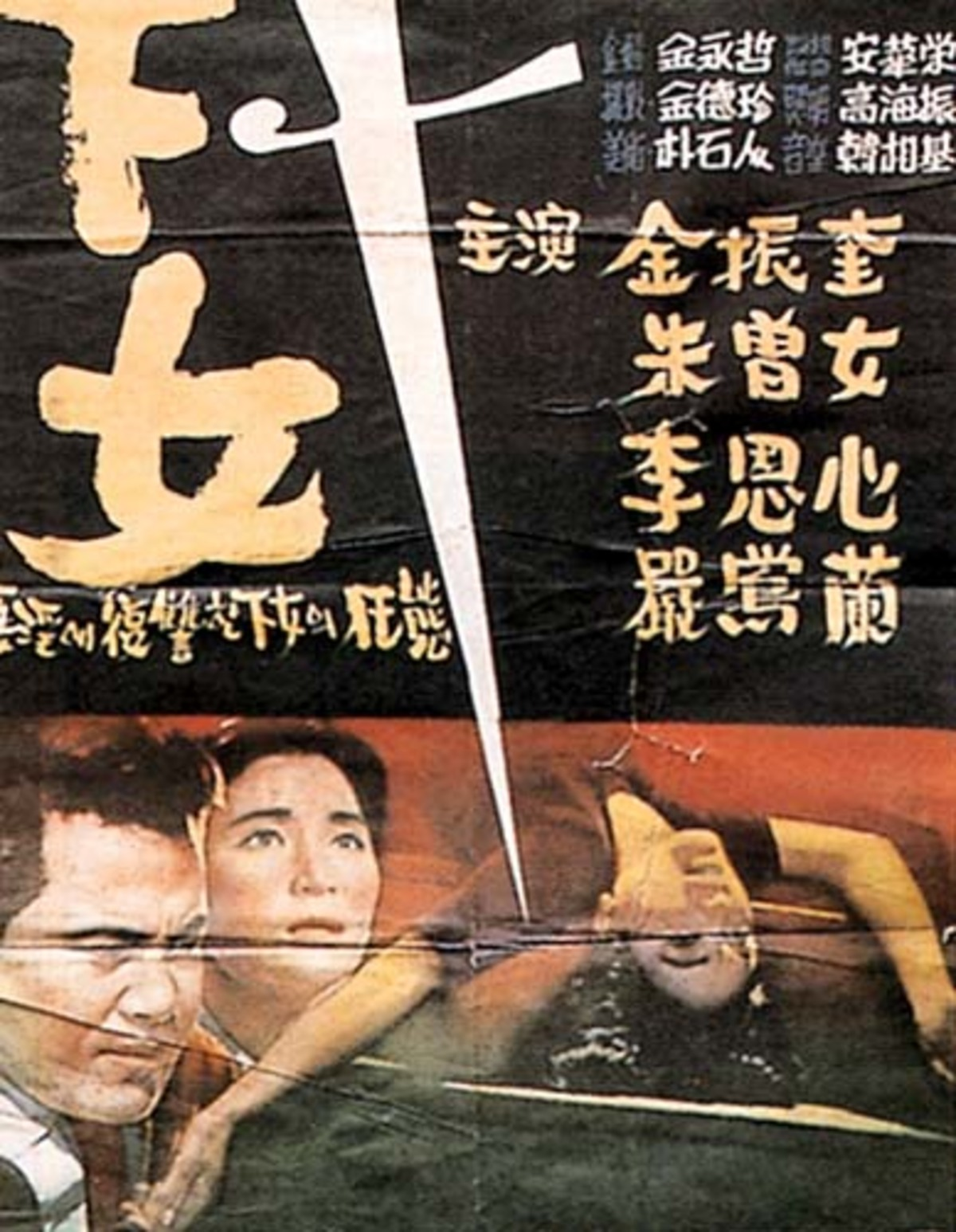
La Servante en 1960 est un des premiers classiques du cinéma sud-coréen.
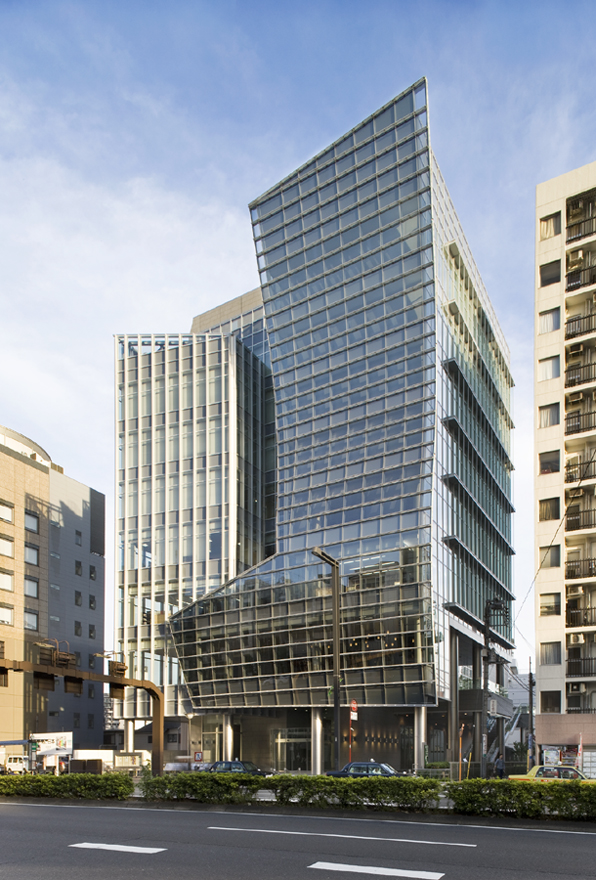
Centre culturel coréen de Tokyo créé en 1979.
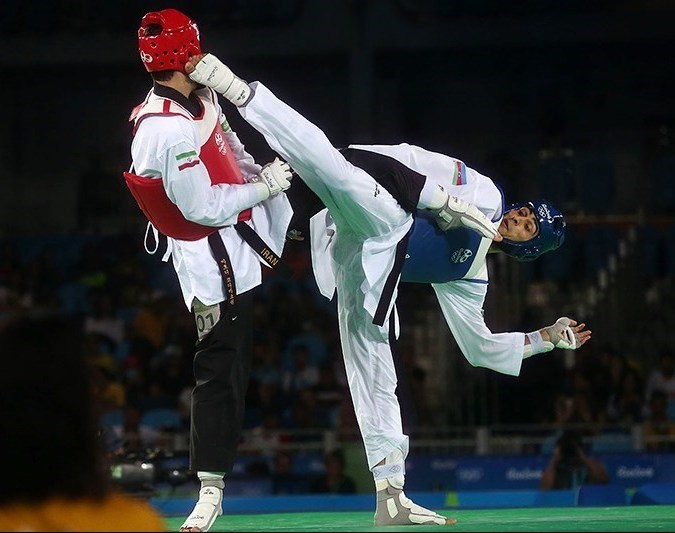
Le régime soutient le développement du taekwondo à l'étranger dès 1966.

###### Relations internationales sous l'influence américaine
La Corée du Sud voit à la sortie de la guerre de Corée les États-Unis comme seul allié crédible pour garantir sa sécurité. Un traité de défense mutuelle entre les États-Unis et la république de Corée est ainsi signé en décembre 1953, qui implique la présence permanente de soldats américains dans la péninsule. Une aide financière est aussi obtenue, qui correspond à 8,6 % du PIB national entre 1954 et 1960. Les largesses américaines lui octroient cependant un outil de pression sur le gouvernement sud-coréen, que l'administration américaine utilise régulièrement lorsque la junte prend un tour trop autoritaire. Les États-Unis incitent ainsi très fortement en coulisses le régime coréen à normaliser ses relations avec le Japon, tout en faisant pression dans le même temps sur les dirigeants japonais pour que des excuses officielles concernant la période de la colonisation soit exprimées. L'arrivée au pouvoir de Eisaku Satō au Japon et de Park Chung-hee en Corée du Sud permet les premières avancées, et le 22 juin 1966 les relations entre le deux pays reprennent officiellement, malgré une opposition importante en Corée du sud. La Corée du sud assiste aussi les États-Unis lors de la guerre du Viêt Nam en fournissant plus de 300 000 soldats entre 1965 et 1973. Un accord secret négocié entre les deux pays permet en contrepartie à la Corée du sud de bénéficier de plusieurs milliards de dollars d'aides financières et matérielles.

Chun Doo-hwan est le premier dignitaire étranger à visiter Ronald Reagan après son élection, signe d'un renouveau entre les deux alliés.

La doctrine Nixon entraine cependant le retrait de troupes américaines dans la péninsule, qui passent de 60 000 à 40 000 fin 1973, et les relations entre les deux alliés connaissent un certain rafraichissement. Les États-Unis commencent à se rapprocher de la Chine communiste, ce qui fait douter la junte coréenne de la solidité du soutien américain. Park Chung-hee cherche alors à rendre le pays indépendant militairement des États-Unis, et annonce en juin 1975 vouloir développer un arsenal nucléaire si son allié renonçait à sa protection. Lorsque l'affaire du Koreagate éclate en 1976, les relations entre les alliés continuent de se tendre, et le mandat de Jimmy Carter est marqué par plusieurs projets de retrait des troupes qui dégradent la relation. L'élection de Ronald Reagan, un anticommuniste convaincu, qui, correspondant avec le début de mandat de Chun Doo-hwan, marque le retour d'une période propice entre les deux alliés. Le président sud-coréen est même le premier dignitaire étranger à visiter Ronald Reagan après son élection. Un certain antiaméricanisme se manifeste cependant de manière grandissante dans le pays lors de nombreuses manifestations, et une certaine défiance s'installe dans la population. En parallèle, une Nordpolitik visant à reprendre des relations officielles avec les pays communistes se met en place. Celles-ci se normalisent dès 1990 avec la Russie soviétique, et dès 1992 avec la Chine ; ceci permet à la Corée du Sud d'intégrer en 1991 l'ONU.

##### Au nord, une reconstruction sous soutiens communistes

###### Régime de Kim Il-sung de 1948 à 1994

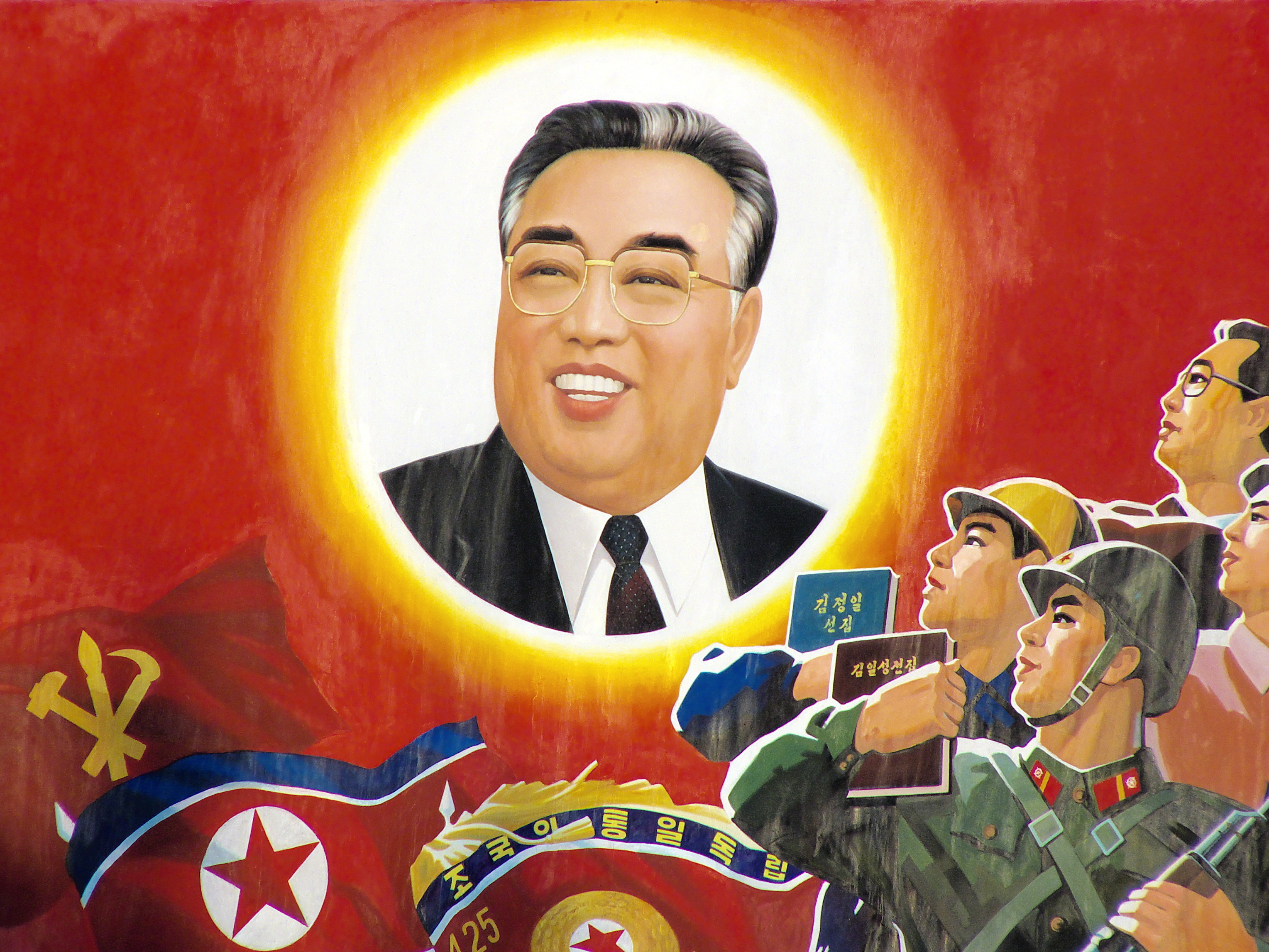
Image de propagande montrant Kim Il-sung.

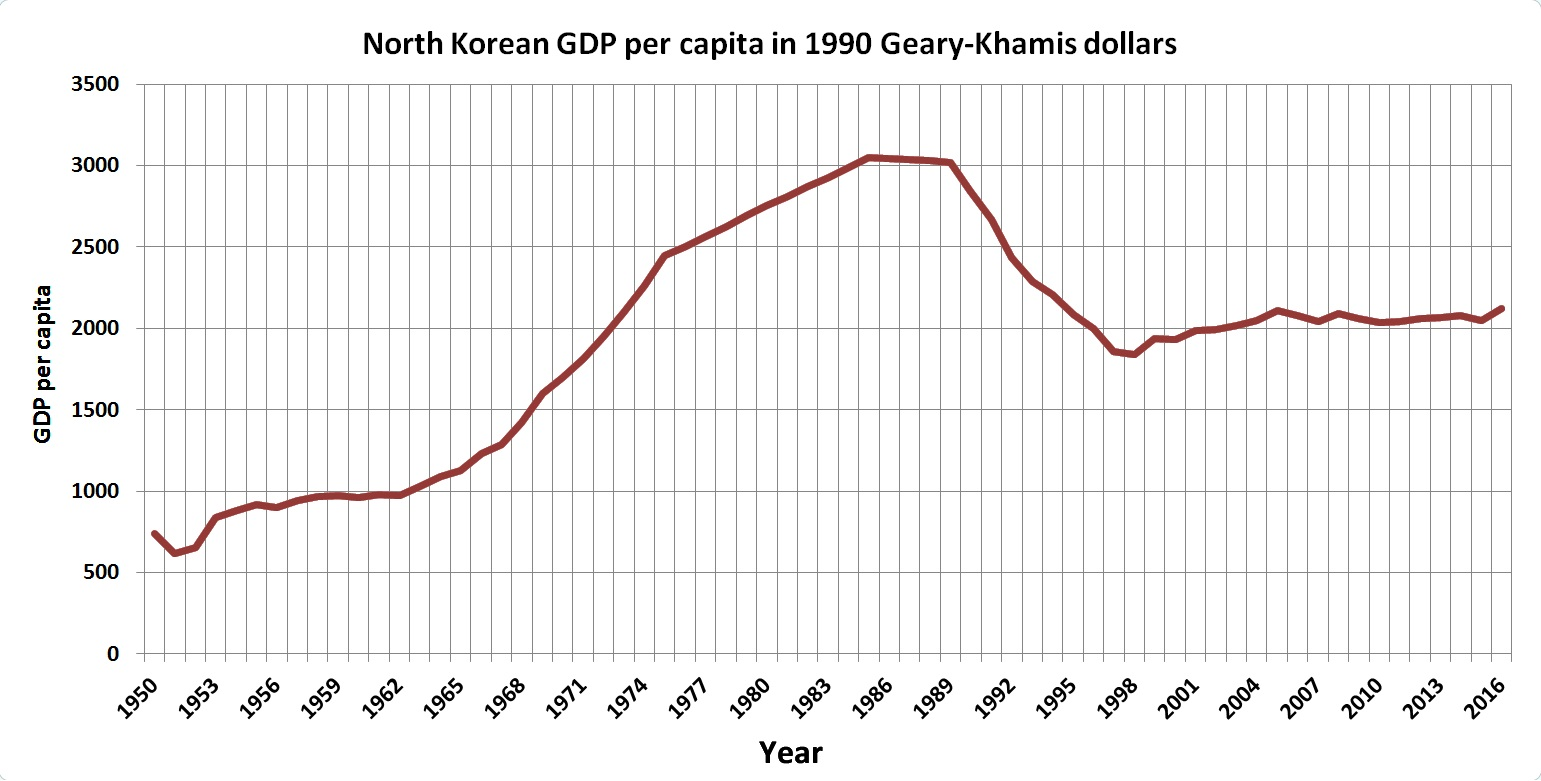
Après une phase de croissance importante jusqu'au années 1970, le PIB du pays décroit à partir cette période.

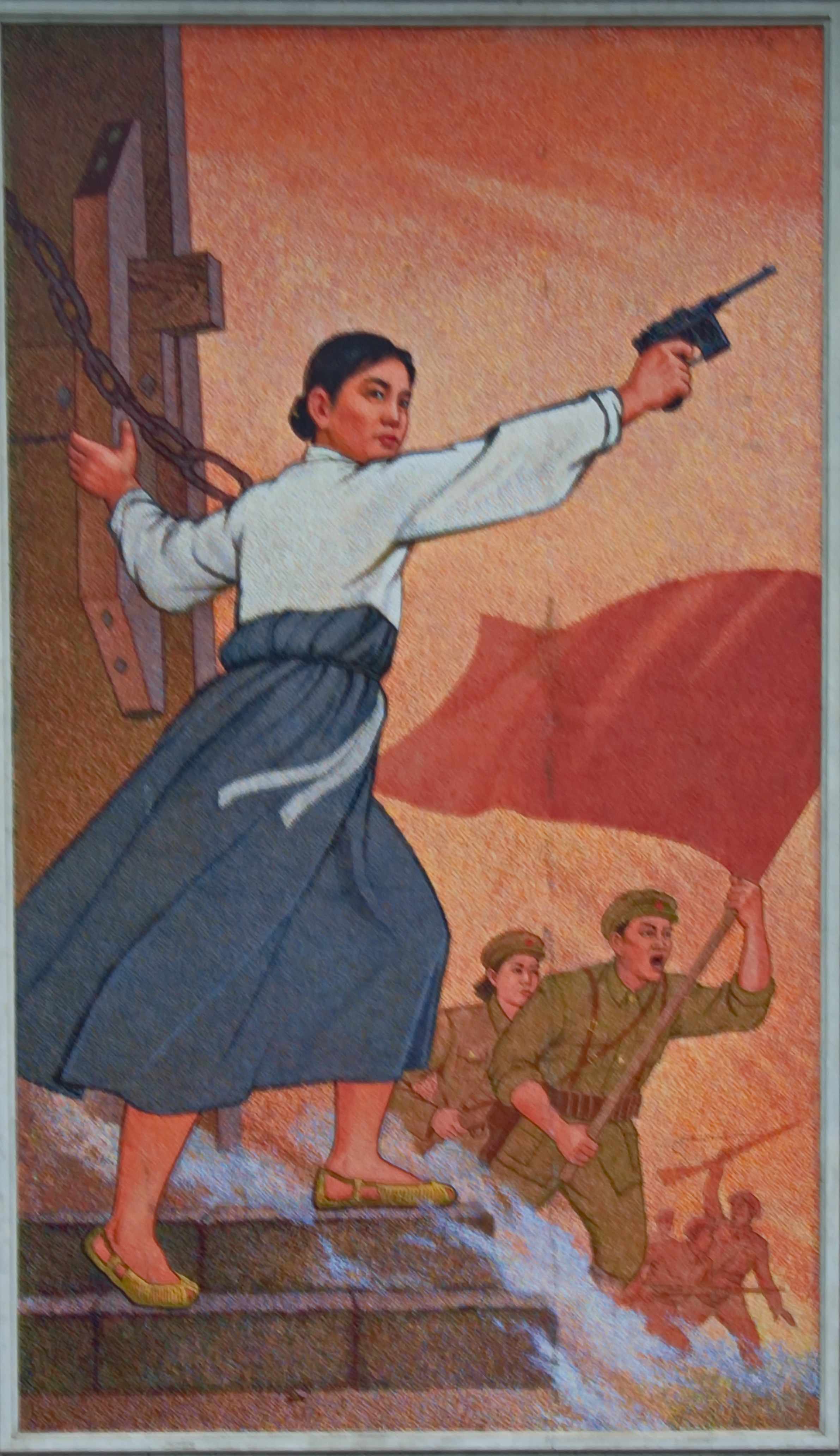
Affiche de l'opéra révolutionnaire coréen Mer de sang écrit par Kim Il-sung.

Kim Il-sung sort affaibli de la guerre de Corée. À l'initiative du conflit, il n'a pas atteint son objectif d'unification de la péninsule. Plusieurs factions émergent au sein du Parti du travail de Corée qui cherchent à obtenir son départ. Il peut cependant compter sur le soutien de la base du parti, qui compte presque 10 % de la population du pays. Les communistes issus du sud sont les premiers ciblés par des purges lancées par Kim Il-sung. Critiqués pour ne pas avoir réussi à déclencher une insurrection dans le sud pendant la guerre, et à présent coupés de leurs bases militantes, ils sont attaqués dès début 1953. Le principal représentant de cette faction, Pak Hŏn-yŏng, est ainsi arrêté en août et condamné à mort en décembre de la même année à la suite d'un procès. D'autres hauts cadres du parti issus d'autres factions sont aussi écartés à la même époque comme Mu Chŏng du groupe de Yenan, accusé de ne pas avoir correctement défendu Pyŏngyang, ou encore Ho Kŏ-i qui se serait suicidé en 1953. La stratégie de reconstruction du pays divise le Parti du travail de Corée, et deux lignes s'affrontent. La faction dite de Kapsan dirigée par Kim Il-sung est en faveur d'un modèle stalinien prônant la nationalisation de toutes les terres agricoles, le développement d'une industrie lourde, et la recherche d'une autonomie économique. A contrario, la faction pro-soviétique prône elle une nationalisation plus graduelle, se concentrant sur la productivité de l'agriculture et des industries légères. En avril 1956, Kim Il-sung parvient à faire prévaloir sa ligne lors du IIIe congrès du parti, et en 1962 les membres de la faction pro-soviétique ont été effectivement éradiqués de tout poste proche du pouvoir. En août 1956, la faction de Yenan tente d'écarter Kim Il-sung du pouvoir lors de l'Incident de la faction d'août, mais ceux-ci sont déjà trop affaiblis politiquement pour arriver à leurs fins. Kim Il-sung exploite l'évènement pour écarter ses derniers opposants, et en 1958 lui et ses soutiens ont éliminé toute opposition dans le parti. Il coupe aussi les relations avec l'Union soviétique qui était intervenue pour plaider en faveur du groupe de Yenan. Il plaide alors pour l'idéologie du Juche, ou auto-suffisance, comme déclinaison coréenne du marxisme.
Dès la toute fin des années 1950 Kim Il-sung peut affirmer son pouvoir sans rencontrer la moindre opposition. Le régime emprunte au modèle stalinien la rhétorique du grand leader, Kim Il-sung étant au centre de celui-ci et garantissant à lui seul la défense contre les forces extérieures comme les États-Unis et le Japon. Trois grands thèmes apparaissent dans les arts officiels pour soutenir le régime : le culte des martyrs de la révolution, la joie de la société, et le génie du dirigeant nord-coréen. Les répressions politiques continuent lors des années 1960, visant à faire taire toute critique alors que la situation économique se détériore. En 1961, seuls 28 des 85 membres du comité central du parti élus en 1956 sont encore en poste. En 1970, 4 membres sur 16 du bureau politique et 39 membres sur 172 du comité central du parti élus en 1961 sont encore en poste. Seules demeurent des personnes qui ont pour la plupart combattu avec Kim Il-sung en Mandchourie, et les purges s'arrêtent dans les années 1970.
Une troisième phase de consolidation du pouvoir de Kim Il-sung commence dans les années 1970. En 1972 est votée une nouvelle constitution qui renforce le rôle du dirigeant nord-coréen dans le régime. La passation du pouvoir vers le fils de Kim Il-sung, Kim Jong-il est préparée. Les troubles qui agitent alors la Chine après la mort de Mao Zedong en 1976 convainquent le régime nord-coréen que la passation de pouvoir doit être planifiée avec attention. Kim Jong-il prend la tête d'un « mouvement des trois révolutions » en 1973, et il intègre le bureau politique du Parti du travail de Corée dès l'année suivante. Son existence est pour l'essentiel dissimulée, et ce n'est qu'en 1980 qu'il est officiellement présenté aux Nord-coréens, et qu'il apparait alors comme le successeur désigné de son père. Il commence alors à assurer la conduite opérationnelle de l'État, bien que son père conserve le rôle symbolique de dirigeant. De numéro quatre dans la hiérarchie du parti en 1980, il atteint le second rang en 1983, et à partir de 1988 il est présenté avec les mêmes titres honorifiques que son père. L'histoire du régime connait une réécriture pour intégrer plus largement la famille Kim.

###### Reconstruction de l'économie puis marasme à partir des années 1970

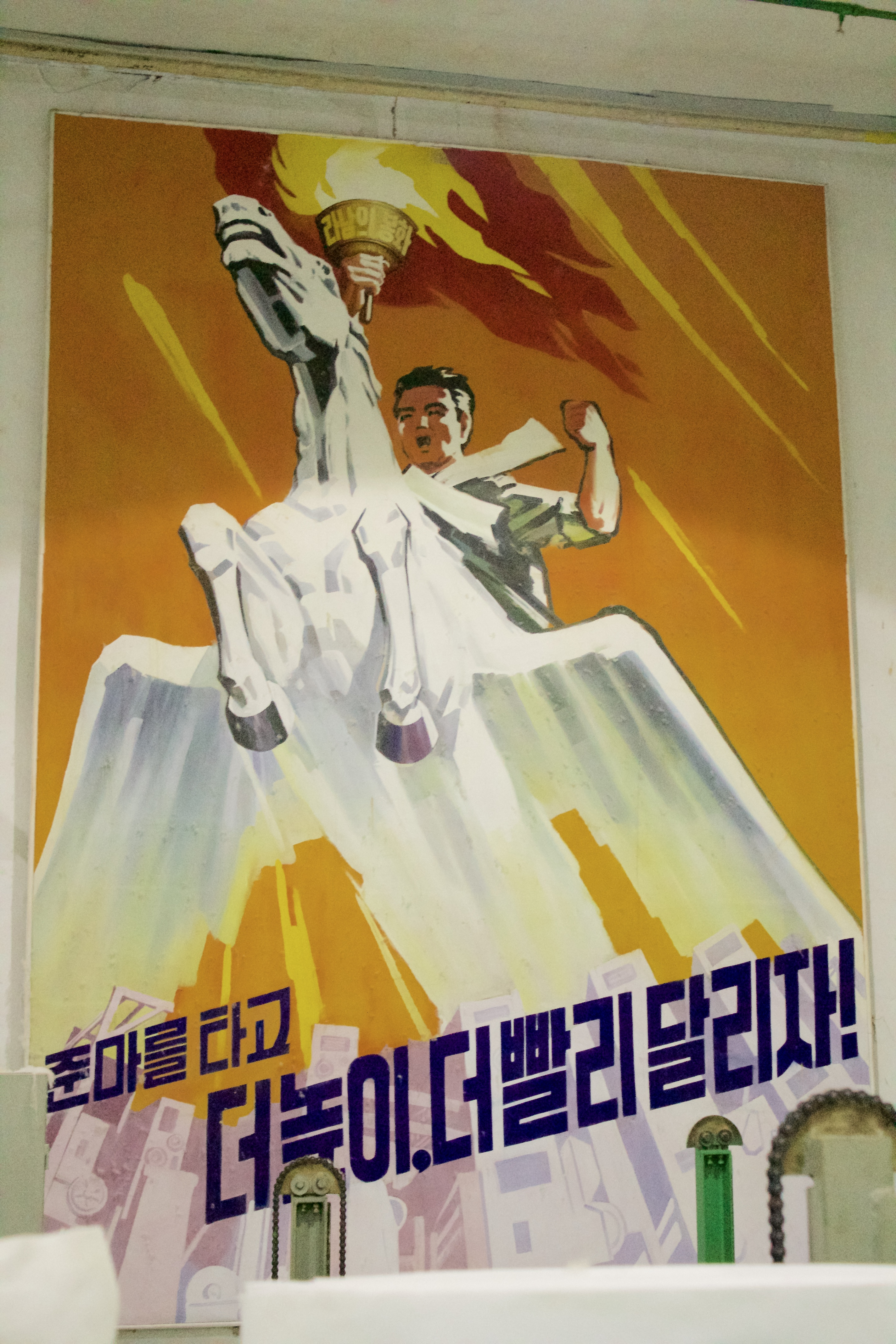
Poster de propagande pour le mouvement Ch'ŏllima.

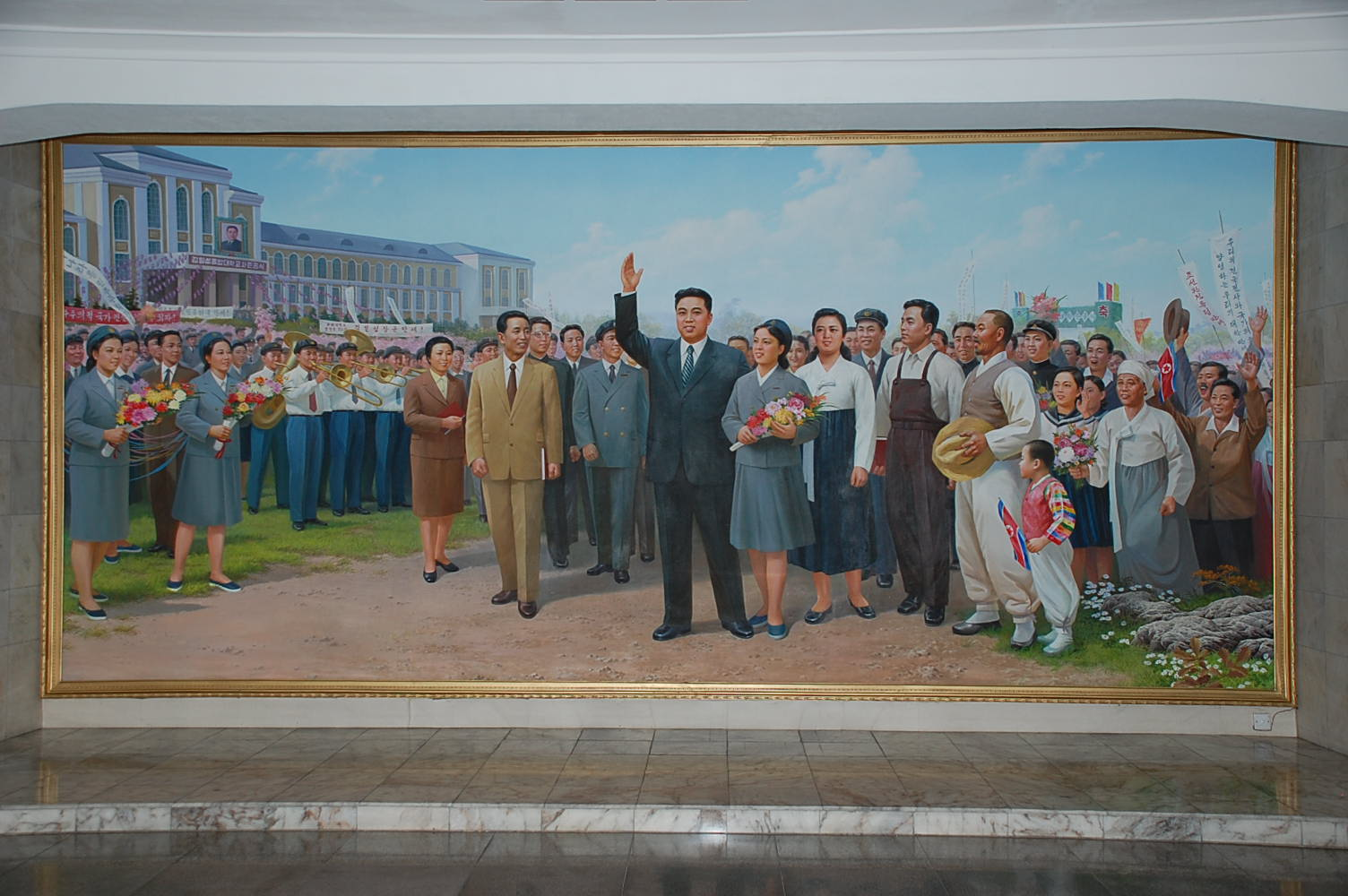
Peinture murale montrant l'inauguration de l'Université Kim Il-sung.

La Corée du Nord sort exsangue de la guerre de Corée. Les estimations basses estiment à 400 000 civils et 300 000 soldats les pertes du pays. Dès 1953, un plan triennal de reconstruction est établi pour la période 1954-1956 qui réussit à faire revenir en 1957 la production industrielle du pays à son niveau d'avant-guerre. Prenant pour modèle la modernisation stalinienne de l'URSS, basée sur une centralisation étatique forte et une suppression des entreprises privées. Un plan se concentrant sur la croissance de la production industrielle, notamment militaire, et agricole pour la période 1957-1961 prend la suite. Le pays peut compter sur d'importantes aides venant d'alliés communistes. La Russie soviétique fournit directement 30 % des revenus de l'État nord-coréen en 1954, ainsi que de nombreux spécialistes, et fournit des denrées à prix avantageux. La Chine de Mao maintient ses troupes jusqu'en 1958, qui fournissent une main-d'œuvre importante lors de la reconstruction. La collectivisation des terres se fait de manière fluide et est finalisée en 1957. Les villages sont regroupés en coopératives de plus en plus grandes, la mise en commun des terres permettant une mécanisation de l'agriculture et une hausse des rendements. Contrairement au Sud, les femmes constituent une part importante de la main-d'œuvre. Inspiré par le modèle du Stakhanovisme soviétique puis du Grand Bond en avant de la Chine de Mao, Kim Il-sung lance un programme similaire en décembre 1956, le mouvement Ch'ŏllima, qui organise de larges portions de la population pour travailler pendant de longues heures dans l'industrie et la construction. Enfin, un effort important est engagé dans l'alphabétisation et l'instruction, et dès la fin des années 1950 une scolarisation obligatoire de neuf ans est inscrite dans la loi. L'enseignement supérieur est aussi structuré avec à son sommet l'Université Kim Chaek chargée de l'enseignement technique et l'Université Kim Il-sung pour les enseignements plus élitistes. L'effort de production se concentre cependant globalement sur l'autosuffisance et favorise la production militaire jusqu'à la fin des années 1960 ; dans le même temps, le contrôle politique prend le pas sur l'expertise technique, ce qui entraine une stagnation de l'économie, puis un certain déclin dès les années 1970.
Les années 1970 voient l'économie nord-coréenne s'enfoncer dans un certain marasme. Deux plans de modernisation pour les périodes 1971-1977 et 1978-1984 ne parviennent pas à atteindre les objectifs de productions annoncés. L'État cherche alors à attirer des investissements occidentaux, mais le premier choc pétrolier de 1973 et la récession mondiale qui s'ensuit limitent grandement les opportunités. Ne parvenant pas à honorer les dettes contractées à l'étranger, l'État ne parvient plus à convaincre de potentiels investisseurs. Le marasme économique s'aggrave lors des années 1980, et malgré de nouvelles tentatives pour attirer des investissements étrangers, l'essentiel des fonds obtenus provient de la communauté nord-coréenne installée au Japon.

###### Une société contrôlée et militarisée
La dimension militariste du pays s'affirme dès les années 1950. En 1958 pour faire face au retrait des troupes chinoises du pays, la milice des Gardes rouges des ouvriers et paysans est créée, corps qui rassemble peu ou prou la totalité de la population adulte en âge de combattre. En 1970, une organisation de jeunesse est créée au sein de cette milice, qui réunit les jeunes de 15 à 17, dont les effectifs se montent à 1,2 million de membres à la date de sa création. Dès l'âge de 7 ans, l'usage des armes à feu commence à être enseigné. La population est régulièrement mobilisée dans des exercices militaires pour s'assurer de sa préparation, et est soumise à une propagande intense qui véhicule l'idée de l'imminence d'une agression extérieure.
Le régime nord-coréen cherche aussi à structurer la société idéologiquement. Le Juche est utilisé à partir de 1955 et prend une importance de plus en plus centrale, et est enseigné et commenté des écoles aux usines. Intégré à la constitution en 1972, il prend un tour de plus en plus nationaliste et xénophobe à partir des années 1970. Pour la première fois un système de pensée n'est pas emprunté à l'étranger comme le bouddhisme ou le néoconfucianisme, mais développé depuis la Corée pour servir les besoins de l'État. Avec le culte de la personnalité qui se développe autour de Kim Il-sung, la place de ses écrits prend une place de plus en plus importante pour « guider » le peuple. La population commence à porter des badges à son effigie dès les années 1970, et des autels le célébrant sont érigés dans tout le pays. Ce culte s'étend au reste de la famille Kim, avec l'intégration du fils Kim Jong-il à la propagande, mais aussi à l'arrière-grand-père que le régime commence à faire passer pour l'auteur de la charge contre l'USS Général Sherman en 1866. Tous les arts sont alors mobilisés pour assurer cet endoctrinement. Ce transfert de base idéologique du régime sur le Juche permet à celui-ci de mieux résister à la chute du communisme qui s'amorce à partir de la fin des années 1980.
La société est structurée en plusieurs rangs selon la classification Sŏngbun qui voit le jour entre 1957 à 1960, puis est revue entre 1964 et 1969 pour définir 51 rangs dans la population. Un tiers est défini comme étant issu d'opposants au régime (liés à des familles de commerçants, de collaborateurs avec les Japonais, ou chrétiens), un tiers comme protecteurs du régime (membres du parti communiste). Une série de mesures de discrimination basée sur cette hiérarchisation rigide, portent sur l'accès à l'enseignement supérieur, au rationnement, ou encore aux lieux de résidence autorisés, etc.. Le rythme de la journée est dicté par l'État. Quelques artistes officiels comme l'auteur Han Sŏrya ou la chorégraphe Ch'oe Sŭng-hŭi sont un temps mis en avant par le régime, avec d'être victimes de purges dès les années 1960. Des opéras révolutionnaires dont les pièces sont parfois écrites directement par Kim Jong-Il comme Mer de sang déclinent le thème de l'oppression japonaise vaincue par des paysannes révolutionnaires. En marge de ces créations officielles continuent de prospérer d'autres pratiques plus traditionnelles comme le port du hanbok pour les femmes, et le jeu de kayagŭm.

###### Des relations internationales à l'équilibre entre Chine et Union soviétique

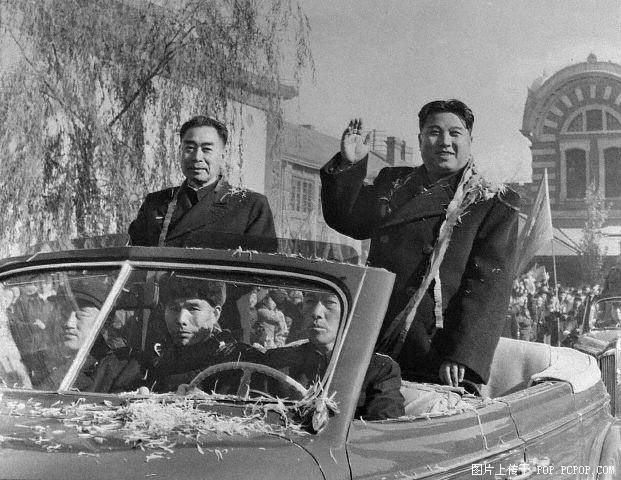
Kim Il-sung et Zhou Enlai à Pékin en 1958.

La Corée du Nord passe l'essentiel de la guerre froide à chercher à exploiter la rivalité entre l'Union soviétique et la Chine maoïste à son avantage. Les deux pays versent ainsi respectivement 1,1 milliard de dollars et 0,6 milliard de dollars à la Corée du Nord entre 1945 et 1970. Si les relations avec l'Union soviétique sont initialement bonnes, et que celle-ci fournit d'importants aides au régime nord-coréen, la déstalinisation qui s'y opère à partir de 1956 rend les deux pays de plus en plus distants, allant presque jusqu'à la rupture en 1964. La Corée du nord favorise alors les échanges avec la Chine. La normalisation des relations entre cette dernière et les États-Unis dans les années 1970 a pour effet de repousser la Corée du Nord vers le camp soviétique, notamment après que la défense aérienne soviétique a abattu un Boeing 747 de la Korean Air Lines en 1983.
Les relations avec la Corée du Sud et son allié américain restent exécrables pendant la période, le Nord espérant toujours unir la péninsule sous sa direction. Dès la fin de la période de la reconstruction, le pays cherche la confrontation au travers d'une série d'incidents plus ou moins graves. Des agents agitateurs sont envoyés au Sud lors des années 1960 pour chercher sans succès à déclencher des troubles dans le pays. En 1968, des soldats infiltrés tentent un raid contre la Maison Bleue dans le but d'assassiner le président Park Chung-hee. Deux jours après l'échec de ce raid, le navire de recherche de l'US Navy, l'USS Pueblo est arraisonné, et son équipage retenu prisonnier. L'année suivante, un vol de la Korean Air est détourné par le Nord. Une série de tunnels d'agression sous la frontière entre les deux Corées sont percés pour préparer une invasion du sud, mais découverts. En 1983, lors de l'attentat de Rangoun le président sud-coréen échappe à une tentative d'assassinat, et en 1987 un Boeing 707 de Korean Air explose en vol à la suite de la pose d'une bombe par des agents nord-coréens. Quelques épisodes de réchauffements relatifs ont lieu, dont des premières discussions inter-coréennes en 1972, suivies d'une autre série dans les années 1980, puis en 1990 et 1991, mais restent sans avancées significatives.

#### Deux États dans un monde multipolaire depuis 1991

##### Au sud, une démocratisation et un essor économique fort

###### Une transition démocratique fluide

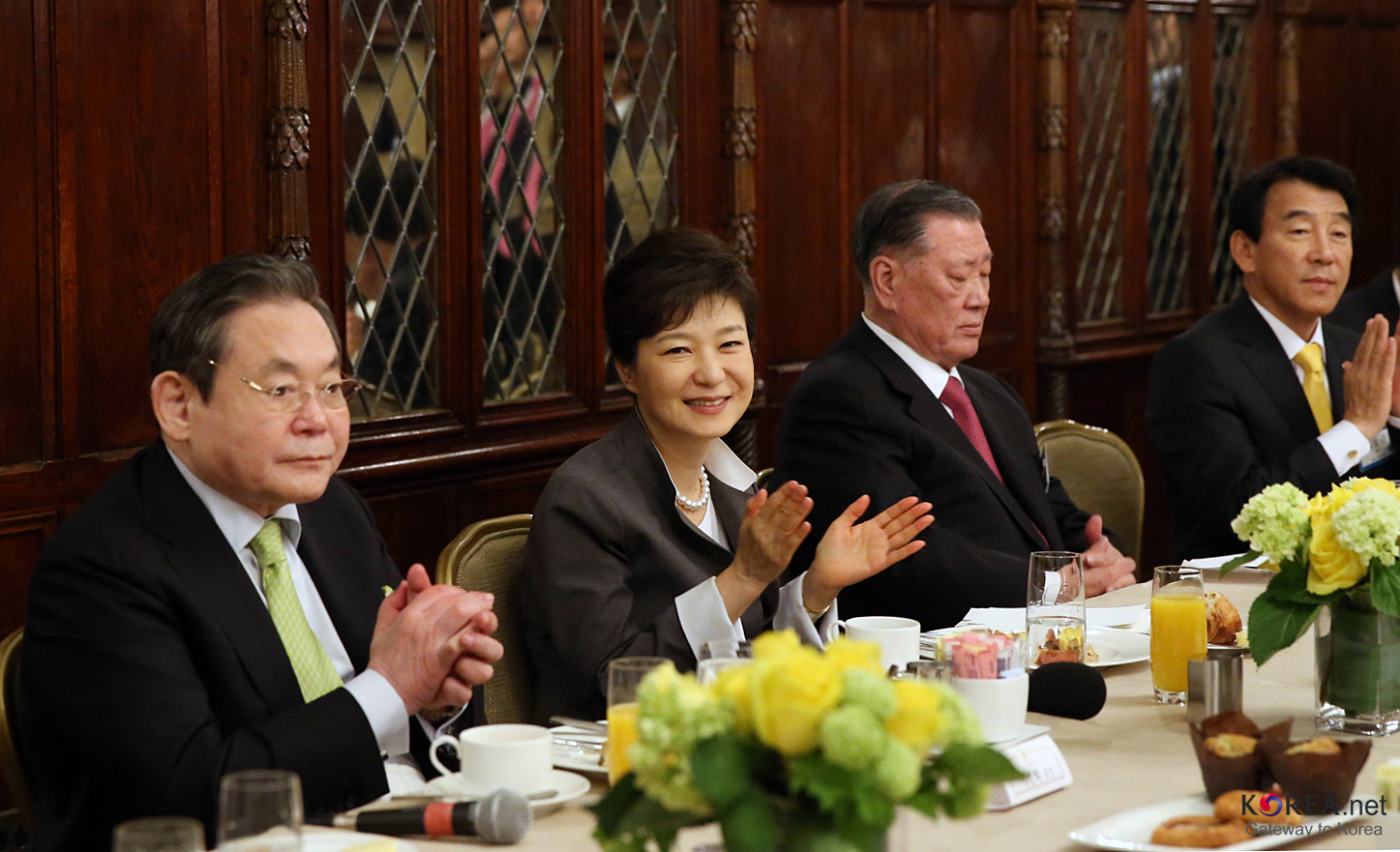
La présidente Park Geun-hye entourée des présidents de chaebols Lee Kun-hee (Samsung) et Chung Mong-koo (Hyundai). La collusion entre dirigeants politiques et économiques est à l'origine de plusieurs affaires, dont le scandale Choi Soon-sil en 2016.

La Sixième République qui se met en place en 1987 voit un régime démocratique s'affirmer. Kim Young-sam devient le premier civil à exercer comme président depuis 1961. Il écarte un nombre important d'anciens hauts responsables du régime précédent et fait voter une série de lois contre la corruption qui rendent inéligibles les personnes s'étant enrichies de manière illégale. La transition politique qui accompagne l'élection de Kim Dae-jung en 1998 n'entraine aucun remous, alors que ce dernier était l'un des opposants les plus radicaux au pouvoir militaire moins de dix ans plus tôt. Les décennies suivantes voient des présidents conservateurs (Kim Young-sam de 1993 à 1998, Lee Myung-bak de 2008 à 2013, Park Geun-hye de 2013 à 2017) et libéraux-progressistes (Kim Dae-jung de 1998 à 2003, Roh Moo-hyun de 2003 à 2008, Moon Jae-in de 2017 à 2022) alterner au pouvoir dans le même respect des institutions démocratiques. La démocratie locale bénéficie d'une loi en 1994 qui fait élire au suffrage universel les dirigeants des villes, districts, et provinces. Des problèmes de collusion entre dirigeants politiques et économiques perdurent, et des affaires politico-judiciaires continuent d'émailler la période, poussant à la démission plusieurs gouvernements.

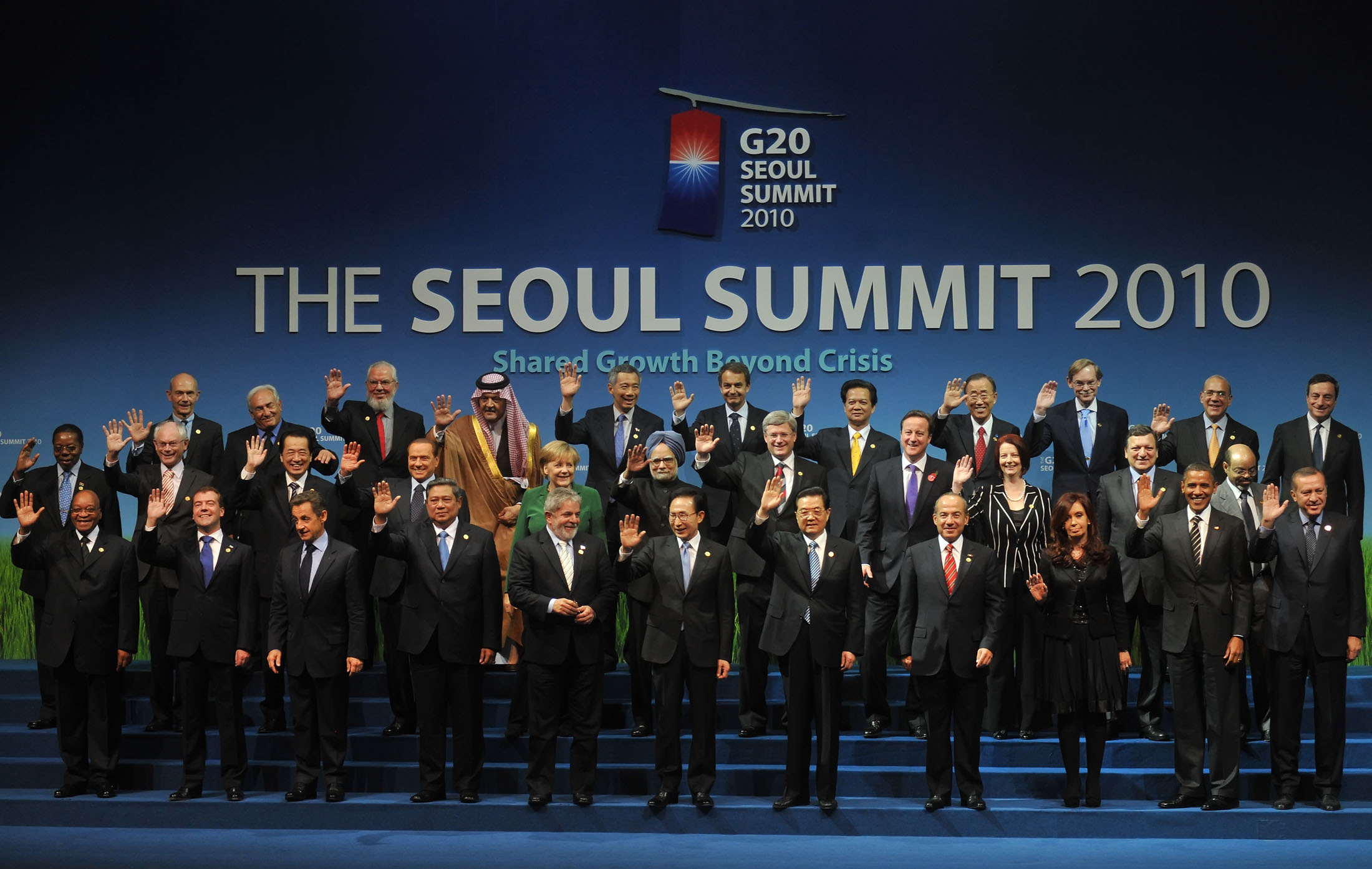
Le pays accueille le sommet du G20 de 2010. Pour la première fois un État non membre accueille un sommet, signe d'une montée en puissance de la diplomatie du pays.

La politique étrangère de la Corée du Sud reste dominée par trois contraintes lors de cette période : sa relation d'allié avec les États-Unis, la question de la réunification de la Corée et du rapport à la Corée du Nord, et la réémergence de la puissance chinoise. La politique du rayon de soleil est poursuivie à destination de la Corée du Nord par les présidents Kim Dae-jung puis Roh Moo-hyun de 1998 à 2008, et permet quelques avancées symboliques, comme des investissements économiques dans le pays. Pour la première fois, les dirigeants des deux pays se rencontrent physiquement en 2007 puis en 2007 à l'occasion de sommets inter-coréens. Cette politique est cependant décriée par les conservateurs sud-coréens mais aussi par l'allié américain. L'administration George W. Bush classe en effet la Corée du Nord dans l'« Axe du Mal », et la Corée du Sud participe dans le même temps à la « guerre contre le terrorisme » en fournissant plusieurs milliers de soldats pour l'occupation américaine de l'Irak en 2004. Le soutien à la politique étrangère américaine est d'autant plus difficile à concilier que lors des années 2000 la Chine devient le premier partenaire économique de la Corée du Sud, devant les États-Unis. Des questions historiques et mémorielles viennent aussi régulièrement troubler les relations de la Corée du Sud avec ses voisins asiatiques : prétentions de la Chine sur la controverse du Koguryŏ, questions relatives à la colonisation avec le Japon, dont celui des « femmes de réconfort », questions relatives à la guerre avec le Viêt Nam, dont celui des « Lai Đại Hàn ».

###### Une économie attaquée mais s'affirmant
L'économie de la Corée du Sud connait une phase de ralentissement de la croissance du PIB au début des années 1990, proche de celui des autres pays développés. Le poids de son secteur tertiaire atteint les 52 %, et son secteur secondaire 40 %. Son endettement est lui en hausse en raison d'un balance commerciale fortement déficitaire. Si le pays intègre officiellement l'OCDE en décembre 1996, il est frappé de plein fouet par la crise économique asiatique de 1997. Face à une perte importante de la valeur de sa monnaie, le pays ne peut plus faire face aux remboursements de dettes et est contraint d'emprunter 57 milliards de $ au FMI. Ce dernier contraint alors le pays à des réformes structurelles libérales de son économie, notamment dans le secteur financier et sur son droit du travail. Le pays voit alors sa production industrielle évoluer, l'industrie lourde laissant sa place de moteur économique au secteur des nouvelles technologies. Des chaebols comme SK, LG, Hyundai, et Samsung investissent massivement de ce dernier secteur. Les exportations dans ce domaine atteignent déjà 75 milliards de $ dès 2004.
Le pays doit cependant faire face à une concurrence croissante sur ses secteurs traditionnels d'exportations comme la production d'acier, et la construction navale. La Chine en particulier la concurrence sur ces secteurs traditionnels, mais comble aussi son retard dans le domaine des nouvelles technologies, et devient aussi un concurrent dans ce domaine. Le pays passe néanmoins de la 11e place au rang des pays par PIB en 2002 au 9e rang en 2011, et le revenu annuel moyen franchit la barre des 20 000 $ par an et par habitant en 2006.
Les politiques culturelles permettent au secteur du divertissement de se développer, et il croît de 8,5 milliards de $ en 1999 à 43,5 milliards de $ en 2005. La popularité de celui-ci en Asie déclenche une hallyu ou « vague coréenne », et la valeur des exportations de produits culturels franchit le cap du milliard de dollars en 2005. L'image positive de la Corée du Sud véhiculée par ces médias se transmet à d'autres productions, et porte les exportations coréennes dans la région, avant de préfigurer un début de soft power. Le succès de Gangnam Style de Psy en 2012 permet pour la première fois à la K-pop de percer à l'échelle mondiale.

###### Une société et une culture modernes
La population doit faire face à un vieillissement accentué par une baisse du taux de natalité. Si l'indice de fécondité est de 6 en 1960 et se maintient à un niveau élevé jusqu'aux années 1970, il chute sous l'effet de politique de contrôle des naissances, et atteint 4,53 en 1970, puis 2,87 en 1980, et 1,59 en 1990. Le phénomène s'accentue avec la crise de 1997 et l'instabilité économique résultante pour atteindre 1,47 en 2000 puis 1,08 en 2005, le plus bas au monde. Pour la première fois en 2020, le taux de mortalité dépasse le taux de natalité. La population qui atteint alors un pic de 51,8 millions d'habitants commence à régresser.
La structure familiale évolue. Le nombre de personnes par foyer étant divisé par deux en 20 ans pour atteindre 2,8 en 2007, et le taux de divorce triple entre 1995 et 2005 pour atteindre 2,6 pour 1000. Le nombre de mariages interraciaux se développe, initialement poussé par les hommes vivant dans les campagnes. Un tiers d'entre eux ont ainsi en 2006 une compagne étrangère, essentiellement en provenance de pays asiatiques. À l'échelle nationale, ce taux atteint 13 % en 2005. L'émigration des décennies passées, favorisée par les faibles conditions de vie, s'est muée en une diaspora coréenne estimée à 6,5 millions de personnes en 2007, constituée d'émigrants de première et seconde génération. 1,8 million d'entre eux vivent ainsi en Chine, et 2,5 millions aux États-Unis. La prospérité économique des années 1980 a enrayé une partie du phénomène, et transformé le pays en terre d'immigration. Le nombre de résidents étrangers passe la barre du million de personnes en 2007, soit 2 % de la population.

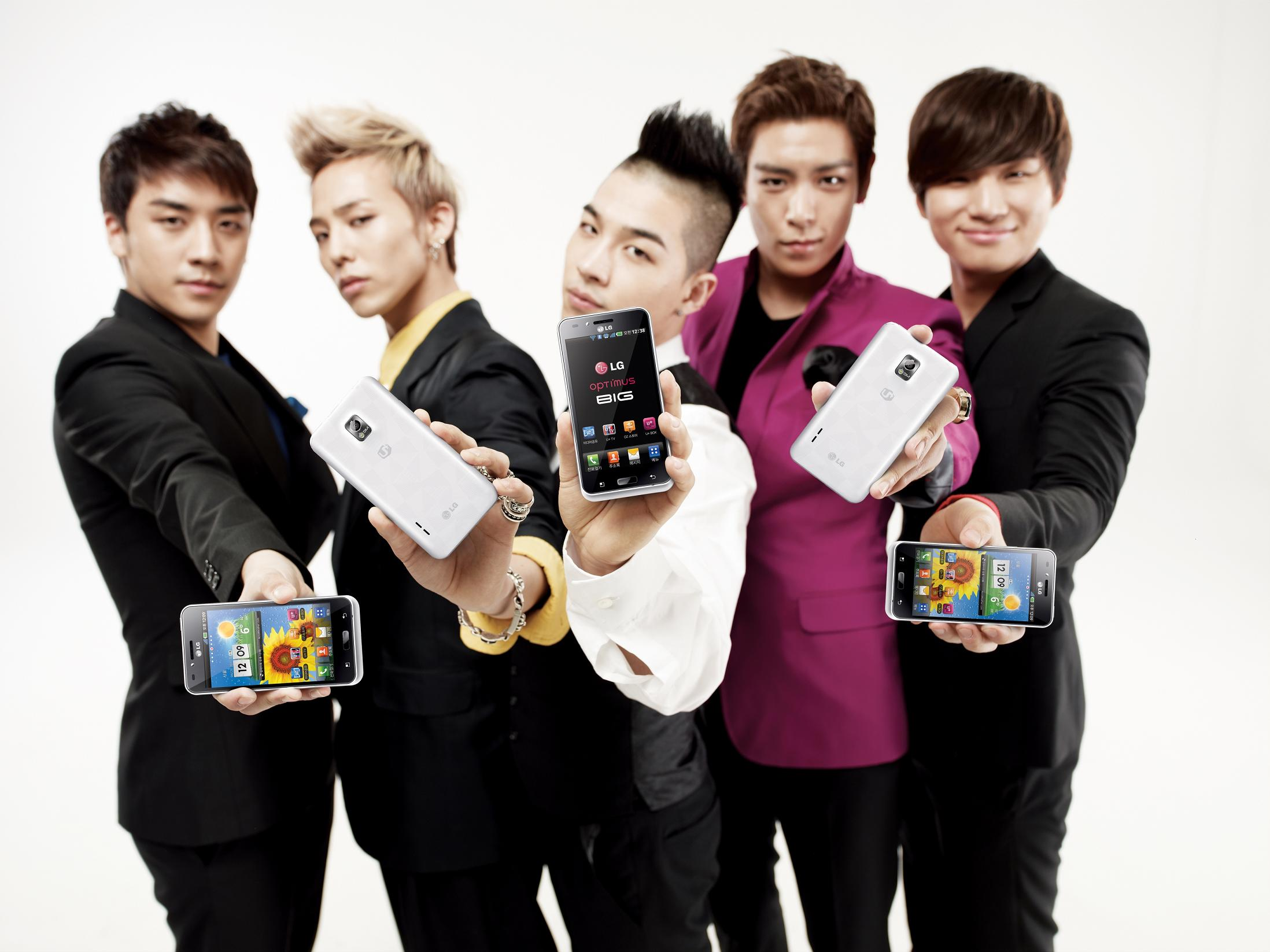
Groupe de K-pop Big Bang utilisé par l'entreprise LG pour faire la promotion de ses téléphones portables.

Dans le domaine des arts, la littérature coréenne voit plusieurs auteurs atteindre une certaine notoriété comme Park Kyung-ni (1926-2008), auteure de la saga La terre qui est par la suite adaptée dans plusieurs médias, ou encore Jo Jung-Rae (né en 1943), auteur lui de La Chaîne des monts Taebaek. À côté de cette littérature aux échos souvent politiques ou sociaux se développe aussi une littérature questionnant différents aspects de la modernité comme celle, à la fin des années 1990, début des années 2000, de Kim Young-ha, de Park Min-gyu, ou de Kim Ae-ran. La bande dessinée coréenne, les Manhwa, touche une population plus jeune. Le cinéma sud-coréen voit des figures comme Im Kwon-taek, Park Chan-wook (Old Boy en 2003) ou Bong Joon-ho (Parasite en 2019) accéder une certaine popularité à l'étranger. Plusieurs productions télévisuelles rencontrent le même écho en Asie, comme Winter Sonata en 2002 ou Dae Jang Geum en 2004, formant la tête de pont d'une « vague coréenne », ou Hallyu, dans la région.

##### Au nord, un pouvoir isolé et une économie dévastée

###### Effondrement économique et reconstruction

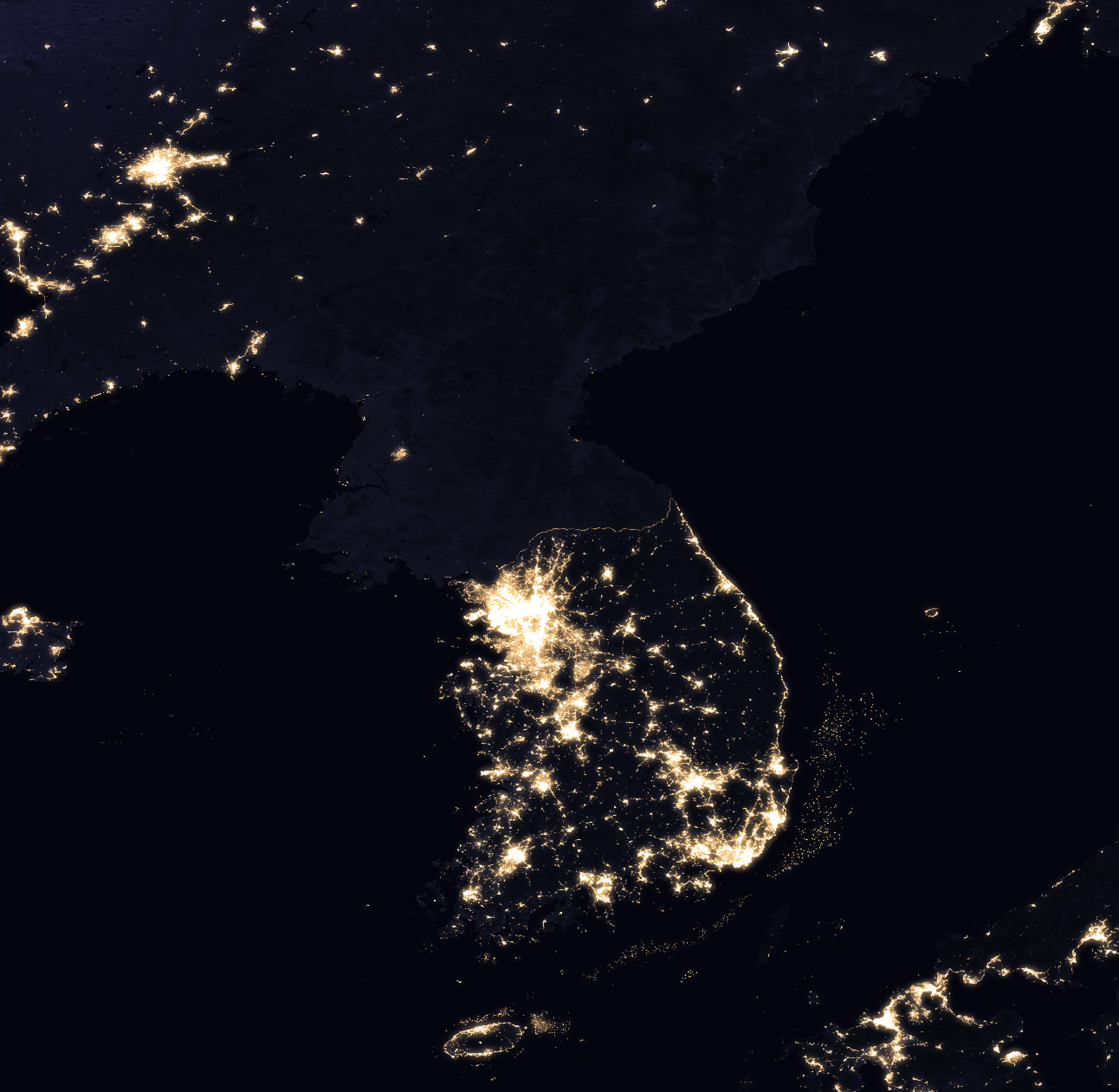
La péninsule coréenne vue de nuit. Au nord, l'usage d'électricité est bien moins visible qu'au sud.

La chute du régime soviétique en 1991 a des répercussions majeures pour le régime de P'yŏngyang. L'arrêt de la fourniture de carburants à bas coûts ne permet plus de soutenir une industrie vieillissante, une armée pléthorique, et une agriculture mécanisée. Des aléas climatiques renforcent le phénomène, qui débouche sur une série de famines de 1994 à 1997, causant la mort de 500 000 à 2 millions de personnes. Le contrôle de l'État sur la population s'en trouve fragilisé, et une économie informelle se développe en dehors des grands centres urbains. Dans les régions frontalières avec la Chine, plusieurs dizaines de milliers de Nord-coréens franchissement illégalement la frontière et vont s'établir dans la région frontalière chinoise de Yanbian où historiquement vit une forte minorité d'origine ethnique coréenne. De là, ils peuvent faire parvenir des aides matérielles à leurs familles. Des réformes sont adoptées pour encadrer et taxer ces pratiques à partir de 2002, inspirées de mesures mises en place en Chine des décennies plus tôt. Des technocrates commencent aussi à accéder aux plus hautes sphères de l'État, comme Pak Pong-ju qui devient premier ministre de Kim Jong-il en 2003, et qui pousse une série de réformes économiques. Pour accueillir des investissements venant du sud, résultats de la politique du rayon de soleil initiée en Corée du Sud en 1998, la zone industrielle de Kaesong est ouverte en 2004, et le tourisme bénéficie de l'ouverture de la région touristique des monts Kumgang dès 1998.
Une politique de confrontations permet au gouvernement du Nord de négocier des aides en nature contre l'abandon de façade de programmes balistiques ou nucléaires. Des problèmes de corruption et de trafics internationaux dans les hautes sphères de l'État se développent, les moyens de l'armée étant parfois utilisés pour enrichir quelques hauts cadres de celle-ci. Pour limiter le développement d'une économie souterraine, la monnaie est dévaluée de 99 % en fin d'année 2009. En 2006, la Banque mondiale estime que le revenu par an et par habitant est vingt fois inférieur au nord qu'au sud, alors que les deux économies étaient encore comparables dans les années 1970.

###### Stratégie de l'affrontement
L'exercice du pouvoir par la dynastie Kim se concrétise à la mort de Kim Il-sung en 1994. La succession par son fils Kim Jong-il, préparée dès la fin des années 1970, se réalise sans incident particulier. À la mort de celui-ci en 2011, son fils Kim Jong-un lui succède dans des conditions semblables. Kim Jong-il parvient à prendre appui sur l'armée en réaffirmant sa prévalence, et sur les divisions dans la bureaucratie pour affirmer son pouvoir lors de son règne. À l'opposé, Kim Jong-un fait procéder à des purges dans les hautes sphères de l'État dès 2013, et base sa politique sur des séries de provocations et de négociations pour aboutir aux versements d'aides par la communauté internationale.
Le programme nucléaire nord-coréen fait l'objet d'un accord avec l'administration américaine sous Bill Clinton en 1994 aux termes duquel la Corée du Nord laisse visiter ses installations nucléaires par des inspecteurs internationaux en échange de pétrole. Le test de missiles balistiques Kwangmyŏngsŏng en 1998 aboutit à des effets similaires avec l'arrivée d'une aide humanitaire dès l'année suivante. De la même manière, des aides sont négociées pour permettre la mise en place de la Politique du rayon de soleil par le pouvoir sud-coréen à partir de 1998. Le premier essai nucléaire nord-coréen du 9 octobre 2006, précédé par un test de missile longue portée le 4 juillet de la même année, aboutit lui dès 2007 à de nouvelles livraisons de pétrole et au dégel de fonds détenus à l'étranger par des proches du régime. De nouveau, lors de la crise des missiles nord-coréens de 2013, puis de 2018, une stratégie similaire est déployée, amenant cette fois au sommet inter-coréen d'avril 2018 lors duquel, pour la première fois, un président américain, Donald Trump, met le pied sur le territoire de Corée du Nord.
- Signature d'un traité d'amitié par Kim Jong-un et Donald Trump en 2018.
- Missiles balistiques présentés lors d'une parade militaire en 2013.